# Empire byzantin
Empire romain d'Orient
Vous lisez un « article de qualité » labellisé en 2019.
17 janvier 395 – 13 avril 1204
(809 ans, 2 mois et 27 jours)
25 juillet 1261 – 29 mai 1453
(191 ans, 10 mois et 4 jours)
Entités précédentes :
- Empire romain unitaire
- Royaume ostrogoth en Italie
- Royaume wisigoth en Espagne du Sud-Est
- Royaume vandale en Afrique du Nord
- Despotat d'Épire
- Empire de Nicée

Entités suivantes :
- Califat omeyyade au Moyen-Orient et en Afrique du Nord
- Royaume lombard en Italie
- Sklavinies et Valachies dans les Balkans
- Premier Empire bulgare puis Second Empire bulgare dans les Balkans
- États pontificaux (Exarchat de Ravenne)
- République de Venise
- République de Gênes
- États latins d'Orient
- Duché d'Athènes
- Empire de Trébizonde
- Empire de Nicée
- Despotat d'Épire
- Despotat de Morée
- Empire ottoman

L’Empire romain d'Orient, ou Empire byzantin, est l'État apparu vers le IVe siècle dans la partie orientale de l'Empire romain, au moment où celui-ci se divise progressivement en deux. Il se caractérise par sa longévité : il puise ses origines dans la fondation même de Rome, bien que la datation de ses débuts change selon les critères choisis par chaque historien. L'année 330 et la fondation de Constantinople, sa capitale, par Constantin Ier, ou 395 et la division définitive d’un Empire romain qui devenait de plus en plus difficile à gouverner, sont les deux dates de naissance les plus communément adoptées. Plus dynamique qu’un monde romain occidental dont l'administration effective est de plus en plus le fait des élites barbares à la suite de leur arrivée progressive par traité ou par conquête, l’Empire d’Orient s’affirme progressivement comme une construction politique originale. Indubitablement romain, cet empire est aussi chrétien et de langue principalement grecque. En 476, le dernier empereur d'Occident abdique, l'empereur byzantin devient alors l'unique souverain de l'Empire romain en titre.
À la frontière entre l’Orient et l’Occident, mêlant des éléments provenant directement de l'Antiquité avec des aspects innovants dans un Moyen Âge parfois décrit comme grec, il devient le siège d’une culture originale qui déborde bien au-delà de ses frontières, lesquelles sont constamment assaillies par des peuples nouveaux. Tenant d’un universalisme romain, il parvient à s’étendre sous Justinien Ier (empereur de 527 à 565), retrouvant une partie des antiques frontières impériales, avant de connaître une importante rétraction. C’est à partir du VIIe siècle que de profonds bouleversements frappent l’Empire byzantin. Contraint de s’adapter à un monde nouveau dans lequel son autorité universelle est contestée, il rénove ses structures et parvient, au terme de la crise iconoclaste, à connaître une nouvelle vague d’expansion qui atteint son apogée sous Basile II (qui règne de 976 à 1025). Les guerres civiles autant que l’apparition de nouvelles menaces forcent l'Empire à se transformer à nouveau sous l'impulsion des Comnènes, avant d’être disloqué par la quatrième croisade lorsque les croisés s'emparent de Constantinople en 1204. S’il renaît en 1261, c’est sous une forme affaiblie qui ne peut résister aux envahisseurs ottomans ni à la concurrence économique des républiques italiennes (Gênes et Venise). La chute de Constantinople en 1453 marque sa fin.
Tout au long de son histoire millénaire, une continuité autant que des ruptures rythment l’existence de l’Empire byzantin, objet complexe à analyser dans sa diversité. Héritier d’une riche culture gréco-romaine, il la fait vivre et contribue à la transmettre à l’Occident au moment de la Renaissance. Il développe sa propre civilisation, profondément empreinte de religiosité. Pilier du monde chrétien, il est le défenseur du christianisme orthodoxe qui rayonne dans l’Europe centrale et orientale où son héritage est encore vivace aujourd’hui, tandis que la séparation des Églises d'Orient et d'Occident inaugure la rupture progressive avec le catholicisme romain.
Qualifié d’« archaïque » ou de « déclinant » dans l’historiographie ancienne, parfois empreint de mishellénisme, l’Empire byzantin a fait preuve d’une remarquable capacité d’adaptation face aux évolutions du monde qui l’entoure et aux menaces qui l’assaillent constamment, souvent sur plusieurs fronts. Il parvient souvent habilement à user de la diplomatie autant que de la force pour contenir ses ennemis. Sa situation exceptionnelle, au carrefour entre l'Orient et l'Occident dont il contribue à brouiller les frontières, entre monde méditerranéen et bassin pontique, lui permet de développer une économie dynamique, symbolisée par sa monnaie, souvent utilisée bien au-delà de ses frontières. Cette même abondance suscite aussi les convoitises de voisins ambitieux qui se heurtent régulièrement aux puissantes murailles de Constantinople. Celle-ci, plus encore que Rome pour l’Empire romain antérieur, est le centre du monde byzantin. Même lors de son déclin à partir de 1204, il préserve une vivacité culturelle qui favorise l’émergence de la Renaissance européenne.
Les jugements sur l’Empire byzantin ont profondément varié en fonction des époques. Considéré comme un modèle à suivre par les régimes absolutistes du XVIIe siècle, il est, au XVIIIe siècle, vivement dénoncé pour cette même raison par les critiques de l’absolutisme, et décrit comme décadent. Ces interprétations ont laissé place à des perspectives historiques plus scientifiques. L’héritage du monde byzantin est cardinal dans la compréhension du monde slave, auquel il a laissé un alphabet et une religion. Au-delà, il a su rayonner, transmettant un droit romain codifié, des chefs-d’œuvre architecturaux, incarnés par la basilique Sainte-Sophie, et, plus largement, une culture originale.

## Dénomination
C’est l’historien allemand Hieronymus Wolf qui fonde l’étude de l’histoire byzantine en tant que thème à part entière en 1557 avec son Corpus historiæ byzantinæ. Ce n’est qu’en 1857 que l’appellation « Empire byzantin » est diffusée par l’historien George Finlay pour désigner ce que certains historiens appelaient « période du Bas-Empire ». Bien qu’il s’agisse d’un exonyme, la dénomination « Empire byzantin » a finalement aussi été adoptée en grec moderne (Βυζαντινή αυτοκρατορία / Vyzantiní avtokratoría) et dans la communauté internationale des historiens pour distinguer l’histoire de l’Empire romain d’Orient considérée comme une histoire grecque.
Pour leur part, les citoyens de l’Empire d’Orient nommaient leur État Βασιλεία τῶν Ῥωμαίων - Basileía tôn Rhômaíôn (« Empire des Romains » en grec ancien), et ils ne se sont jamais désignés comme « byzantins », mais se considéraient comme des Romains (Rhomaioi, terme repris par les Perses, les Arabes et les Turcs qui les appellent « Roum »). Les auteurs occidentaux, même s’ils traduisaient cette autodénomination en « Romanie » avant de reprendre le terme pour l'empire latin après 1204, utilisèrent aussi « Imperium Graecorum », « Græcia » ou « Terra Græcorum » et « Grecs » pour leurs citoyens, dont la liturgie, la langue de communication et la culture étaient essentiellement grecques, comme en témoignent aussi Gémiste Pléthon, ainsi que Théodore Métochitès dans ses Commentaires.

## Histoire

Carte animée de l'Empire byzantin du.

L’histoire de l’Empire byzantin, qui s’étend sur une période de plus de 1 000 ans, tire ses origines de la fondation de l’Empire romain. Il n’y a pas de début de l’histoire byzantine, mais deux dates sont à retenir. Celle de 330 marque la fondation de sa capitale, Constantinople, alors même que l’Empire romain est de plus en plus divisé pour des raisons pratiques. Celle de 395 marque la division définitive en deux empires. L’histoire byzantine peut être découpée par les historiens actuels en trois périodes majeures :
- celle de l’Empire romain d'Orient (ou période « paléobyzantine ») du IVe siècle au VIIe siècle qui conserve les caractéristiques classiques de l’Empire romain ;
- la période « mésobyzantine » du VIIe siècle au XIIe siècle où l’Empire byzantin développe des caractéristiques propres ;
- la période « byzantine tardive » du XIIIe siècle au XVe siècle : attaqué de toute part, l’Empire devient une puissance régionale mineure avant de disparaître en tant qu’État, en léguant divers éléments de sa civilisation aux pays orthodoxes et à l’Empire ottoman.

### Empire romain d’Orient durant l’Antiquité tardive (duIVeauVIesiècle)
L’Empire byzantin plonge ses racines dans la période dite de l’Antiquité tardive, débutant traditionnellement avec l’avènement de Dioclétien en 284.

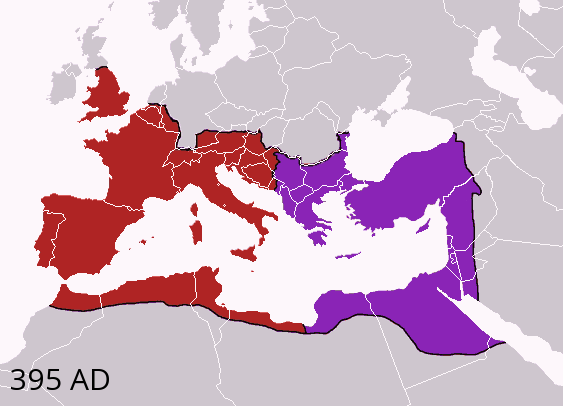
Division de l'Empire romain de 395.

#### Impulsion initiale de Constantin

Le labarum de l'Empire romain d'Orient sous le règne de Constantin le Grand.

L'empereur romain Constantin le Grand, à la suite de sa révélation personnelle en 312, favorise le christianisme et donne une extension considérable à la cité grecque de Byzance à partir de 324. Il en fait la « Nouvelle Rome » (Nova Roma) face à Rome qui — au moins depuis le court règne de l'empereur Maxence — n'est plus résidence permanente de l'autorité impériale. La nouvelle résidence impériale devient capitale de la partie orientale de l'Empire romain. Le nom officiel de la ville ne tarde pas à être remplacé dans le langage courant par la dénomination usuelle de « Constantinople », ce qui n'empêche pas l'appellation « Byzance » de perdurer pendant des siècles. Constantinople reste le siège de l'autorité sous les empereurs suivants bien que tous les empereurs n'y aient pas séjourné très longtemps, en tout cas dans les premiers temps. Ainsi, Julien, dernier empereur païen, et Valens passent le plus clair de leur temps à Antioche, plus proche des frontières conflictuelles à l'est de l'Empire (voir Guerres perso-romaines).

#### Naissance de l'Empire

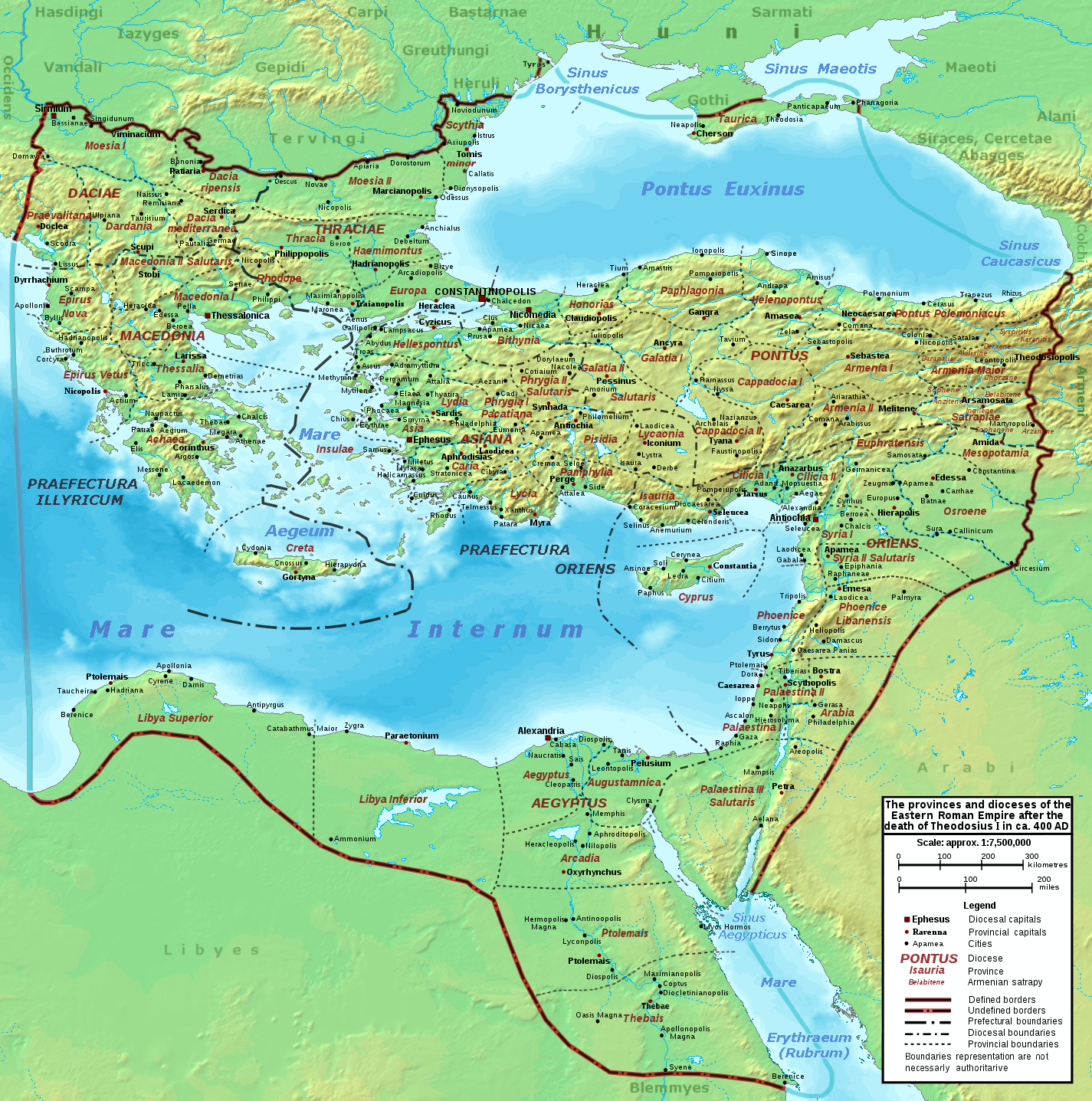
L'Empire romain d'Orient en l'an 400.

En 395, lorsque meurt l'empereur Théodose Ier, et à la suite des nombreuses invasions barbares qui menacent l'Empire, il attribue à ses deux fils, Honorius et Arcadius respectivement un Empire d'Occident et un Empire d'Orient. Cette division de 395 est traditionnellement considérée comme un point de départ pour l'Empire byzantin,.
L'Empire romain a certes connu de telles divisions par le passé, mais celle-ci se révèle bientôt définitive : Arcadius, qui réside à Constantinople, passe donc pour le premier souverain de ce « premier » Empire byzantin. Toutefois, les contemporains n'ont aucune conscience d'une division (comme le démontrent par la suite les campagnes de reconquête de l'empereur Justinien Ier dit le Grand), mais d'un gouvernement collégial, les mêmes lois ont cours dans les deux moitiés de l'Empire (elles sont en général promulguées conjointement par les deux empereurs) et l'empereur d'une partie ratifie l'intronisation d'un successeur dans l'autre partie. Aussi, cette date de 395 n'est pas retenue par tous les historiens comme « origine » de l'Empire byzantin. Si certains le font remonter jusqu'à Constantin, d'autres s'en tiennent à Héraclius (610–641) comme premier souverain byzantin (accélération du processus d'hellénisation de l'État romain). Enfin, Justinien Ier peut aussi être considéré comme le dernier empereur romain.

Grandes Invasions barbares du ; chronologie associée.

À la fin du IVe siècle, au début des « grandes invasions », la partie orientale de l'Empire devient une cible pour les peuples germaniques, notamment les Wisigoths et les Ostrogoths. En 378, à la bataille d'Andrinople, les Goths infligent une cuisante défaite à l'armée romaine d'Orient. Théodose Ier leur concède, en 382, un territoire au sud du Danube en signant un nouveau fœdus avec eux.
À partir du début du Ve siècle, les Germains et les Huns concentrent leurs attaques contre l'Empire d'Occident, plus faible sur le plan militaire. L'Empire d'Orient, pour sa part, doit affronter lors de guerres perso-romaines les assauts de l'Empire perse des Sassanides, seul concurrent à sa mesure, bien que les deux empires restent presque continuellement en paix entre 387 et 502. En 410, la ville de Rome est prise par les Wisigoths, ce qui est un choc pour les Romains, tandis que la partie orientale de l'Empire — si l'on excepte les Balkans — n'est pas inquiétée. De temps en temps, Constantinople s'efforce de venir en aide à l'Occident, comme lors de la malheureuse campagne navale de 467-468 contre les Vandales.
Au Ve siècle, l’Orient connaît une longue période de prospérité économique. Le trésor impérial regorge de numéraires en or. Sous le règne de Théodose II (408-450), la ville de Constantinople continue à s’agrandir et reçoit une nouvelle enceinte, le mur de Théodose. Un code juridique est publié, le code Théodose, applicable dans toutes les parties de l'Empire.

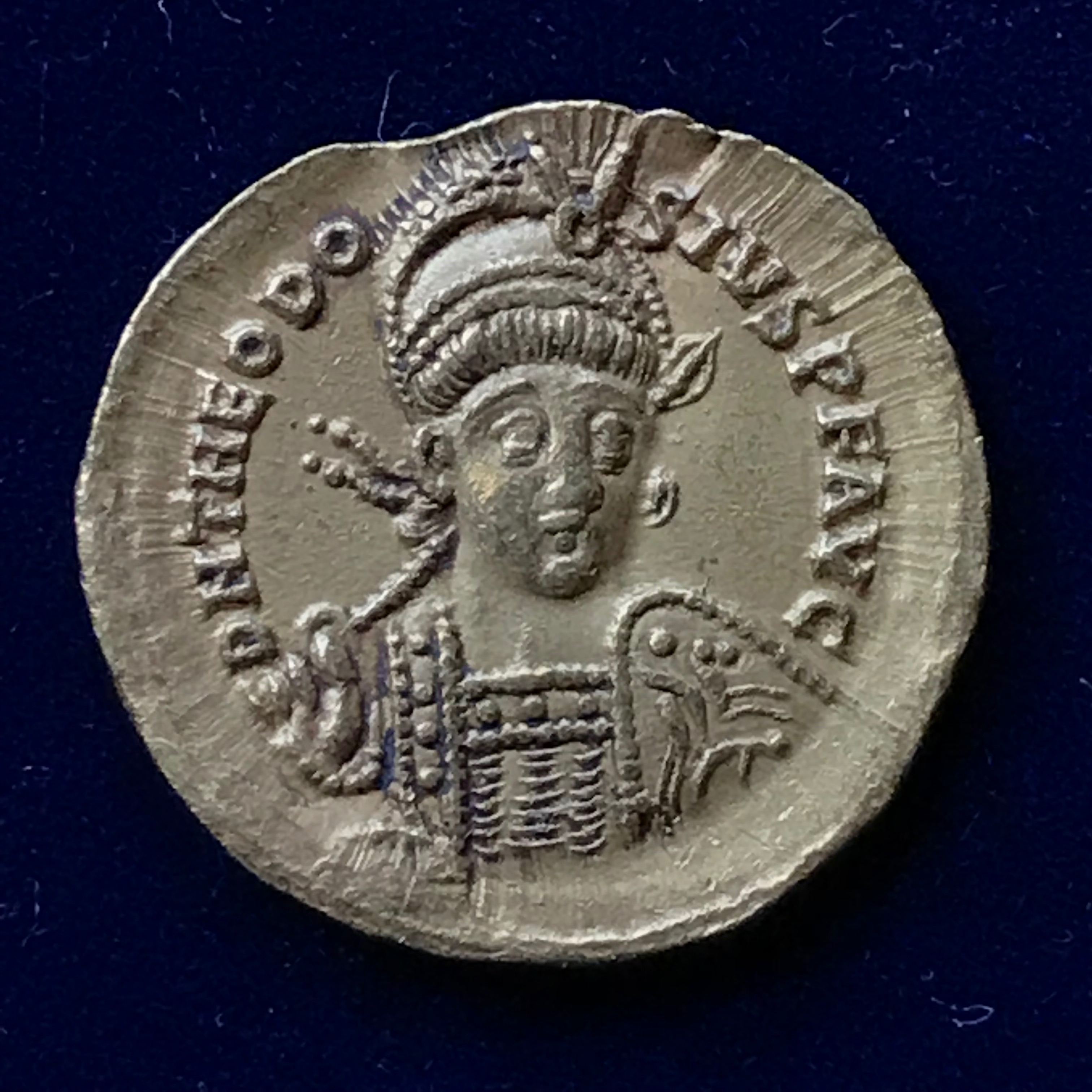
Solidus d'or de Théodose II frappé à Constantinople en 420-423

Cependant l’Empire est déstabilisé par des conflits religieux violents, entre nicéens et ariens et, à partir de 430, entre nestoriens et monophysites. À partir de 440, les Huns menacent l’Empire d’Orient, ravagent les régions danubiennes et obligent Théodose II à payer un tribut annuel. Les raids d'Attila sur l'Occident et sa mort en 453 éloignent le danger. Léon Ier est le premier empereur d’Orient à recevoir la couronne des mains du patriarche de Constantinople. Sous le règne de son gendre Zénon (476-491), l'empereur-usurpateur d’Occident Romulus Augustule est destitué par Odoacre en 476 et le dernier empereur romain d'Occident légitime, Julius Nepos, est assassiné en 480. Zénon reste le seul empereur du monde romain, de la Romanie. Néanmoins, son autorité sur l’Occident n’est que théorique, permettant aux différents souverains barbares ayant contracté un fœdus de légitimer leur pouvoir auprès des populations romanisées et de la hiérarchie ecclésiastique chrétienne.

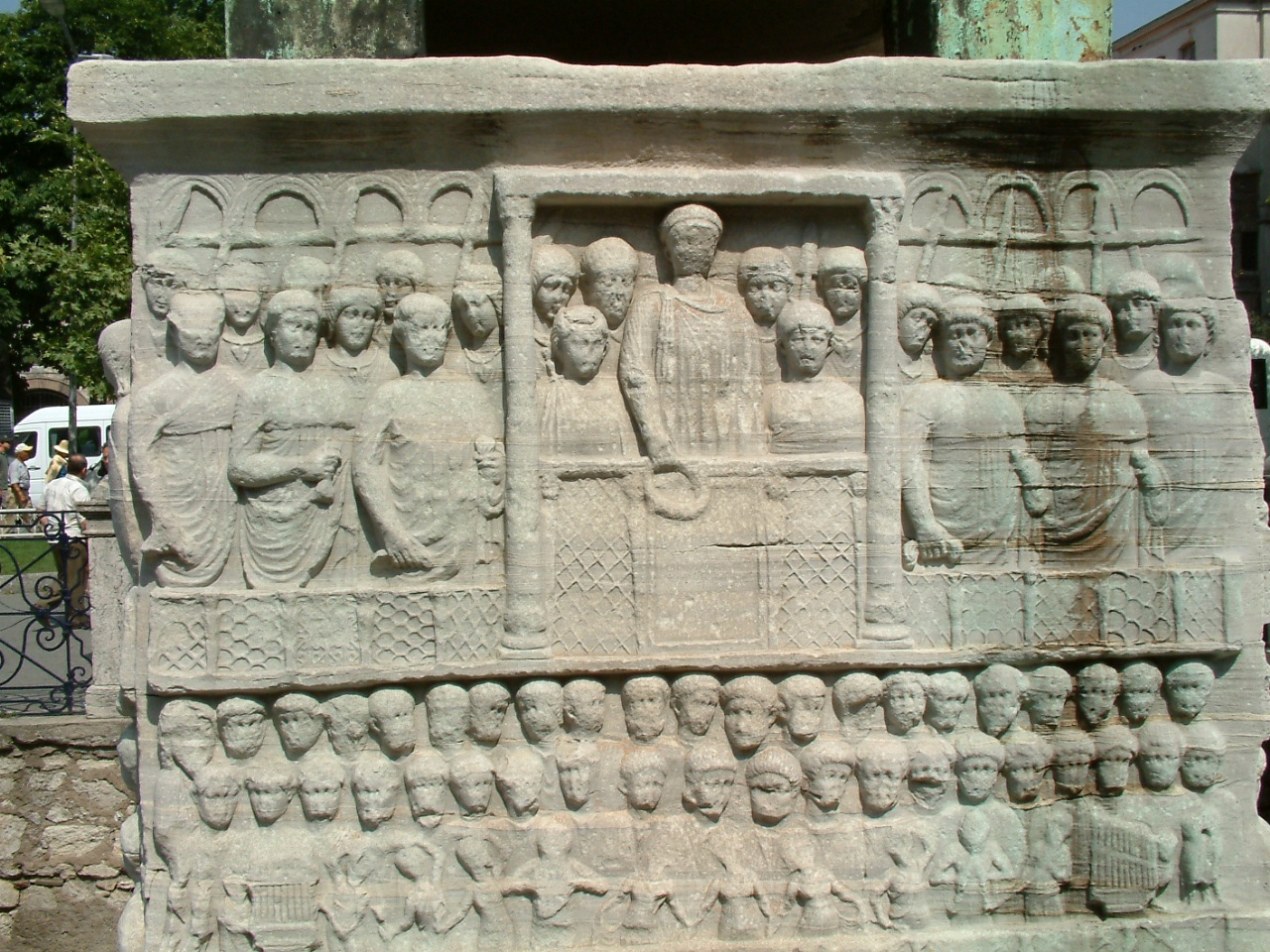
Base de l’obélisque de Théodose, hippodrome de Constantinople, IVe siècle.

Sous le règne de l'empereur Léon Ier, l'Empire doit affronter le problème posé par les troupes d'auxiliaires germaines. Jusqu'à la fin du Ve siècle, la charge de « magister militum » (commandant en chef, un général de haut niveau) revient la plupart du temps à un Germain. Vers 480, avec l'intégration des Isauriens dans le service militaire, on peut envisager de résoudre ce problème en contrebalançant l'influence des Germains. Dans l'armée d'Orient, combattent désormais de plus en plus de sujets de l'Empire. Les empereurs peuvent de ce fait stabiliser leur situation à l'Est. Lorsque Romulus Augustule est déposé en 476, l'Empire d'Orient se retrouve en nette position de force. En 480, les Germains reconnaissent l'empereur d'Orient comme leur seigneur en titre, quand le dernier empereur d'Occident reconnu par Constantinople, Julius Nepos, meurt assassiné, à Salone, en Dalmatie. Zénon envoie Théodoric et ses Ostrogoths conquérir l'Italie en tant que vassal pour chasser Odoacre, devenu encombrant après l'invasion de la Dalmatie romaine, et débarrasser définitivement l'Orient de la menace gothique. Le successeur de Zénon, l'empereur Anastase Ier (491-518), réorganise la perception de l'impôt, ce qui favorise le commerce et l'artisanat des villes, tout en renforçant les capacités financières de l'Empire. En revanche, ses positions religieuses en faveur du monophysisme provoquent de fréquentes révoltes à Constantinople.

#### Apogée territorial sous le règne de Justinien

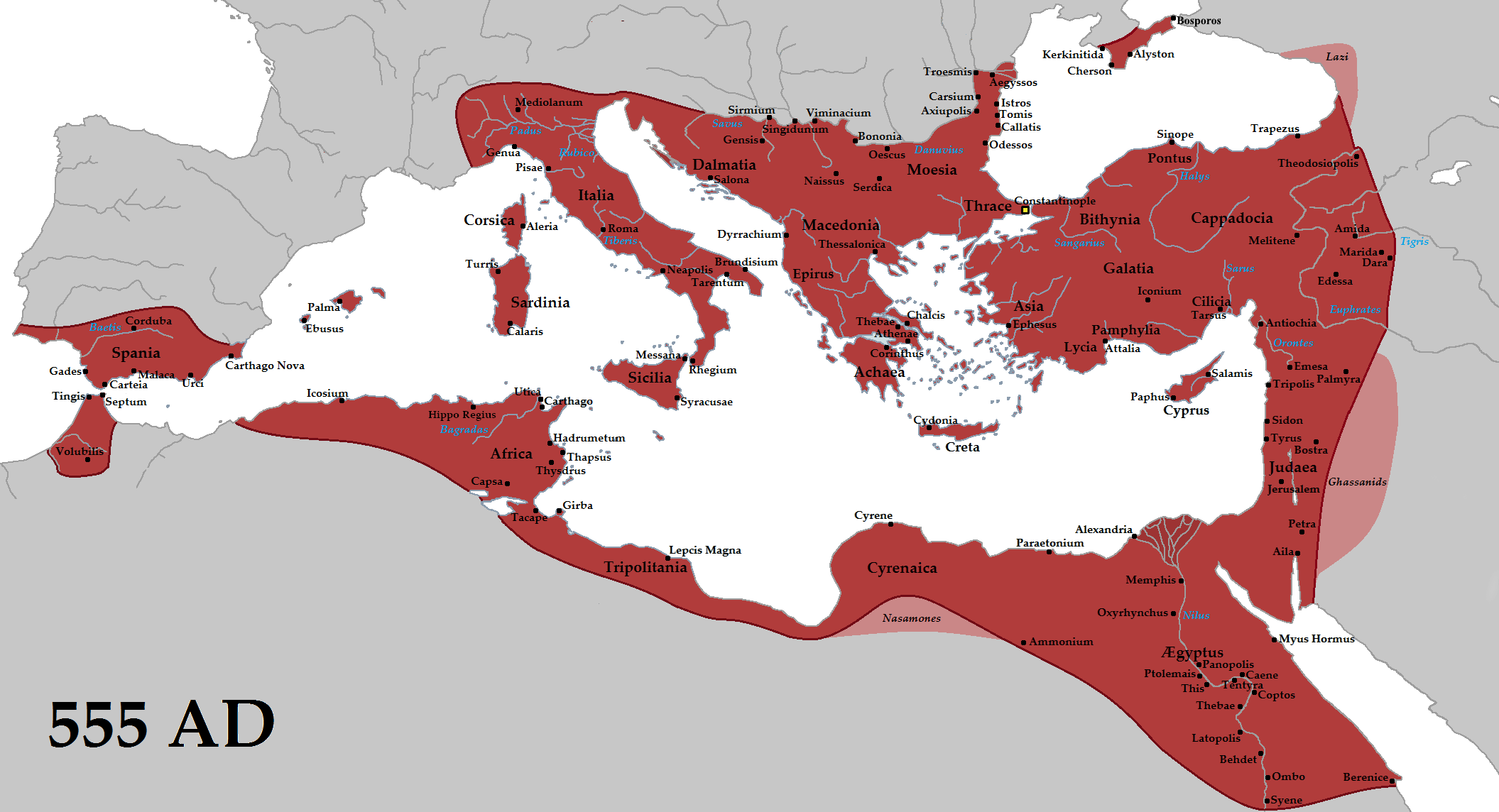
L'Empire en 555, à son extension maximale sous Justinien le Grand (avec ses vassaux en rose).

Au VIe siècle, sous le règne de Justinien Ier (527-565), ses deux généraux Bélisaire et Narsès reconquièrent une grande partie des provinces occidentales : l'Italie, l'Afrique du Nord, et l'Hispanie du Sud. Ils restaurent ainsi brièvement l'« Imperium Romanum » dans ses limites méditerranéennes, mais sans reprendre pied en Gaule. Cependant, les guerres contre les royaumes des Vandales et des Goths à l'ouest, et contre le puissant Empire sassanide de Khosro Ier à l'est, auxquelles vient s'ajouter une épidémie de peste (dite « peste de Justinien ») qui ravage à partir de 541 tout le bassin méditerranéen, affectent sérieusement l'équilibre de l'Empire. Des recherches récentes lient cette épidémie à un refroidissement du climat mondial causé par plusieurs explosions volcaniques très importantes.

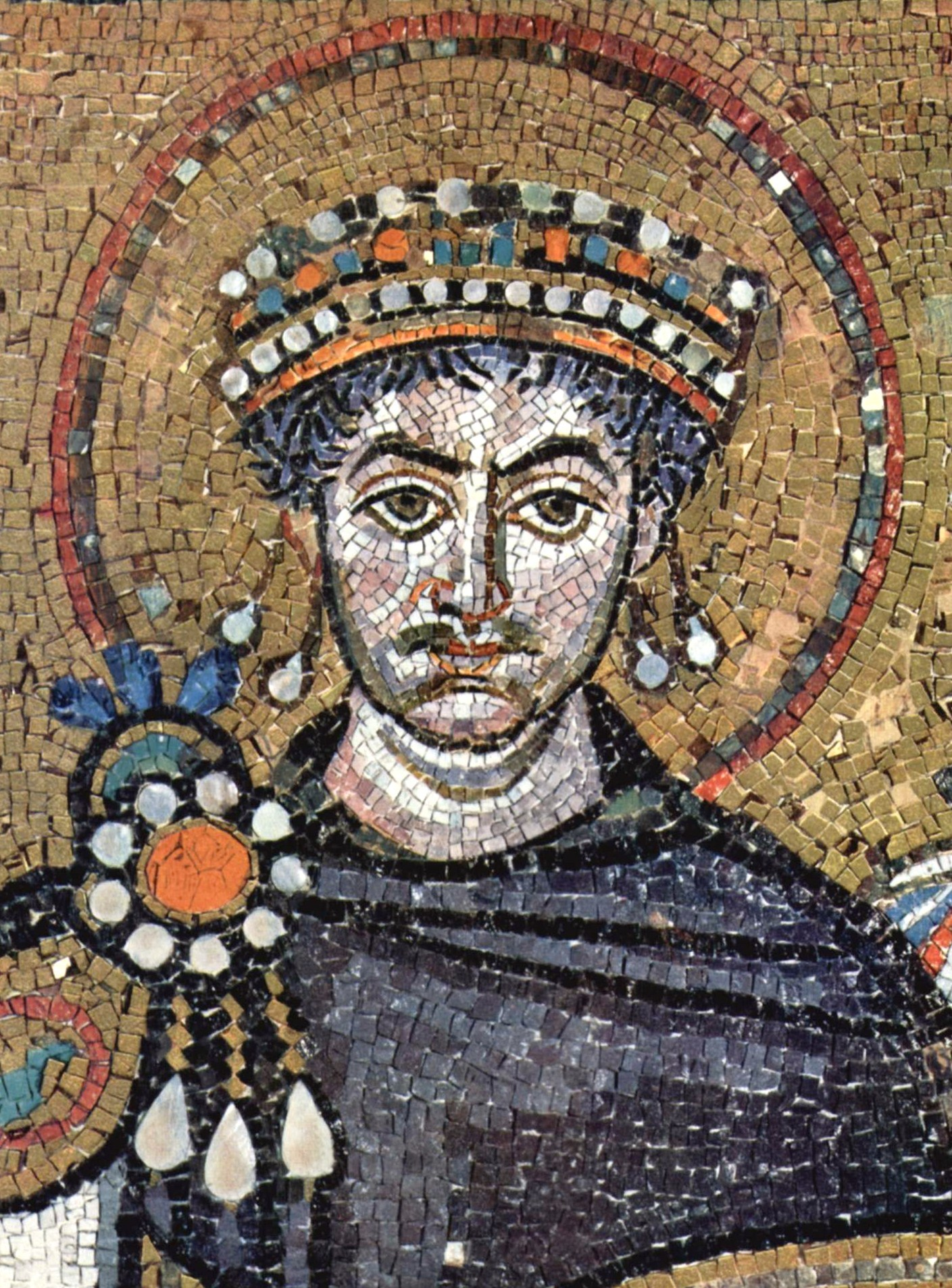
Justinien, mosaïque de la basilique San-Vitale de Ravenne.

Un travail juridique impressionnant est également accompli à travers la codification du droit romain (ce que l'on appelle plus tard le « Corpus juris civilis »). En 533 est également publié le Digeste (ou Pandectes), qui correspond à une modernisation de toute la législation antique ainsi qu’à une synthèse de la jurisprudence antique. À cela s’ajoute un manuel pour enseigner le droit, les Institutes (533). Enfin les lois nouvelles, voulues par Justinien, les Novelles, sont écrites en grec, la langue véhiculaire de l’Empire, après 534. Cette œuvre législative prend une importance fondamentale en Occident, car c’est sous cette forme reçue de Justinien que l’Occident médiéval, à partir du XIIe siècle, adopte le droit romain,.
Le long règne de Justinien représente une transition décisive entre le crépuscule de l'Antiquité et le Moyen Âge byzantin, même si Justinien, « dernier empereur romain sur un trône byzantin » selon Georg Ostrogorsky, se rattache par de nombreux traits à l'Antiquité par sa restauration de l’imperium et son organisation du droit romain. C'est aussi un souverain chrétien, marquant l'influence impériale sur l'Église, quitte à traiter papes et patriarches comme ses serviteurs. C'est pendant son règne qu'est édifiée la basilique Sainte-Sophie (532-537), elle reste longtemps la plus grande église de la chrétienté.

#### Déclin de l'Empire romain d'Orient

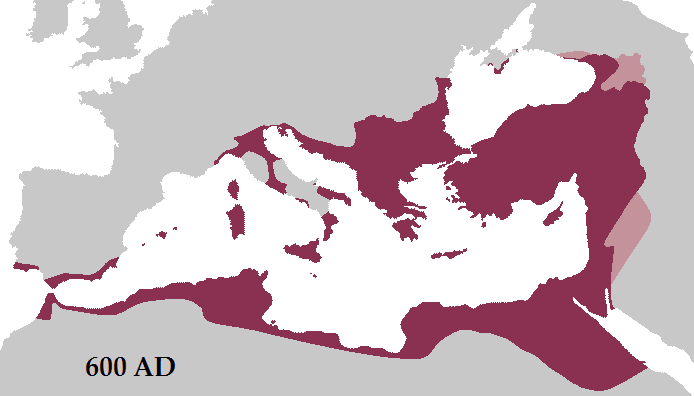
L'Empire byzantin vers l'an 600.

Lors du règne de Justin II (565-578) et de Tibère II Constantin (578-582), les deux premiers successeurs de Justinien, les frontières de l'Empire commencent à voir l'apparition de nouvelles menaces. Les Avars dominent toute la région au nord du Danube, poussant les Lombards à envahir le nord de l'Italie byzantine qui cède rapidement. Bientôt, l'Italie byzantine n'est plus qu'un ensemble de possessions éparses sans liens entre elles. En outre, Justin II rouvre les hostilités contre les Perses qui pillent les régions frontalières de l'Empire. Enfin, les peuples slaves commencent leurs premières incursions au sud du Danube lors des années 570. Maurice (582-602) réussit à rétablir un certain équilibre. Lors de son règne, il parvient à repousser les incursions perses, ce qui lui permet de mobiliser des forces importantes contre les Slaves et les Avars pour libérer les Balkans. Toutefois, la situation financière reste précaire et Maurice finit par être renversé par une révolte militaire : Phocas (602-610) est alors proclamé empereur. Son règne est sanguinaire et il est rapidement confronté à une invasion des Perses conduite par Khosro II qui prétend combattre pour venger la mort de Maurice, dont les acquis s'écroulent en quelques années. Les Lombards conquièrent des territoires byzantins en Italie, les Slaves se lancent à nouveau à la conquête des Balkans et les provinces orientales de l'Empire sont envahies par les Perses. Face à cette situation de plus en plus désastreuse, les complots contre l'empereur se multiplient. Finalement, le général Héraclius (610-641), venu d'Afrique, finit par renverser Phocas qui est massacré.

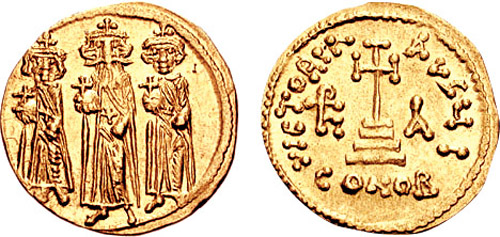
Héraclius et ses fils Constantin III et Héraclonas.

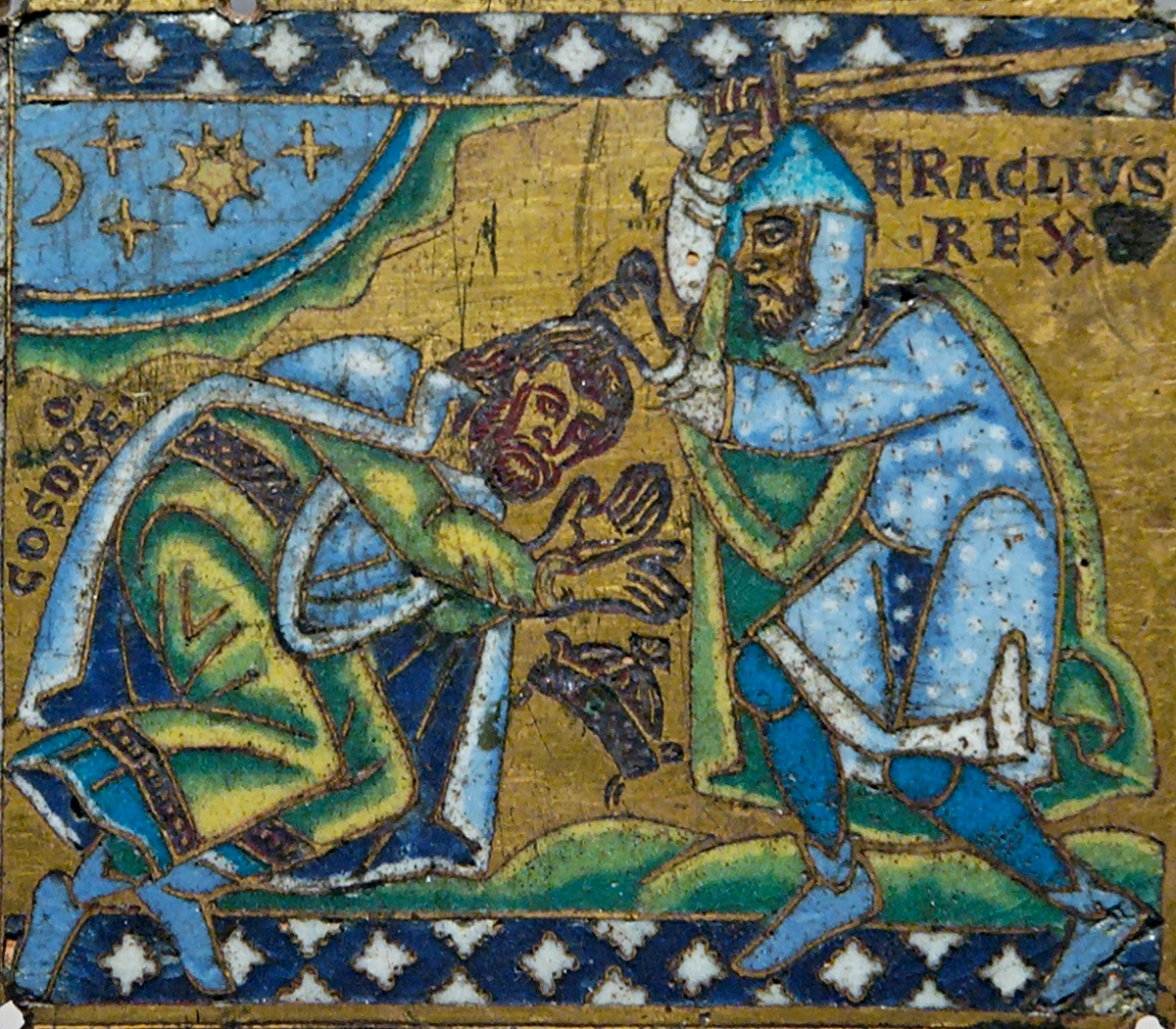
L'empereur Héraclius reçoit la soumission du roi sassanide Khosro II (placage d'un crucifix. Champlevé sur étain provenant de la vallée de la Meuse, entre 1160 et 1170, conservé au musée du Louvre).

Malgré l'arrivée au pouvoir d'Héraclius, la situation ne cesse de s'aggraver. Les Perses ont profité de la désorganisation interne de l'Empire byzantin pour envahir la Syrie, la Palestine et l'Égypte avant de pénétrer en Asie Mineure en direction de Constantinople. Pour s'opposer à cette progression, l'empereur est contraint de laisser sans défense la péninsule balkanique envahie par les Slaves et les Avars qui ravagent les alentours de Constantinople en 623. Héraclius mène alors une guérilla et des coups de main sur les arrières perses mais, en 626, Perses et Avars s'unissent pour assiéger Constantinople. Toutefois, la marine byzantine et les renforts envoyés par Héraclius parviennent à sauver la capitale. Cette victoire contribue au déclin des Avars mais n'empêche pas les Slaves de multiplier leurs duchés au sud du Danube, ne laissant à l'autorité impériale directe que les grandes villes et les côtes (surtout orientales) des Balkans, ce qui contribue sensiblement à helléniser l'empire, les populations latines vivant désormais hors de ses frontières, tandis que les relations entre l'Occident latin et l'Orient grec se distendent. Finalement, faisant alliance avec des peuples turcs, Héraclius finit par remporter une victoire décisive contre les Sassanides à Ninive en 627, suivie de l'assassinat de Khosro II par son fils. Héraclius peut rentrer triomphalement à Constantinople après que les provinces byzantines occupées ont été libérées. Toutefois, cette longue guerre contre les Perses a épuisé l'empire financièrement et militairement. En outre, la grande majorité des Balkans est perdue et les villes d'Asie Mineure ont été ravagées. Or, cet épuisement s'avère désastreux, car un nouvel adversaire apparaît. Les Arabes unifiés sous la bannière de l'islam se lancent à la conquête de l'Empire byzantin pour des raisons politiques, économiques et religieuses. Ils s'attaquent aux positions syriennes et palestiniennes de l'Empire byzantin et remportent une grande victoire lors de la bataille du Yarmouk contre l'armée byzantine. Celle-ci ne tarde pas à se replier en Asie Mineure et l'ensemble des provinces byzantines du Proche-Orient sont conquises en quelques années, à l'image de la ville de Jérusalem prise en 637. Les Arabes commencent même à s'attaquer à l'Égypte au moment de la mort d'Héraclius en 641.

### Période mésobyzantine (duVIIesiècleauXIIesiècle)
La mort d'Héraclius, concomitante des invasions arabes, est le début d'un tournant dans l'histoire byzantine. Contraint de se replier sur des bases territoriales rétrécies, l'Empire byzantin rentre dans une phase de déclin dans de nombreux domaines. Le long VIIe siècle qui s'annonce, comme l'appelle John Haldon, est une période de résistance et de réforme pour adapter l'Empire à un contexte défavorable. C'est sur ces bases que s'ouvre la période mésobyzantine. L'Empire y développe pleinement ses caractéristiques propres, parfois en rupture avec la tradition romaine, mais sans jamais la renier complètement. C'est à ce prix qu'il peut résister puis s'étendre à nouveau, avant que des forces nouvelles ne le conduisent à un profond repli.

#### Survie de l'Empire

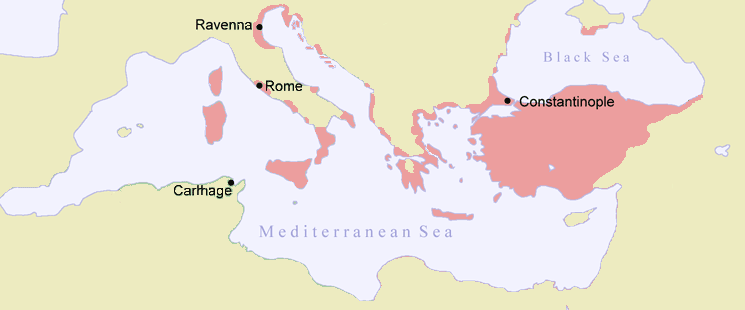
L'Empire en 717, lors de la montée sur le trône de.

La succession d’Héraclius est troublée et c’est Constant II Héraclius (641-668) qui parvient finalement au pouvoir. L’Empire est alors assailli de toute part et l’empereur échoue à sauver l’Égypte, grenier à blé de l'Empire romain d'Orient. Malgré cette perte, il parvient à préserver l’Afrique de l’invasion arabe. Cependant, les Arabes commencent à développer une marine qui met en péril la suprématie byzantine sur les mers. Le premier exemple de cette contestation est le pillage de l'île de Chypre qui devient un condominium byzantino-arabe, bientôt suivi par la victoire arabe lors de la bataille de Phoenix de Lycie en 655. L'Arménie est elle aussi perdue tandis que les espoirs d’une contre-offensive pour reprendre les territoires récemment perdus s’évanouissent au fur et à mesure des années. L’annihilation de l’Empire perse par les Arabes laisse planer le danger d’une offensive prochaine contre Constantinople. Face aux pertes territoriales en Orient, Constant II tente de renforcer les provinces occidentales, allant jusqu’à s’installer à Syracuse, l’un des rares territoires byzantins épargnés par la guerre, mais il meurt assassiné. Son successeur, Constantin IV (668-685) doit faire face aux progrès des Arabes qui planifient leur offensive contre Constantinople. Toutefois, après un siège de quatre ans (674-678), ils sont contraints de se replier du fait, entre autres, de l’utilisation du feu grégeois par la marine byzantine pour détruire la flotte musulmane. Ce succès, qui permet provisoirement d’écarter la menace arabe, est contrecarré par le désastre de la bataille d'Ongal (681) lors de laquelle une grande armée byzantine est écrasée au Nord du Danube par les Bulgares, un peuple nouveau venu qui s’installe dans les Balkans et compromet encore plus le contrôle byzantin sur cette région. Justinien II profite de la guerre civile arabe pour consolider la frontière orientale et notamment l'Arménie, récemment reconquise. De même, il combat les Slaves dans les Balkans et renforce les régions les plus proches de Constantinople. Toutefois, la reprise des hostilités contre les Arabes tourne à son désavantage. Cet échec couplé à la hausse de la fiscalité entraînent la chute de Justinien (685-695). À l'aube du VIIIe siècle, le bref renouveau byzantin est terminé et la menace arabe est de retour. Celle-ci apparaît encore plus menaçante que la précédente, car l'Empire byzantin sombre dans une période d'instabilité qui dure jusqu'en 717. Au cours des règnes des six empereurs qui se succèdent, la province d'Afrique tombe aux mains des Arabes (695) ainsi que la Cilicie tandis que les possessions lointaines de l'empire (Sardaigne, Corse) quittent le giron byzantin. Finalement, décidant de profiter de la désunion des Byzantins, le calife Sulaymān planifie un deuxième assaut contre Constantinople au moment où Léon III l'Isaurien (717-741) arrive sur le trône.

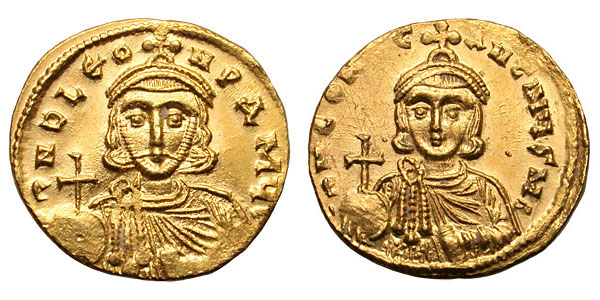
et Constantin V.

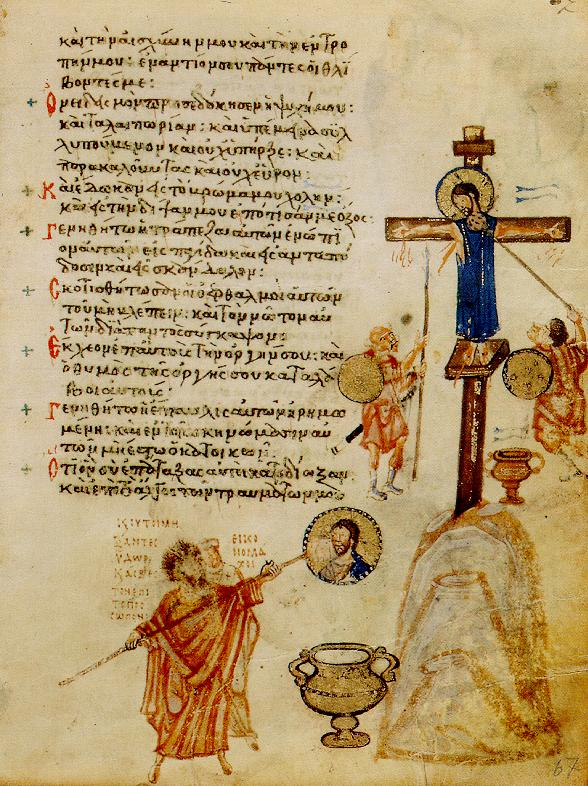
Jean VII le Grammairien détruisant une image du Christ dans le contexte de l'iconoclasme (psautier Chludov, IX).

Dès son arrivée sur le trône, Léon III fait face au deuxième siège de Constantinople par les Arabes. Toutefois, il sort victorieux de cette deuxième confrontation et les Arabes ne tentent plus de s'emparer de la capitale byzantine. Cependant, ils gardent la supériorité militaire et malgré quelques succès byzantins comme lors de la bataille d'Akroinon, ils se mettent à lancer des raids annuels pour piller l'Asie Mineure byzantine. Malgré le succès constantinopolitain, la situation de l'Empire byzantin reste précaire et face à ce qu'il considère comme une punition divine, Léon III devient le partisan d'une doctrine religieuse appelée iconoclasme qui condamne le culte des images. S'ouvre alors une longue période de controverses religieuses profondes et souvent violentes au sein de l'Empire byzantin. Cela n'empêche pas Léon de consolider la position de Constantinople. Ses successeurs que sont Constantin V (741-775) et Léon IV (775-780) continuent cette politique de sauvegarde et de consolidation des frontières byzantines, notamment en Thrace et en Macédoine face aux Bulgares. Toutefois, les Byzantins cèdent du terrain en Italie et l'exarchat de Ravenne disparaît en 751. En définitive, le bilan de la dynastie isaurienne à la mort de Léon IV est positif, car en dépit des controverses religieuses qui menacent l'unité et la stabilité de l'empire, ce dernier a consolidé ses frontières et écarté les principales menaces qui mettaient en péril jusqu'à son existence même. Enfin, la structure interne de l'Empire poursuit sa réforme entamée dès le VIIe siècle pour s'adapter au nouveau contexte.

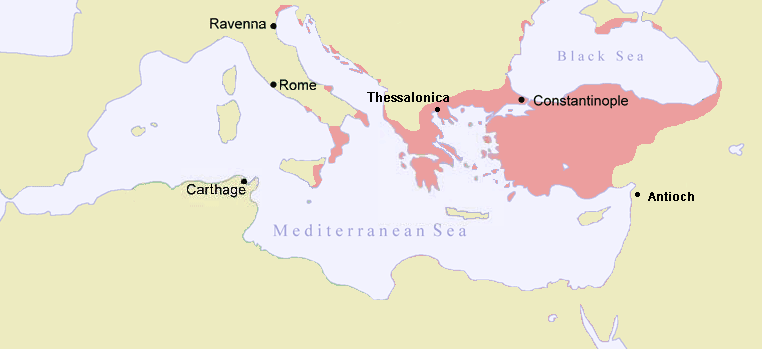
L'Empire en 867, à la fin du règne de Michel III (empereur byzantin).

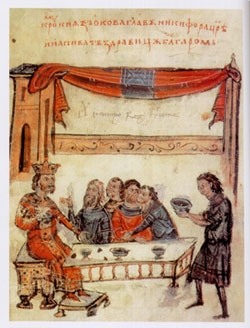
Le khan Kroum célébrant sa victoire sur Nicéphore Ier à la suite de la bataille de Pliska (chronique de Manassès, XIV).

Constantin VI (780-797), le fils de Léon, étant alors mineur, c'est la mère de ce dernier, Irène (797-802), qui assure la régence. Il apparaît néanmoins très vite qu'elle n'a nulle intention d'abandonner ce pouvoir. Pour consolider celui-ci, elle s'appuie sur le parti iconodoule et condamne l'iconoclasme lors d'un concile. Si elle est contrainte de laisser le trône à son fils à sa majorité, le règne désastreux de ce dernier lui permet de revenir au pouvoir après avoir fait aveugler Constantin. Toutefois, son règne est marqué par un affaissement de la vigueur retrouvée de l'Empire byzantin. Les Arabes en profitent pour lancer des raids ambitieux en Asie Mineure tandis que les Bulgares, conduits par leur khan Kroum, menacent directement Constantinople. Nicéphore (802-811), le successeur d'Irène, tente de s'interposer, mais périt lors de la bataille de Pliska (811). Dans le même temps, la montée en puissance de Charlemagne et sa volonté de prétendre au titre impérial inquiètent les Byzantins qui voient leur monopole menacé. Finalement, un arrangement est trouvé. Face à la menace bulgare, la nécessité d'un homme d'État capable de reprendre la situation en main se fait ressentir. C'est Léon V l'Arménien (813-820) qui est porté au pouvoir et qui parvient à vaincre les Bulgares affaiblis par la mort de leur chef. Tout comme Léon III, il met sur le compte de la vénération des images les difficultés de l'Empire depuis deux décennies et il rétablit l'iconoclasme sous une forme moins violente que sous les Isauriens. Toutefois, le nouvel empereur est renversé peu de temps après par Michel II l'Amorien (820-829) qui doit rapidement combattre une révolte de grande envergure. Même s'il en sort vainqueur, l'empire est affaibli et perd du terrain face aux Arabes en Crète et en Sicile. Son fils et successeur, Théophile (829-842), subit une grave défaite face aux Abbassides qui sonne comme un désaveu pour la politique iconoclaste qui base sa légitimité sur les succès militaires de ses partisans. C'est sous le règne de Michel III (842-867) qu'est définitivement abandonné l'iconoclasme. Sous ce même règne, la menace arabe commence à s'étioler au fur et à mesure que le pouvoir abbasside décline et que des émirats frontaliers se constituent. Si ces derniers continuent de lancer des raids en Asie Mineure, leur potentiel militaire est moindre qu'à l'époque où le califat était une puissance unitaire. Ainsi, les Byzantins remportent une grande victoire lors de la bataille de Poson (863) qui inaugure une ère de progrès lents mais réguliers en Orient. En Occident, la grande réussite byzantine est la conversion des peuples slaves par les deux missionnaires Cyrille et Méthode qui permettent d'étendre la sphère d'influence byzantine. Cependant, Michel III meurt assassiné en 867 par son favori Basile Ier le Macédonien qui fonde une nouvelle dynastie sous laquelle l'Empire byzantin connaît sa période faste.

#### Apogée macédonien (duIXeauXIesiècle)

Empire byzantin (1025), sous Basile II
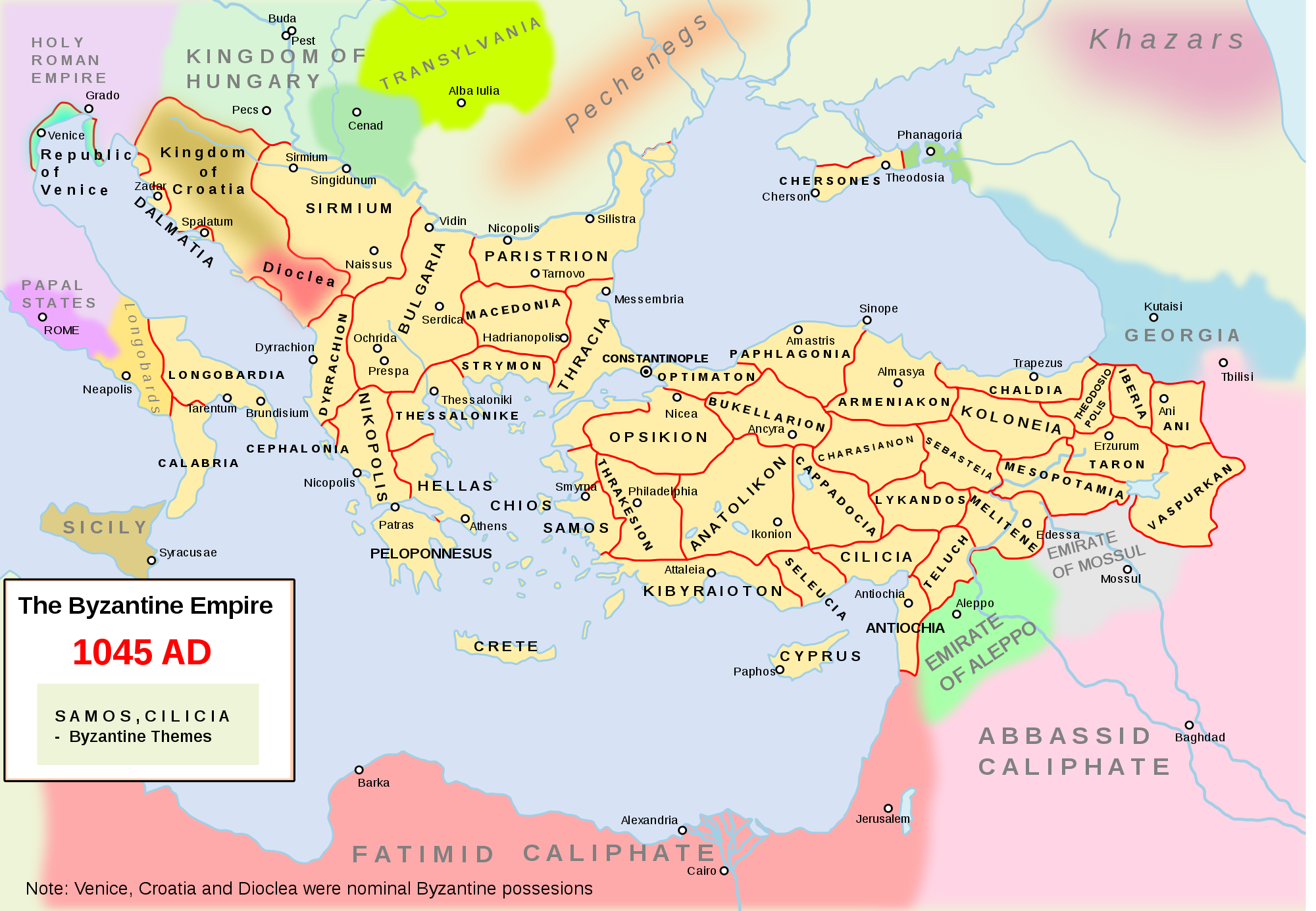
Empire byzantin en 1045, avec découpage administratif
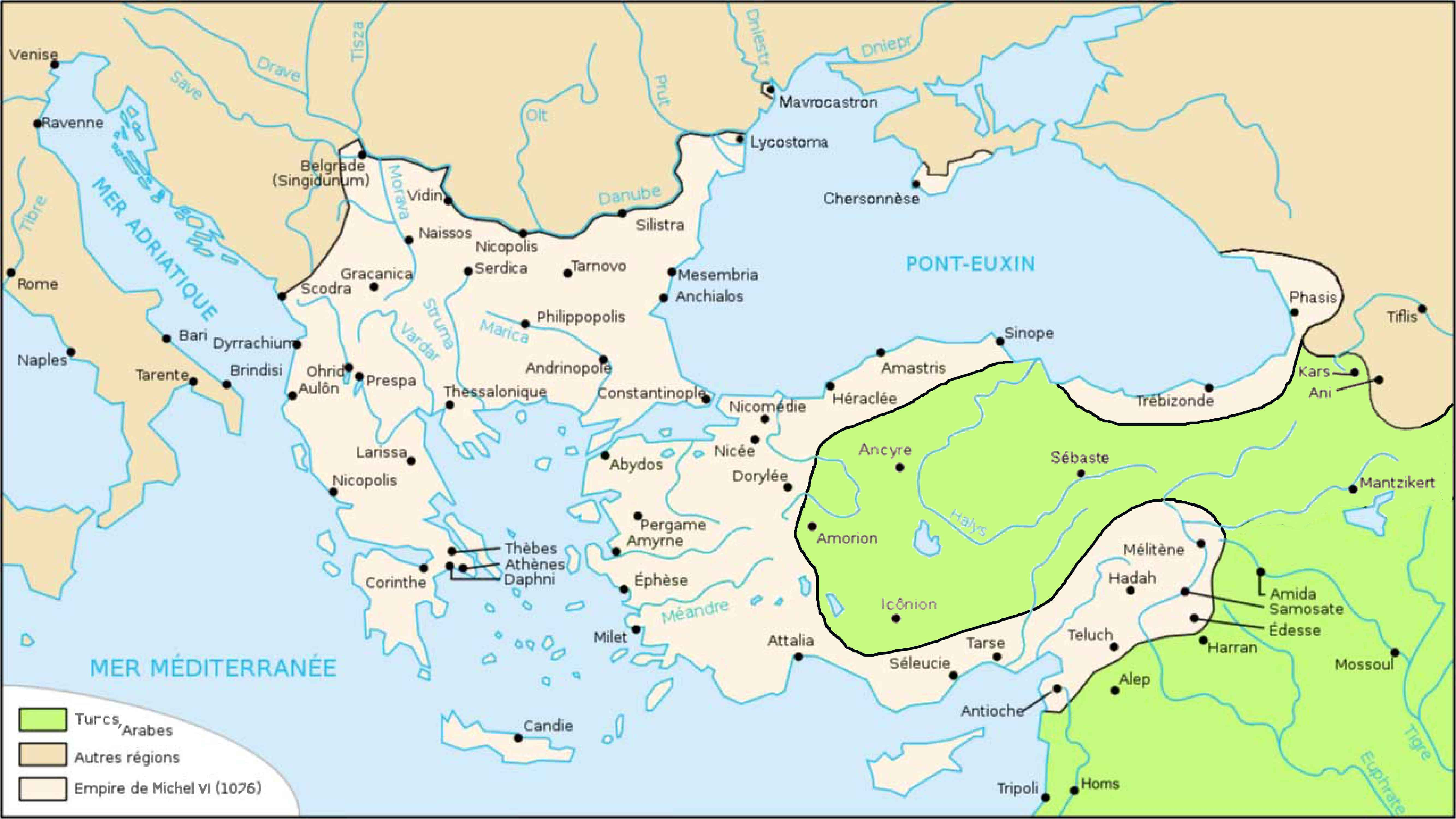
Empire byzantin (1076), sous Michel VII Doukas

L’avènement de Basile Ier sur le trône marque l’arrivée au pouvoir d’une nouvelle dynastie dite des Macédoniens lors de laquelle l’Empire byzantin de l’époque mésobyzantine atteint son apogée. Son règne n’entraîne pas de véritables changements sur un plan militaire, certaines défaites comme la perte de la Sicile sont contrebalancées par des succès en Orient avec notamment l’écrasement de la principauté paulicienne. Basile parvient toutefois à affermir son pouvoir malgré son statut d’usurpateur grâce à une habile distribution des postes et des dignités. Son successeur Léon VI le Sage (886-912) voit sous son règne la lente transformation de la frontière orientale où de nouveaux thèmes et cleisouries sont fondés, témoignant des progrès byzantins dans la région. Toutefois, les Arabes réussissent quelques brillants coups d’éclat grâce à des raids maritimes avec notamment le pillage de la deuxième cité de l’empire, Thessalonique, ou la défaite infligée à une tentative byzantine de reconquête de la Crète.
Cependant, la succession de Léon est troublée. Son frère Alexandre (912-913) rouvre les hostilités avec les Bulgares avant que sa mort n’entraîne la mise en place d’une régence du jeune Constantin VII Porphyrogénète (913-959) marquée par des conspirations et des complots. Zoé Carbonopsina parvient à s’imposer, mais la désastreuse défaite byzantine lors de la bataille d'Anchialos entraîne son désaveu et Romain Lécapène (920-944) arrive au pouvoir. Il signe la paix avec les Bulgares, permettant la concentration des moyens militaires de l'empire en Asie Mineure. Grâce à l’habileté du général Jean Kourkouas et à la désunion des forces arabes, plusieurs villes frontalières sont reconquises dont Mélitène. La déposition de Romain par ses fils ne remet pas en cause le mouvement d'expansion de l'Empire en Orient, de nouveaux généraux poursuivant l’œuvre de Jean Kourkouas en Orient.

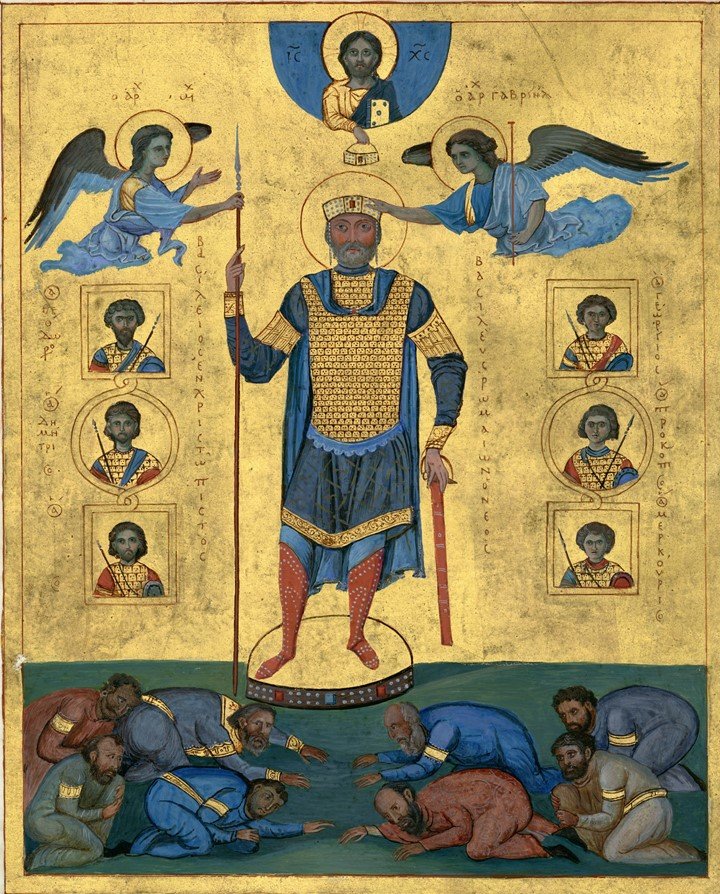
Basile II, miniature du psautier de Basile II conservé à la Biblioteca Marciana
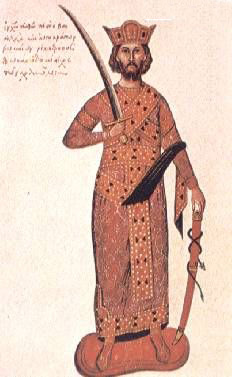
Miniature représentant Nicéphore Phocas
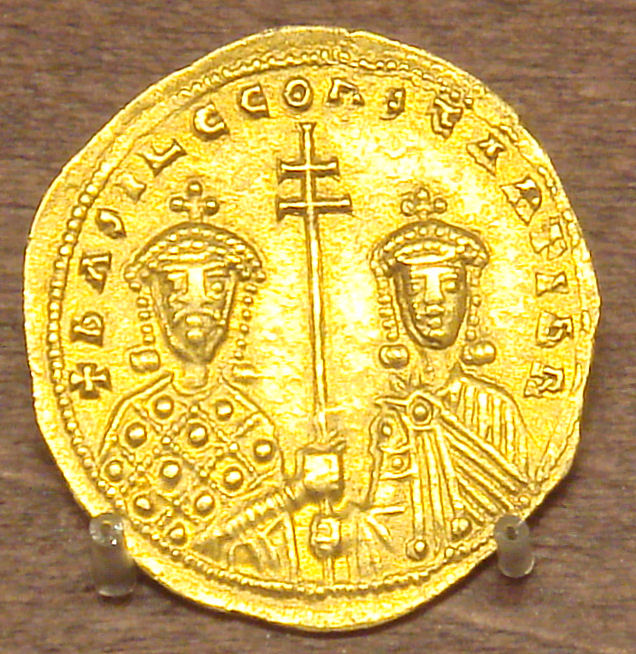
Basile II et Constantin VIII
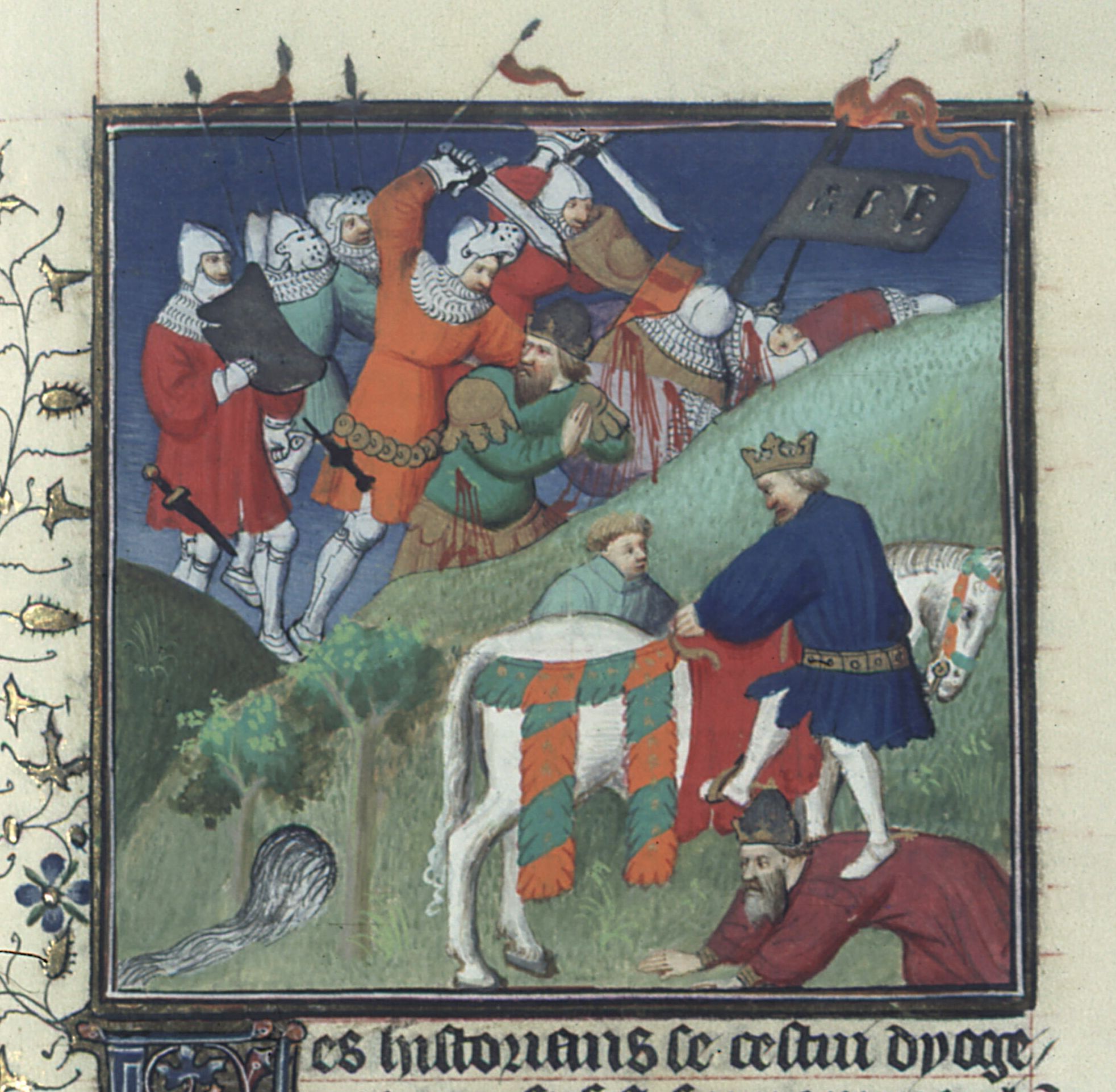
Miniature de la bataille de Manzikert, miniature issue du De casibus virorum illustrium. Bibliothèque nationale de France, Cote : Français 226, Fol. 265 #131

Constantin VII, qui a repris en main les rênes du pouvoir, tente d’accroître l’influence byzantine en Hongrie et en Russie avec des résultats contrastés et parvient à poursuivre les progrès byzantins en Orient. Son fils Romain II (959-963) laisse la direction de l’Empire à la grande famille des Phocas qui mène l’assaut contre les Arabes sur différents fronts. Le général le plus compétent de l’époque est Nicéphore Phocas, conquérant de la Crète et victorieux face à l’émir hamdanide d’Alep. À la mort de Romain II, ses deux fils Constantin VIII (962-1028, règne effectif de 1025 à 1028) et Basile II (960-1025, règne effectif de 976 à 1025) ne sont pas en âge de régner. Nicéphore Phocas (963-969) en profite pour se faire couronner empereur à leurs côtés grâce au soutien de l’armée et du Sénat. Il poursuit son œuvre de conquête en Orient avec la reprise de la Cilicie, de Chypre et d’Antioche et pénètre en Mésopotamie. La frontière traditionnelle entre les Arabes et les Byzantins le long des montagnes du Taurus et de l’Anti-Taurus est brisée au profit des Byzantins. En Occident, la politique de Nicéphore est moins heureuse. Il monte Sviatoslav Ier, roi de la Rus' de Kiev, contre les Bulgares, mais cette stratégie est si efficace que Sviatoslav envahit la Bulgarie et constitue une puissance bien plus menaçante. En outre, pour financer l'armée constamment en campagne, la fiscalité est augmentée ce qui accroît le mécontentement de la population et devient l'un des facteurs du renversement de Nicéphore par Jean Ier Tzimiskès (969-976), un de ses anciens généraux. Jean parvient non sans mal à vaincre la menace rus' et mène plusieurs campagnes victorieuses en Orient sans pour autant parvenir à libérer la Terre sainte. Il meurt soudainement en 976, laissant la place aux deux coempereurs Basile II et Constantin VIII qui sont maintenant en âge de régner. C'est le premier qui devient l'empereur effectif et après avoir écrasé difficilement deux révoltes militaires, il délaisse quelque peu l'Orient pour se lancer dans la conquête de la Bulgarie. Cette tâche prend près de trois décennies et finalement, en 1018, l'Empire bulgare est vaincu et incorporé dans l'Empire byzantin. Ce dernier retrouve pour la première fois depuis le VIIe siècle le Danube comme frontière. En outre, Basile II parvient à remporter quelques succès dans le Caucase qui lui permettent d'y accroître la présence byzantine. Enfin, en s'assurant de la conversion de Vladimir Ier, il accroît substantiellement l'influence de l'Église et de la culture byzantine au nord de la mer Noire. À sa mort en 1025, l'Empire byzantin atteint son apogée bien que quelques conquêtes soient encore faites dans les années qui viennent,.
Toutefois, Basile II ne se soucie pas d'engendrer une descendance et à sa mort, le pouvoir passe à son frère Constantin VIII qui ne reste que trois ans sur le trône. Là encore, un problème de succession se pose car il n'a que deux filles : Théodora et Zoé. Si les deux princesses ont derrière elles la puissante légitimité de la dynastie macédonienne, toute descendance semble exclue et la dynastie ne peut guère espérer se maintenir plus de quelques années. Entre-temps, plusieurs personnages tentent de se lier par le mariage aux princesses pour détenir le pouvoir impérial. À la mort de Romain III Argyre (1028-1034), Zoé se marie à Michel IV le Paphlagonien (1034-1041) avant d'adopter Michel V (1041-1042) rapidement renversé. Zoé se remarie une dernière fois avec Constantin IX Monomaque (1042-1055). Sous son règne, l'Empire byzantin qui bénéficie jusque-là de la faiblesse de ses voisins doit faire face à des forces nouvelles. En Orient, les Turcs seldjoukides commencent à lancer des raids sur les marges frontalières de l'Empire tandis qu'un autre peuple turc, les Petchénègues, lance des attaques contre les Balkans et que les Normands commencent à assaillir l'Italie byzantine. L'autre événement majeur de son règne est la rupture avec la papauté à la suite du schisme de 1054. Après sa mort, Théodora règne dix-huit mois et transmet le pouvoir à Michel VI Bringas, espérant éviter une crise institutionnelle (1056-1057). Cependant, la défiance de Michel envers les généraux attise la colère de ces derniers qui portent au pouvoir Isaac Ier Comnène. C'est le début d'une période de grande instabilité puis de guerre civile qui dure vingt ans. L'Empire byzantin fait alors face à de nombreuses incursions au sein de son territoire que les différents empereurs ne parviennent plus à juguler. Ainsi, Romain IV Diogène (1067-1071) tente de mettre fin aux raids seldjoukides, mais il est vaincu lors de la bataille de Manzikert (1071). Si le sultan Alp Arslan se montre clément, Romain est discrédité par cette défaite et est renversé par Michel VII (1071-1078). Ce dernier finit par être aux prises avec des révoltes militaires et, pour soutenir son régime, il fait appel aux Seldjoukides, facilitant la pénétration de ces derniers au sein de l'Asie Mineure laissée sans défense. Nicéphore III Botaniatès (1078-1081), qui parvient à s'assurer du soutien des Turcs, parvient au trône, mais il ne tarde pas à affronter de nouvelles révoltes qui finissent par porter au pouvoir Alexis Ier Comnène (1081-1118), fondateur d'une nouvelle dynastie.

#### Des Comnènes au tournant de 1204

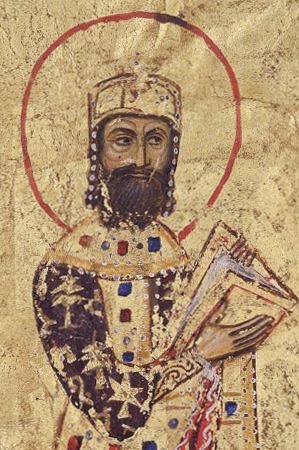
Alexis Ier Comnène.

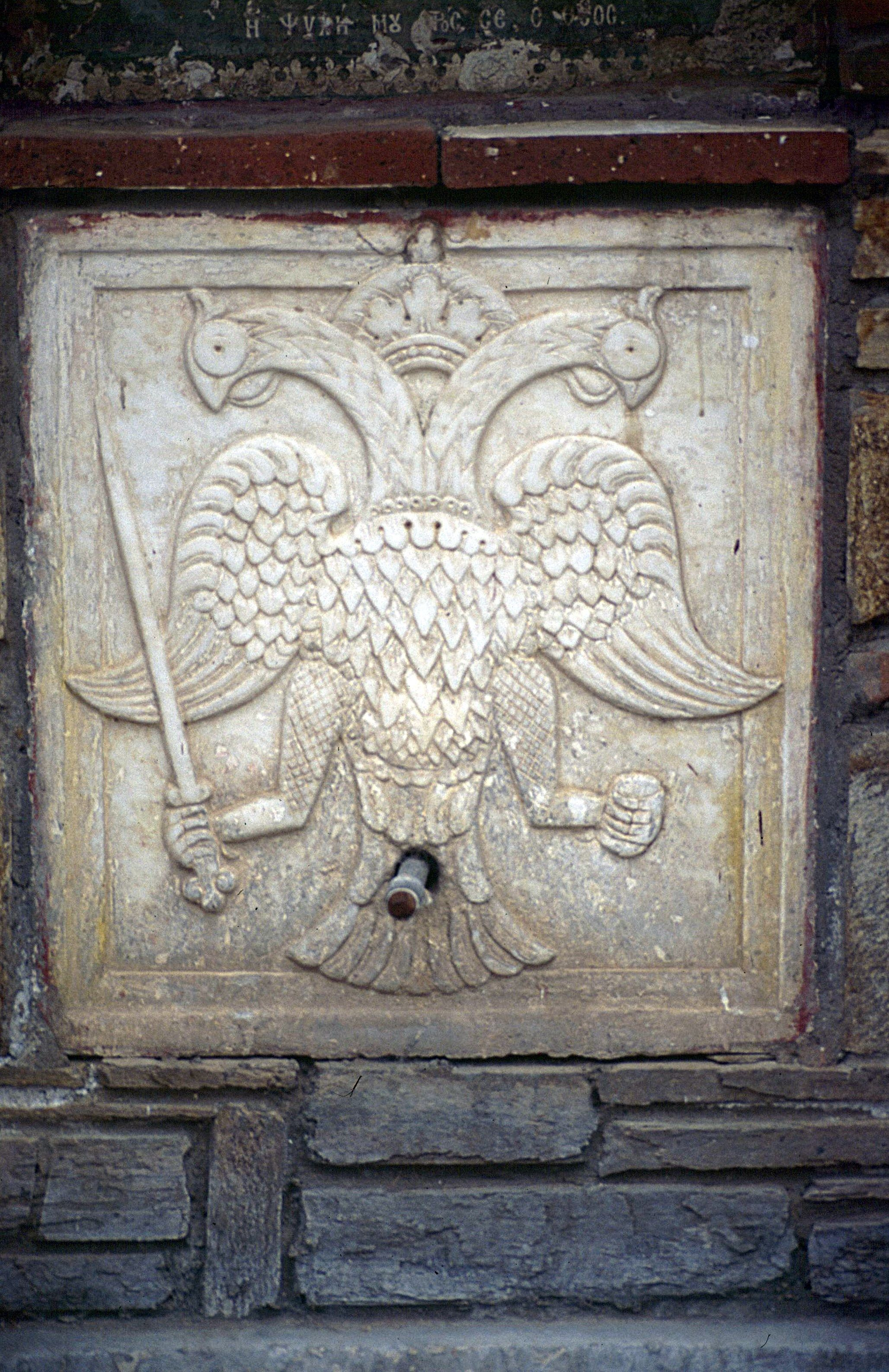
Aigle bicéphale byzantin sur un muret du XIIIe siècle, au Mont Athos.

Sur le trône, Alexis fait face à une situation critique. L’ensemble de l’Anatolie est tombée aux mains des Seldjoukides qui tentent d’y établir un royaume solide, le sultanat de Roum. En Italie, les Normands menacent de débarquer dans les Balkans, tandis que les Petchénègues lancent des raids dévastateurs dans cette même région. Il manque de troupes pour faire face à l’ensemble de ces menaces et s’il parvient, avec l’aide des Coumans, à écraser les Petchénègues, il doit faire appel à l’Occident pour l’aider dans sa lutte contre les Seldjoukides. Toutefois, au lieu de l’arrivée de troupes de mercenaires classiques, c’est à un tout autre mouvement auquel il fait face, celui des croisades, un concept totalement étranger aux Byzantins. Si Alexis parvient à profiter de leurs succès contre les Seldjoukides, il ne peut empêcher les croisés de constituer une force indépendante au Proche-Orient. Son successeur Jean II Comnène (1118-1143) poursuit cette politique étrangère énergique consistant à rétablir l’Empire byzantin sur les rivages occidentaux, méridionaux et septentrionaux d’Anatolie et à accroître l’influence byzantine dans les Balkans, notamment contre les Hongrois. Manuel Ier Comnène (1143-1180) va plus loin dans cette politique étrangère agressive et ambitieuse. Il tente de reprendre pied en Italie, lance des raids en Égypte et s’ingère dans les affaires hongroises dont il fait du royaume un territoire sous influence byzantine. Cependant, il échoue à soumettre le sultanat de Roum après sa défaite lors de la bataille de Myriokephalon. Si les Turcs ne parviennent pas à exploiter leur succès, cette bataille prouve l’incapacité des Byzantins à rétablir leur domination sur l’ensemble de l’Anatolie.

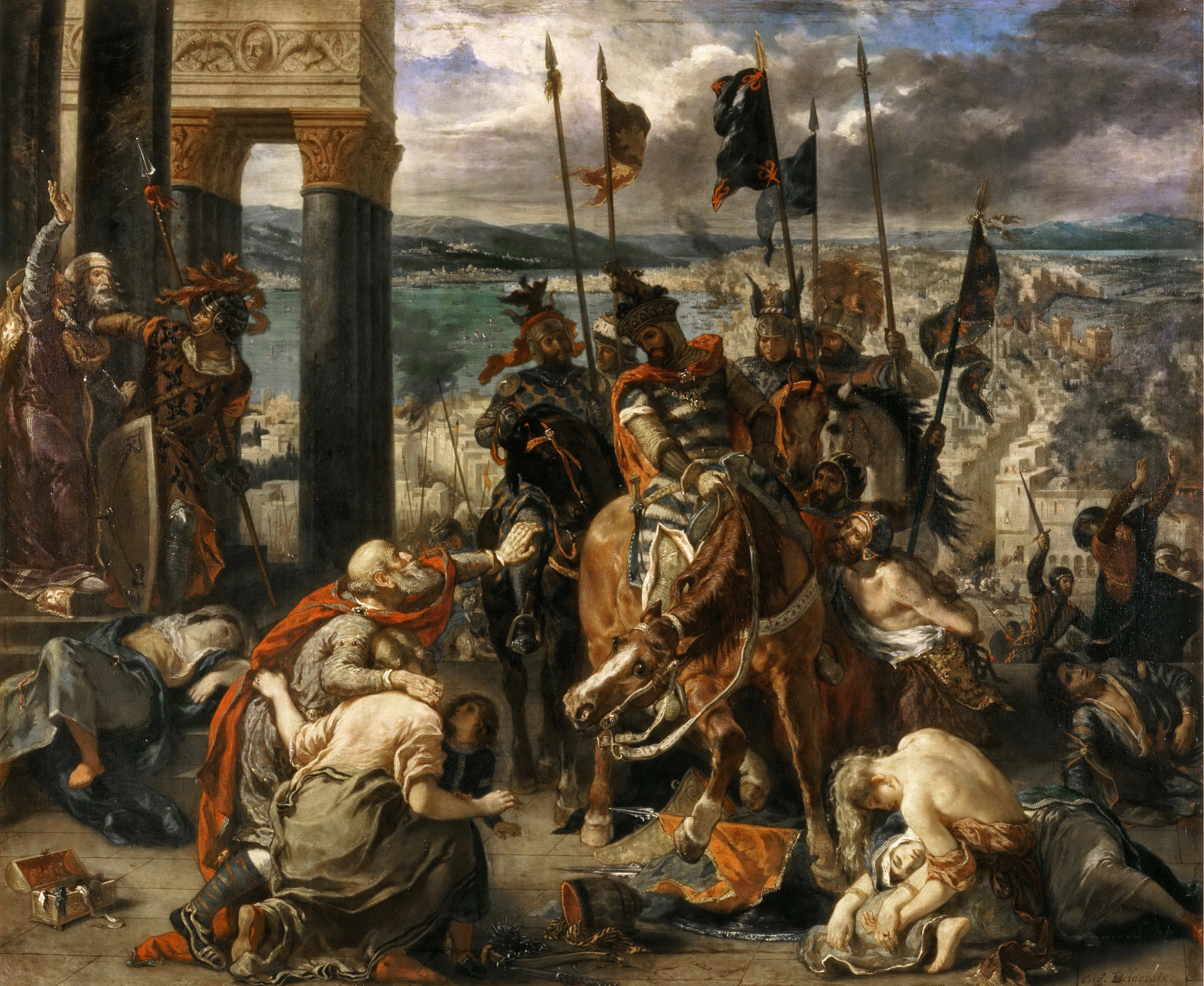
L'entrée des croisés à Byzance, huile d'Eugène Delacroix (1840).

Pour autant, à la mort de Manuel en 1180, l’Empire byzantin est redevenu une puissance mondiale de premier plan, mais cette apparente solidité repose en grande partie sur la capacité des trois empereurs Comnène à imposer leur autorité. Or, le successeur de Manuel, Alexis II Comnène (1180-1183) est un enfant et l’Empire doit faire face à une régence, une période souvent source d’instabilité politique majeure. Il ne faut que trois ans pour que celle-ci soit renversée par Andronic Ier Comnène (1183-1185), un cousin de Manuel. Lors de sa prise du pouvoir, il fait massacrer les Latins présents à Constantinople, un acte qui envenime gravement les relations entre les deux pôles de la chrétienté. Son règne tyrannique et désastreux ne dure que deux ans avant qu’il ne soit renversé par Isaac II Ange (1185-1195 et 1203-1204) qui fonde une nouvelle dynastie. Lui et son successeur Alexis III Ange (1195-1203) ne parviennent pas à enrayer le délitement de l’Empire. La Bulgarie se rebelle avant de devenir une puissance indépendante tandis que les Turcs regagnent du terrain en Anatolie. En outre, les républiques italiennes concurrencent de plus en plus fortement les Byzantins dans leur contrôle du commerce en mer Égée. Enfin, l'Empire byzantin fait face à des tendances sécessionnistes en Anatolie et sur l'île de Chypre. C'est dans ce contexte troublé qu'intervient l'événement majeur de la quatrième croisade. Cette dernière est soutenue par le futur Alexis IV Ange (1203-1204), fils d'Isaac II, qui veut venger son père renversé par Alexis III. Il compte se servir de la puissante force armée des croisés pour parvenir à ses fins en échange d'un soutien futur et notamment l'envoi d'une puissante armée de renforts en Orient. Soutenus par la république de Venise, les croisés assiègent Constantinople jusqu'à ce qu'Alexis III abdique au profit d'Alexis IV et d'Isaac II.
Devant les finances à sec de l'Empire, Alexis IV est contraint d'augmenter les impôts pour honorer les promesses faites aux Latins, une mesure particulièrement impopulaire au sein de la population. Alexis V Doukas Murzuphle (1204) finit par devenir le chef de file de ce mécontentement, renverse Alexis IV et décide de chasser les Latins de la cité. Les croisés réagissent en assiégeant Constantinople à nouveau, qu'ils parviennent à prendre en avril 1204. La riche capitale de la chrétienté grecque est alors mise à sac et devient la capitale de l'empire latin de Constantinople.

### Empire byzantin tardif (de 1204 à 1453)
Le choc de 1204 ouvre la dernière phase de l'histoire byzantine, celle qui conduit l'Empire à sa chute. Divisé en plusieurs entités, ce dernier devient multiple, tant par les prétentions des croisés à un Empire latin que par les tentatives d'entités grecques de le faire renaître de ses cendres. Si l'empire de Nicée relève ce défi en 1261, la reconquête de Constantinople n'efface pas l'affaiblissement profond d'un monde byzantin aux ressources désormais trop restreintes. Concurrencé sur le plan politique par l'ascension de forces plus dynamiques et sur le plan économique par le modèle des républiques italiennes, il ne doit sa survie jusqu'en 1453 qu'à la solidité des murailles de Constantinople et à d'épisodiques interventions extérieures. Culturellement en revanche, la civilisation byzantine brille de derniers éclats qui rayonnent jusqu'en Italie où il alimente la Renaissance émergente.

L'Empire en 1180, à la fin du long règne de Manuel Comnène
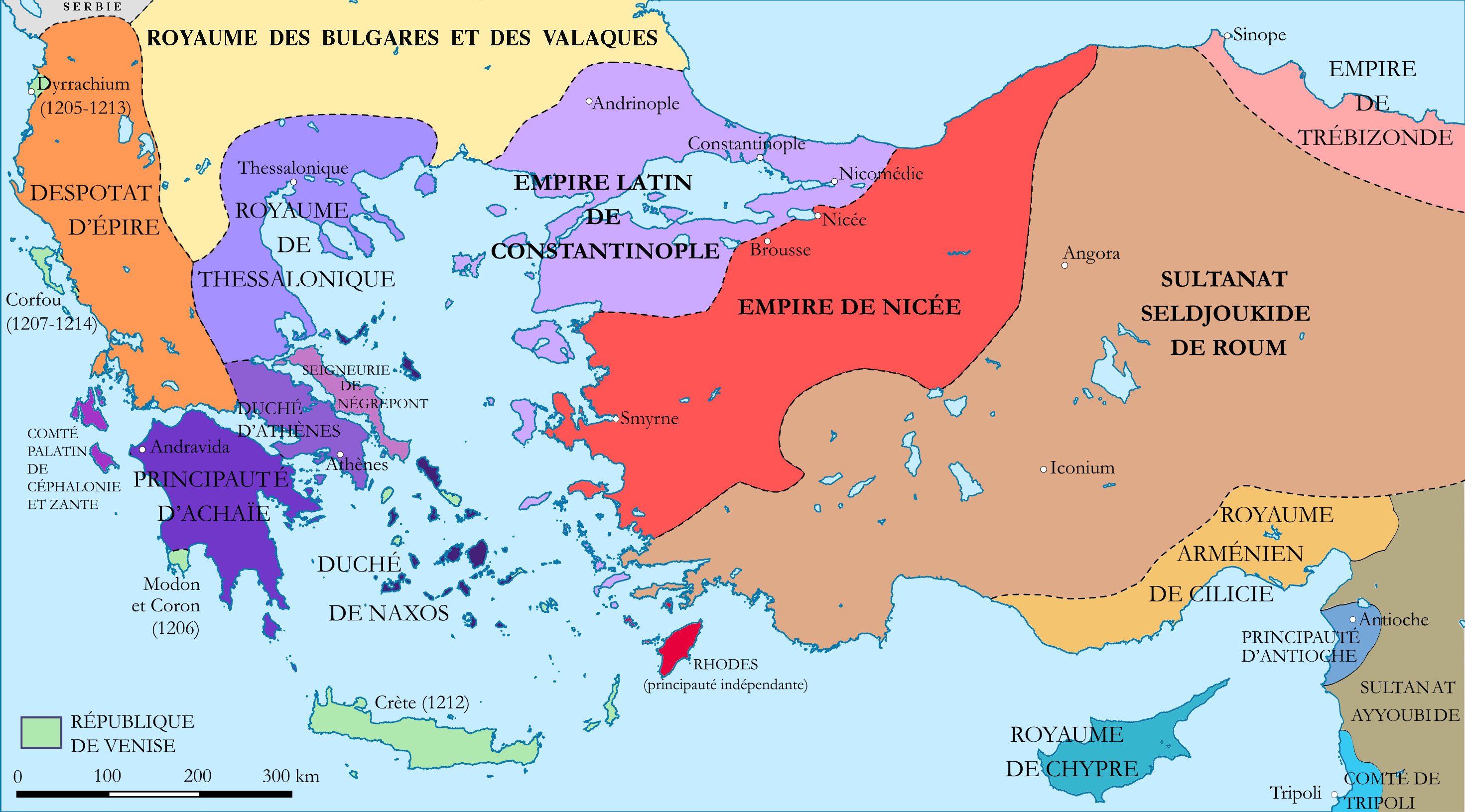
Division de l'Empire byzantin au lendemain de la quatrième croisade
Empire byzantin (vers 1265)

#### De Nicée à la renaissance de l'Empire byzantin

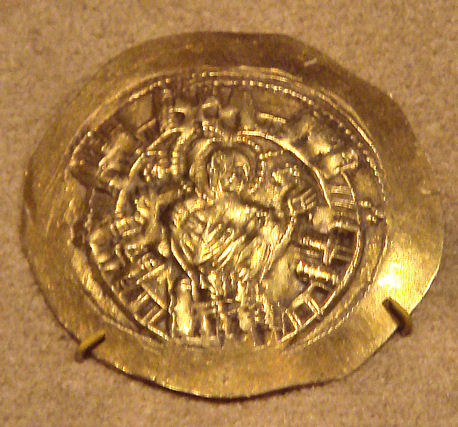
Hyperpère de, conservée au Metropolitan Museum of Art.

La prise de Constantinople par les croisés entraîne la division de l'Empire byzantin entre les puissances latines qui doivent faire face à trois États grecs qui parviennent à s'organiser. À l'ouest, sur le rivage de la mer Adriatique, se constitue le despotat d'Épire dirigé par la famille des Doukas. En Asie Mineure se forme l'empire de Nicée, dirigé par les Lascaris, et sur le rivage pontique est créé l'empire de Trébizonde, dirigé par une branche des Comnènes. Ces trois États prétendent perpétuer l'héritage byzantin bien que l'empire de Trébizonde soit rapidement isolé du fait des conquêtes turques. La lutte pour la reprise de Constantinople et la refondation de l'Empire byzantin oppose donc le despotat d'Épire et l'empire de Nicée.
Si le premier prend d'abord l'avantage, une grave défaite contre les Bulgares le met hors-jeu en 1230 tandis que l'empire de Nicée parvient à s'établir solidement en Europe grâce à l'action de Jean III Doukas Vatatzès. Finalement, après deux tentatives avortées, Constantinople est reprise par le général Alexis Strategopoulos en 1261, mettant fin à l'existence du moribond empire latin de Constantinople. Michel VIII Paléologue (1259-1282), qui s'est emparé du pouvoir quelque temps auparavant au détriment de la dynastie légitime, devient le refondateur de l'Empire byzantin. Toutefois, il est loin d'être rétabli dans ses frontières d'avant 1204. Une grande partie de la Grèce est toujours soumise au despotat d'Épire et à d'autres États francs (la principauté d'Achaïe et le duché d'Athènes). De même, les Italiens dominent l'espace maritime et les îles de la mer Égée par le biais notamment du duché de Naxos tandis qu'en Orient, les peuples turcs se montrent de plus en plus agressifs. Ainsi, Byzance n'est plus la grande puissance d'autrefois, mais seulement un État important à l'échelle régionale.
Grâce à une politique étrangère audacieuse mais très coûteuse, Michel VIII parvient à préserver les frontières de l'Empire et à empêcher la formation d'une nouvelle croisade occidentale contre son Empire, grâce notamment à sa politique en matière religieuse. En effet, il est le partisan d'une union entre les deux églises pour mettre fin au schisme de 1054, une vision impopulaire mais qui devient rapidement un enjeu politique majeur étant donné la nécessité pour l'Empire byzantin de se concilier les bonnes grâces de l'Occident. En effet, si Michel VIII parvient à repousser les diverses menaces, son fils Andronic II (1282-1328) est rapidement dépassé par les événements. Face aux finances à sec et à une armée en sous-effectif, il est contraint de céder peu à peu tous les territoires d'Asie Mineure avant qu'une guerre civile (1321-1328) avec son petit-fils Andronic III Paléologue (1328-1341) ne le chasse du pouvoir. Le nouvel empereur au tempérament guerrier tente sans succès de sauver les dernières possessions asiatiques de l'Empire, mais il est défait lors de la bataille de Pélékanon (1329). L'Empire byzantin devient dès lors strictement européen, un fait qui se confirme par la conquête du despotat d'Épire en 1337.

#### Crépuscule de l'Empire (XIVeetXVesiècles)

En 1355, l'Empire byzantin se réduit à la Thrace, la Chalcidique, Mistra, quelques îles Égéennes, le sud de la Crimée et Philadelphie en Asie Mineure.

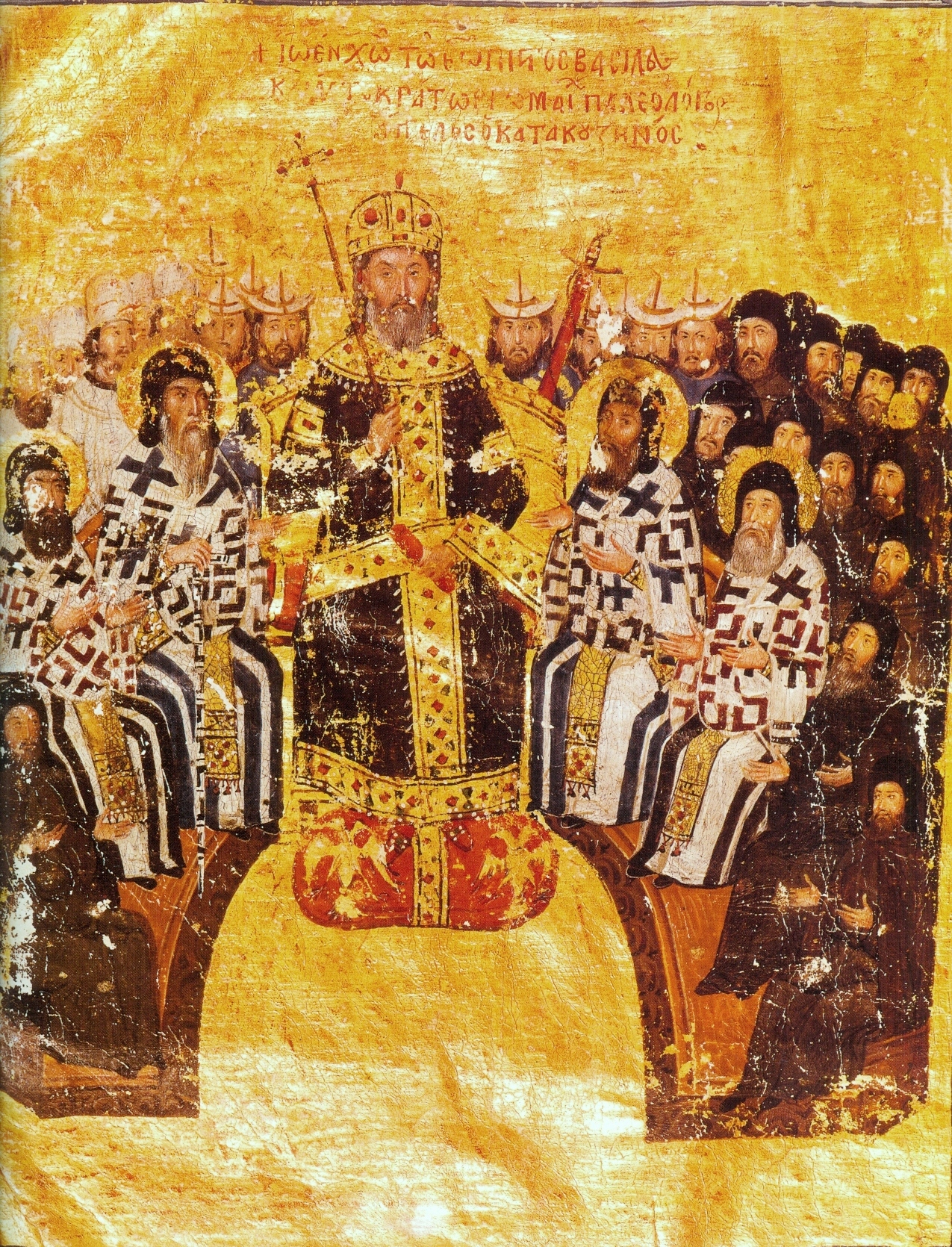
Jean VI Cantacuzène présidant le synode de 1351, Traités théologiques de Jean VI Cantacuzène, BnF Gr.1242.

Après la mort d'Andronic III, l'Empire byzantin est déchiré par une nouvelle guerre civile destructrice entre Jean VI Cantacuzène (1347-1354) et la régence du jeune Jean V Paléologue (1341-1376). Celle-ci dure de 1341 à 1347 et épuise les maigres ressources de l'Empire. Les deux parties font régulièrement appel à des troupes de mercenaires des empires voisins, y compris des Turcs qui font leurs premiers pas en Europe. Si Jean VI en sort vainqueur, il règne sur un empire exsangue, privé des ressources commerciales qui ont fait sa richesse du fait de la concurrence des républiques italiennes de Venise et de Gênes qui installent des comptoirs commerciaux un peu partout dans l'ancien territoire byzantin. Jean VI finit par abdiquer en 1354, date à laquelle les Ottomans s'emparent de Gallipoli et s'installent de manière durable en Europe, au détriment des dernières possessions de l'Empire byzantin. Il ne faut que quelques années pour que les possessions de l'Empire se réduisent à sa capitale, aux environs directs de celle-ci, à Thessalonique (prise en 1387) et au despotat de Morée qui s'étend sur une partie du Péloponnèse. Les empereurs byzantins, désormais vassaux de l'Empire ottoman, tentent de faire appel à l'aide de l'Occident pour susciter une croisade. Finalement, Bayezid Ier met le siège devant Constantinople en 1394 et Manuel II Paléologue (1391-1425) entame un long voyage en Europe pour demander de l'aide. Une armée occidentale est cependant lourdement vaincue à Nicopolis en 1396 et seule la victoire d'Ankara de Tamerlan sur les Ottomans en 1402 sauve l'Empire byzantin.

L'Empire byzantin en 1450.

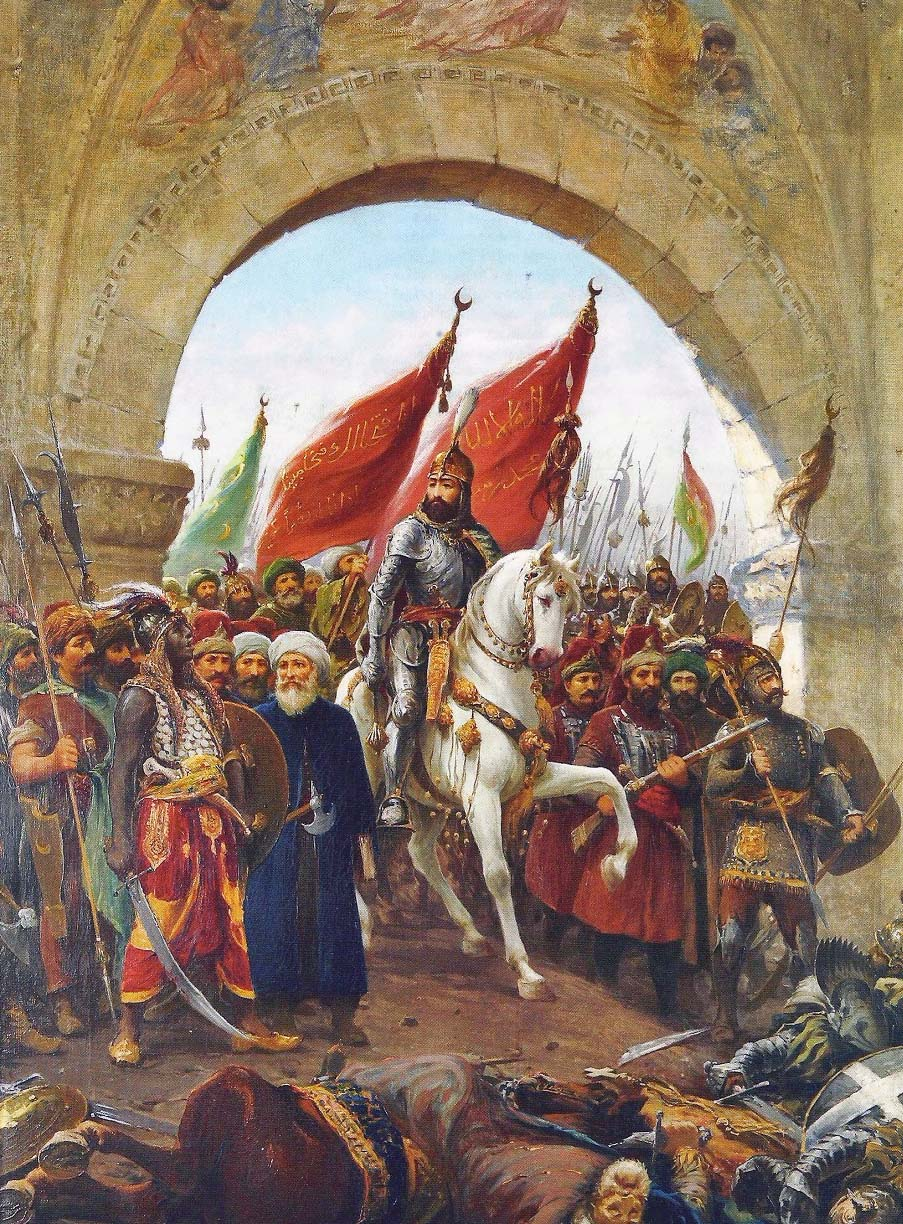
L'entrée de Mehmed II dans Constantinople peinte par Fausto Zonaro.

Les Ottomans sont divisés entre les fils de Bayezid et les Byzantins en profitent pour reprendre quelques territoires dont Thessalonique. Néanmoins, ils sont bien trop faibles pour espérer lancer une véritable reconquête de leurs anciennes possessions. L'avènement de Mourad II en 1421 marque la fin de ce bref répit. Pour punir les Byzantins d'avoir soutenu un prétendant au trône, il assiège Constantinople, mais ne peut s'en emparer. L'année suivante, il assiège Thessalonique dont il s'empare en 1430. Pour sauver son empire, Jean VIII Paléologue (1425-1448) fait de nouveau appel à l'Occident et signe l'Union des Églises au concile de Florence pour s'assurer du soutien de la papauté. Toutefois, une nouvelle armée occidentale est défaite à Varna en 1444 et la perspective d'une aide occidentale s'éloigne. L'arrivée au pouvoir de Mehmed II en 1451 met directement en péril la survie même de l'Empire. Le nouveau sultan s'est en effet fixé pour objectif la ville de Constantinople. Après de longs préparatifs, il vient mettre le siège devant Constantinople au début du mois d'avril 1453, avec une armée d'au moins 80 000 hommes soutenue par une puissante marine ainsi qu'une artillerie nombreuse. En face, les 7 000 défenseurs (dont 2 000 Italiens) sont largement surpassés en nombre et s'ils parviennent à résister durant près de deux mois, ils finissent par succomber lors de l'assaut final lancé le 29 mai 1453. Constantin XI (1448-1453) est tué lors des derniers combats et, en s'emparant de Constantinople, Mehmed II met fin à plus de 1 000 ans d'histoire byzantine. Trois petits états byzantins subsistent encore quelques années : le despotat de Morée qui est pris en 1460, l'empire de Trébizonde pris en 1461 et la principauté de Théodoros qui succombe en 1475.
Si la chute de Constantinople crée une certaine émotion dans le monde occidental, aucune tentative sérieuse n'est entreprise pour reprendre la capitale impériale, dont la prise par les Ottomans ne fait qu'acter la fin d'un empire millénaire, mais devenu agonisant après sa fragmentation à la suite de la quatrième croisade. Soixante-dix-sept ans plus tard, les Ottomans, dont l'expansion a submergé les Balkans et la Hongrie, mettent le siège devant Vienne aux portes de l'Empire germanique.

## Société et économie

### Langues et peuples

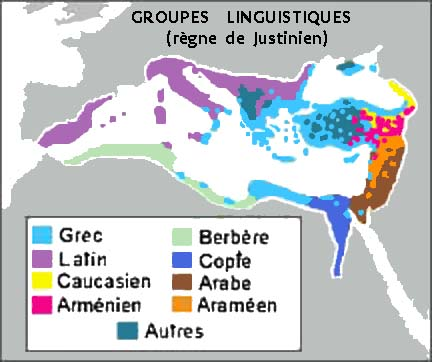
Les langues populaires parlées dans l'Empire à l'époque de Justinien.

Comme tout empire, l’Empire byzantin abrite des populations d’origine et de langue diverses, bien que l’élément grec prédomine généralement et que l’hellénisation soit une condition de l’ascension sociale. En orient, en dépit de sa nature profondément romaine, le latin perd rapidement sa place comme langue principale au profit du grec, qui devient la langue administrative au VIIe siècle. L’hellénisation concerne principalement l’élite de la population et lors de ses premiers siècles d’existence, alors qu’il recouvre un vaste espace, la diversité de l’Empire est particulièrement forte. Même s’ils sont périphériques, les espaces-temps où la Romania latine perdure ne sont pas négligeables, comme en témoignent l’Afrique byzantine, l’Espagne byzantine,, l’Italie byzantine et les Balkans romanisés. De la Mésie romane en passant par la Grèce, l’Anatolie où subsistent des peuples ayant conservé leur langue arménienne ou caucasienne d’avant l’époque romaine, jusqu’au Proche-Orient araméen et à l’Égypte copte, l’Empire recouvre ainsi des espaces multiculturels.
Même le rétrécissement de l’Empire ne signifie pas son homogénéisation culturelle : durant toute la période médiévale, des éléments slaves, valaques, arméniens voire arabes sont incorporés tant dans les Balkans qu’en Asie Mineure qui demeurent ainsi des espaces hétérogènes, comme en témoignent les Pauliciens anatoliens, mouvement culturel et religieux qui essaime dans les Balkans sous la forme bogomile et de là, vers le reste de l’Europe, avant d’être finalement maté. Les mouvements migratoires représentent un aspect important de l’Empire byzantin, régulièrement confronté à l’arrivée de nouveaux peuples à ses frontières dès son origine, avec les « invasions barbares » qu’il parvient à mieux juguler que l’Empire d’Occident. S’il doit souvent leur céder des territoires, il réussit aussi à les influencer voire assimiler au moins partiellement, conformément à la tradition universaliste romaine. C’est entre autres le cas du Premier Empire bulgare christianisé en 864 et conquis entre 995 et 1018.
L’adhésion à la religion chrétienne a pu constituer un élément de cohésion identitaire, moins envers les Juifs byzantins fortement hellénisés (fidèles au talmud de Jérusalem, et de langue yévanique) qu’envers les communautés professant des formes de christianisme considérées comme « schismatiques » (monophysisme, paulicianisme, bogomilisme et plus tard catholicisme occidental) ou envers l’islam (sur les frontières orientales). C’est toutefois une vision universaliste du droit qui a sans doute le mieux favorisé la coexistence durable de groupes ethniques et religieux différents, dès lors que le facteur d’unité n’est pas une culture, une langue, une croyance ou une origine, mais l’adhésion à l’idéologie impériale : la notion même de « Byzantins » est inexistante et les habitants de l’Empire se désignant comme Romains en dépit de leur pratique réduite du latin et de leur diversité.
L’espace grec, matrice culturelle principale de l’Empire, ne devient réellement prépondérant que dans les dernières décennies de l’Empire, en particulier après 1261 quand ses frontières ne cessent de reculer. Seules des populations hellénophones sont alors contrôlées par Constantinople, ce qui entraîne l’affirmation d’un certain hellénisme de la part d’intellectuels comme Gémiste Pléthon, et n’empêche pas la coexistence de différents États grecs parfois hostiles les uns envers les autres (Empire byzantin proprement dit, despotat d'Épire, empire de Trébizonde, principauté de Théodoros).
L’évolution démographique de l’Empire ne peut être chiffrée précisément en l’absence de recensements, mais elle peut être tracée approximativement. La population atteint son maximum lors des premiers siècles, à l’époque où l’Empire recouvre la plus vaste superficie. Après son apogée territorial sous Justinien, la population commence à décliner. L’impact meurtrier de la peste de Justinien est alors notable, mais c’est surtout le recul prononcé des frontières qui entraîne mécaniquement une baisse de la population de l’orbite impériale. Le déclin de la vie urbaine atteste de ce repli démographique et l’Empire atteint un point bas aux alentours du VIIIe siècle. Dès lors qu’il retrouve une prospérité politique et économique sous les Macédoniens, une expansion démographique est de nouveau de mise. Finalement, le repli territorial irrégulier mais irrémédiable à partir du XIe siècle amène avec lui une nouvelle baisse de la population impériale. Celle-ci diminue considérablement au XIVe siècle, sous l’effet croisé du déclin territorial et d’un nouvel épisode de peste.

### Le monde rural, pilier de la pérennité de l'Empire

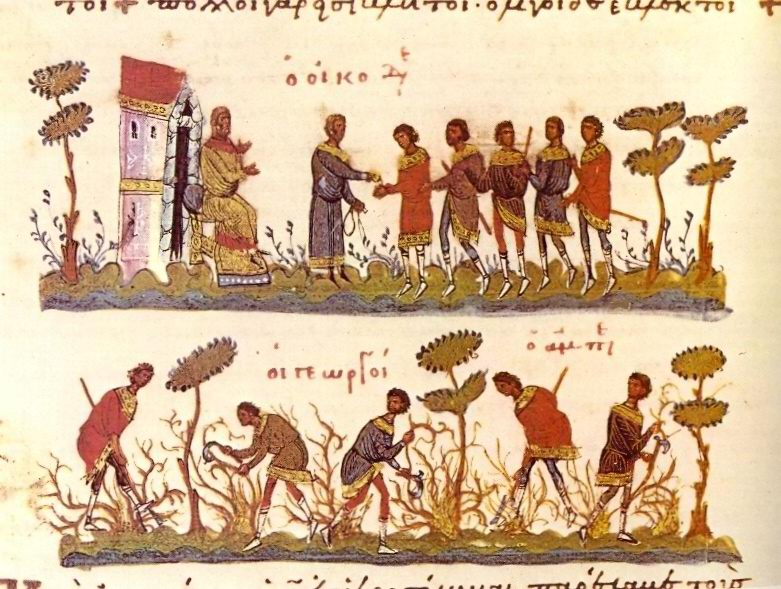
Travaux des champs décrits dans un évangéliaire byzantin du XIe siècle (Bibliothèque nationale de France, Paris).

Si l’Empire romain se caractérise en partie par un réseau de cités importantes, l’Empire byzantin évolue vers une prédominance du monde rural. Comme l’indiquent Michel Kaplan et Alain Ducellier : « Le système politique et social qui permet à l'Empire de survivre face aux invasions repose sur la petite paysannerie : elle nourrit la population et fournit l'essentiel des ressources de l’État par l'impôt, essentiellement foncier, par le gros des troupes des thèmes et même, pendant un temps, des tagma ». Lors de ses premiers siècles d’existence, les grandes cités, à l’exception de Constantinople, connaissent un déclin sensible. Au contraire, la ruralité devient un pilier de l’équilibre de l’Empire. La terre est la première source de richesse et la base de la fiscalité. L’agriculture est de loin le principal secteur d’activité de l’Empire et elle assure des récoltes suffisantes pour nourrir l’ensemble de la population dans un cadre qui évolue peu à travers les siècles.

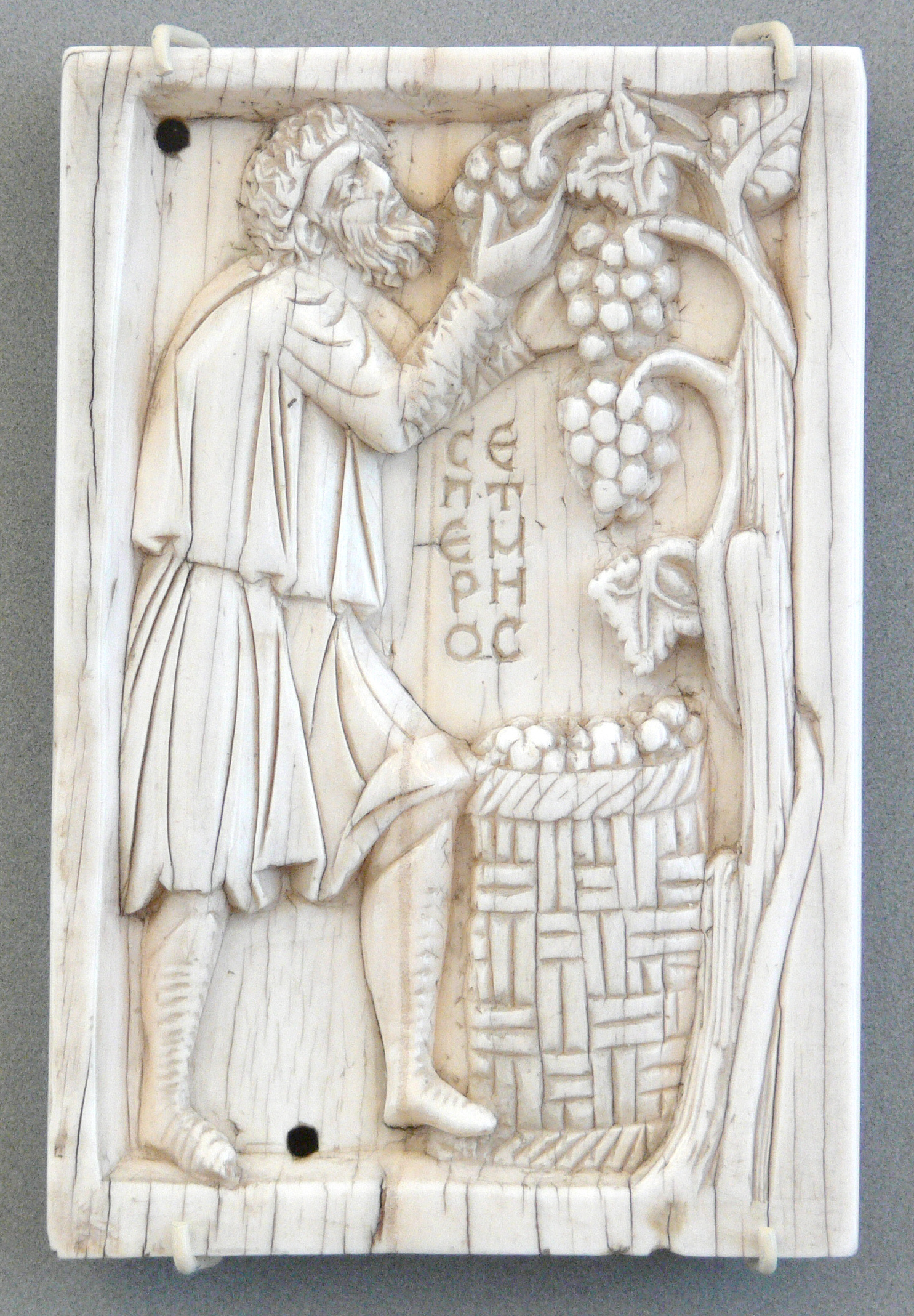
Ivoire byzantin représentant des vendanges sur vignes hautes

Son efficacité dépend de l’état des infrastructures héritées de l’antiquité (aqueducs, canaux d’irrigation, routes, entrepôts fortifiés κελλία - kellía, du latin cellarium qui a donné le français « cellier »), et de la sécurité politique (les domaines agricoles étant pillés par les invasions et les croisades). Avec le repli territorial de l’Empire au VIIe siècle, l’Anatolie devient le cœur de la production agricole byzantine. La ruralité byzantine se structure autour du diptyque du village (κωμή - kômè) et du domaine (χώριον - chôrion). Dans le premier, l’exploitant est propriétaire et paie l’impôt au fisc, alors que dans le second, il est locataire des terres domaniales, détenues par les archontes, grands propriétaires terriens auxquels il paie une rente (πάκτον - pakton).
La coexistence de ces deux formes de paysannerie est un trait marquant et durable de l’Empire byzantin. Le maintien d’une classe de petits propriétaires terriens devient parfois un souci du pouvoir impérial, dès lors que la charge fiscale croissante contraint certains d’entre eux à céder au statut de parèque, c’est-à-dire de locataire perpétuel d’une terre, dès lors que le loyer est honoré. La différence de situation entre ces deux statuts est faible et le parèque n’est pas inférieur socialement à un propriétaire terrien, d’autant qu’il bénéficie de la protection du grand propriétaire. Dans les deux cas, si le régime juridique de propriété de la terre est distinct, l’exploitation obéit au même principe d’une agriculture familiale. Néanmoins, les empereurs, notamment les Macédoniens, ont vu dans cette évolution un danger pour le modèle du paysan-soldat, propriétaire de sa terre et sensible à sa défense. En outre, elle favorise l’émergence d’une aristocratie puissante et donc menaçante.
Sans être d’une efficacité pérenne, les mesures impériales, à l’image de l’allèlengyon, qui oblige un riche propriétaire à s’acquitter des impôts d’un propriétaire appauvri sans pour autant pouvoir s’emparer de ses terres, favorisent pour un temps la permanence du modèle d’une petite paysannerie détentrice de terres. Néanmoins, sous les Comnènes, les grands propriétaires terriens sont devenus largement majoritaires,,. Ils peuvent être civils mais aussi ecclésiastiques, avec l’importance croissante des terres détenues par les monastères, l’Église s’affirmant comme le deuxième propriétaire terrien après l’État. Avec la disparition du petit propriétaire, les parèques deviennent le statut normal des paysans dans les derniers siècles. S’ils ont normalement les droits civils d’un homme libre, ils sont, de fait, placés dans une dépendance économique accrue envers les archontes locaux qui se substituent à l'État, en particulier dans le prélèvement de l’impôt. Cela ne va pas sans abus, entraînant une dégradation sensible de la condition paysanne sous les Paléologues. Enfin, le monde rural ne se limite pas à l’agriculture car d’autres métiers s’y pratiquent : bûcherons, charrons, charpentiers, cordonniers, forgerons, marchands, meuniers, tailleurs.

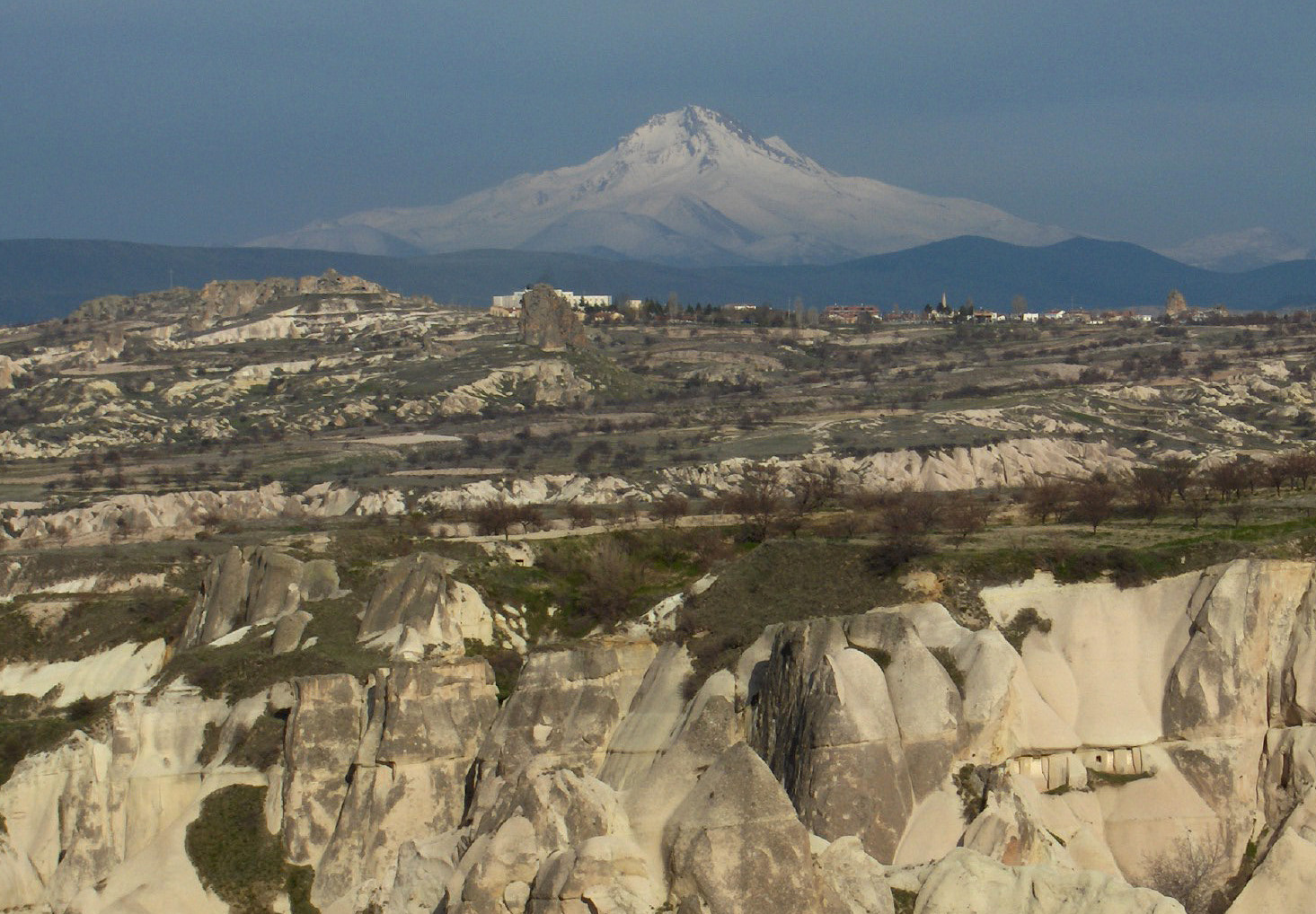
Paysage de la Cappadoce avec le mont Argée en arrière-plan.

Quel que soit le régime juridique de la terre exploitée, l’exploitation familiale est proche d’une économie de subsistance dont l’autarcie constitue l’idéal agricole par excellence. Il en découle une stagnation de la productivité agricole puisque l’accroissement de la quantité produite n’est pas recherché. Par conséquent, les terres cultivées sont d’une superficie réduite. Le jardin, le potager, le verger assurant la survie de la famille, est incontournable. Si l’agriculture byzantine a parfois été décrite comme peu efficace, elle n’en dispose pas moins de réelle capacité d’adaptation à des évolutions de situation, notamment pour assurer une production plus importante avec le retour de la prospérité économique au IXe siècle. Plus largement, l’agriculture byzantine a été largement amputée de ses terroirs les plus productifs par les invasions arabes qui ont privé l’Empire de l’Égypte dont la production contribuait, au travers de l’annone, à nourrir les villes impériales, dont la populeuse Constantinople. Les Balkans et l’Asie Mineure sont des régions moins fertiles à la géographie plus montagneuse, aux espaces agricoles plus restreints et fragmentés, aux moyens de transport plus limités.

Les céréales sont de loin la principale production agricole, en particulier le blé. Les recherches récentes attestent d’une productivité plutôt élevée. Le vin est répandu dans les environs des villes avec des cépages réputés comme la malvoisie, et les oliviers sont aussi courants dans les champs byzantins,.

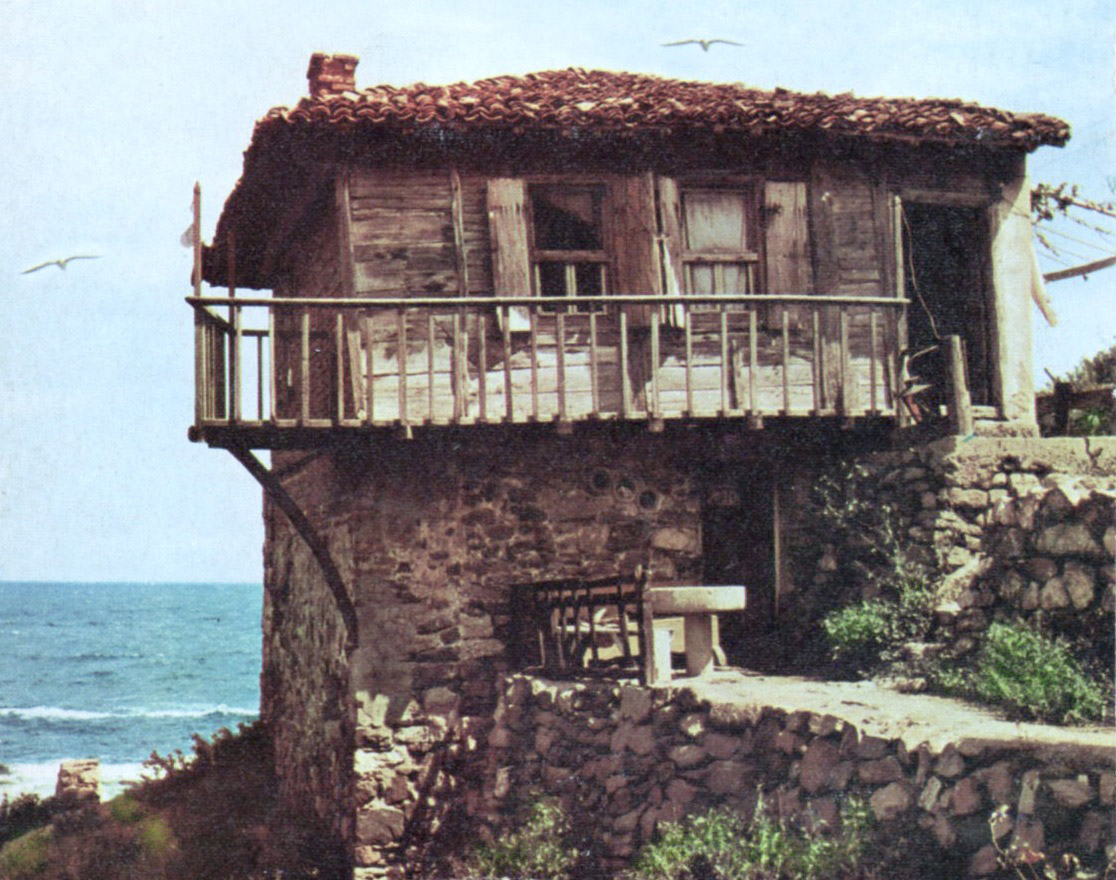
Maison pontique traditionnelle des bords de la mer Noire, à l’abandon dans les années 1960.

 Si la culture paysanne assure la production de fruits, de légumes ou encore de vins, l’élevage est surtout pratiqué sur les terres impériales. L’État est de loin le premier propriétaire terrien et ses possessions, recouvrant parfois des terres incultes comme le centre du plateau anatolien, sont utilisées pour faire paître du bétail ou des chevaux.
Au-delà de son rôle agricole, le village-paroisse est la structure sociale de base de l’Empire dont il est la principale source de revenus fiscaux. Les contribuables du village sont solidaires envers le fisc : si l’un d’entre eux n’est pas en mesure d’acquitter ses obligations fiscales, les autres doivent s’en charger,. L’habitat rural, le plus souvent regroupé, demeure mal connu et le mobilier est modeste mais compte tenu des vestiges archéologiques des fondations, il semble que les maisons médiévales des Balkans et d’Anatolie ne soient pas très différentes des maisons byzantines : taille modeste, plan carré, cellier-grange en pierre au rez-de-chaussée, habitation en bois au-dessus, toit de tuiles romanes.

### Monde urbain

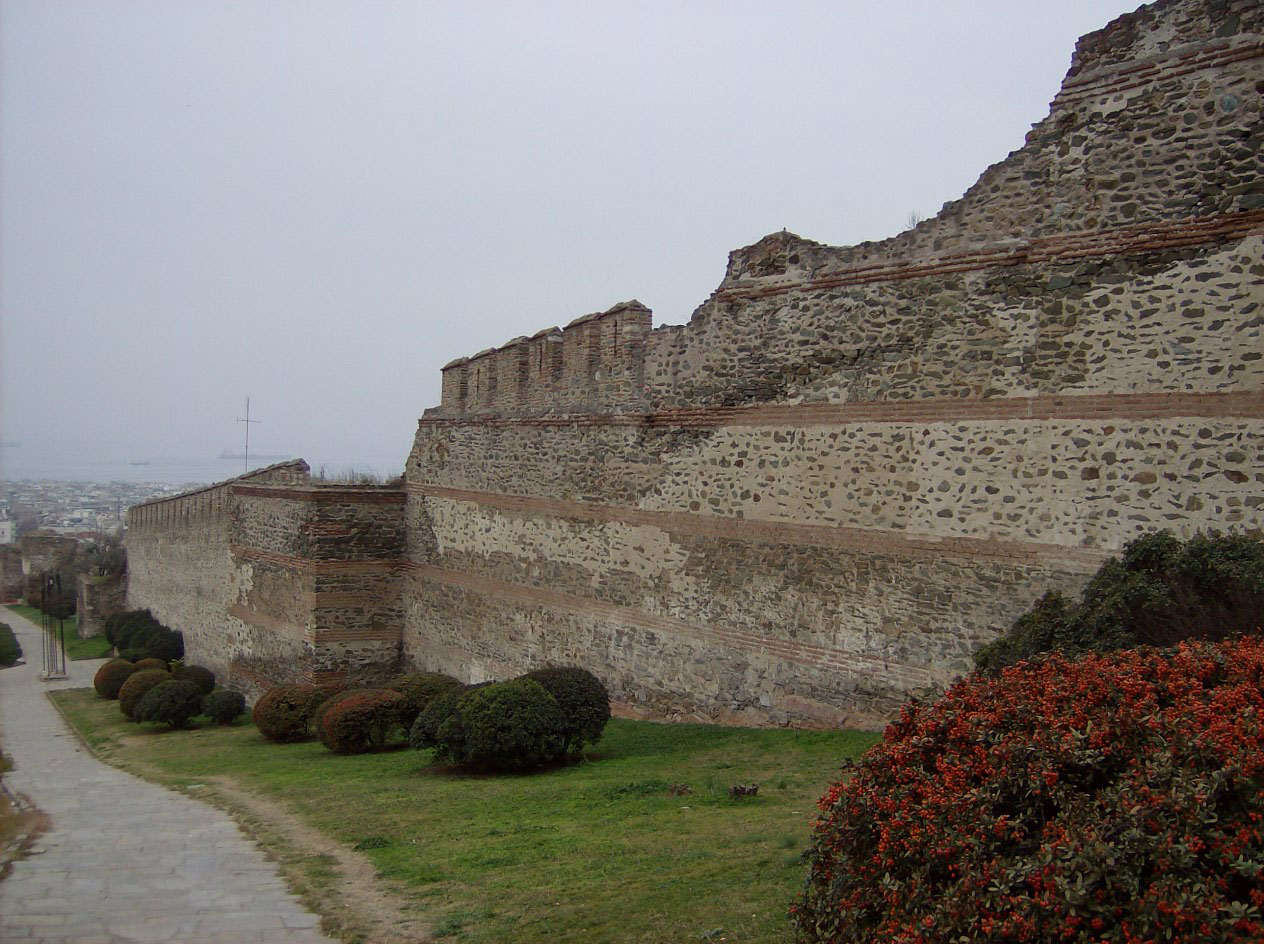
Vestiges des murailles byzantines de Thessalonique.

Tout au long de son histoire, la structure urbaine de l’Empire byzantin connaît de profondes évolutions. À ses origines, le réseau de cités romaines est dense et dynamique. Relativement épargné par les secousses du début de l'Antiquité tardive, il est au cœur d’une vie riche, marquée par la domination d’une aristocratie urbaine et la coexistence de communautés culturelles nombreuses. La vie urbaine n’est pas sans troubles ni violence. Le phénomène des factions connaît son apogée dans les premiers siècles de l’Empire byzantin. Ces regroupements de citoyens en fonction des équipes de chars soutenues lors des courses de chars sont souvent à l’origine de violences urbaines, culminant avec la sédition Nika en 532. Néanmoins, à partir de la fin du règne de Justinien, les cités byzantines connaissent un déclin. Certaines sont fragilisées ou détruites par la multiplication de tremblements de terre et la peste justinienne contribue à un certain dépeuplement, amplifié par la guerre perso-byzantine de 602-628 qui ravage une grande partie des provinces orientales. Dans les Balkans, les invasions slaves entraînent l’effondrement du réseau de cités dans l’intérieur des terres. Au cours de la période mésobyzantine, les villes sont de tailles plus modestes, ne dépassant que rarement les 10 000 habitants. Elles se structurent alors autour d’une acropole, le kastron, qui devient la dénomination usuelle de la ville en remplacement de polis, où peut se réfugier la population en cas d’attaques. Avec le regain territorial de l’Empire byzantin, les villes connaissent à nouveau une croissance démographique. En Asie Mineure où les Arabes refluent de même que dans les Balkans où les Slaves sont soumis, les cités sont moins exposées. Dans les derniers siècles, le nombre de cités aux mains des Byzantins se réduit considérablement, mais dans les provinces qu’ils gardent encore, des centres urbains conservent une certaine prospérité. Mistra, la capitale du despotat de Morée fondée par les Francs à l’époque de la principauté d'Achaïe, en est le meilleur exemple. Elle est alors une place commerciale autant qu’un lieu culturel florissant.

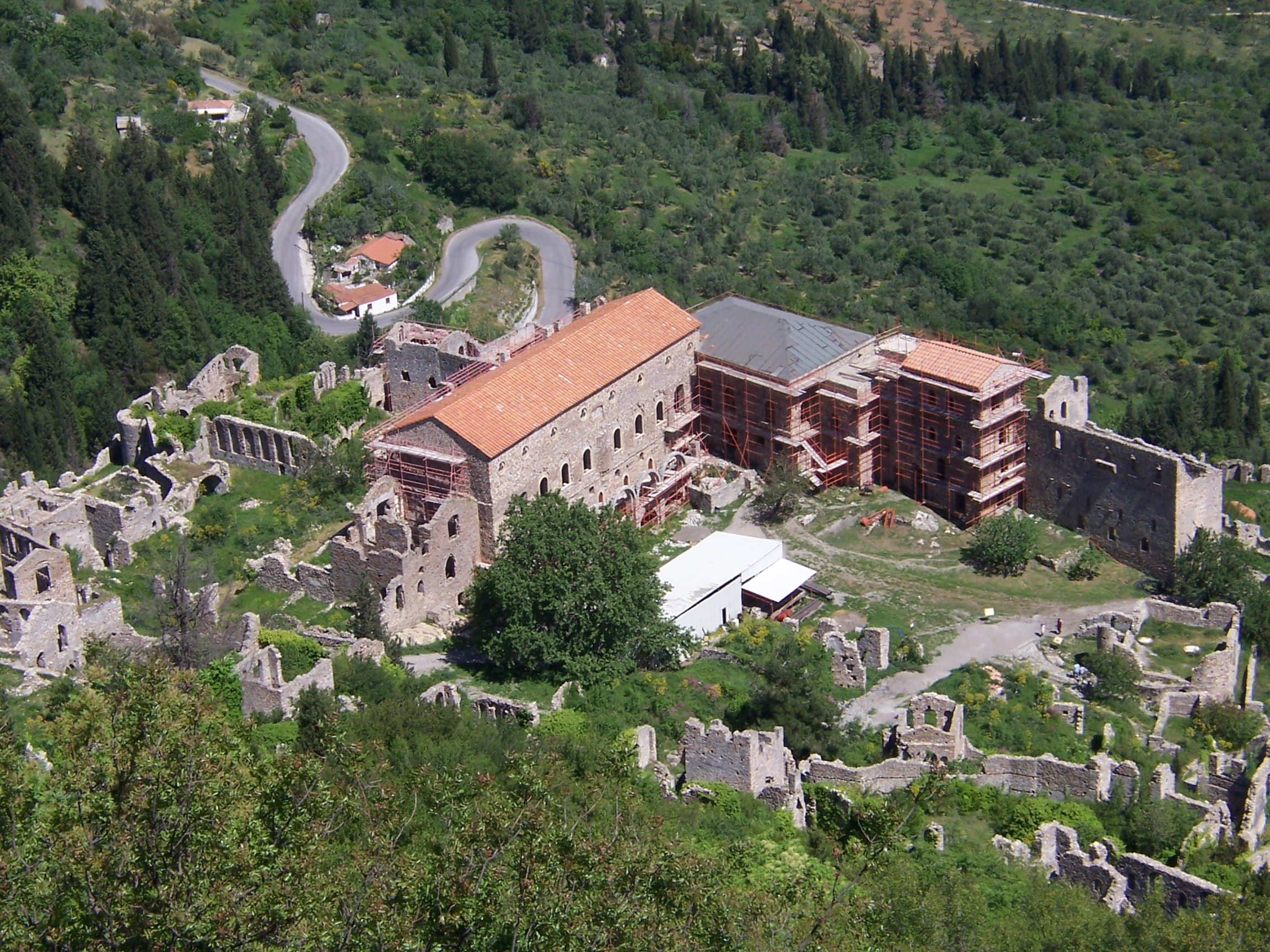
Palais de Mistra.

Parmi les cités importantes de l'époque mésobyzantine, Thessalonique occupe une place cardinale. Deuxième cité de l’Empire, elle pourrait bien avoir été la seule en dehors de Constantinople à dépasser les 100 000 habitants. Elle est un centre commercial de premier plan grâce à un riche arrière-pays et à son port très fréquenté. Dyrrachium est aussi une position stratégique, sur la route entre l’Italie et Constantinople. Nicée, cité primordiale dans l’histoire religieuse de l’Empire, garde une certaine importance à travers les siècles, comme en témoigne son statut de capitale quand l’Empire byzantin s’exile en Asie Mineure entre 1204 et 1261. Globalement, ces centres urbains sont le siège d’un dynamisme économique, souvent aux carrefours de plusieurs routes. La reprise de l'activité économique sous les Macédoniens va de pair avec un renouveau urbain, les villes organisant des foires et des marchés réunissant les principales productions locales. Les villes de Grèce comme Thèbes ou Corinthe jouissent de l'essor des productions textiles et de la soie byzantine particulièrement répandue. Pour les cités comme Athènes qui ne peuvent compter sur une production spécifique, c'est le dynamisme accru de l'agriculture et de l'artisanat qui permettent leur développement comme lieux d'échanges. En Anatolie, le même phénomène d'accroissement des cités est noté avec la fin progressive des raids arabes. Nicée et Nicomédie abritent des marchés d'importance et de nombreuses foires plus modestes parsèment le territoire, attestant de la reprise économique. En revanche, le nord des Balkans, plus exposé, ne connaît pas un essor similaire des échanges et donc des centres urbains. Quoi qu'il en soit, la croissance des villes ne va pas forcément de pair avec un regain des constructions qui, dans l'ensemble, restent modestes.
Au-delà des aristocrates et de la bourgeoisie marchande, le gros de la population urbaine est composé d'artisans et des personnes qu'ils emploient, travaillant souvent dans des ateliers (ergasterion) de dimension familiale qu'ils louent à de riches propriétaires. Les ouvriers au service des artisans sont de conditions sociales variables en fonction de leur qualification. Le contrat de travail est en général d'un mois, ce qui peut entraîner une forte irrégularité dans les revenus de ces travailleurs aux conditions précaires, qui deviennent parfois le foyer de révoltes comme celles des zélotes à Thessalonique au XIVe siècle. Les esclaves, uniquement présents en milieu urbain, sont au bas de l'échelle sociale mais, en dépit de leur servitude, ils peuvent bénéficier de conditions de vie relativement favorables dès lors qu'ils sont bien traités et qu'ils peuvent espérer être affranchis. En effet, l'influence chrétienne tend à réduire l'esclavage.
La persistance de l'esclavage dans les villes a entravé le développement d'une classe de travailleurs salariés. « Du IXe siècle au XIe siècle, les grandes victoires militaires (…) remplissaient les marchés de marchandise humaine à bas prix. Ce n'est que lorsque les rigueurs des défaites militaires, des marchés fermés et du déclin de la richesse eurent stoppé, au XIIe siècle, l'approvisionnement en main-d’œuvre servile que l'esclavage commença à disparaître et à donner au travailleur libre (…) une existence économique ». La masse des habitants de Constantinople vit dans la pauvreté. Beaucoup vivaient dans des immeubles locatifs décrépits ou dans des huttes, certains même étant à la rue.

### Constantinople: capitale indépassable

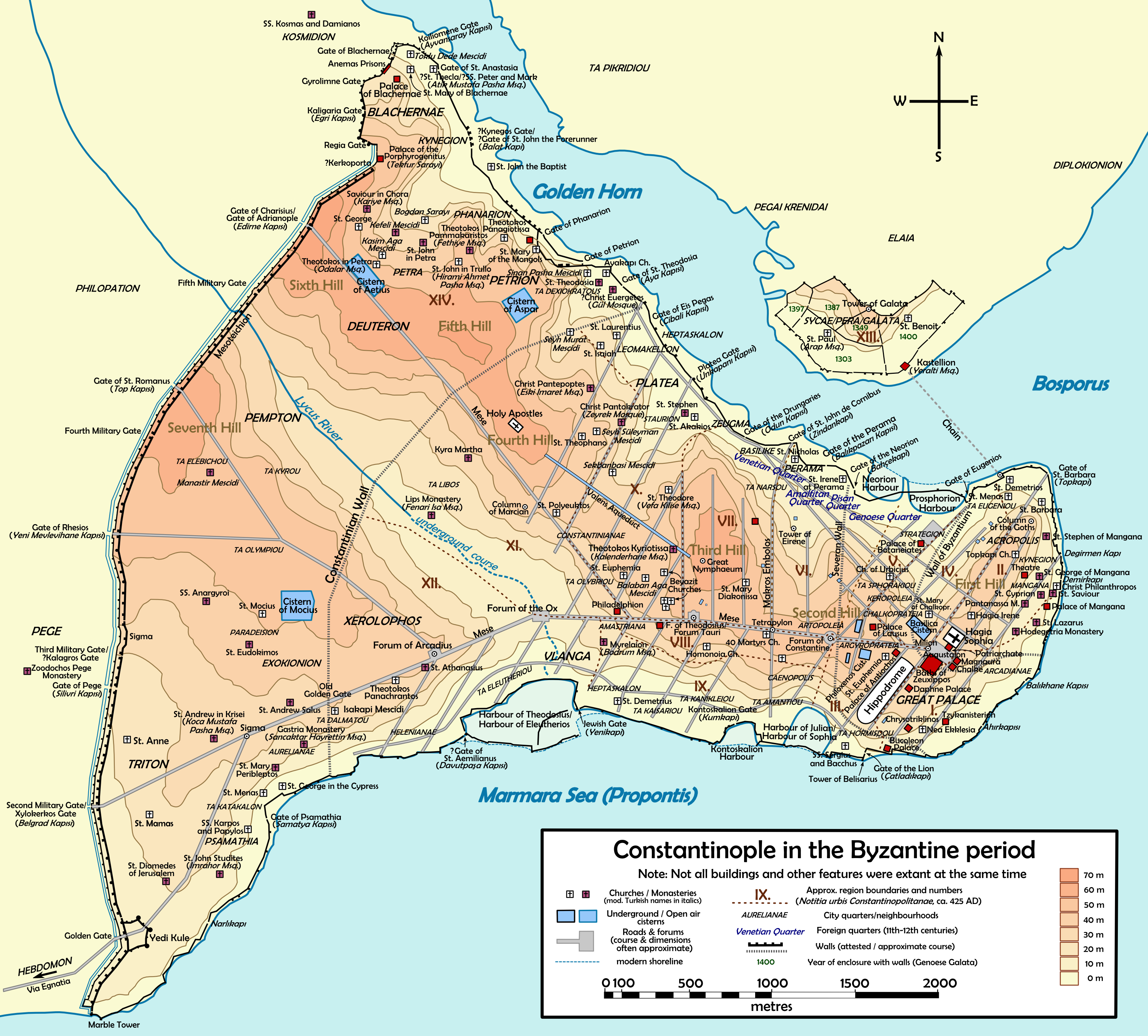
Carte de Constantinople.

Constantinople, « Nouvelle Rome », est le cœur de la puissance impériale. Elle est la raison d’être de l’Empire d’Orient. Sa création par Constantin constitue l’une des dates de naissance du monde byzantin. Sa chute en 1453 en signe le terme. La disproportion entre la puissance, la taille de Constantinople et le reste des cités byzantines explique à quel point cette ville occupe une place capitale dans la destinée impériale. Si Rome n’a pas toujours été la capitale de l’Empire romain, Constantinople a toujours été celle de l’Empire byzantin, sauf quand elle est occupée par les Latins entre 1204 et 1261.
Le site stratégique de Constantinople, fondé sur l’antique Byzance, explique son importance et son développement rapide pour en faire un pôle de l’Antiquité tardive puis du Moyen Âge. À la confluence de l’Orient et de l’Occident, sur la route maritime reliant la mer Noire et la mer Méditerranée, sa position lui assure une prospérité économique. Ses ports et ses marchés attirent les marchands du monde entier. Les marchands italiens ne s’y trompent pas quand ils s’installent dans des quartiers entiers pour commercer, prenant le pas sur les Byzantins à partir du XIe siècle. Militairement, elle jouit aussi d’une situation exceptionnelle. Située sur un triangle dont les deux côtés sont bordés par la mer, notamment par la Corne d'Or, un port naturel, elle est facilement défendable, d’autant que Théodose II crée une double rangée de murailles qui résiste à tous les sièges jusqu’à celui de 1453, marqué par l’avènement de la poudre à canon. La multiplicité des sièges qu’a subie la capitale impériale représente l’enjeu qu’elle constitue pour tout envahisseur. Sur le plan interne, elle est le cœur absolu du pouvoir. Tout prétendant au trône ne peut espérer régner sans s'emparer de la Cité, où se retrouve l'aristocratie la plus influente.

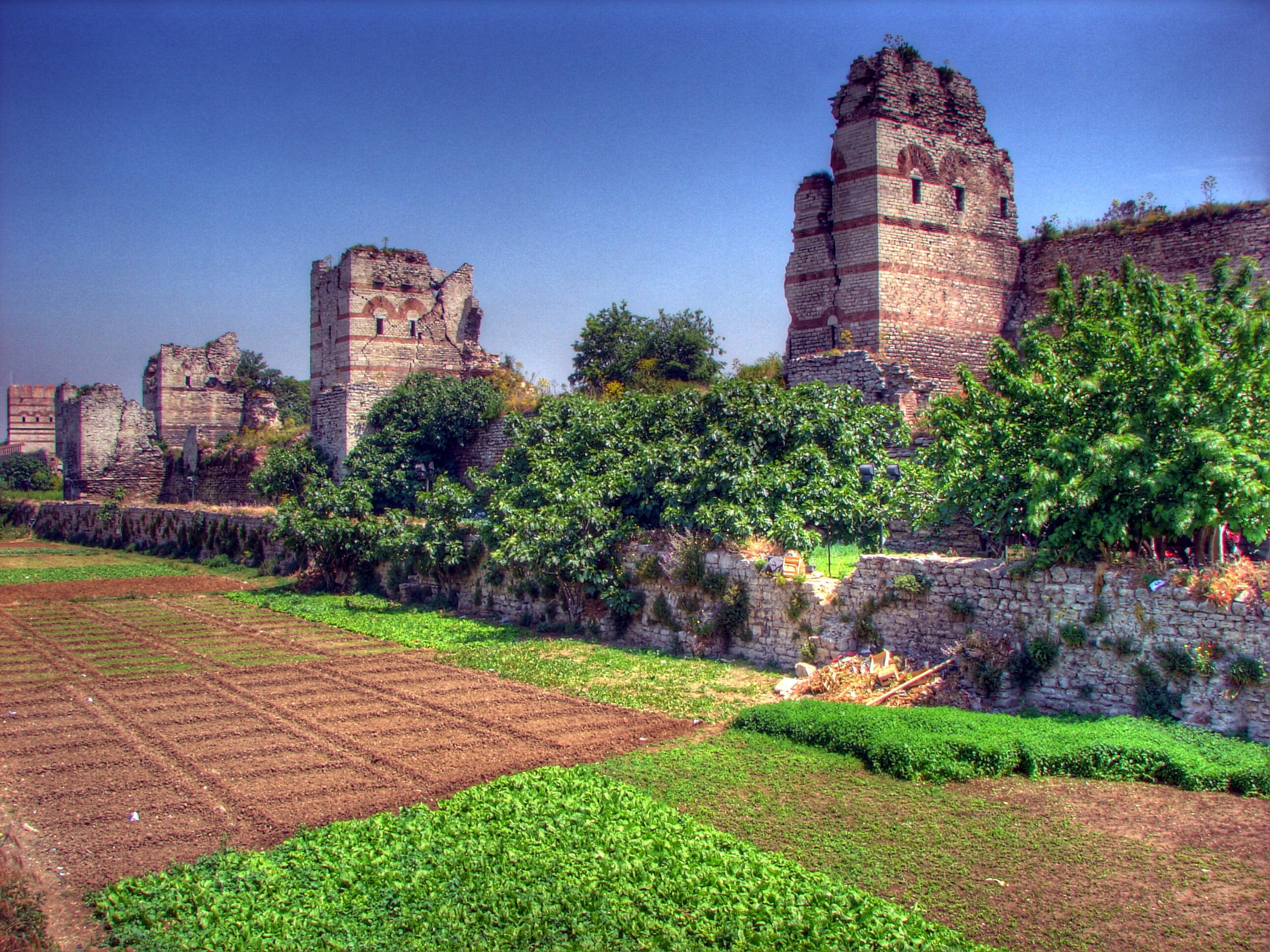
Les vestiges des imposantes murailles de Constantinople qui assurèrent sa protection durant 1000 ans.

Si la Cité connaît un déclin démographique sensible après le règne de Justinien Ier, elle se repeuple progressivement et atteint une population supérieure à 500 000 habitants, ce qui en fait la ville la plus peuplée du monde chrétien. Elle comprend un grand nombre de bâtiments grandioses qui remontent pour certains à sa fondation par Constantin. Créée sur le modèle de Rome, elle abrite un hippodrome, lieu de rencontre du peuple et de l'empereur, ainsi qu’un forum, conformément au standard romain. D'autres bâtiments sont peu à peu créés comme le Grand Palais, où réside l’empereur avant qu’il ne se déplace vers le palais des Blachernes ou encore la basilique Sainte-Sophie, chef-d’œuvre du règne de Justinien, qui n’est que l’une des nombreuses églises de la ville. Siège du patriarcat œcuménique de Constantinople qui n'hésite pas à concurrencer Rome, Constantinople est une capitale culturelle et spirituelle de premier plan. La Mésè, principale artère de la cité, est le lieu de concentration de l'artisanat et du commerce constantinopolitains. Un grand nombre de métiers cohabitent dans la ville, comme en témoigne le Livre de l'Éparque qui donne le détail de la structuration des différentes corporations, plus ou moins largement réglementées par le pouvoir politique incarné par l'éparque, le préfet de Constantinople. L'implantation des différents métiers structure certains quartiers avec le Chalcoprateia pour les chaudronniers, le Kéropoleia pour les fabricants de cierges ou l’Artopoléia pour les boulangers. Cette bourgeoisie urbaine est un aspect fondamental de la capitale et ses insurrections revêtent parfois une violence rare comme lors de la sédition Nika qui menace de mettre un terme précoce au règne de Justinien en 532. Les marchands sont aussi très nombreux et sont autant byzantins qu'étrangers avec la création de quartiers regroupant les marchands originaires des différentes cités commerçantes italiennes. Si l'aristocratie est très concentrée à Constantinople, la ville est aussi largement peuplée de populations plus modestes, allant des esclaves aux indigents. Du fait de ses richesses, Constantinople jouit d’une réputation d’abondance attisant les convoitises, jusqu'à son sac par les croisés en 1204. Irrémédiablement appauvrie par cet épisode, concurrencée par les colonies commerciales italiennes comme Péra, elle sombre dans une période de déclin prononcé, notamment sur le plan démographique, concordant avec l’affaiblissement progressif de l’Empire. Quand elle tombe aux mains des Ottomans, sa population ne dépasse guère les 50 000 habitants.

### Aristocratie impériale

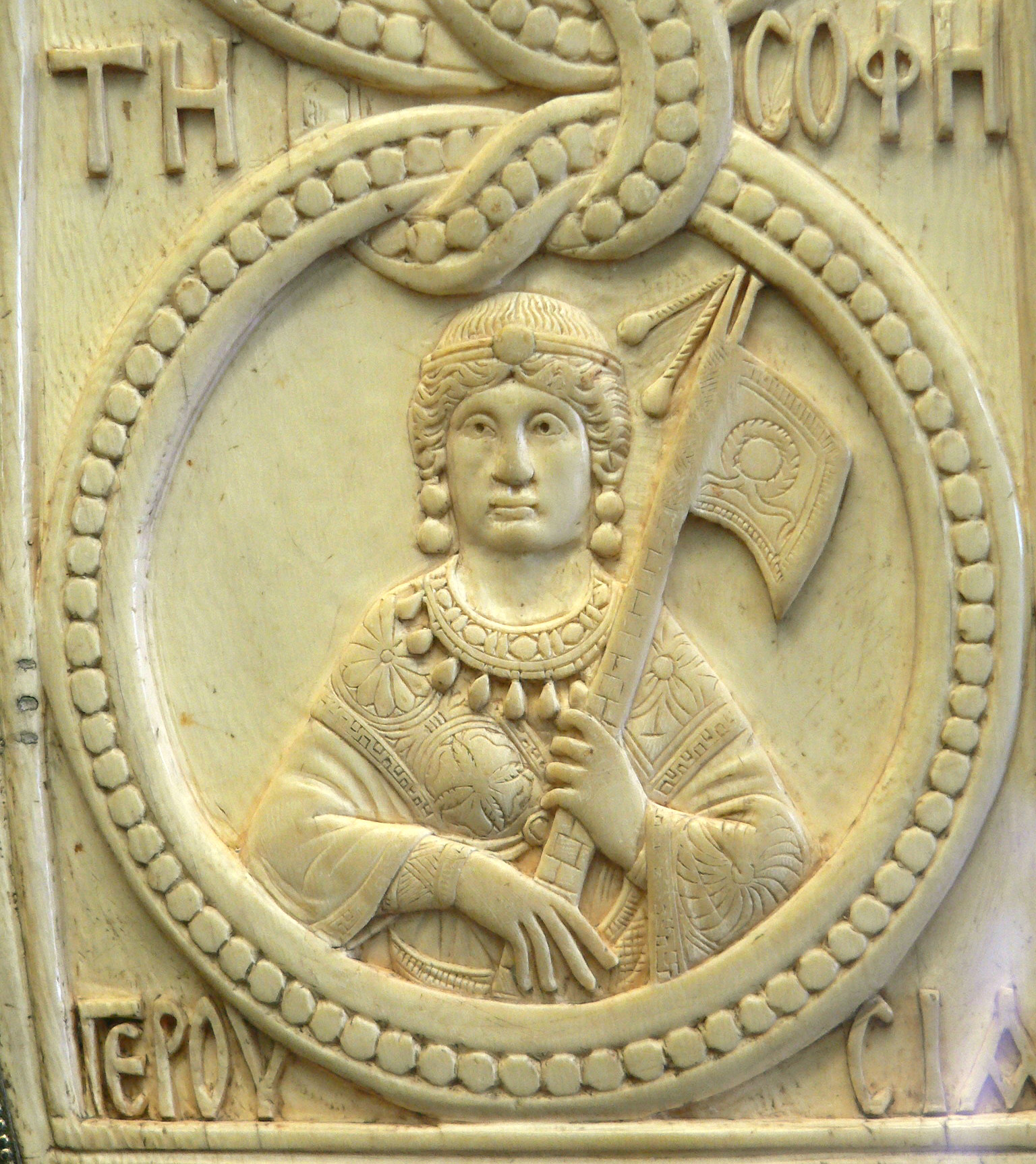
Personnification du Sénat selon le diptyque consulaire de Théodore Philoxène.

Selon le byzantiniste Gilbert Dagron, la noblesse byzantine « est une noblesse de fonction et non de naissance, mais tendant à l'héréditaire ». Là encore, la nature romaine de l'Empire byzantin se fait ressentir. La naissance à elle seule n'assure pas toujours une place de rang dans la hiérarchie. Le mérite, tout autant que les faveurs impériales, jouent un rôle majeur, ce qui distingue en partie l'Empire byzantin du reste de l'Europe où l'ordre social est souvent plus rigide. La société byzantine permet une élévation sociale, en particulier pour des individus issus de la classe moyenne. Néanmoins, cet aspect ne doit pas être exagéré.
La classe dirigeante de l'Empire byzantin est étroitement liée au Sénat byzantin. En tant que nouvelle Rome, Constantinople ne pouvait se dispenser d'un Sénat, une institution fondamentale de la romanité. Au IVe siècle, le Sénat romain a déjà perdu une grande partie de son influence historique et ses pouvoirs politiques sont restreints. De ce fait, le Sénat byzantin n'occupe pas une place aussi grande dans les destinées politiques de l'Empire, surtout à partir du tournant du VIIe siècle. Cependant, il continue à rassembler l'élite sociale et constitue un puissant marqueur social,. Les fonctions les plus prestigieuses vont de pair avec une appartenance au Sénat, une exigence mise en place par Constantin qui conduit au déclin de l'ordre équestre. L'augmentation du nombre de sénateurs permet d'intégrer une composante large des classes supérieures de la société byzantine, y compris des membres de l'administration provinciale, même si la subdivision des sénateurs en trois catégories (les spectabiles, les clarissimi et les illustres par ordre d'importance) maintient une différence de prestige entre les membres de cette institution.
Historiquement, une césure apparaît au VIIe siècle avec les bouleversements qui ébranlent l'Empire jusque dans ses fondations. Une grande partie de l'aristocratie des premiers temps de l'Empire disparaît, notamment les curiales, l'administration municipale qui ne survit pas au déclin des cités. Une nouvelle élite apparaît, souvent d'origine militaire et qui s'élève par la voie des armes en combattant les différents ennemis de l'Empire. L'aristocratie byzantine se caractérise de plus en plus par l'existence de familles puissantes qui parviennent à rester proches des plus hautes sphères du pouvoir de génération en génération, à l'image des Doukas, des Mélissène ou des Paléologue, certaines d'entre elles occupant même le trône impérial. En effet, si les fonctions ne sont pas héréditaires, la fortune l'est, quoique partagée entre les descendants, qu'ils soient hommes ou femmes. Cette fortune provient de deux sources : les propriétés foncières et le service de l'État, incarné par la roga, le salaire annuel perçu par les dignitaires de l'Empire. À quelques exceptions, l'aristocratie reste éloignée du monde des échanges et des affaires, conformément à la tradition romaine qui fait du service de l'État l'activité la plus honorable. C'est seulement dans les dernières décennies que les plus grandes familles byzantines s'adonnent au commerce pour compenser les pertes territoriales. Une classe d'importants propriétaires terriens parvient à se constituer au fil des siècles, suscitant parfois les réactions d'un pouvoir impérial inquiet d'y voir une source de contestation de son autorité et une menace au maintien d'une classe de petits propriétaires terriens qui forment le cœur de l'armée byzantine. Le XIe siècle voit culminer la puissance de ces clans aristocratiques, parfois hâtivement divisés entre une aristocratie civile et une aristocratie militaire,, à l'occasion de la longue guerre civile qui suit l'extinction de la dynastie macédonienne. L'arrivée au pouvoir des Comnènes issus de la noblesse militaire entraîne un resserrement de l'aristocratie autour de la famille impériale qui devient le centre du pouvoir. Les alliances matrimoniales sont alors l'occasion de grimper dans la hiérarchie en obtenant des titres de plus en plus prestigieux, en partie liés à la proximité familiale avec l'empereur. Au contraire, la bourgeoisie marchande parvenue à s'élever jusqu'au Sénat est mise à l'écart. Si l'ascension sociale est restreinte, une mobilité persiste dans les plus hautes fonctions, parfois occupées par des dignitaires d'origines étrangères, notamment venant d'Europe occidentale. C'est une constante de l'Empire byzantin que d'intégrer des étrangers dans son administration, à l'image des Arméniens, particulièrement nombreux dans les sphères du pouvoir sous les Macédoniens,.
L’un des aspects fondamentaux de l’évolution aristocratique est le phénomène de la pronoia qui émerge à grande échelle sous les Comnènes. Il désigne l’obtention de terres et surtout des revenus fiscaux afférents revenant normalement à l’État pour s'assurer du soutien de membres de l'aristocratie. Ce mouvement favorise un affaiblissement de l’autorité impériale qui cède une partie de ses revenus et consent aussi à une hérédité au moins partielle de la concession, même si elle demeure révocable. La pronoia a fait l’objet de débats à propos de l’introduction d’un féodalisme qu’elle entraînerait dans les structures centralisées de l’Empire byzantin, mais il apparaît aujourd’hui que cette association est dépassée. Quoi qu’il en soit, le développement de la pronoia sous les Paléologue contribue à une autonomisation de l’aristocratie et à un affaiblissement de l'autorité centrale,. De surcroît, l’aristocratie terrienne traditionnelle est confrontée au déclin territorial qui la prive de ses ressources et favorise un mouvement d’accaparement des terres restantes au détriment de ce qui pourrait être qualifié de classe moyenne. Les deux guerres civiles du XIVe siècle tirent en grande partie leurs origines dans l’opposition entre cette élite et le reste de la population qui ressent de plus en plus mal les inégalités, ainsi qu'une charge fiscale croissante.

### Place des femmes

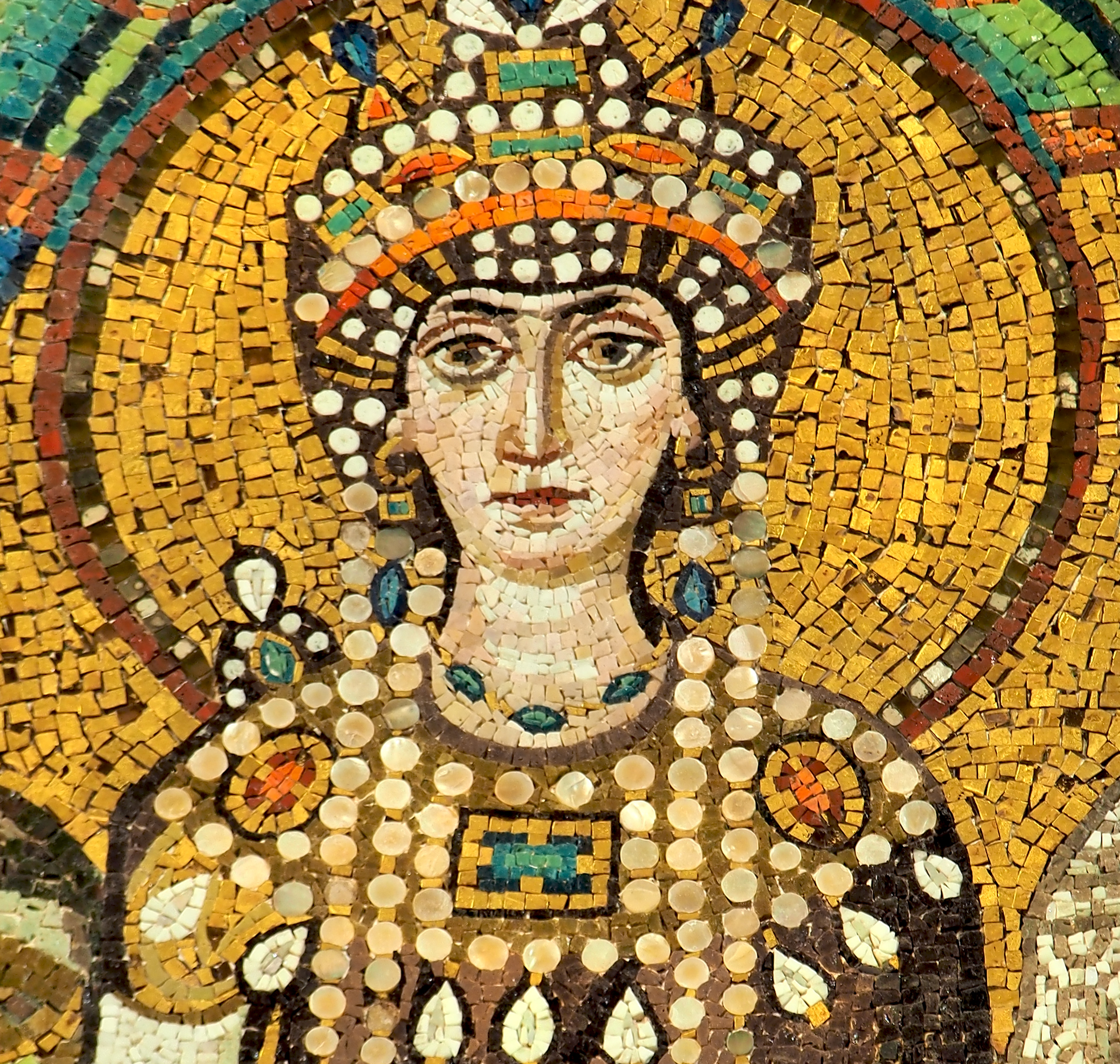
Théodora représentée sur une mosaïque de la basilique San Vitale de Ravenne (VIe siècle).

L’étude de la place des femmes dans la société byzantine est relativement récente et se heurte au manque de sources pour l’appréhender correctement, notamment pour les femmes appartenant aux classes sociales les moins élevées.
Globalement, la position traditionnelle des femmes dans l'Empire byzantin est d'élever les enfants et de s'occuper du foyer. Pour autant, les femmes ont des possibilités professionnelles qui leur sont reconnues: elles peuvent exercer un métier (sauf certaines fonctions publiques qui ne leur sont pas accessibles comme celle de juge ou d'avocat) ou encore posséder une entreprise. Certaines femmes arriveront à dépasser les limites culturelles existantes pour devenir notamment philosophes, écrivaines ou encore femmes d'affaires. On peut citer le cas d’Anne Comnène, la fille de l’empereur Alexis Ier, dont le roman l’Alexiade est un matériau précieux pour l’étude de son règne, ou encore Anicia Juliana, qui fut à la tête d'une imposante fortune personnelle.
Les cas d’impératrices régnantes sont des exceptions . Des membres féminines de l’aristocratie ont par ailleurs pu agir pour promouvoir les intérêts de leur famille, à l’image d’Anne Dalassène, la mère d’Alexis Ier, qui œuvre de façon décisive dans l’arrivée sur le trône des Comnènes.
Si l'éducation des femmes reste un mystère, un certain nombre d'entre elles, particulièrement dans les milieux les plus modestes, travaillent et subviennent aux besoins de la famille. Selon les sources historiques, le niveau d'alphabétisation des femmes dans l'Empire byzantin a été supérieur à celui existant dans l'Europe médievale.
Les femmes ont un accès complet à la justice mais seulement pour défendre leurs propres intérêts ou dans les affaires où elles sont concernées, ce qui exclut d'agir en justice pour le compte de tiers. Dans la vie privée, le mari détient l’autorité sur les enfants.
Dans la vie religieuse, les femmes ne peuvent pas devenir prêtres. En revanche, les monastères féminins leur permettent d’occuper une place et il existe une égalité spirituelle entre hommes et femmes.
Le droit leur garantit un certain niveau de protection. L'obligation de connaissance du droit ne s'applique pas à elles avec la même rigueur et elles peuvent être déliées d'obligations qu'elles ont contractées. En droit civil comme en droit pénal, elles sont traitées différemment. Le rapt est particulièrement sanctionné, de même que la contrainte exercée sur des femmes pour qu'elles deviennent ou restent soit prostituées, soit actrices. Le métier d'actrice dans l'Empire byzantin, est moralement discrédité, en raison de la présence fréquente dans cette profession de pratiques pornographiques. Plus généralement, tout ce qui pourrait attenter à la pudeur d'une femme est sévèrement puni, dans une optique de préservation de la moralité, y compris contre elles-mêmes. L'image de la tentatrice est forte dans la société byzantine et leurs vêtements sont conçus pour masquer leurs formes.
En revanche, une fois déliées d'une autorité masculine, notamment pour les veuves, elles bénéficient de droits accrus. Dans l'ensemble, le rôle de la christianisation a fait l'objet d'un grand nombre de débats, mais, s'il n'a pas donné tous les droits aux femmes, il pourrait avoir joué un rôle dans une amélioration de leur protection,. Dans les villes, le moralisme de l'Église aboutissait à « une rigoureuse réclusion des femmes. Aucune femme respectable ne se serait montrée dans la rue non voilée ».

### Vie familiale et quotidienne
La cellule familiale est appelée l’oikos, soit le foyer, qui assure à la fois une fonction économique de subsistance de base, puisque c’est le modèle agricole de la petite paysannerie ou la boutique de l’artisan, et une fonction sociale. La famille prend un sens différent pour les classes populaires et la paysannerie que pour l’aristocratie, où elle constitue un moyen d'influence dans la société. Les parents vivent avec leurs enfants jusqu’à ce qu'ils se marient eux-mêmes. Le mariage est conçu comme l’union de deux individus autant que comme l'alliance de deux familles. Dès 14 ans pour un garçon et dès 12 ans pour une fille, le mariage peut être prononcé. Progressivement, l'Église s'immisce dans les règles du mariage normalement régies par le droit civil. Elle s'en sert comme d'un levier pour encadrer plus étroitement la vie privée. Cette évolution ne va pas sans résistance, mais s'impose avec le temps.
Les divorces sont rendus plus difficiles, même si la justice est généralement souple dans l'application des textes. De même, le remariage est limité à certaines circonstances. Les fiançailles deviennent un engagement devant Dieu qui ne peut être rompu et non plus uniquement un contrat civil. Si l’homme reste le chef de famille, ses pouvoirs sont moins étendus qu’à l’époque romaine, il n’a pas un complet droit d’usage de la dot. En dehors du mariage, le concubinage n’a jamais disparu dans la société byzantine, et les enfants qui en sont issus peuvent accéder à des postes importants. La sexualité est marquée par l’influence chrétienne qui en restreint la pratique à la procréation et prône l’abstinence dans de nombreuses situations, en particulier lors des jours de fête. Condamnée par l’Ancien Testament, l’homosexualité est interdite et passible de mort, même si les cas d’exécution pour ce motif sont très rares.
Contrairement aux Romains dont les vêtements laissaient paraître les bras et les jambes, les Byzantins, tant hommes que femmes, portent des vêtements ne laissant paraître que la tête, cols et manches étant serrés autour du cou et des poignets. Selon les saisons, les deux sexes aiment également superposer diverses épaisseurs de vêtements, les hommes portant une tunique et des pantalons sous leur dalmatique alors que les femmes portent un long sous-vêtement sous leur stola et un paludamentum ou long manteau par-dessus.
À partir du règne de Justinien Ier au VIe siècle et l’introduction du ver à soie à Constantinople, les ateliers impériaux produisent et exportent des tissus aux motifs variés, en particulier de la soie tissée et brodée pour les riches ainsi que des tissus résistants au lavage et imprimés pour les couches moins fortunées de la société. Souvent une bordure extérieure ou passementerie sur les bords les agrémente alors que de minces bandes en nombre variable le long du corps ou des bras indiquent la classe ou le rang. Les gouts des classes moyennes et supérieures sont dictés par les styles en vogue à la cour. Comme en Occident au cours du Moyen Âge, les pauvres doivent se contenter de vêtements plus modestes et en moindre nombre en raison de leurs prix élevés ; de plus, les vêtements féminins doivent pouvoir s’adapter aux modifications du corps au cours des grossesses.

### Commerce international et monnaie

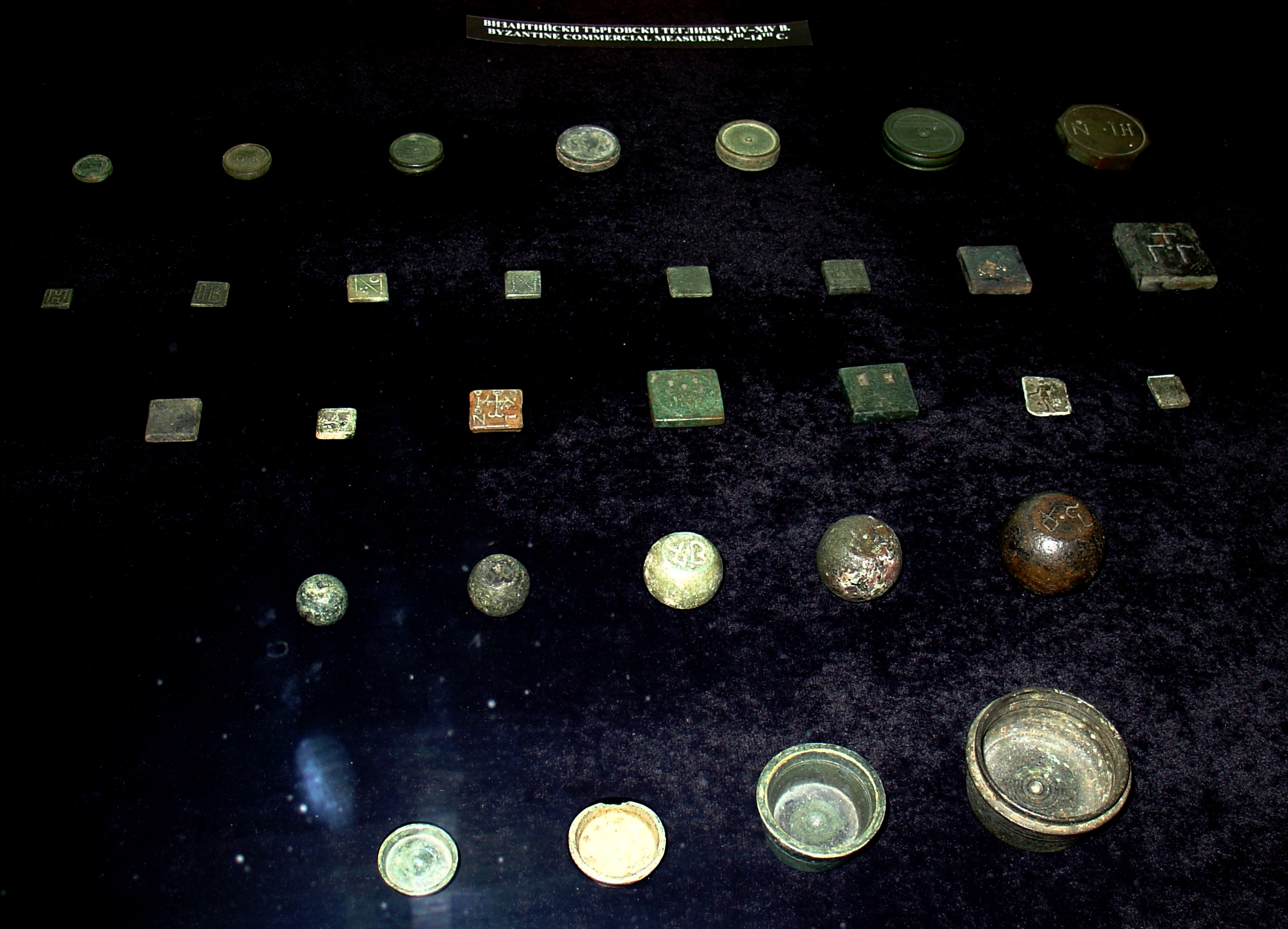
Mesures commerciales byzantines, Musée archéologique de Varna.

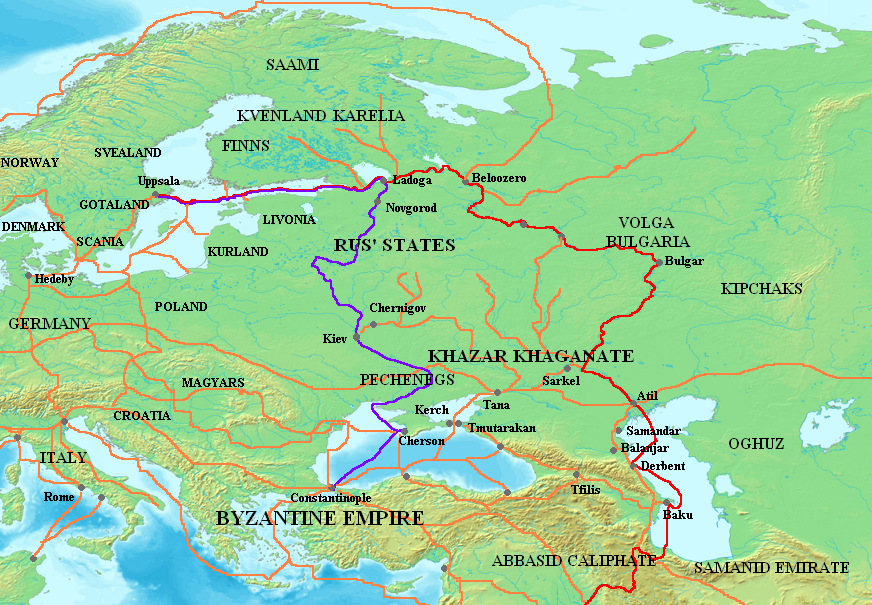
Les routes commerciales de l'Europe de l'Est avec, en violet, la route permettant aux Varègues de commercer avec les Byzantins.

#### Commerce international
La puissance économique byzantine participe à son influence autant qu’à sa longévité. Alors que l’Empire romain d'Occident connaît un déclin économique autant que politique, l’Empire d’Orient conserve un dynamisme des échanges qui lui permet de résister aux difficultés des « invasions barbares ». La situation géographique de l’Empire, symbolisée par Constantinople, lui confère un rôle de carrefour des échanges. L’État est un acteur clé qui contrôle une large part de l’économie et des flux commerciaux. Certains secteurs stratégiques sont sous son contrôle direct et les échanges sont taxés à hauteur de 10 % au travers du kommerkion, assurant des rentrées fiscales non négligeables. Le gouvernement exerce un contrôle formel sur les taux d'intérêt et décide des paramètres pour l'activité des guildes et des sociétés, pour lesquels il a un intérêt spécial. L'empereur et ses fonctionnaires interviennent pendant les crises pour garantir l'approvisionnement de la capitale et limiter le prix des céréales. À ses débuts, l’Empire contrôle un vaste ensemble de provinces qui lui assure des ressources nombreuses. Néanmoins, l'économie n'est pas étatisée, elle permet à une forme de bourgeoisie de se développer et de prospérer aux côtés de l'aristocratie traditionnelle.

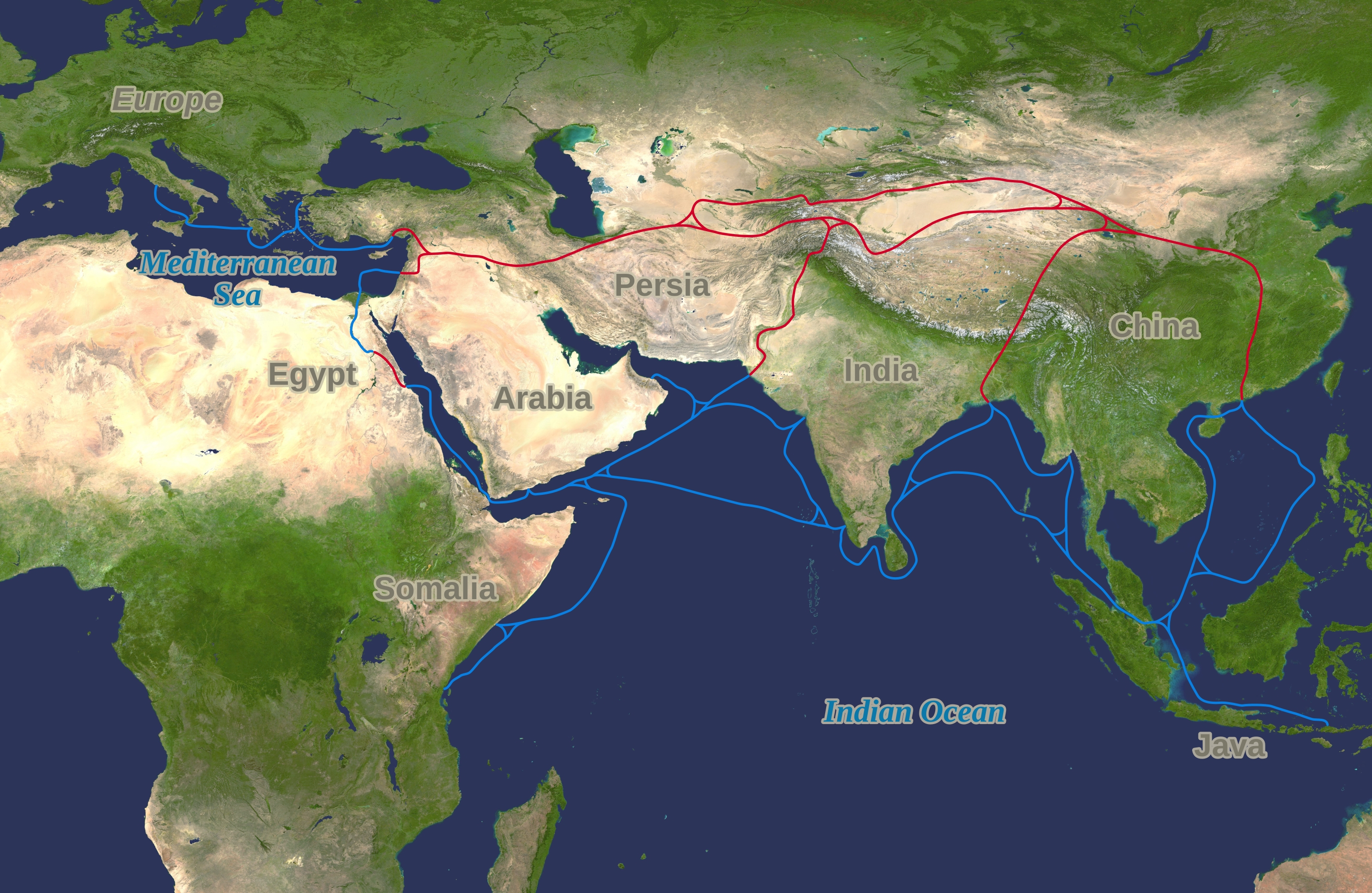
Les routes terrestres et maritimes de la soie.

L'Empire est attentif au maintien d’un système de routes qui favorise les échanges entre les différentes régions même si l’ensemble du commerce se fait par la mer. La Via Egnatia qui relie Constantinople à l'Adriatique (à Dyrrachium) en passant par Thessalonique est la principale voie de communication. L’Empire est aussi une destination de la route de la soie qui permet d’échanger des produits venant de l’Asie. La soie est alors un tissu de luxe qui finit par être produite au sein des frontières impériales. Les épices sont aussi très recherchées. Jusqu’à la perte de l’Égypte, qui joue longtemps le rôle de grenier à blé, l’Empire contrôle une bonne partie du commerce de la mer Rouge qui le met à portée directe du monde indien. Si Constantinople, dont les ports accueillent des navires de tous horizons, domine largement le commerce international, d'autres villes provinciales ont un rôle économique non négligeable : Trébizonde est un important port dans le commerce de la mer Noire, en provenance du Caucase, et Thessalonique accueille aussi un grand nombre de navires. Depuis le Nord, l’Empire byzantin est aussi un point d’aboutissement d’importantes routes commerciales, dont la route de la Volga empruntée par les Varègues et les Rus'. Par son implantation en Crimée, l’Empire peut directement commercer avec ces peuples. De l’Empire byzantin, les Varègues rapportent du vin, des épices, des bijoux, du verre, des étoffes précieuses, des icônes et des livres. Le nord de la Russie fournit du bois, des fourrures, du miel et de la cire, alors que les tribus baltes vendent de l’ambre. En retour, l'Empire leur fournit des fruits, du vin et des produits finis (textile, orfèvrerie, métallurgie). Byzance est aussi un carrefour du commerce des esclaves entre les Varègues et les terres musulmanes. Vers l’ouest, il contrôle une large part du commerce méditerranéen, au moins jusqu’à l’époque des Comnènes qui voit l’apparition des républiques maritimes italiennes. Le déclin de la puissance byzantine coïncide étroitement avec la perte de sa mainmise des grandes routes commerciales qui ont fait sa richesse. À partir de 1204, l’Empire est aux prises avec les puissances rivales de Gênes et de Venise qui contrôlent de plus en plus de comptoirs commerciaux, y compris à proximité même de Constantinople avec la colonie génoise de Péra,. Byzance est alors privée d’une importante source de revenus. Pour autant, la cité de Constantinople reste jusqu’en 1453 un verrou crucial du commerce avec l’Orient et sa chute contribue à un certain déclin du commerce dans la région.

#### Monnaie

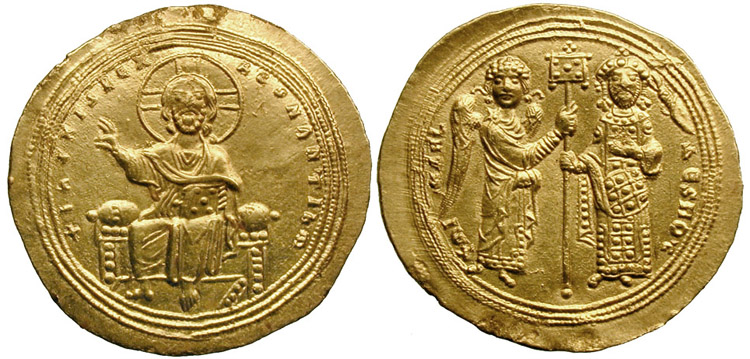
Nomisma de Michel V.

L’économie byzantine est presque intégralement monétaire. À la différence des pays d’Europe occidentale où la frappe monétaire est décentralisée, dans l’Empire byzantin, elle reste une prérogative forte du pouvoir central et repose sur la coexistence de pièces de différentes valeurs assurant une plus grande monétarisation de l’économie. Depuis Constantin Ier, le système monétaire repose sur le nomisma (solidus en latin) constitué d’or. Il cohabite avec des pièces en argent, plus rares et aux cours plus volatiles et des pièces de bronze de moindre valeur. Si ce système plurimétallique connaît des évolutions et peine à assurer une parité stable entre les différentes pièces, le nomisma connaît une remarquable stabilité de sa valeur, autour de 23 carats. Longtemps, il constitue la monnaie principale de l’espace méditerranéen avec le dinar musulman. En dépit des difficultés économiques traversées par l’Empire entre le milieu du VIIe siècle et le milieu du IXe siècle et la baisse des échanges monétaires, le nomisma conserve son rôle de « dollar du Moyen Âge ». À partir du IXe siècle, le volume de monnaies en circulation augmente, témoignant de l'intensification des échanges et d'un dynamisme économique retrouvé. Toutefois, à partir du XIe siècle, le nomisma commence à perdre de sa valeur et, à la suite de la guerre civile et de l’arrivée au pouvoir d’Alexis Ier Comnène, le système monétaire connaît sa première réforme d’ampleur depuis plusieurs siècles. L'hyperpère devient la monnaie d’or, mais son usage est restreint au commerce international pour éviter sa dépréciation. Cette monnaie est connue en Europe sous le nom de « besant » et demeure un standard central du système monétaire. Quant aux échanges courants, ils sont assurés par des pièces d’électrum et de bronze. Cette réforme permet d’adapter l’Empire aux évolutions du monde, mais le tournant de 1204, qui est une catastrophe économique, entraîne une dépréciation continue de la monnaie byzantine, en dépit de la restauration impériale de 1261. Progressivement, l'Empire perd son influence sur les règles de commerce et les mécanismes de prix, ainsi que son contrôle sur l'écoulement des métaux précieux et, selon certains historiens, même sur la frappe de monnaie. L’hyperpère perd sans cesse de sa valeur avant de ne plus être frappé à la fin du XIVe siècle, attestant des difficultés politiques et économiques de l’Empire. À cette époque, la monnaie byzantine a perdu depuis longtemps son titre de monnaie des échanges internationaux au profit des monnaies des républiques commerciales italiennes, à l’image du ducat vénitien.

Monnaies byzantines
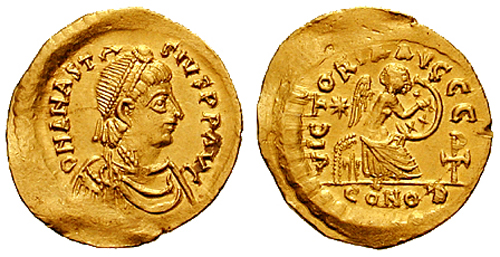
Semissis (monnaie valant la moitié d'un nomisma) d'Anastase Ier
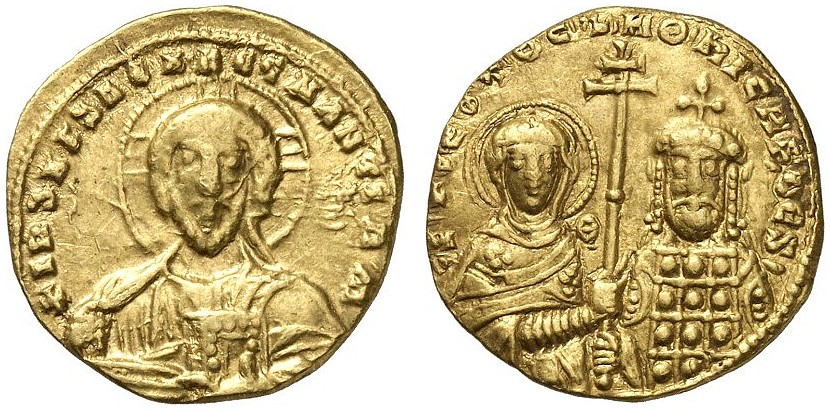
Tertarteron (nomisma de moindre valeur) de Nicéphore II Phocas
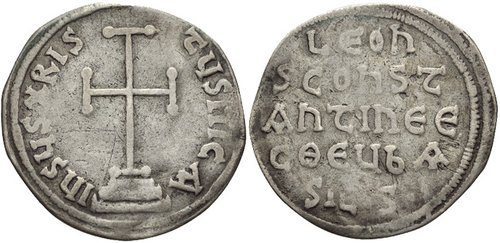
Miliaresion (monnaie en argent) de Léon III l'Isaurien
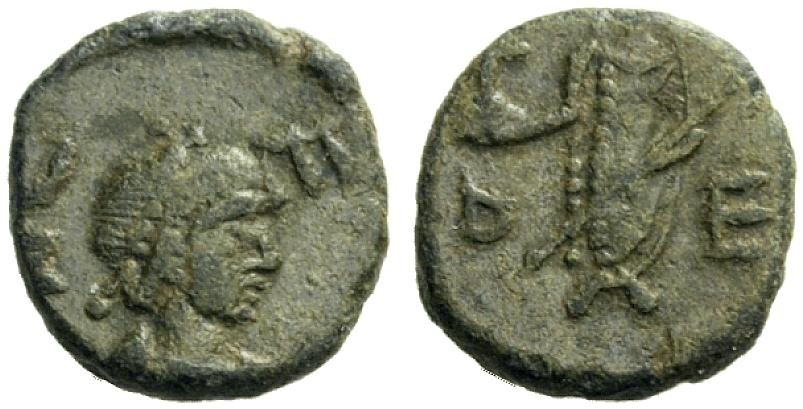
Nummus (monnaie en cuivre) de Léon Ier
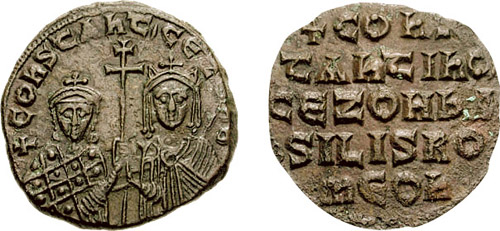
Follis (monnaie en bronze) de l'empereur Constantin VII Porphyrogénète et de l'impératrice Zoé
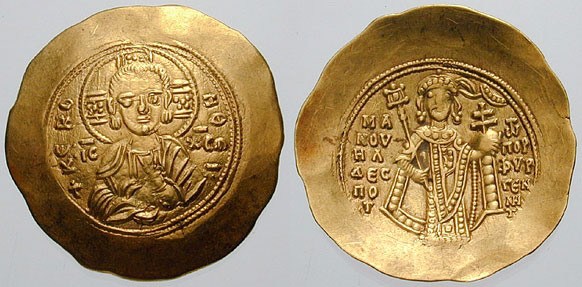
Hyperpère de Manuel Ier Comnène

## Institutions
Les institutions byzantines reposent sur une conception romaine du pouvoir et du droit. En dépit de cet héritage, elles s'adaptent très bien aux évolutions de cet Empire durant les mille années de son existence. L'empereur est un véritable autocrate, jouissant de pouvoirs étendus tant en matière temporelle que spirituelle. L'influence du christianisme lui confère une légitimité qui touche au divin mais ne le protège pas des soulèvements et dépositions qui sont incontournables dans le monde politique byzantin et constituent la principale limite à son autorité. Pour régner, l'empereur peut s'appuyer sur une administration centralisée et très structurée. Régionalement, ce cadre parvient à évoluer en fonction des périodes d'expansion et de rétractation territoriales de l'Empire. Enfin, la permanence des institutions byzantines est permise par l'usage conjoint de la diplomatie, au travers d'un large panel de leviers d'actions et de l'armée qui préserve longtemps l'Empire des nombreux adversaires auxquels il fait face.

### Gouvernement et bureaucratie

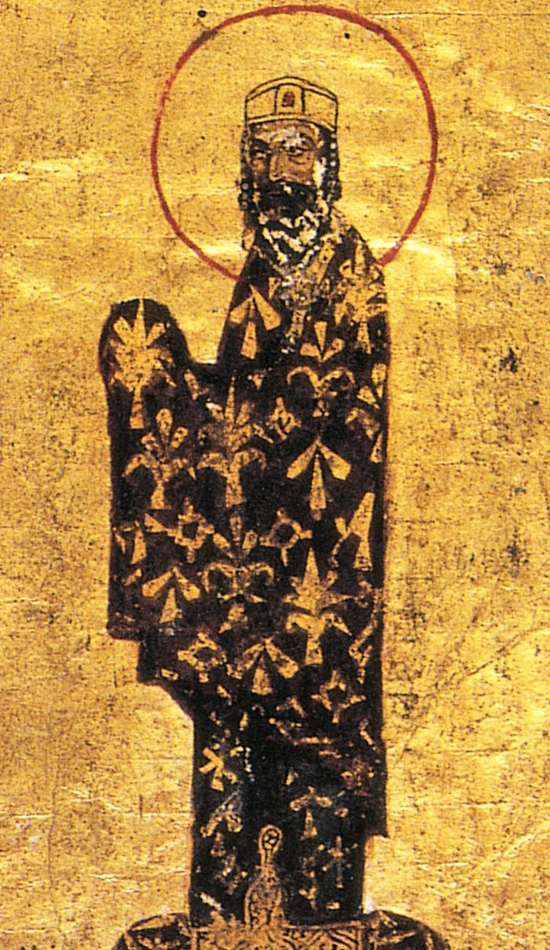
Alexis Ier Comnène.

#### L'empereur et son entourage

Carte du Grand Palais, entouré de la basilique Sainte-Sophie et de l'Hippodrome, deux lieux primordiaux dans la symbolique byzantine du pouvoir.

Le pouvoir de l'empereur repose sur une conception monarchique issue des réformes de Dioclétien et de Constantin, ce dernier met aussi en place une légitimité religieuse qui se confirme au fil des siècles. L'empereur devient l'élu de Dieu. Lors des premiers siècles de l'Empire, l'empereur détient le titre d’Imperator Caesar avant qu'Héraclius ne lui substitue le terme de Βασιλεύς, terme grec traduit en basileus. À l'image de la tradition romaine, la légitimité dynastique manque de solidité et la légitimité élective (acclamation par le peuple, le Sénat et l'armée) reste une réalité, au moins théorique jusqu'aux Isauriens. Cela explique le nombre relativement important de conspirations et de dépositions, y compris après la consolidation de la légitimité dynastique au VIIIe siècle. Le fait d'être le fils de l'empereur ne constitue pas une garantie de légitimité suffisante pour accéder au trône,. Par conséquent, les empereurs sont souvent attentifs à faire couronner leurs enfants de leur vivant et les périodes de régence sont particulièrement agitées, à l'image du court règne d'Alexis II Comnène qui aboutit à la fin de la dynastie des Comnènes. Le basileus peut toujours voir son autorité remise en cause en cas de défaites, de politiques religieuses contraires à l'orthodoxie ou encore d'une quelconque crise de grande gravité. L'empereur ne doit en effet jamais se détourner de la préservation du bien commun. Dès lors qu'il met de côté celui-ci au profit de son bien propre, il devient selon les termes de Jean-Claude Cheynet un « tyran » qu'il faut renverser. Une usurpation réussie devient alors le signe que Dieu répand ses faveurs sur le nouvel empereur. D'une certaine façon, ce droit à la révolte constitue la principale limite à l'autocratie byzantine. Néanmoins, la solidité de la dynastie macédonienne et l'ampleur de la crise interne qui suit son extinction au XIe siècle ou encore la permanence de l'autorité des Paléologue entre 1258 et 1453 signalent l'évolution des pratiques en faveur d'une légitimité dynastique toujours plus grande.
En ce qui concerne les pouvoirs de l'empereur, ils sont proches d'un régime absolutiste. Sa légitimité divine lui confère une autorité forte tant en matière temporelle qu'en matière spirituelle où il lui arrive de concurrencer le pape ou le patriarche de Constantinople (voir ci-dessous). L'empereur est « la loi vivante ». Il dit le droit et ses décrets ont valeur de loi. Du fait de sa position, il est au-dessus des lois (Princeps legibus solutus est) mais se conforme de fait à un certain nombre de principes, au premier rang desquels figurent les préceptes de l'Église,. La pratique du couronnement par le patriarche, devenue un passage obligé dans le processus de légitimation du nouvel empereur, signale son orthodoxie, un impératif pour toute prétention au trône. L'empereur est aussi le juge suprême, toutes les décisions de justice sont rendues en son nom et il a toute autorité pour réviser un jugement.
Lors des premiers siècles de l'Empire et jusqu'au XIe siècle, il est rarissime que l'empereur et a fortiori un membre de la famille impériale se marie à un étranger. Au contraire, les mariages se font presque systématiquement entre membres de la haute aristocratie byzantine, souvent pour gagner les faveurs des principaux clans nobiliaires. Les mariages entre des membres de la famille impériale et des étrangers n'ont lieu qu'en des circonstances exceptionnelles pour s'assurer l'alliance d'un peuple en cas de grande nécessité. Toutefois, ce fait se généralise à partir du règne de Basile II. Les impératrices participent aux cérémonies impériales mais n'ont pas de prise directe sur le pouvoir impérial, si ce n'est par leur influence (parfois profonde) auprès de leur mari, à l'image de Théodora, la femme de Justinien Ier. L'empereur réside généralement au Grand Palais, bâti par Constantin Ier mais constamment agrandi jusqu'à former un ensemble vaste et hétéroclite, difficile à entretenir, expliquant la préférence accordée au palais des Blachernes dans les derniers siècles. S'il n'a pas survécu à l'épreuve du temps, les nombreuses descriptions du Grand Palais permettent d'avoir quelques certitudes sur sa disposition. Il est situé à proximité directe de la basilique Sainte-Sophie et de l'Hippodrome, où l'empereur entre directement en contact avec le peuple. L'entrée s'y fait par la Chalkè, une monumentale porte de bronze et, parmi les bâtiments importants, on citera la Magnaure abritant le trône impérial pour les réceptions d'ambassades, le palais de Daphnè avec le Triklinos, une salle où ont lieu les silentia lors desquels l'empereur rend ses décisions, le palais Sacré où réside l'empereur, comprenant le Chrysotriklinos (la Salle à manger d'or) pour les réceptions impériales ou la Porphyra où les impératrices accouchent. C'est de ce lieu que vient l'épithète de porphyrogénète soit « né dans la porphyre (la pourpre) » donnée aux héritiers légitimes.
Si la fonction impériale peut faire l'objet d'une rude concurrence et de violentes répressions, comme en témoigne la pratique de l'aveuglement d'un empereur déchu, elle est aussi au cœur d'une symbolique forte du pouvoir. La cour impériale est l’incarnation du principe d’un empereur lieutenant de Dieu sur terre. Tout est fait pour rappeler le caractère divin du pouvoir. Les cérémonies y sont précisément codifiées et l’autorité impériale est constamment entourée d’une part de mystère qui en renforce la majesté et donc la légitimité. Constantin VII Porphyrogénète déclare ainsi que la vie de cour reflète « le mouvement harmonieux que le Créateur donne à tout cet univers »,. L’empereur ne se montre que rarement et chacune de ses apparitions est entourée de fastes. Quand il fait connaître ses décisions, la cérémonie prend le nom de silentia, un nom évocateur qui fait référence au silence. Il ne s’exprime jamais directement mais par l’intermédiaire de gestes ou de « traducteurs ». Tout dignitaire qui se présente devant lui doit sacrifier au rite de la proskynèse, une prosternation complète aux pieds de l’empereur qui tire son origine de l'Empire perse. La pourpre impériale dont est revêtu l'empereur est entouré d'une sacralité. Un véritable culte du pouvoir s’érige donc autour de la personne impériale.

#### Administration centrale

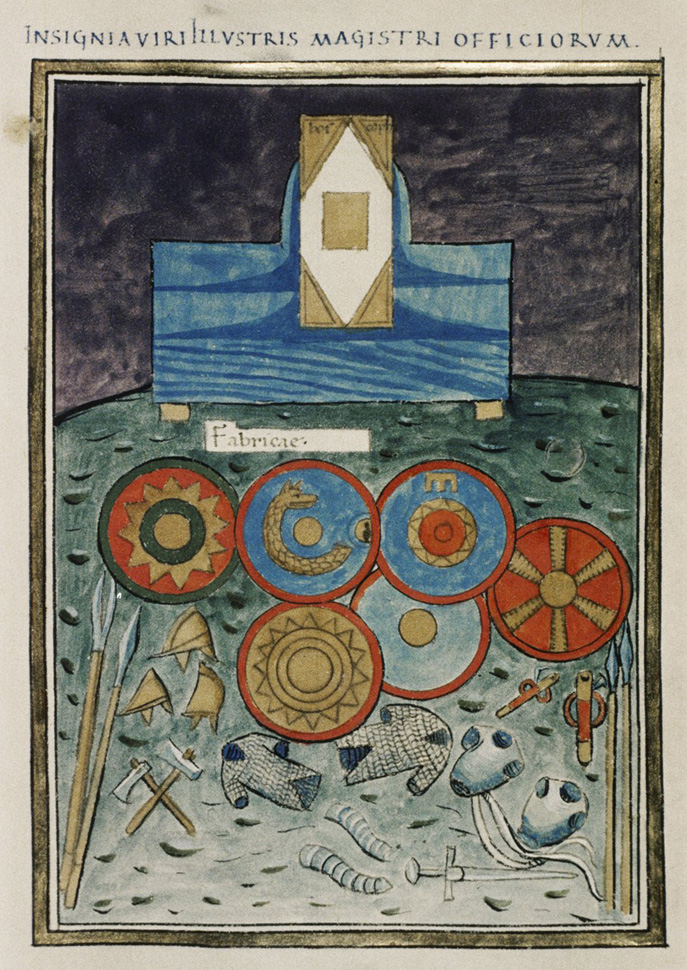
Les insignes d'un magister officiorum de l'Empire d'Orient, visibles dans la Notitia dignitatum : le titre de l'office sur un présentoir, des boucliers avec les emblèmes des unités des scholæ palatinæ, et un assortiment d'armes et d'armures attestant la supervision des arsenaux impériaux.

Pour gouverner, l’empereur peut se reposer sur une administration parfois décrite comme complexe, mais néanmoins efficace et susceptible de s’adapter aux transformations du monde. À la différence d'autres États médiévaux en Europe occidentale, caractérisés le plus souvent par des administrations réduites et une forte décentralisation, l'Empire byzantin repose sur une centralisation forte du pouvoir, assuré par une administration très structurée. Attentifs à ce que le monde soit organisé le plus précisément possible, les Byzantins favorisent une structuration administrative assurant l’ordre des choses. Cette rigueur contribue à en faire l'un des systèmes administratifs les plus efficaces de son temps.
Là encore, la permanence des institutions du Bas Empire laisse peu à peu la place à un modèle plus spécifiquement byzantin dans les premiers siècles qui suivent la séparation de la romanité en deux espaces. L’Empire romain d’Orient reprend les grands principes administratifs romains comme la séparation des administrations civiles et militaires. Les préfectures du prétoire sont les grandes circonscriptions civiles de l’Empire et le préfet du Prétoire d’Orient occupe une place cardinale dans le gouvernement des premiers basileus. À ses côtés, le maître des offices a plus spécifiquement la charge des ministères palatins ainsi que le commandement des régiments de la capitale.
Au niveau central, l’administration se caractérise par sa complexité et la multiplicité des offices et bureaux, parfois sans réelle organisation logique. La dualité entre le préfet du prétoire et le maître des offices n’est qu’une des incarnations de cette structuration duale et variable dans le temps. Le domaine fiscal et financier est un autre bon exemple de cette organisation enchevêtrée. Si le préfet du prétoire gère la majeure partie des finances publiques, il doit composer avec le comte des largesses sacrées, gérant certains pans des finances publiques (les droits de douane, les mines ou encore les ateliers montéires) et le comte du domaine privé, spécifiquement chargé de l’administration des biens de l’empereur, distinct des biens publics. Pour autant, toutes ces fonctions disparaissent au tournant du VIIe siècle, sans que jamais l’administration financière ne soit unifiée sous un seul bureau. Par bien des aspects, la distinction entre le sacellaire, gérant les biens de l'empereur, et le logothète du génikon, responsable de l'administration fiscale, recouvre celle entre respectivement le comte du domaine privé et le comte des largesses sacrées. Si l’administration financière des Comnènes se traduit par un resserrement des structures, la distinction entre les biens de l’empereur et les biens publics persiste. Dans tous les cas, ce qui pourrait apparaître comme une forme de mélange des genres peu lisible et source de lourdeurs est aussi et surtout un moyen d'assurer un contrôle mutuel des différents bureaux de l'administration entre eux.
Plus largement, l’administration centrale fonctionne autour de sortes de ministères qui, à partir du VIIe siècle, prennent le nom de sekreta, dirigés par des logothètes. Le logothète du Drome est longtemps le plus prestigieux d’entre eux, chargé notamment de la poste, des missions diplomatiques et des affaires étrangères mais d’autres coexistent comme le logothète du génikon, déjà cité, ou le logothète de l’armée qui assure, entre autres, l’approvisionnement et la paie de l’armée,,. Le protasekretis est parfois considéré comme le véritable chef de l'administration centrale, dès lors qu'il dirige la chancellerie supervisant les sekreta, mais la nature du poste et sa dénomination évoluent grandement au fur et à mesure du temps. Dans les derniers siècles, c'est le mésazon qui occupe cette position. Le chartulaire du kanikleion est un autre poste influent puisqu'il a la garde de l'encrier impérial (le kanikleion) qui sert à la rédaction des chrysobulles, les principaux édits impériaux.
L’administration byzantine se caractérise aussi par la profusion de titres et de dignités, témoignage de « l'obsession » des Byzantins pour la taxis, soit la façon de disposer les choses. Comme l’indique Michel Psellos, « Deux choses soutiennent et supportent l’hégémonie des Grecs (des Byzantins) : les dignités et les richesses ». C'est une double hiérarchie qui s'impose dans la structuration sociale de l'élite de l'Empire : celle des fonctions qui confèrent un rôle spécifique et celle des dignités en tant que marqueurs sociaux. De nouvelles sont régulièrement créées, remplaçant parfois les anciennes au travers d’une inflation des titres. À cet égard, la période des Comnènes est une illustration frappante de ce phénomène. L’empereur Alexis n’hésite pas à former toute une nouvelle hiérarchie de dignités à partir de celles de sébaste pour honorer les membres de sa famille plus ou moins élargies, entraînant la dépréciation de dignités autrefois prestigieuses. Quoi qu’il en soit, ces dignités témoignent d’un ordre social bien précis. Elles sont rangées dans des ordres protocolaires dont certains nous sont parvenus (Taktikon Uspensky, De ceremoniis). La collation de ces titres s’accompagne de cérémonies et de la remise de signes distinctifs, et donne droit à percevoir la roga, un salaire annuel. Certains d’entre eux permettent aux récipiendaires de devenir membres du Sénat, à l’image des protospathaires, symbolisant l'ascension sociale.
L'Empire byzantin accorde une place importante aux eunuques, plus grande que celle qu'ils pouvaient occuper sous la Rome antique. Socialement, ils occupent une place à part, considérés comme un troisième sexe, et peuvent être d'origine servile autant que des Byzantins de naissance. Politiquement, c'est au plus près de l'empereur qu'ils peuvent exercer leur influence. Leur chasteté leur confère une fiabilité qui plaît aux puissants, qui les laissent protéger et s'occuper sans crainte de leurs femmes mais aussi d'eux-mêmes. Cette fidélité s'incarne dans le cubiculum, la chambre de l'empereur, qui est leur domaine réservé, à l'image du Praepositus sacri cubiculi ou du parakimomène, littéralement celui qui dort aux pieds de l'empereur. Si ces fonctions peuvent apparaître comme similaires à celles de domestiques, elles permettent en réalité à leurs détenteurs une très grande proximité avec le pouvoir et une influence parfois importante, quoique dépendante de la personnalité de celui qui l'occupe. Ils constituent un ordre à part dans l'aristocratie et dans la hiérarchie de l'État. Si certains titres réservés aux « hommes barbus » leur échappent, des fonctions et des dignités leur sont propres. Si l'Église est parfois méfiante envers ce corps influent, des dignitaires ecclésiastiques de haut rang, y compris des patriarches, ont pu être des eunuques.

#### Administration régionale

Thèmes byzantins vers 750, au moment de leur apparition.

L'Empire byzantin voit son étendue territoriale grandement évoluer à travers les siècles. Dans ses premiers siècles, il conserve l'architecture héritée de l'Empire romain avec les préfectures du prétoire, les provinces et les diocèses. Ces circonscriptions civiles sont doublées de circonscriptions militaires dominées par les maîtres des milices, conformément au principe de séparation des autorités civiles et militaires. Toutefois, ce système ne survit pas à la crise du VIIe siècle. Déjà, Justinien Ier (qui règne de 527 à 565) tente de réformer les principes de l'administration provinciale en revenant, avec un succès mitigé, sur la séparation entre le civil et le militaire, parfois porteurs de lourdeurs administratives. Les territoires nouvellement conquis en Afrique du Nord et en Italie sont constitués en exarchats où le gouverneur (l'exarque) a des attributions civiles et militaires. À partir d'Héraclius (qui règne de 610 à 641), les empereurs modifient progressivement l'architecture territoriale d'un Empire dont les dimensions se sont notablement réduites. Les thèmes deviennent les unités de base de cette administration. Ils se constituent autour des régiments de l'armée qui s'installent dans les diverses régions de l'Empire, notamment dans l'Asie Mineure où les Byzantins se sont repliés après les conquêtes arabes. Prenant les noms de ces régiments (Opsikion, Optimates), ils sont gouvernés par des stratèges, directement nommés par l'empereur, cumulant des fonctions civiles et militaires,[réf. incomplète],. Rapidement, ils deviennent les piliers de la résistance byzantine face aux invasions et raids auxquels l'Empire fait face. Reposant sur des armées locales mobilisables à tout moment, les thèmes permettent une réaction rapide et une défense efficace face aux assaillants.

Thèmes byzantins d'Asie Mineure vers 950. On constate d'une part la division des thèmes originaux en entités plus petites et d'autre part la constitution de thèmes frontaliers (Colonée, Lykandos) au fur et à mesure des progrès byzantins en Orient.

Cette structuration s'installe dans la durée non sans évolution. D'abord étendus, les thèmes sont divisés pour éviter qu'ils ne deviennent le noyau de révoltes provinciales conduites par des gouverneurs trop puissants. C'est en particulier le cas à partir du regain offensif de l'Empire après le IXe siècle. En outre, les armées provinciales perdent de leur efficacité avec le déclin du principe du paysan soldat et le retour d'armées de conquête qui supplantent les troupes régionales, d'abord là pour protéger des frontières sans cesse assaillies. L'affaiblissement du rôle militaire du thème s'incarne par le remplacement progressif du stratège au profit du kritès, aux fonctions civiles et judiciaires plus affirmées. En outre, d'autres circonscriptions apparaissent comme le catépanat d'Italie ou les duchés, regroupant plusieurs thèmes, affirmant le caractère stratégique de zones frontalières (duché d'Antioche),.

Thèmes byzantins à l'apogée de l'Empire à la mort de Basile II en 1025. On constate l'apparition des thèmes ou catépanats aux marges orientales de l'empire.

La crise du XIe siècle porte un rude coup à cette organisation territoriale. La perte de l'Italie et de l'Asie Mineure met à bas de nombreux thèmes. Cependant, ils ne disparaissent pas complètement et sont même recréés au gré des reconquêtes, souvent sous la forme de duchés. En revanche, l'ère Comnène (de 1057 à 1185) est surtout marquée par l'affirmation d'autonomies régionales prenant parfois des tournures séparatistes, attestant de la perte de l'autorité impériale sur ses régions périphériques. Sous les Anges (de 1185 à 1204), des territoires prennent leur indépendance comme Chypre, la Bulgarie ou la région de Trébizonde.
Les derniers siècles de l'Empire sont caractérisés par un déclin territorial progressif. Les thèmes ont alors disparu, remplacés par une organisation variable. Des gouverneurs locaux, les képhales gouvernant les villes et leurs alentours, coexistent avec des territoires plus vastes, confiés à des membres de la famille impériale, les despotats. Au-delà, le phénomène de la pronoia et la décentralisation croissante du pouvoir avec l'affirmation d'archontes locaux de plus en plus influents va de pair avec la perte d'autorité de l'État central. Cette organisation, parfois perçue comme une féodalisation de l'Empire byzantin, conduit à la constitution de territoires à l'évolution fortement autonome par rapport à Constantinople. Le despotat de Morée survit ainsi quelques années à la disparition proprement dite de l'Empire en 1453. Pour autant, des travaux récents contestent l'interprétation d'un déclin généralisé de l'Empire et rappellent la permanence de l'autorité centrale, y compris dans les provinces autonomes.

### Diplomatie et armée

#### Relations avec l'extérieur

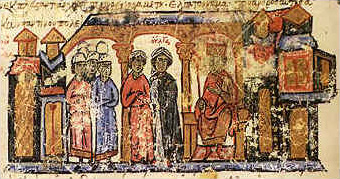
Visite d'Olga Prekrasa, mère de Sviatoslav Ier, à Constantinople (chronique de Skylitzès de Madrid).

Après la chute de Rome en 476, le défi majeur de l'Empire est de maintenir un ensemble de relations denses avec ses divers voisins. Lorsque ces nations se mettent à forger des institutions politiques officielles, ils deviennent dépendants de Constantinople. La diplomatie byzantine réussit rapidement à attirer ses voisins dans un réseau international de relations entre États. Ce réseau tourne autour de traités, et incluant la bienvenue de nouveaux dirigeants dans la famille royale, de l'assimilation des attitudes sociales, des valeurs et des institutions byzantines.
Les Byzantins considèrent la diplomatie comme une forme de guerre usant d'autres moyens : le Skrinion Barbaron (« Bureau de barbares ») est la première agence de renseignement et collecte d'informations sur tous les Empires rivaux. La diplomatie est préférée à la guerre et à la force militaire, ce qui a amené certains auteurs à parler de « faiblesse » de l'Empire byzantin dans ses relations avec l'étranger. L'armée servant prioritairement à défendre l'Empire ou à récupérer d'anciens territoires impériaux. Toutefois, héritière d'une tradition d'empire universel, la diplomatie byzantine considère tous les autres États comme subordonnés à l'Empire à des degrés variables en fonction de leur autonomie par rapport au pouvoir impérial,. Cette conception romaine est particulièrement ancrée dans les premiers siècles. Clovis Ier (roi de 481 à 511) reçoit le titre de patrice tandis que Théodoric le Grand (roi de 493 à 526) qui règne sur l'Italie est reconnu comme roi d'Italie par l'empereur Anastase. Une supériorité juridique est donc maintenue au profit de l'Empire d'Orient. Par la suite, les empereurs ont une politique similaire envers les États slaves qui se constituent dans les Balkans, en particulier le Premier Empire bulgare. Implantés dans des terres romaines depuis des siècles, ils sont considérés comme relevant de l'orbite impériale et leur indépendance n'est jamais reconnue, conduisant dans le cas de la Bulgarie à sa soumission sous Basile II. En règle générale, avec les États occidentaux, l'Empire entretient des relations diplomatiques dans lesquelles il affiche constamment sa supériorité symbolique. Il est le seul à pouvoir être gouverné par un empereur.

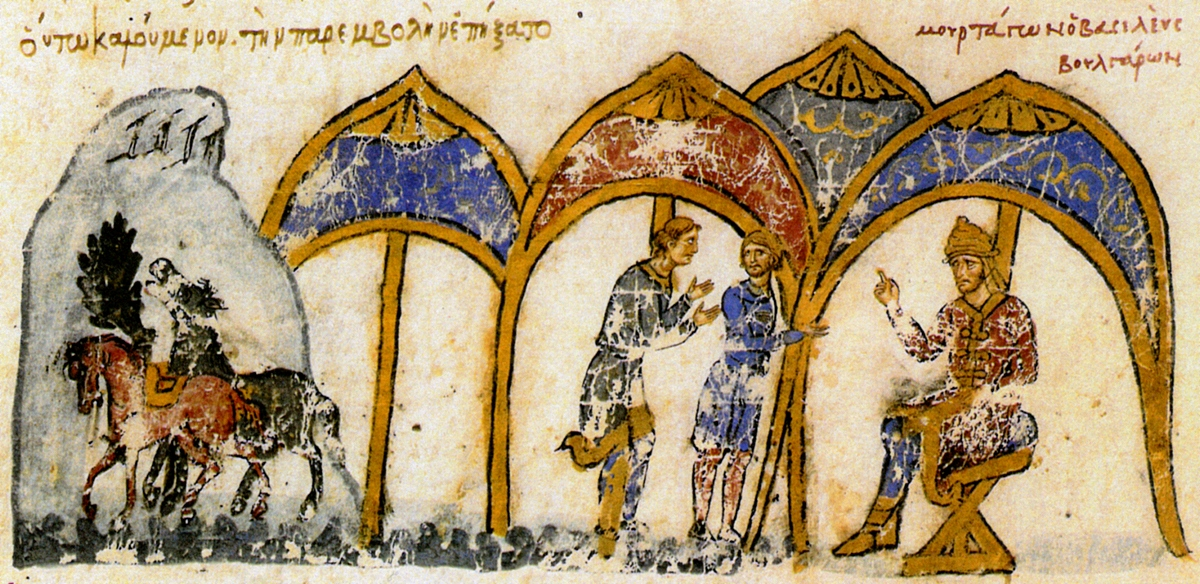
Délégation envoyée par le khan Omourtag auprès de Michel II l'Amorien.

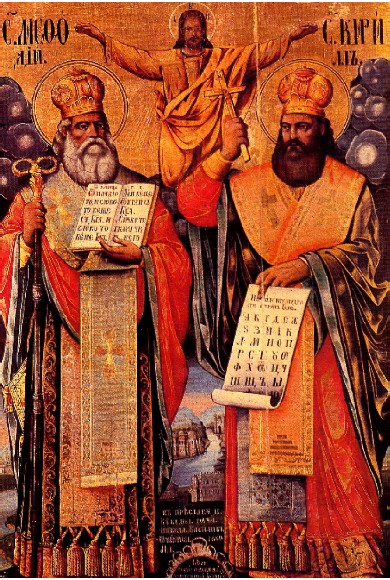
Icône représentant Cyrille et Méthode.

Néanmoins, cette prétention à une autorité universelle fait face à une réalité souvent moins favorable. La rétractation territoriale de l'Empire l'oblige à certaines concessions. Dès lors qu'il n'est plus en mesure d'assurer la protection du pape, ce dernier se tourne vers l'Empire carolingien et couronne Charlemagne empereur. C'est une profonde remise en cause de l'unicité et de la supériorité de l'Empire byzantin qui, après une phase de résistance, reconnaît à l'empereur franc le titre de basileus. Pour autant, les Byzantins maintiennent le principe de leur unicité en ne conférant le titre de « basileus des Romains » qu'à leur seul empereur,.
Face aux puissances orientales, l'Empire byzantin entretient des relations plus égalitaires. Avec la Perse des Sassanides, il fait face à un empire ancien, rival traditionnel de Rome et qui constitue le pôle d'une autre civilisation. Si les guerres sont monnaie courante, elles sont entrecoupées de périodes de paix où les empereurs se traitent en égaux. Quand la Perse s'écroule, remplacée par la puissance arabe plusieurs fois menaçante pour la survie même de l'Empire, le calife jouit aussi d'une position privilégiée même si la proximité affichée entre les deux souverains est moins forte. En revanche, avec les États arabes devenus indépendants du califat, l'Empire fait preuve de moins de prévenance.
De manière classique, la diplomatie byzantine passe par l'envoi et la réception d'ambassades selon des règles très codifiées. Les traités sont nombreux, notamment pour rétablir la paix, même s'ils sont régulièrement rompus. L'Empire byzantin use largement du tribut pour mettre fin à une menace. Sa richesse et sa capacité à produire des objets de luxe d'un raffinement presque sans égal constituent un attrait et une monnaie d'échange non négligeable. Il tire aussi parti de son prestige par la collation de titres nobiliaires à des souverains étrangers, les incorporant d'une certaine manière dans son aire d'influence et le confortant dans sa supériorité symbolique[réf. incomplète],. Progressivement, surtout à partir des Comnènes, le mariage devient un outil diplomatique. L'Empire byzantin est aussi attentif à se servir de tous les leviers d'action dans ses interactions avec les autres États. Les politiques de conversion des peuples slaves menées à partir de Cyrille et Méthode (qui œuvrent de 860 à 885) en sont l'illustration, les faisant entrer dans un « Commonwealth » byzantin[réf. incomplète].

#### Armée
Tout au long de son histoire, l’Empire byzantin doit faire face à des menaces nombreuses et sur différents fronts. Sa capitale Constantinople est l’objet de plusieurs sièges mettant souvent en péril sa survie. Toutefois, il parvient jusqu’au début du XIIIe siècle à repousser avec succès les assauts, non sans de substantielles pertes territoriales. Si la diplomatie joue un grand rôle, l’armée byzantine a su s’adapter aux multiples adversaires qu’elle a dû combattre et les empereurs ont su transformer celle-ci en fonction de leur besoin, à l’image de la mise en place de l’armée thématique au tournant du VIIIe siècle.

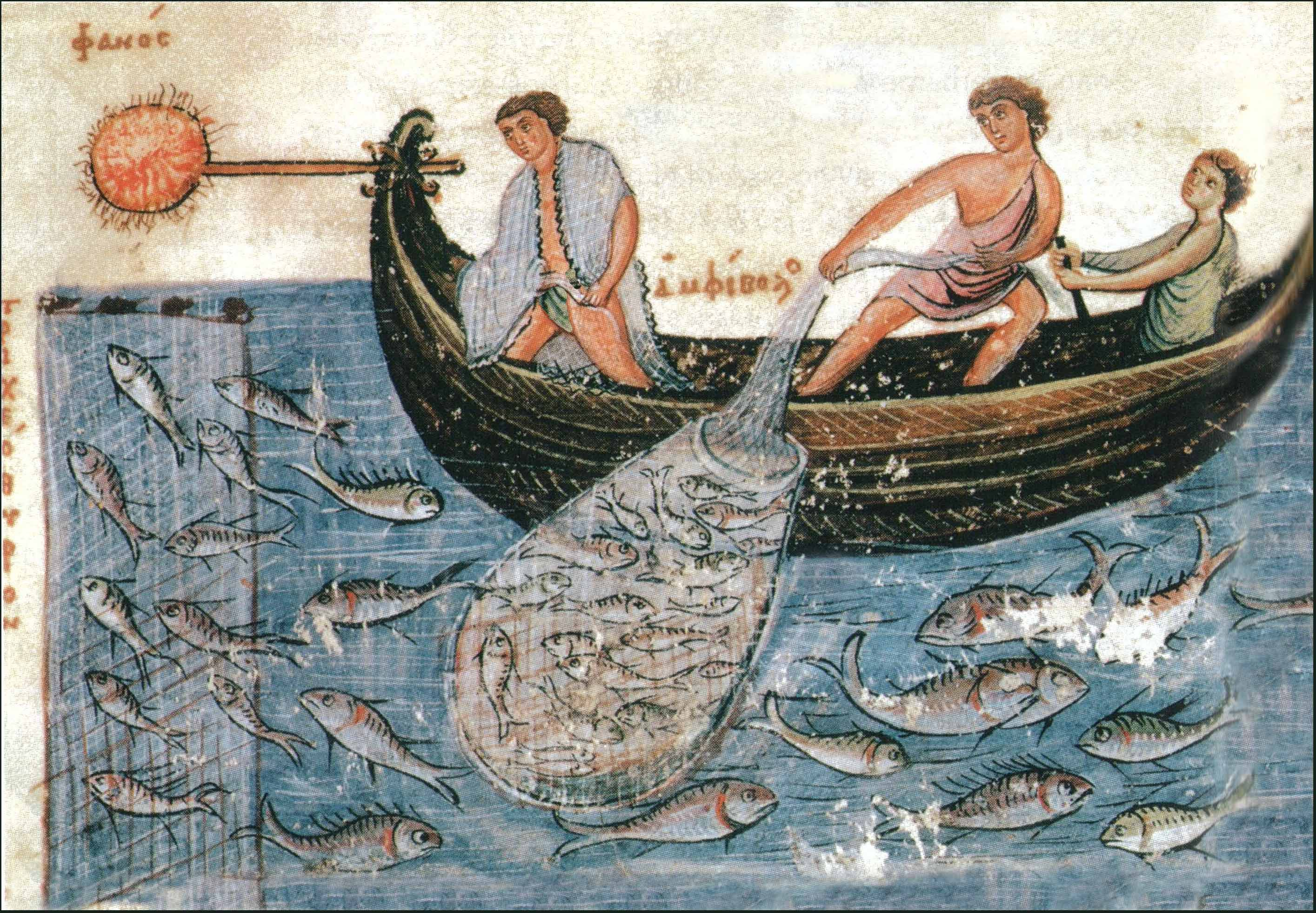
Les résines et naphtes utilisés pour la pêche au lamparo ont pu être à l'origine du feu grégeois.

L'armée byzantine des débuts de l'Empire n'est autre qu'une armée romaine. Il est difficile de donner une date de création à l'armée byzantine tout comme il est difficile de dater avec précision la naissance de l'Empire byzantin. L'armée romaine de l'époque est divisée en deux corps. L'un, mobile, est chargé des expéditions aux divers confins de l'Empire (les comitatenses), tandis qu'un corps de garnison basé sur les limes doit défendre les frontières impériales (les limitanei). Ces unités frontalières sont bien souvent de piètre qualité, mais illustrent la nécessité d'une frontière militarisée face aux invasions barbares . En Orient, quatre commandements frontaliers peuvent être distingués : celui du Danube, celui de Mésopotamie et d'Arménie face aux Sassanides, celui de Palestine et de Syrie face aux tribus arabes, et celui d'Égypte devant défendre la vallée du Nil. Ces troupes sont positionnées le long d'une zone plus ou moins fortifiée selon la région (les fortifications sont nombreuses le long du Danube). Toutefois, ce système des limes décline rapidement dès les premières années du Ve siècle en raison de leur coût, de leur inefficacité et de la dispersion des troupes qu'il induit. Quant à l'armée de campagne, elle compte en 401, date de rédaction du Notitia dignitatum, plusieurs dizaines de milliers d'hommes rien qu'en Orient. Les premiers temps de l'Empire byzantin voient aussi le développement de la cavalerie, cantonnée jusque-là à de petits contingents auxiliaires. Les cavaliers adoptent de lourdes armures et sont appelés cataphractaires.

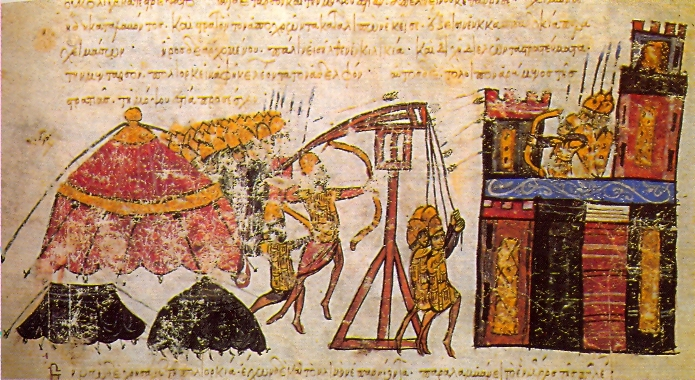
Un siège mené par les forces byzantines. Manuscrit Skylitzès.

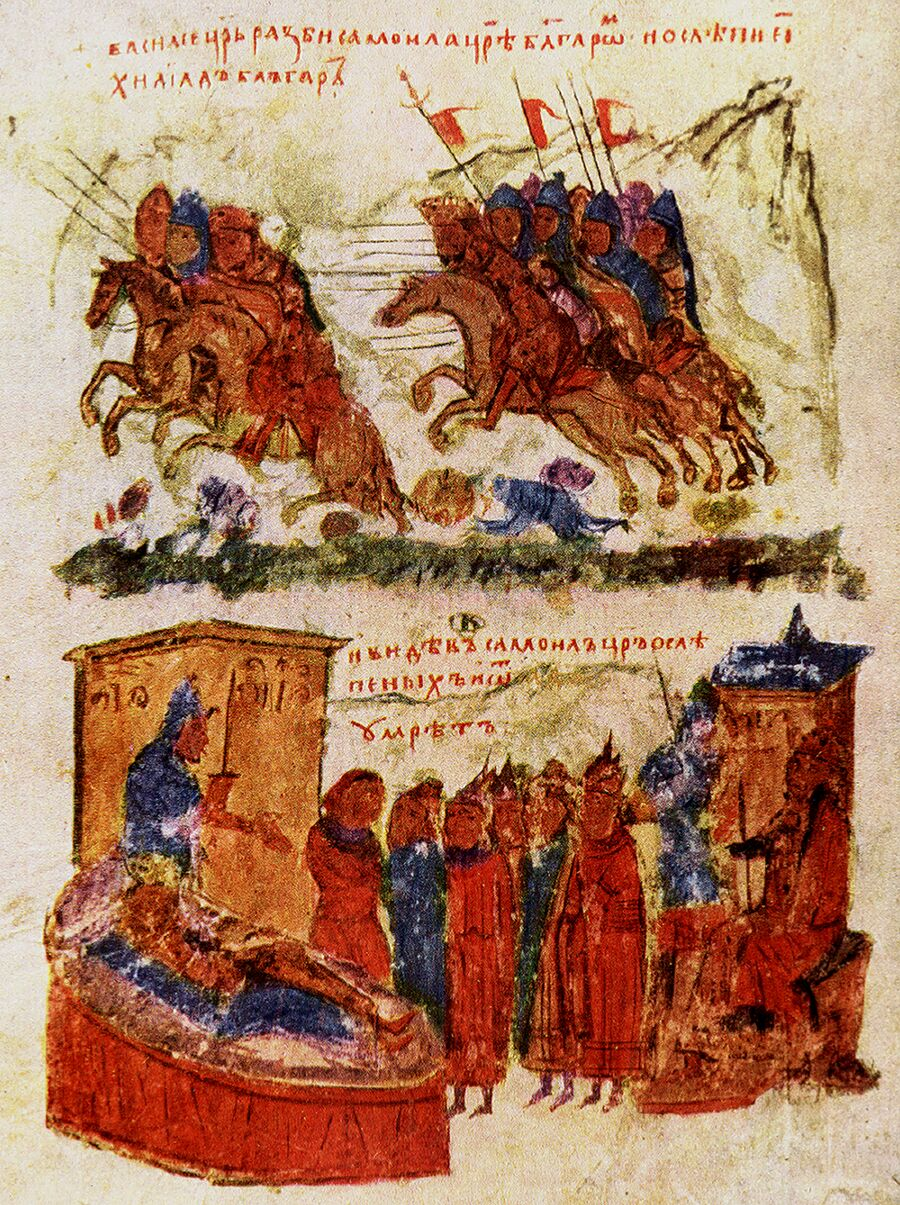
La bataille du Kleidion, l'une des plus grandes victoires de l'armée byzantine, et la mort de Samuel Ier représentées dans la Chronique universelle de Manassès (XIV).

Avec les conquêtes rapides de la Syrie, de la Palestine et de l'Égypte par les forces arabes, les armées de campagne byzantines sont contraintes de se replier en Asie Mineure, une région protégée par la frontière naturelle constituée par les chaînes du Taurus et de l'Anti-Taurus. Les différents contingents de l'armée donnent alors leur nom aux zones où ils sont établis et où ils recrutent leurs troupes, ces nouvelles provinces devenant progressivement des thèmes,. Ainsi en est-il par exemple des troupes d'élite des Opsikion qui s'installent en Bithynie. Toutefois, en plus de cette organisation militaire nouvelle subsistent encore certains régiments des premiers temps de l'Empire byzantin. En fonction des besoins militaires, de nouvelles circonscriptions militaires sont créées en Europe ou à partir de thèmes plus vastes en Asie Mineure. Ce système d'armées régionales reposant sur un réseau dense de forteresses est particulièrement efficace contre les raids systématiques lancés par les Arabes après l'échec du deuxième siège de Constantinople en 717-718. En effet, la lutte contre les armées arabes nécessite une mobilisation rapide permise par l'utilisation de paysans-soldats (stratiote) qui constitue le gros de l'armée thématique. Bien plus que dans l'Europe occidentale, la condition militaire occupe une part importante dans la vie paysanne. Le stratège à la tête d'un thème dirige les troupes militaires placées sont sous commandement, elles-mêmes divisées en unités plus petites (turmes, bandon). Cependant, le besoin d'une armée impériale permanente et sous le commandement direct de l'empereur se fait rapidement ressentir. C'est pour cela que sont créés les tagmata (régiments) tels que celui de la Schole palatine, des Excubites ou encore de la Vigla. À la différence du gros des troupes thématiques qui ne sont mobilisées qu'en cas de besoin, les soldats des tagmata sont des troupes professionnelles. Ces unités apparaissent au VIIIe siècle alors que les empereurs peuvent de nouveau lancer des offensives sur les différents fronts, une stratégie qui nécessite la présence d'une armée toujours disponible,. Cela leur permet en outre de disposer d'une force loyale pour contrecarrer les éventuelles rébellions de stratèges. Avec l'expansion byzantine sous l'ère macédonienne, les troupes thématiques déclinent au fur et à mesure que les raids arabes se font moins nombreux et moins dangereux. Les tagmata les remplacent de plus en plus, profitant du fait que les revenus du trésor progressent, permettant l'entretien d'une armée permanente toujours plus grande.

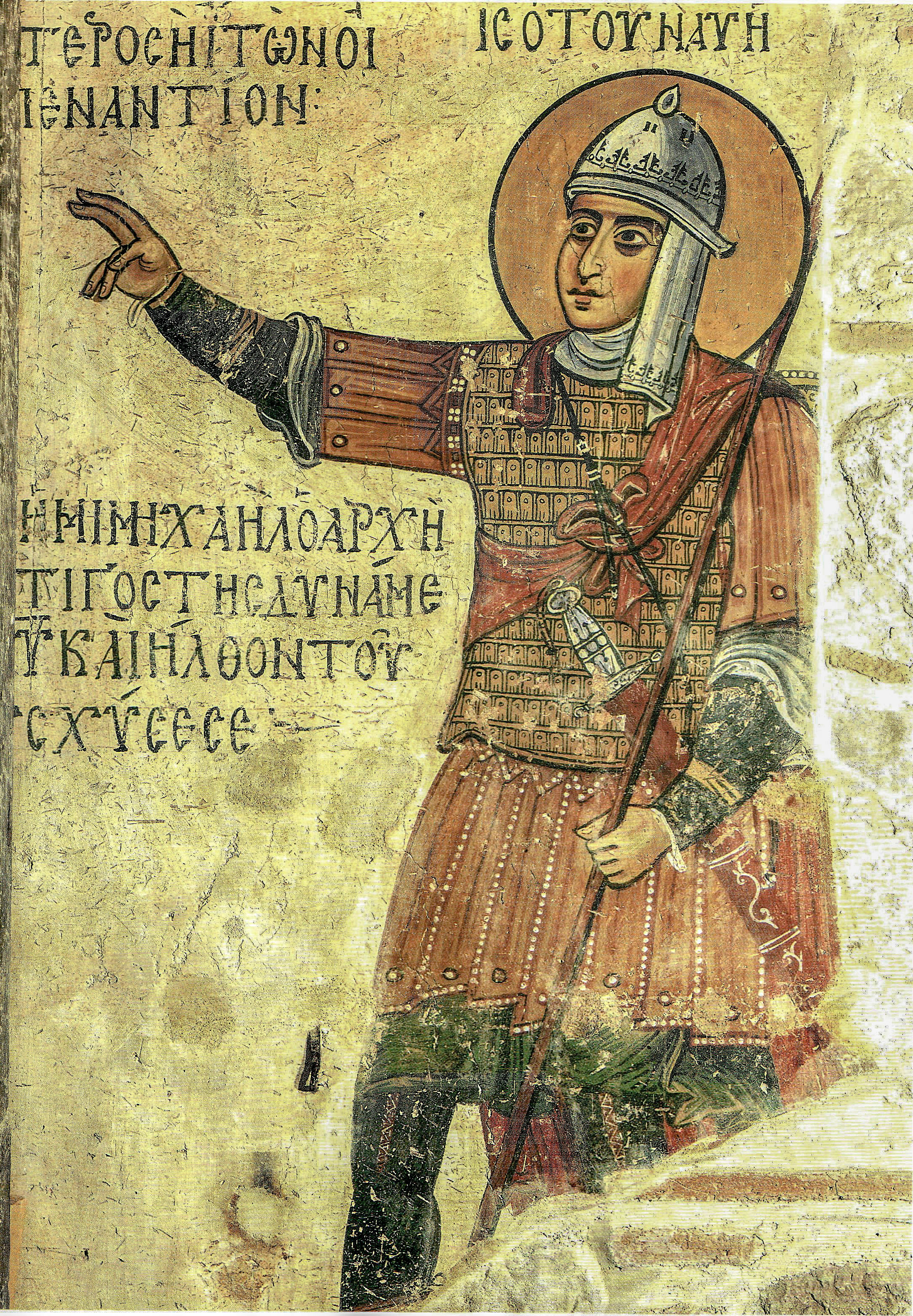
Fresque du monastère d'Osios Loukas du XIIe siècle.

Chaque tagma est dirigée par un domestique et le plus prestigieux d'entre eux, le domestique des Scholes, devient l'équivalent du général en chef dans l'Empire. Le choc de Mantzikert et l'arrivée des Comnènes n'entraînent pas de changements profonds. L'armée byzantine reste constituée uniquement de régiments professionnels, souvent différents des premiers tels que les Excubites ou les Hicanates qui ont disparu. Sous les Paléologues, le déclin généralisé de l'État s'incarne dans l'institution militaire dont les effectifs se réduisent progressivement.
Peu importe l'époque, l'Empire byzantin fait régulièrement appel à des troupes de mercenaires pour gonfler les effectifs, la plus connue étant celle de la garde varangienne créée à la fin du Xe siècle par Basile II. De même, Alexis Ier Comnène tente de faire appel à des troupes occidentales pour combattre les Seldjoukides à la fin du XIe siècle avant de se retrouver débordé par le vaste mouvement des croisades. En outre, les empereurs byzantins n'hésitent pas à faire appel à diverses troupes alliées si besoin est, à l'image des Coumans qui contribuent à la victoire décisive contre les Petchénègues en 1091. En raison de la supériorité militaire et économique de plusieurs des adversaires des Byzantins (les Arabes au premier chef), l'armée byzantine cherche rarement la confrontation directe avec l'adversaire et préfère se concentrer sur le harcèlement de celui-ci comme en témoignent les manuels militaires écrits aux diverses périodes de l'Empire (les Taktika de Léon VI ou le Traité sur la guérilla de Nicéphore II Phocas par exemple),.

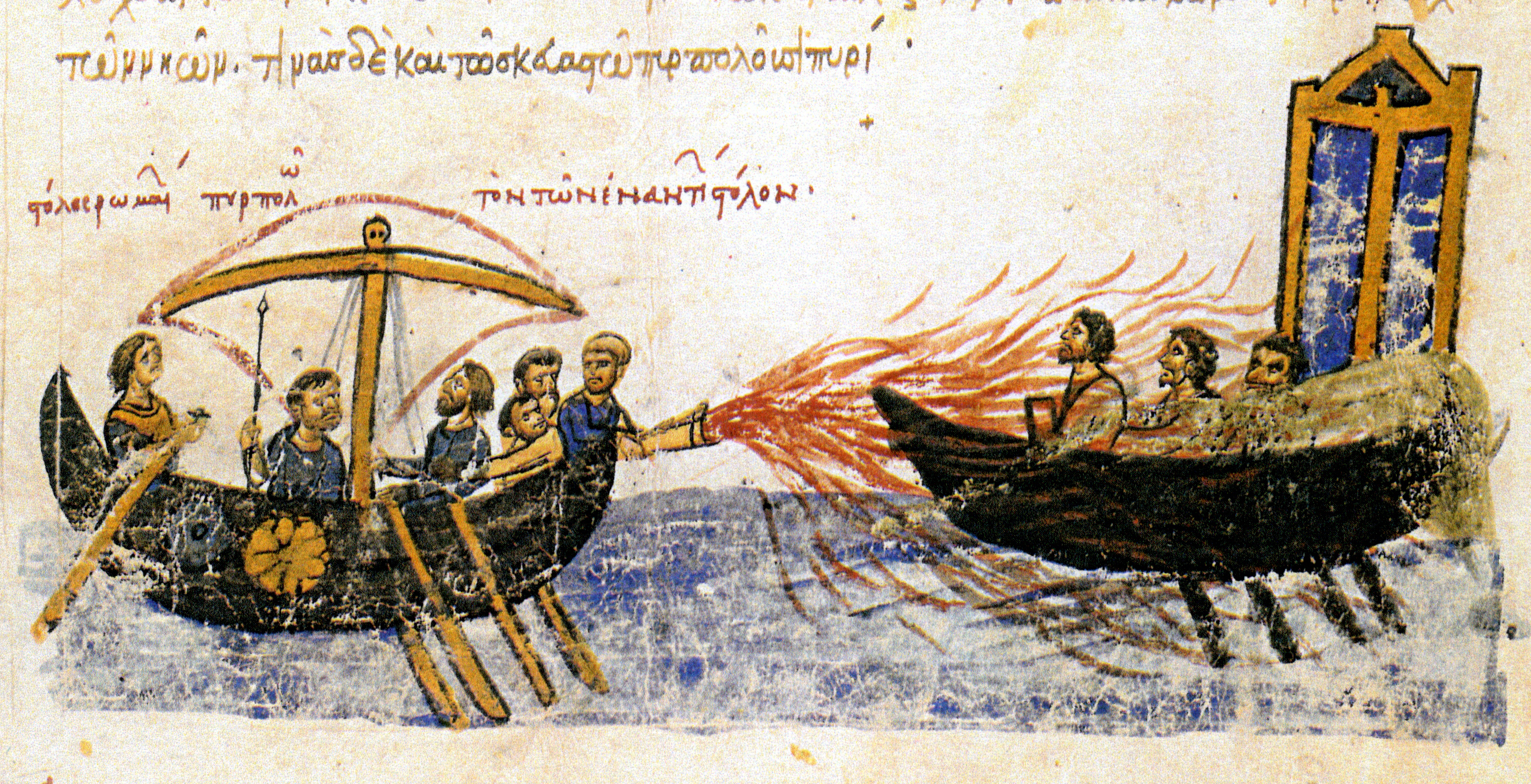
Le feu grégeois tel qu'illustré dans le manuscrit Skylitzès.

Dans les premières années de l'Empire romain d'Orient, il n'existe aucune marine de guerre. Celle-ci n'apparaît qu'au milieu du Ve siècle du fait de l'apparition de la menace des Vandales. Les navires construits ne sont alors plus les trières classiques de l'Antiquité mais un nouveau type de navire appelé dromon. Globalement, la marine byzantine connaît une évolution similaire à celle de l’armée. À la différence de la marine romaine qui fait face à des menaces maritimes très limitées, la marine byzantine voit sa suprématie méditerranéenne remise en cause à plusieurs reprises. Après avoir été unie au sein de l’unité des Karabisianoi, elle est divisée en thèmes maritimes qui sont au nombre de trois, le plus important d’entre eux étant celui des Cibyrrhéotes sur la côte méridionale de l’Anatolie. La flotte centrale qui reste à Constantinople est dirigée par le drongaire du ploïmon. Équipée du fameux feu grégeois, la marine byzantine contribue à plusieurs grandes victoires dont celle contre les Arabes lors du deuxième siège de Constantinople. Lors de cette bataille, elle fait usage du feu grégeois, une arme emblématique de la marine byzantine qui permet de brûler les navires adverses. Toutefois, à partir du XIe siècle, la marine byzantine connaît un déclin prononcé et ne peut plus s’opposer efficacement aux marines italiennes qui commencent à concurrencer l’Empire byzantin sur le plan commercial. Finalement, sous la dynastie des Paléologues, malgré les efforts répétés de divers empereurs, l’Empire byzantin est privé de toute force maritime d’importance au profit de Venise et de Gênes qui contrôlent une bonne partie de l'ancien espace maritime impérial, avant que n'apparaisse la puissance ottomane.

### Droit
L'Empire byzantin est un État de droit. Tout au long son histoire, le droit est précisément codifié, dans la droite ligne de Rome. Dès le Ve siècle, Théodose Ier fait compiler le Code théodosien qui organise un droit romain parfois foisonnant et incohérent. Justinien poursuit cet objectif au travers du célèbre Code Justinien, complété des Institutes, un manuel de droit et du Digestes, un recueil de jurisprudence. C'est le Corpus juris civilis. Ces deux codes sont déterminants dans l'évolution juridique de l'Europe qui reprend une grande partie des principes qui y sont édictés, en particulier dans la fondation des États modernes. Pour autant, ils ne sont pas figés dans le temps. Au-delà de cette codification, les empereurs sont attentifs à s'adapter aux situations nouvelles. Justinien publie de nombreuses novelles qui complètent son œuvre juridique. Par la suite, l’Ecloga de Léon III, dans lequel le grec prend le pas sur le latin, ou les Basiliques de Léon VI le Sage adaptent et rénovent l'édifice juridique fondé par Justinien.
Dans le monde byzantin, à part certains endroits où des juridictions spéciales existent, la justice ne peut être rendue que par des juges nommés par l’État ou par l’Église, en fonction du cas jugé. La justice byzantine est influencée par la religion, notamment par les préceptes de clémence et de pardon, ce qui rend les jugements souvent moins sévères qu'attendu, en matière pénale. Toutefois, cela n'exclut pas les punitions sévères si nécessaire. Il arrive également que des personnes ayant une réputation de sainte vie soient parfois appelées à trancher des litiges de façon informelle, leur sainteté rendant le verdict d'autant plus acceptable pour les Parties.

## Culture
La culture byzantine puise son fondement dans des influences diverses tout en étant dans la continuité directe de la culture antique gréco-romaine. Sur ce point, il n'existe pas de rupture entre l'Antiquité et le Moyen Âge comme a pu le connaître l'Occident européen, même si les travaux récents ont nuancé l'idée d'une perte totale des référentiels antiques à l'époque médiévale. Néanmoins, la culture byzantine ne doit pas se concevoir comme le calque parfois amoindri d'une brillante civilisation antique. Elle adapte cette culture antique qu'elle nourrit de sa propre originalité. Si des éléments de la civilisation antique disparaissent, comme le sport, d'autres sont repris et adaptés. Le christianisme joue un rôle primordial dans l'originalité de la culture byzantine. Il marque de son empreinte de nombreux traits de la vie culturelle byzantine, expliquant largement les abandons, les adaptations et les innovations qui peuvent émerger. Au-delà, d'autres influences, qu'elles soient orientales ou occidentales, en particulier dans les derniers temps de l'Empire, ne doivent pas être négligées. Quoi qu'il en soit, en faisant constamment vivre l'héritage gréco-latin qui le fonde, l'Empire byzantin contribue dans une large part à le transmettre au reste du monde.

### Religion

#### Un Empire chrétien

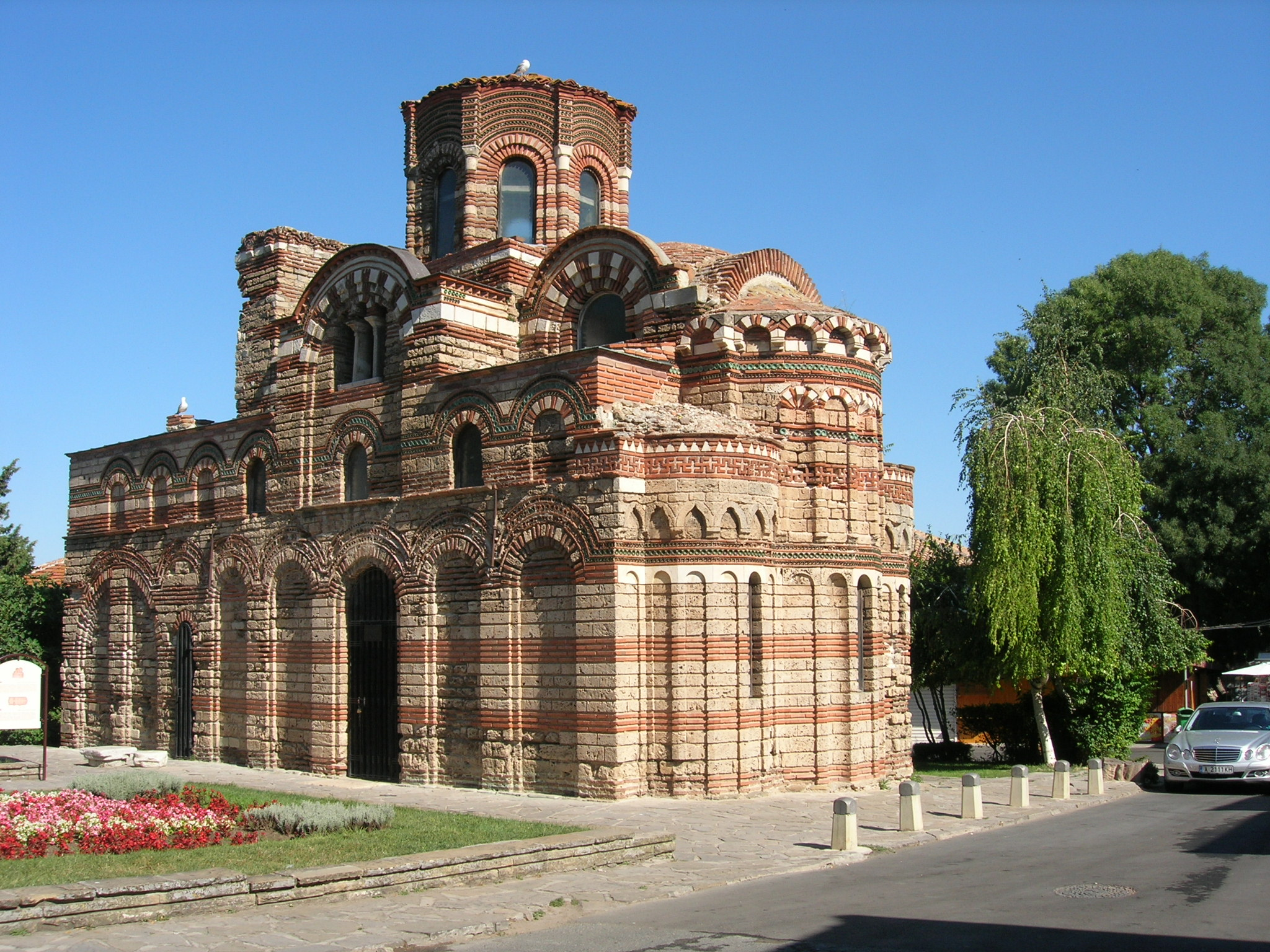
Architecture byzantine : l'église du Christ pantocrator à Messembrie.

L’Empire byzantin est chrétien depuis que Théodose Ier a fait du christianisme une religion d'État. C’est probablement l’un des éléments qui le distingue le plus de l’Empire romain traditionnel. L'universalisme issu de la conception impériale s'allie avec l’œcuménisme chrétien pour fonder un Empire dont le destin est perçu en lien avec celui de l'Église et vice-versa. Tout au long de son histoire, il constitue un puissant centre spirituel, même quand son pouvoir temporel s’affaiblit. Constantinople, ville impériale, est aussi une capitale patriarcale où réside le patriarche de Constantinople, l’une des principales autorités du monde chrétien. Lors de ses premiers siècles d’existence, l’Empire byzantin recouvre quatre voire cinq des patriarcats chrétiens avec la reconquête de Rome par Justinien. Il est donc le centre prédominant de la chrétienté et contribue fortement à en définir les préceptes au travers des différents conciles qui s’organisent sur son territoire, sans pour autant parvenir à éviter des divisions, comme en témoigne l’implantation du monophysisme sur ses provinces orientales.

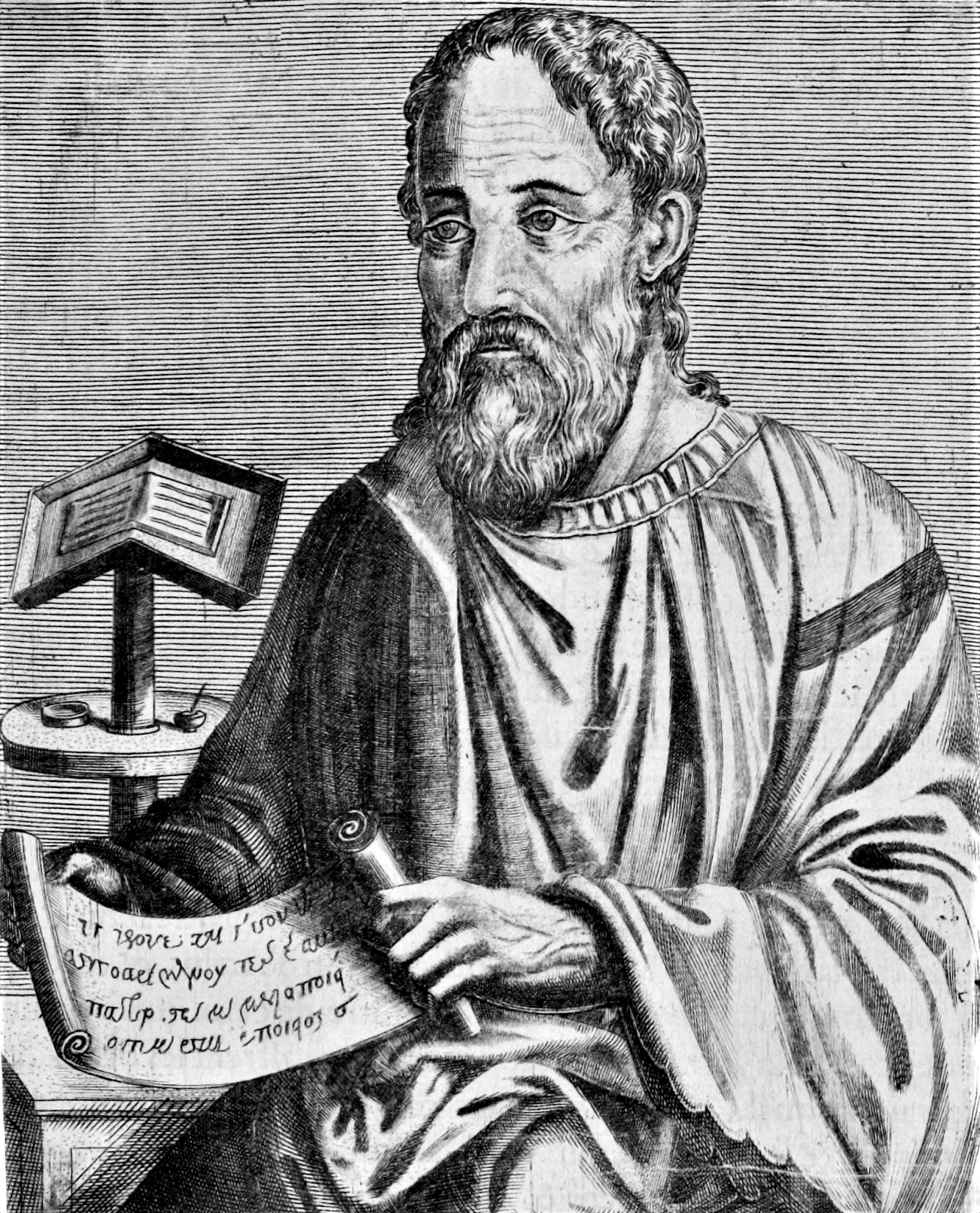
Eusèbe de Césarée, écrivain, théologien et apologète.

Le déclin territorial prononcé de l’Empire au VIIe siècle entraîne la perte du contrôle sur les patriarcats d’Alexandrie, de Jérusalem et d’Antioche, ainsi que sur la papauté à Rome. Celle-ci n’hésite pas à se tourner vers les puissances occidentales naissantes comme l’Empire carolingien. Dès lors, l’Empire byzantin voit progressivement naître une chrétienté spécifique, entraînant parfois de vives tensions avec Rome, notamment dans la reconnaissance de la primauté de cette dernière. Ce christianisme orthodoxe qui émerge est intimement lié à l’Empire byzantin. Sa promotion est une manière pour l’Empire d’affermir son autorité et son influence, comme en témoignent les conversions des peuples slaves qui, d’une certaine façon, sont incorporés dans l’orbite byzantine au moins sur le plan spirituel. La rupture progressive avec Rome, marquée notamment par le schisme de 1054, même si ce dernier n'est pas ressenti comme tel sur le moment, a des causes autant théologiques que culturelles. La différence de langue liturgique (le grec à Constantinople, le latin à Rome) favorise des interprétations différentes et la suprématie sans cesse réaffirmée de Rome est mal perçue à Constantinople. Les deux pôles n'ont pas la même conception de la coexistence du temporel et du spirituel. Là où la papauté s'émancipe de la tutelle impériale au travers de la réforme grégorienne, l'Église byzantine reste fortement liée à l'Empire. Le filioque constitue le principal point d'achoppement théologique entre les deux centres de la chrétienté. Les chrétiens orthodoxes considèrent que le Saint-Esprit ne procède que du Père alors que Rome défend une double procession, par le Père et le Fils. Pour autant, cette controverse autant que des différences de pratiques, comme le célibat des prêtres, attestent surtout d'un écart culturel grandissant,. Plus encore, ces désaccords sont en partie instrumentalisés dans le contexte des croisades où les différences d'objectifs entre les croisés et l'Empire byzantin favorisent une inimitié grandissante. La prise de Constantinople en 1204, qui réduit les Byzantins aux rangs d'ennemis de Dieu, entérine la rupture entre deux conceptions de la chrétienté. Les vaines tentatives des derniers empereurs byzantins de rétablir l'Union des Églises obéit à une logique politique de se concilier les bonnes grâces de l'Occident, pour que celui-ci vienne en aide à un Empire à l'agonie, sans parvenir à surpasser un fossé devenu trop profond,. À cet égard, la prise de distance progressive entre l'Église et l'État est l'un des traits saillants de la période finale de l'Empire. Jadis étroitement entremêlés, leurs intérêts divergent de plus en plus. L'Église apprend à exister avec un Empire en voie d'extinction, ses structures persistant dans les régions conquises par les Ottomans. Si, en se répandant au-delà des frontières impériales, la religion orthodoxe a d'abord permis à l'Empire byzantin d'accroître son aire d'influence, elle s'est finalement garanti un moyen de subsistance par-delà la disparition du pouvoir impérial. La Serbie et plus encore la Russie deviennent des centres influents de l'orthodoxie. La nomination de Gennade II Scholarios par Mehmed II, comme premier patriarche constantinopolitain de l'ère ottomane, consacre ce destin différencié de l'Église byzantine. Celle-ci, comme l'affirme Jean Meyendorff, constitue par bien des aspects l'élément le plus stable de Byzance.

#### L'empereur et le patriarche, entre harmonie et rivalité

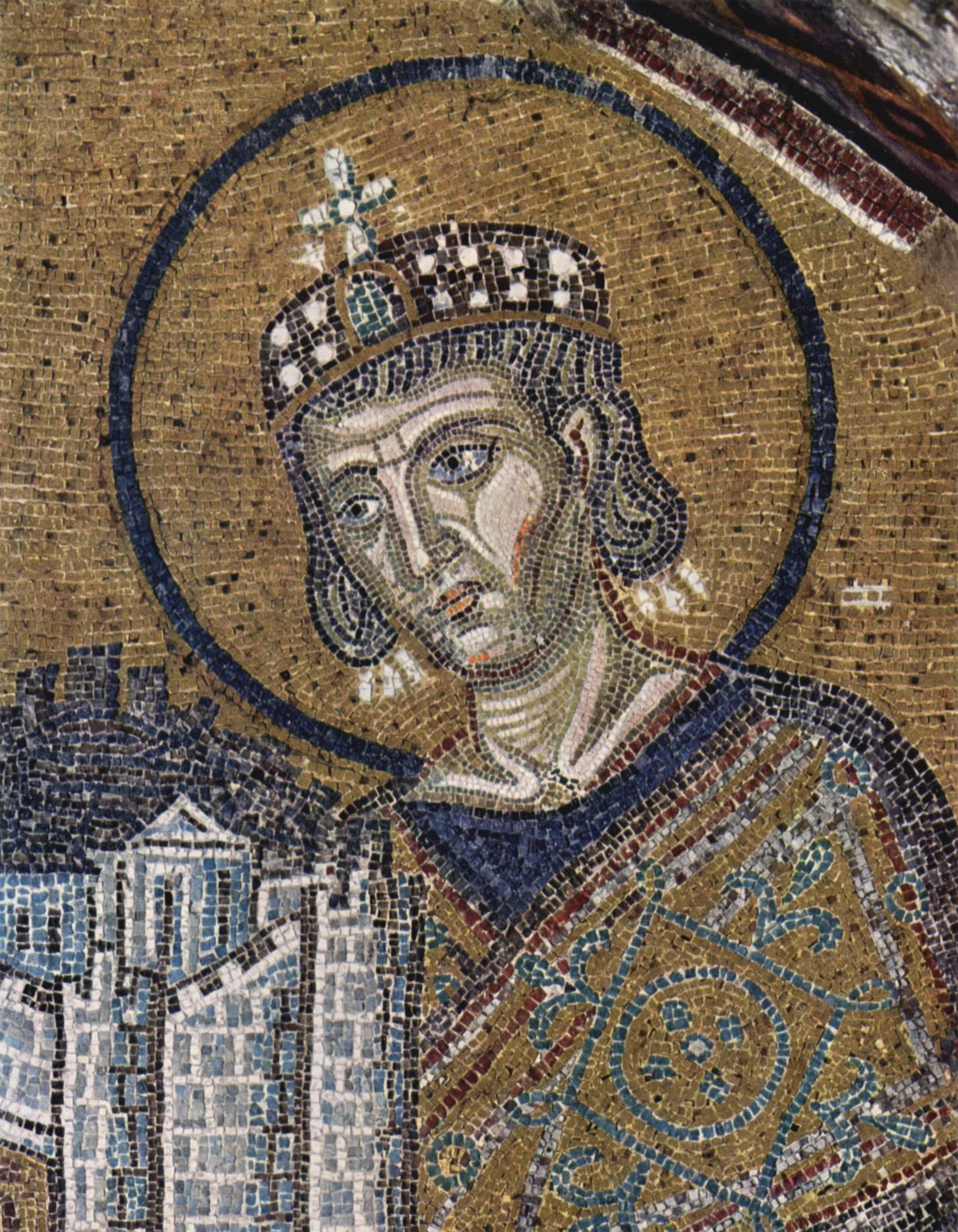
Mosaïque de la basilique Sainte-Sophie représentant Constantin Ier présentant la ville de Constantinople à la Vierge Marie.

Sur le modèle de l'Empire romain qui, à partir du IVe siècle, intègre le christianisme comme religion officielle, l'Empire byzantin repose sur la coexistence de deux pouvoirs : le pouvoir spirituel, incarné par le patriarche, et le pouvoir temporel, assuré par l'empereur. Tous deux concourent à l'harmonie des affaires terrestres. Leur rôle est donc conçu comme complémentaire. Néanmoins, la coexistence de ces deux pouvoirs n'est pas sans engendrer des relations complexes, empreintes d'une certaine rivalité et d'une propension de l'empereur à s'ingérer dans les affaires spirituelles. Ce qui est parfois qualifié de césaropapisme est une caractéristique forte de l'imbrication entre le temporel et le spirituel dans l'histoire de l'Empire byzantin. À la différence de la papauté qui parvient à s'émanciper d'une tutelle temporelle, l'Église byzantine vit au gré de cette dyarchie.
Suivant le modèle fixé par Eusèbe de Césarée, les Byzantins voient l'empereur en tant que représentant ou messager du Christ. Dans ce cadre, son rôle dans les affaires religieuses est central, en tant que garant du respect de l'orthodoxie religieuse. Ce rôle de protecteur de l'Église peut alors devenir un prétexte à un interventionnisme fort. Il légifère sur des sujets aussi divers que l'organisation du clergé, la fixation des dates liturgiques voire le dogme en tant que tel, à l'instar de l'Hénotique de Zénon. Néanmoins, la personnalité de l'empereur et ses attraits pour les controverses théologiques expliquent la variabilité de l'interventionnisme impérial dans le domaine spirituel. Des empereurs comme Alexis Ier Comnène et Justinien, férus de théologie, n'hésitent pas à participer à la définition même du dogme à suivre et la période iconoclaste voit plusieurs empereurs comme Léon III ou Constantin V promouvoir l'interdiction du culte des images, parfois contre le clergé. L'échec final de l'iconoclasme consacre pourtant une réelle capacité de résistance des institutions religieuses face à des incursions trop fortes du pouvoir spirituel.

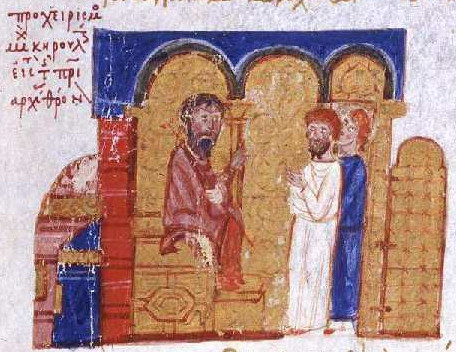
Enluminure du Chronikon (« Χρονικόν ») de Skylitzès du XIIe siècle, représentant Michel Cérulaire.

De son côté, le patriarche occupe une place de premier ordre dans l'Empire byzantin. En tant qu'évêque de Constantinople, il est le premier personnage religieux de l'Empire et il n'hésite pas à contester la suprématie papale à plusieurs reprises, jusqu'à s'en émanciper. Au IXe siècle, le patriarche Photios fait rajouter le qualificatif d’œcuménique à la titulature patriarcale, symbolisant ainsi sa prétention à l'universalité, jusqu'ici considérée comme le monopole de la papauté. Il dispose d'une administration qui lui est propre. La principale limite à son autorité réside donc dans sa coexistence avec un pouvoir temporel présent, tout comme lui, à Constantinople. En effet, sa nomination procède de l'empereur, à la suite de la désignation de trois candidats par le collège des métropolites présents dans la capitale. Plus encore, il peut aussi le démettre de ses fonctions. Le patriarche ne possède pas un pouvoir équivalent. Le sacre impérial, s'il constitue une étape symboliquement importante de la légitimation du nouveau souverain, n'est pas formellement obligatoire. Pour autant, les pouvoirs et l'influence du patriarcat dépendent en grande partie de la personnalité du titulaire. Des patriarches comme Photios ou Michel Cérulaire ont ainsi disposé d'une large capacité d'action, y compris envers l'empereur tandis que d'autres peinent à exister face à l'autorité impériale.

#### Organisation de l'Église byzantine

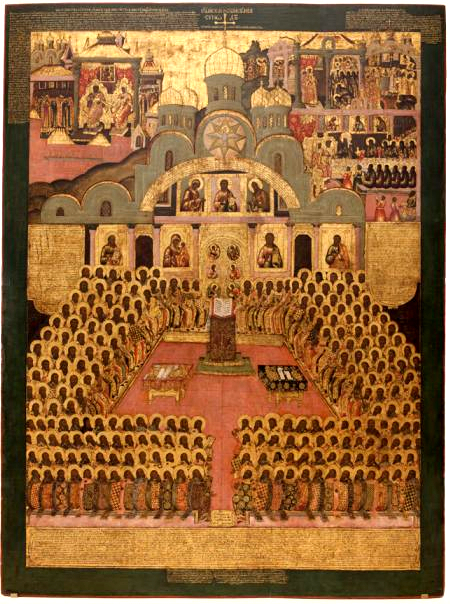
Icône représentant le deuxième concile de Nicée provenant du couvent de Novodievitchi à Moscou.

Au-delà de cette cohabitation parfois complexe entre les deux autorités temporelle et spirituelle, différentes institutions assurent le fonctionnement de l'Église. À l'époque où l'Empire domine les cinq patriarcats, c'est la conception originelle du gouvernement de l'Église qui s'impose. Le Christ représente la tête, reposant sur les cinq patriarches, c'est la pentarchie qui assure collégialement la structuration du spirituel. Les conciles ont alors un rôle cardinal dans la définition des grands canons du dogme chrétien et, conséquemment, de l'identification des différentes hérésies, à l'image de l'arianisme ou du monophysisme qui sont vivement combattus. Le dernier concile reconnu par l'Église orthodoxe se tient en 787. À cette époque, l'Empire byzantin ne contrôle déjà plus quatre des cinq patriarcats. Dès lors, du fait tant de l'éloignement des patriarcats les plus orientaux, soumis à la présence musulmane, que de la rivalité croissante avec Rome, c'est le synode permanent qui assure le gouvernement de l'Église. Il rassemble le patriarche, les principaux clercs de la grande église (Sainte-Sophie) et les métropolites présents dans la capitale, ainsi que les représentants de l'empereur quand celui-ci ne siège pas en personne. Il définit le dogme de l'Église, tranche les controverses et nomme les évêques. Ces derniers, aussi appelés métropolites, dirigent des régions ecclésiastiques et notamment le clergé local, composé notamment des prêtres. Quand ceux-ci ne sont pas suffisamment nombreux, ce sont les moines qui assurent une présence religieuse dans les territoires.

#### Pratiques religieuses
La prière est un élément central de la vie religieuse collective, en particulier lors de la Divine Liturgie le dimanche. Au-delà de la messe, les processions sont une pratique très courante de la vie religieuse byzantine. Elles ont lieu pour célébrer divers événements comme la célébration d'un Saint ou d'autres fêtes religieuses d’importance. Celles-ci varient par ailleurs grandement en fonction des lieux et des époques. Si certaines restent fixes comme Pâques ou Noël, d’autres peuvent s’ajouter, en lien avec la vie de saints prestigieux ou d’événements de l’histoire impériale. Quoi qu’il en soit, les plus grandes processions ont lieu à Constantinople et l’empereur peut y participer et, dans tous les cas, elles donnent lieu à des défilés mêlant le clergé aux laïcs et faisant souvent figurer des objets du culte. Le pèlerinage fait aussi progressivement son apparition à partir du règne de Constantin. Les lieux de la vie du Christ sont les premiers visés par cette pratique qui est surtout l’apanage du clergé et plus encore des moines. Jérusalem est le premier pèlerinage en importance et, si pèlerins se font moins nombreux avec les conquêtes arabes, ils continuent de se rendre en Terre sainte. D’autres lieux font l’objet de pèlerinages comme Rome, mais aussi une multitude d’endroits plus ou moins sacrés, qui ne donnent lieu parfois qu’à des déplacements de quelques kilomètres, accessibles au plus grand nombre.
La figure du saint est incontournable dans la pratique religieuse byzantine. Elle incarne un idéal de piété et un intermédiaire entre le monde divin et le monde terrestre, vers lequel les hommes peuvent se tourner en cas de nécessité. C’est ce qui explique le phénomène du patronage des corporations et des villages. Il n’existe pas de procédure de canonisation dans le monde byzantin. Un personnage devient un saint par la postérité et la naissance d’un culte autour de lui. Cela s'appuie souvent sur une hagiographie qui couche sur papier les mérites du saint qui peut alors jusqu’à figurer dans le calendrier. Les premiers saints sont les martyrs de l’époque romaine, mais cette figure tend à disparaître à quelques rares exceptions. Généralement, les saints deviennent alors des ascètes, une forme de piété considérée comme idéale. Enfin, le culte des saints est étroitement lié au développement des reliques.
Un développement particulier doit être réservé au culte des images, tant elles ont fait la spécificité de la religiosité byzantine. Les icônes (eikôn) apparaissent dès les premiers temps de l’Empire byzantin, mais il faut attendre la fin du paganisme pour voir leur développement, dès lors qu’elles ne sont plus accusées de perpétuer l’idolâtrie des anciens cultes. Elles deviennent alors des objets du culte, présentes dans les églises autant que dans les foyers et font l’objet de vénération. C’est au VIIIe siècle qu’elles vont devenir un enjeu central dans le monde politique byzantin avec l’apparition de l’iconoclasme en réaction au développement à grande échelle du culte des images. Ce mouvement mêle des aspects politico-religieux complexes et les racines de ce mouvement, porté par l’empereur Léon III et certains de ses successeurs, sont imparfaitement connues. La raison parfois trouvée dans l’influence de l’islam et de son hostilité aux représentations ne tient pas, étant donné le rôle central de Léon III dans la lutte contre les musulmans. Les causes sont plutôt internes au monde byzantin. Il est possible que la suite de catastrophes qui frappent l’Empire, ses pertes territoriales autant que l'éruption du volcan Santorin en 726 aient convaincu l’empereur et certains de ses partisans d’une réaction divine face aux excès du culte des images, apparenté à de l’idolâtrie. Quoi qu’il en soit, la doctrine iconoclaste, dépendant des succès politiques de ses partisans, n’est jamais parvenue à se généraliser, face à une Église globalement hostile. Après l’abandon définitif de l’iconoclasme en 843, le culte des images n’est plus remis en cause à grande échelle et les icônes se répandent à nouveau.

#### Monachisme

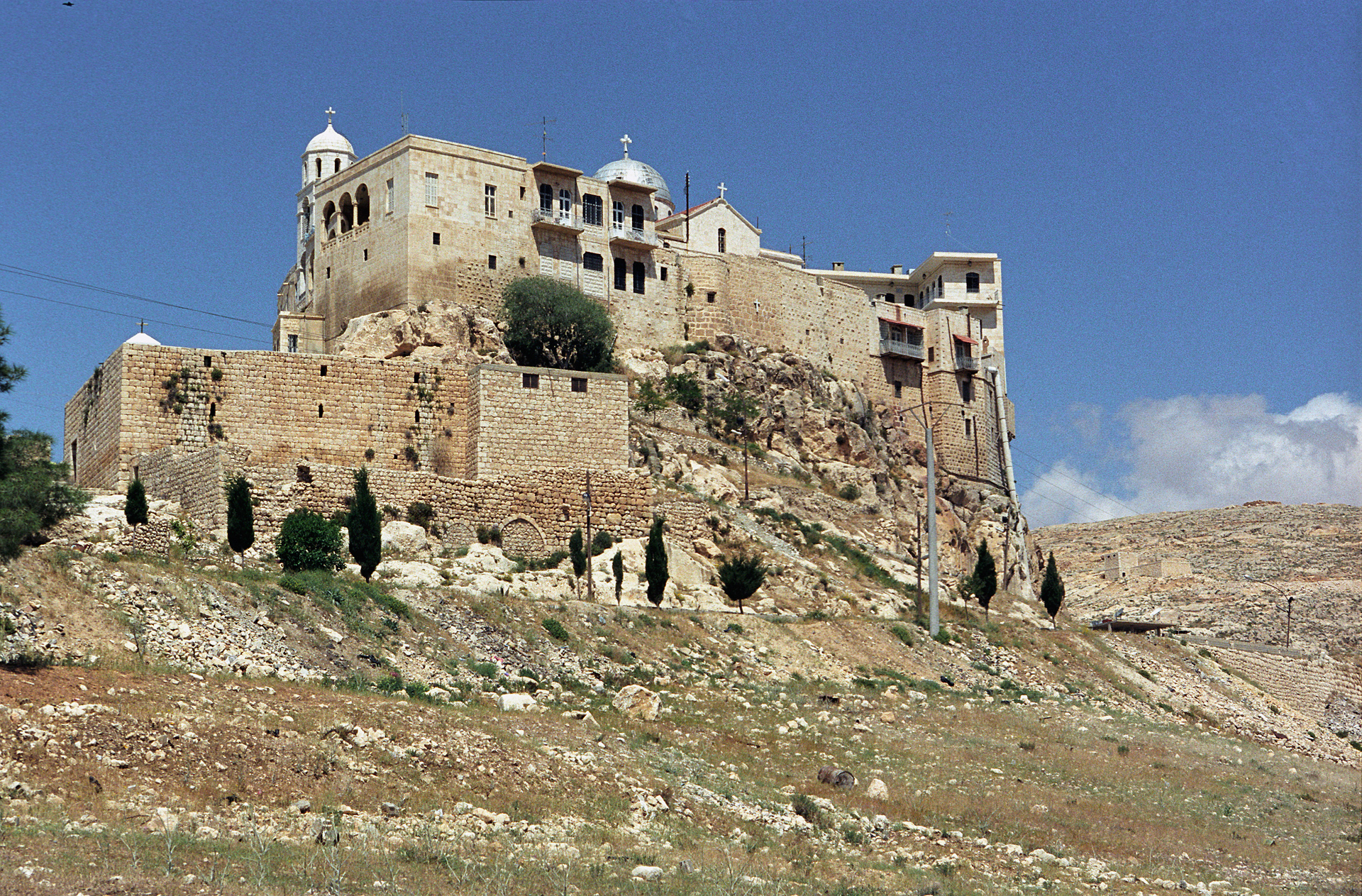
Le monastère Notre-Dame de Seidnaya, en Syrie, qui aurait été fondé par Justinien.

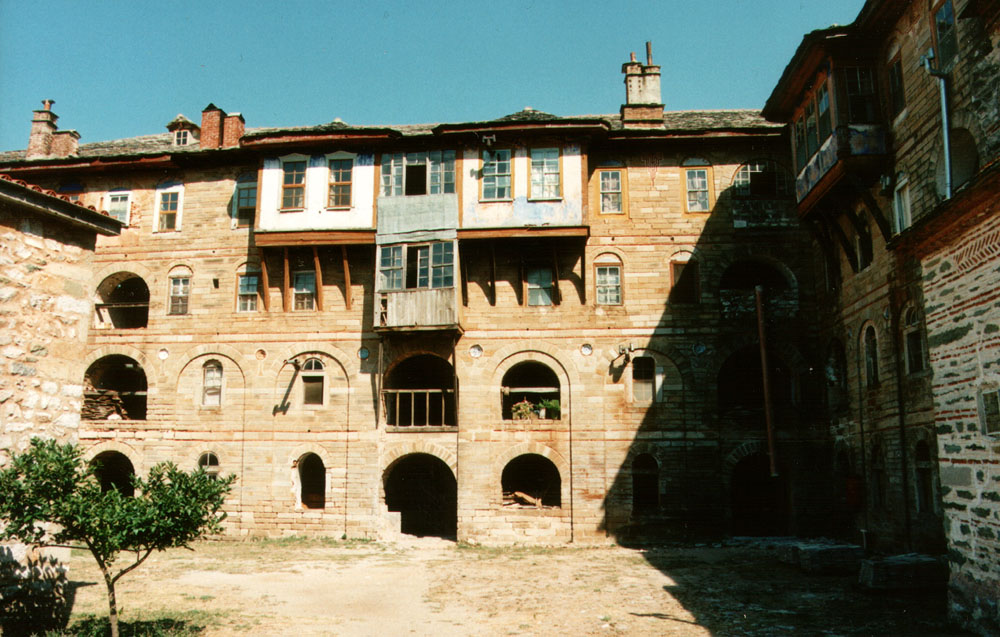
Monastère de la Grande-Laure de l'Athos sur la péninsule du mont Athos.

Aux côtés du clergé régulier, le monachisme est un aspect incontournable de la vie spirituelle byzantine. Ce sont sur les terres de l'Empire romain d'Orient, notamment en Égypte, qu'apparaît le monachisme chrétien avec des figures comme Pacôme le Grand ou Antoine le Grand, symbole de l'anachorète,. Par bien des aspects, la vie monacale représente l'idéal d'une existence entièrement tournée vers la religion. Elle incarne un renoncement au monde et une méfiance envers les péchés inhérents à la vie terrestre qui éloignent les hommes de Dieu. De nombreux empereurs ainsi que des personnalités de premier plan créent ou soutiennent des monastères pour affirmer leur piété. Deux conceptions du monachisme coexistent : l'érémitisme et le cénobitisme. La première met l'accent sur une vie de solitude et de recueillement au travers de l'image de l'ermite. C'est la forme la plus aboutie de monachisme, quoique minoritaire,, même s'il connaît un regain avec le développement de l'hésychasme au XIVe siècle. La deuxième repose sur la vie religieuse en communauté au sein de monastères. Ces derniers parsèment le territoire byzantin et se concentrent parfois en certains endroits, à l'image de la péninsule du Mont-Athos qui accueille des communautés monastiques de l'ensemble du monde orthodoxe. Quelques-uns sont particulièrement influents, comme le monastère du Stoudion à Constantinople. Si le monachisme repose sur un mode de vie simple, parfois proche du dénuement, le triomphe du culte des images entraîne un afflux de richesses dans les monastères professant le culte des icônes. Les difficultés de gestion de ces fortunes remettent en cause l'idéal monastique et entraînent des mouvements de réaction, à l'image de la réforme de Théodore Studite au IXe siècle, tandis que les empereurs sont attentifs à contrôler la croissance des grands domaines monastique. À la différence de la chrétienté occidentale qui voit l'apparition de grands ordres monastiques, les monastères byzantins disposent d'une relative autonomie. Chacun est régi par un typikon, un règlement intérieur dont l'application est assurée par l'higoumène.

### Art byzantin

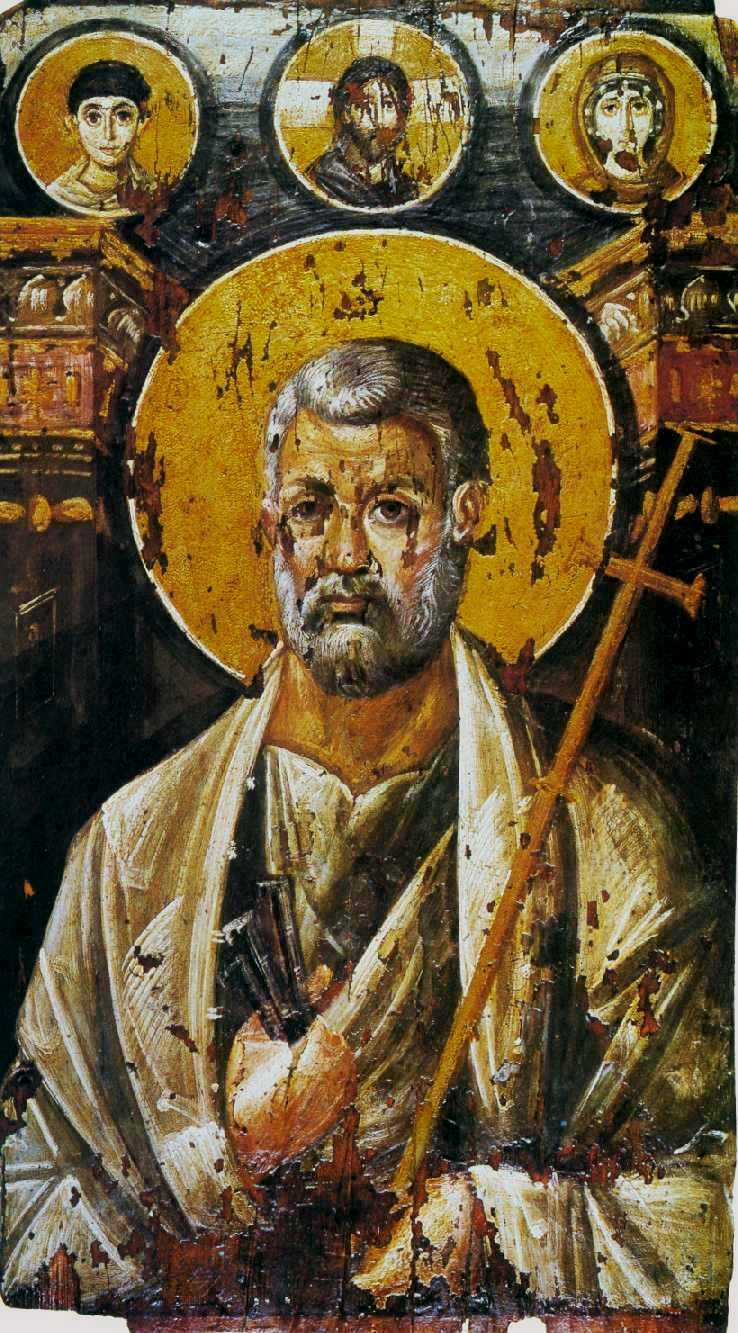
L'apôtre Pierre sur une rare icône du VIe siècle, monastère Sainte-Catherine du Sinaï.

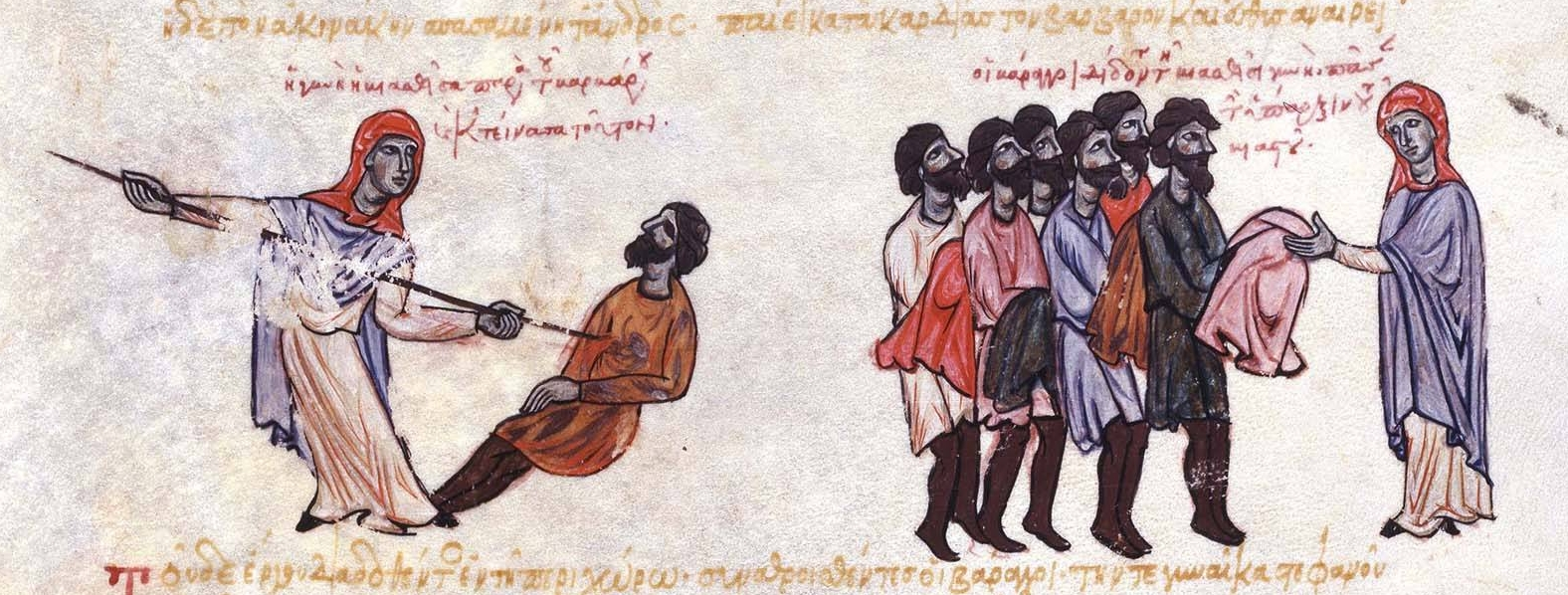
Extrait d'un texte enluminé de Jean Skylitzès, chronique byzantine du XIe siècle.

Tout au long de son évolution, l'art byzantin, d’inspiration profondément religieuse, s'imprègne des références antiques qu'il retravaille jusqu'à sa chute. Le christianisme est omniprésent à travers les siècles et éclipse souvent les influences profanes. Le déclin progressif de la sculpture en ronde-bosse en est une incarnation. Quand l’art n’est pas relié à la religion, il sert le plus souvent à glorifier l’Empire et ses gouvernants. La profusion de luxe contribue alors à glorifier l'empereur et à lui conférer un caractère sacré. Il est possible de distinguer plusieurs périodes dans l'histoire de l'art byzantin, qui ne sont pas sans rapport avec les évolutions plus larges du monde byzantin. Le premier art byzantin s'inspire grandement de la culture gréco-romaine et, si bon nombre d'œuvres n'ont pas survécu aux épreuves du temps, c'est une époque de profusion artistique qui culmine sous Justinien Ier. Par la suite, la période iconoclaste est un tournant. Si la production artistique ne s'interrompt pas, elle connaît un certain recul et l'interdiction de la vénération des images bouleverse en profondeur l’art religieux. La Renaissance macédonienne l'est autant sur le plan politique qu'artistique et l'art de la dynastie macédonienne est prolifique, s'expriment sur de multiples supports avec des références à l'Antiquité, enrichies d'influences diverses. Ce retour aux origines exprime un rapport renouvelé au passé glorieux de l'Empire, expliquant qu'il faut d'abord chercher les références dans l'Antiquité tardive plus que dans l'Antiquité classique. La dynastie des Comnènes poursuit ce mouvement, mais avec des caractéristiques propres, notamment un goût pour le raffinement et la création artistique y est parmi les plus riches de l'histoire byzantine.
Les icônes incarnent la spécificité de l’art byzantin. Ces représentations spirituelles sont généralement peintes sur du bois, mais elles peuvent se présenter sur différents supports ou prendre la forme de mosaïques ou de fresques. Elles sont vouées à être vénérées et se sont largement répandues dans l’ensemble du monde orthodoxe dont elles sont une caractéristique forte. Elles sont présentes dans les églises, mais aussi dans un grand nombre de bâtiments profanes, permettant à chacun d’exprimer sa foi. La plupart des premières icônes n’ont pas survécu aux troubles iconoclastes, mais leur production a crû fortement à partir du IXe siècle, après la victoire des iconodoules, les partisans des icônes. Leur style est très codifié, limitant l'originalité dans leur production. Elles reprennent les grandes scènes de la vie biblique ou représentant des personnages comme Jésus-Christ, la Vierge Marie ou différents saints. La mosaïque est aussi très appréciée des Byzantins qui s’en servent pour décorer leurs églises, en particulier dans les premiers siècles. Les mosaïques de Ravenne et de Sainte-Sophie sont parmi les plus beaux exemples de cet art. Plus tardivement, les entreprises de restauration d'églises entreprises sous les Paléologue sont aussi dignes d'être mentionnées, avec l'exemple des mosaïques de l'église Saint-Sauveur-in-Chora. Globalement, l’intérieur des églises orthodoxes est plus richement décoré que l’extérieur. L'usage des fresques y est aussi très courant.

Mosaïques et fresques byzantines
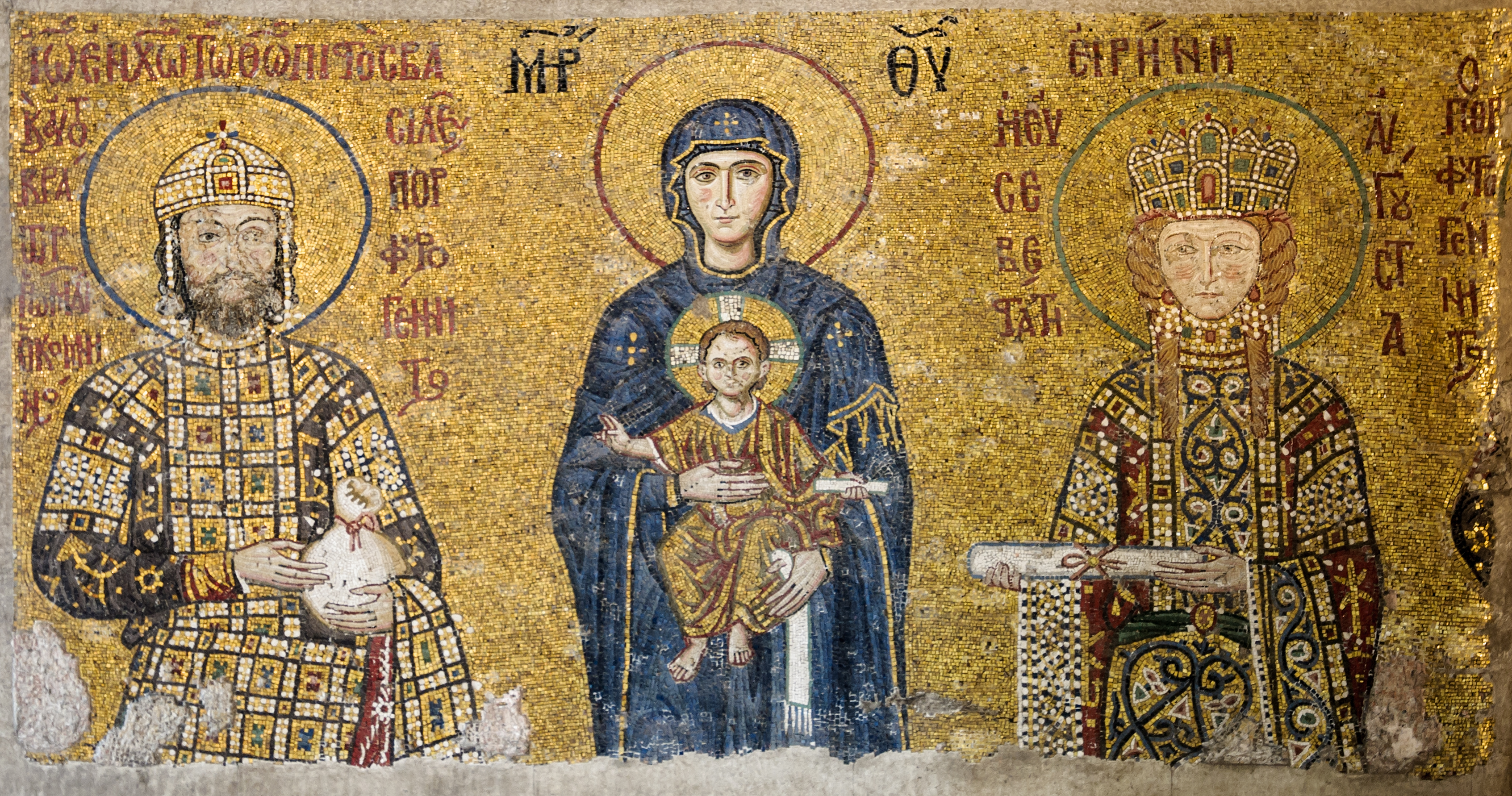
La Vierge Marie entourée de Jean II Comnène et d'Irène de Hongrie (basilique Sainte-Sophie, XIIe siècle)
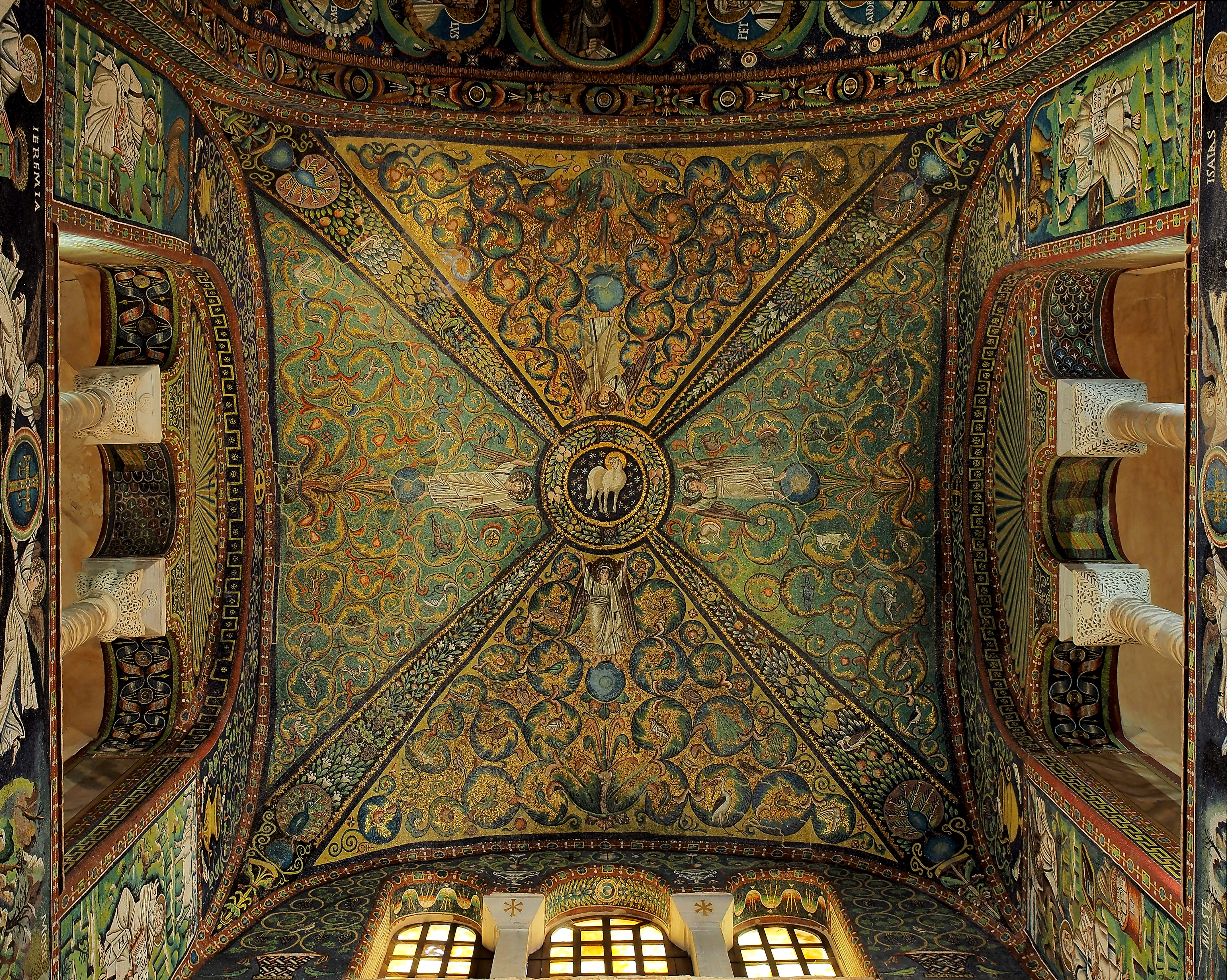
Mosaïques de la basilique Saint-Vital de Ravenne (VIe siècle)
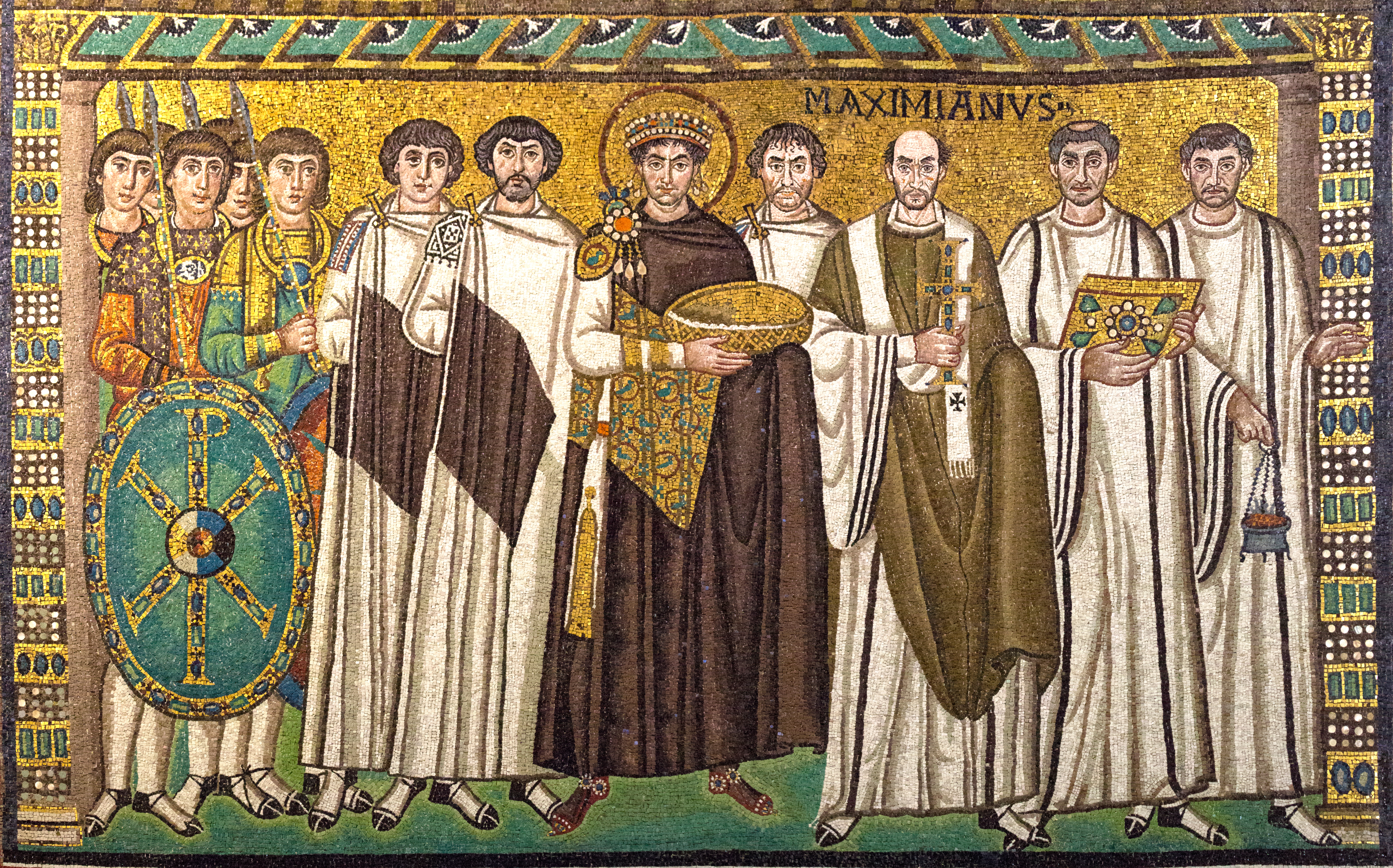
L'empereur Justinien et sa cour (basilique Saint-Vital de Ravenne, VIe siècle)
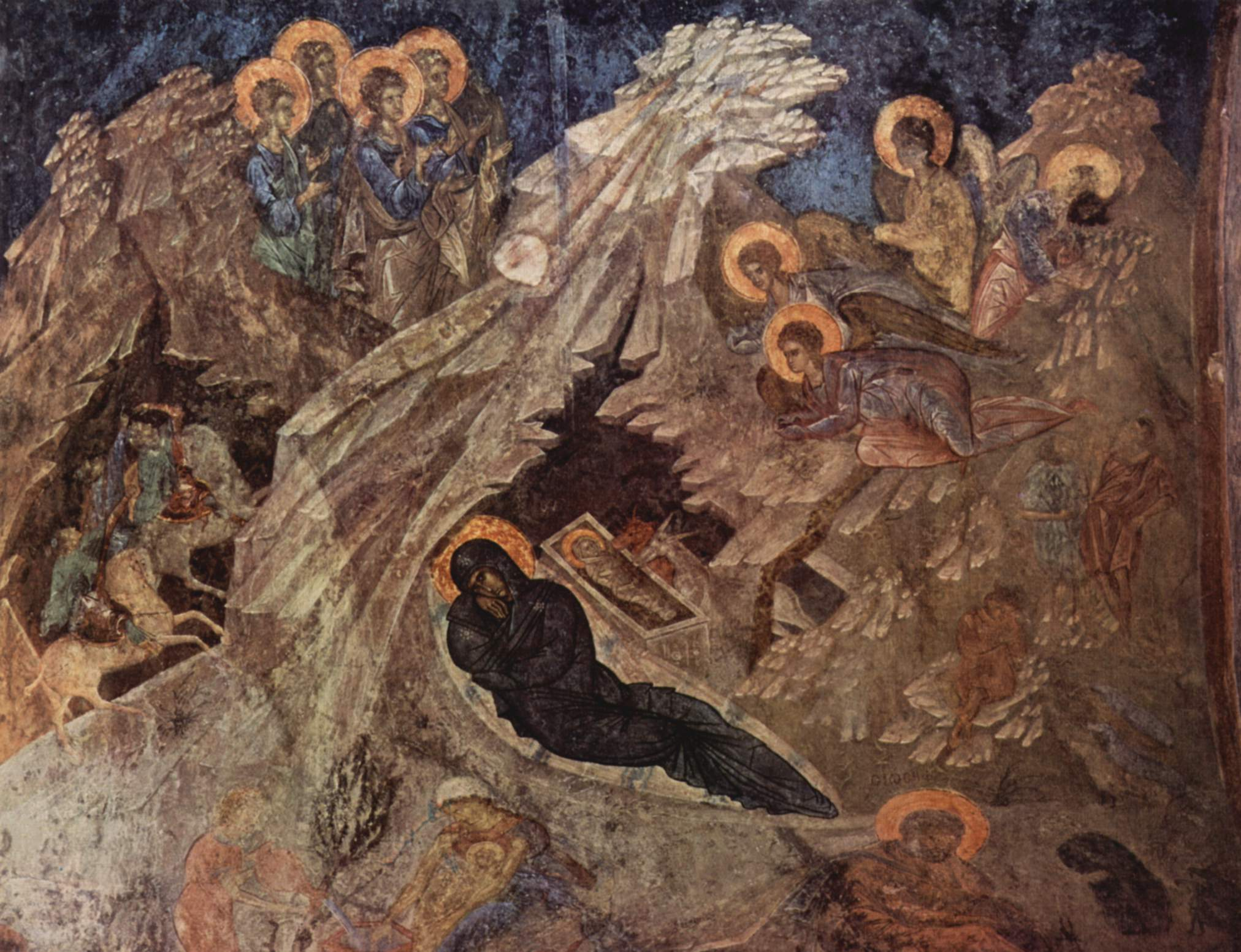
Fresque du monastère de la Péribleptos à Mistra en Grèce (XIVe siècle)

L’enluminure est très prisée des Byzantins où la culture livresque s’est maintenue à un niveau important. Les miniatures parsèment les pages pour illustrer abondamment le texte qu’elles accompagnent. Si les sujets sont généralement de nature religieuse, quelques exemples différents nous sont parvenus. Le Dioscoride de Vienne présente la double particularité d’être l’un des rares exemples de manuscrits de l’époque du premier art byzantin mais aussi de décrire un sujet profane, en l’occurrence le De Materia Medica de Dioscoride. Le Psautier de Paris du Xe siècle est l’un des plus célèbres exemples de manuscrits enluminés de l’époque byzantine, dont le style s’apparente plus à la mode antique qu’aux pratiques médiévales, symbolisant le retour aux racines gréco-romaines qui caractérise l'art de l'époque macédonienne. Un grand nombre de ces manuscrits de l’époque macédonienne ont survécu et démontrent la vitalité de cette pratique artistique. La Chronique de Jean Skylitzès recèle ainsi d’illustrations des épisodes historiques qu’il décrit. Si l’enluminure antique reste un référentiel incontournable, les Byzantins l’enrichissent d’autres influences. Venue d’Orient, la tendance à représenter des formes géométriques ou zoomorphes se retrouve régulièrement. Vers le XIIe siècle, un style nouveau apparaît, plus sévère et plus hiératique avec des figures allongées exercées sur fond d’or, caractérisant un art raffiné, voire précieux.

Enluminures et miniatures byzantines
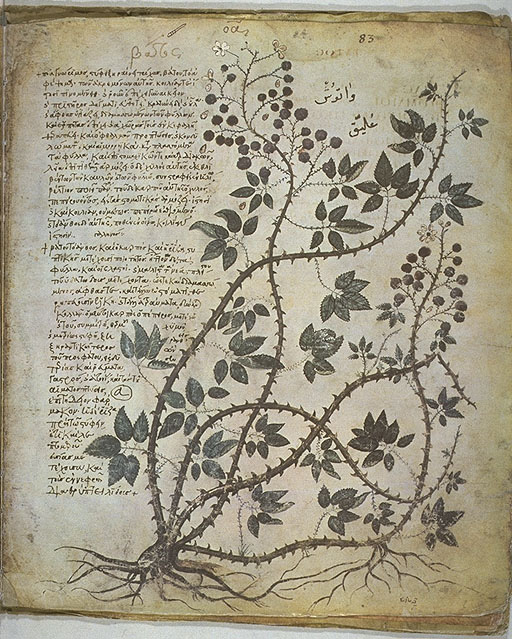
Ronce représentée sur le Dioscoride de Vienne
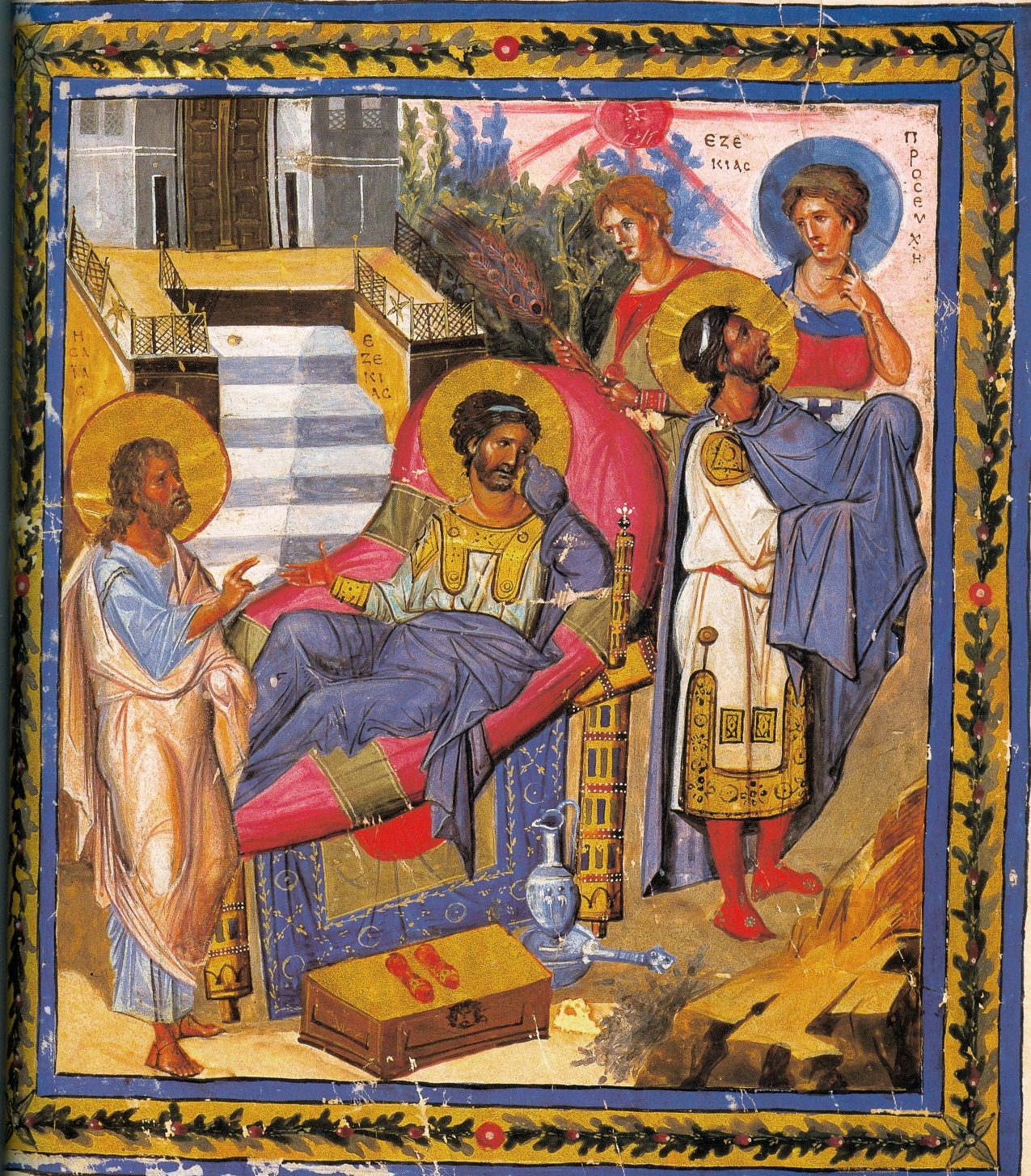
Le Psautier de Paris
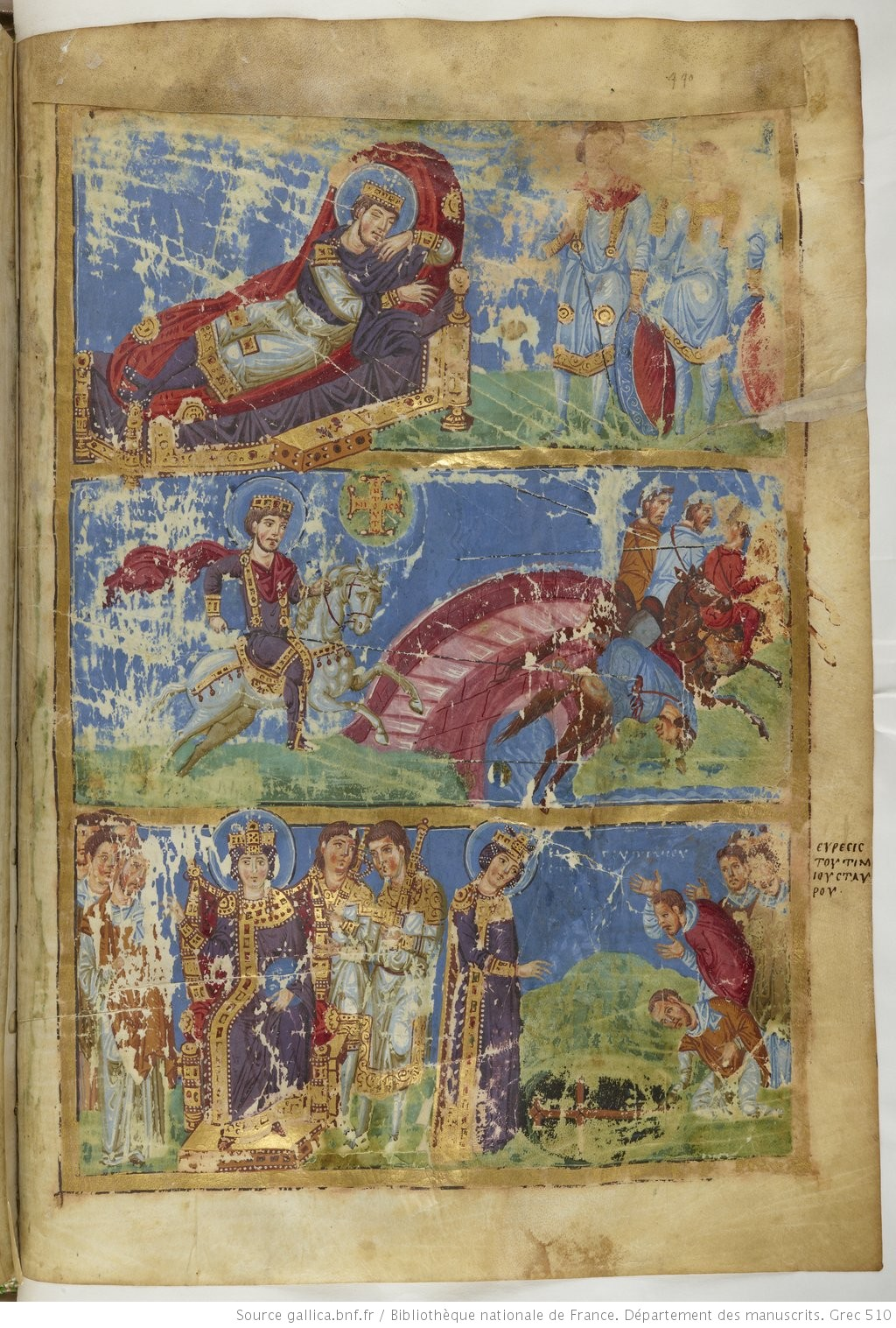
Le rêve de Constantin le Grand lors de la bataille du pont Milvius représenté dans les Homélies de Grégoire de Nazianze
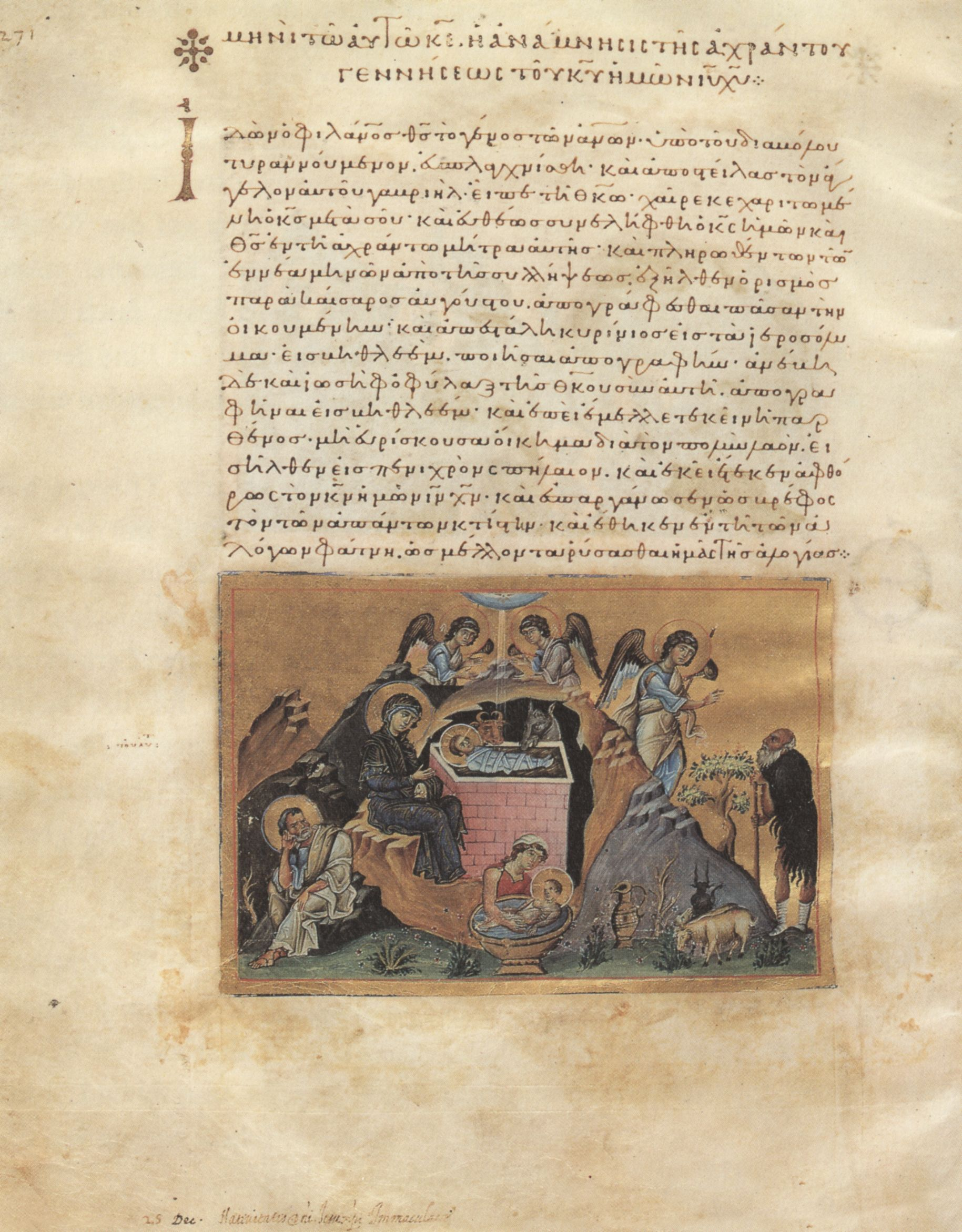
Le Ménologe de Basile II
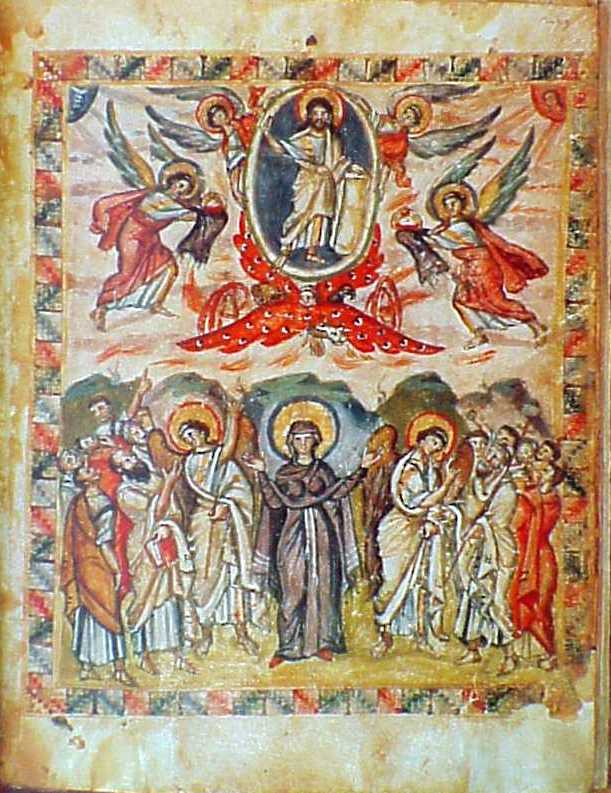
Miniature des Évangiles de Rabula datant du VIe siècle

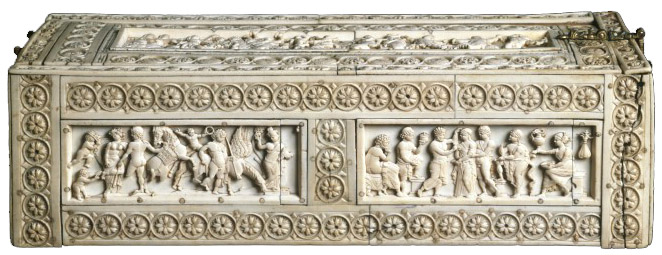
Le coffret Veroli en ivoire datant du Xe siècle.

En ce qui concerne les objets de luxe, ils sont très prisés par le pouvoir religieux, l’aristocratie ou les empereurs qui s’en servent dans leur diplomatie pour rappeler l’opulence de leur Empire. Le travail de l'ivoire est surtout présent lors des premiers siècles avant que les ressources ne se tarissent en raison de la mainmise des Arabes sur les routes d'approvisionnement. Il retrouve néanmoins un certain souffle au moment de la Renaissance macédonienne. En dehors des sujets religieux, l'orfèvrerie à destination de l'aristocratie reprend souvent des scènes de la mythologie. La production de ces objets de luxe est très concentrée à Constantinople et fait l’objet d’un contrôle étroit des autorités, même si des centres de production du verre et de la soie prospèrent aussi au centre de la Grèce. Les soieries sont l'une des spécialités des artistes byzantins, à l'image de la soierie de Bamberg. Les émaux sont une production artistique particulièrement prisée et ce sont des artistes byzantins qui conçoivent la Pala d'oro de Venise. L'incrustation sur fond d'or ou d'argent doré de perles ou pierres précieuses qui favorise des contrastes vifs est devenue une spécialité byzantine. La staurothèque de Limbourg-sur-la-Lahn est l'une des plus belles créations byzantines dans le travail des métaux et du bois. Contrairement à d'autres productions artistiques, l’orfèvrerie souffre du déclin de l’Empire byzantin dont la richesse faiblit et s’accompagne d’un manque de métaux précieux.

Art byzantin
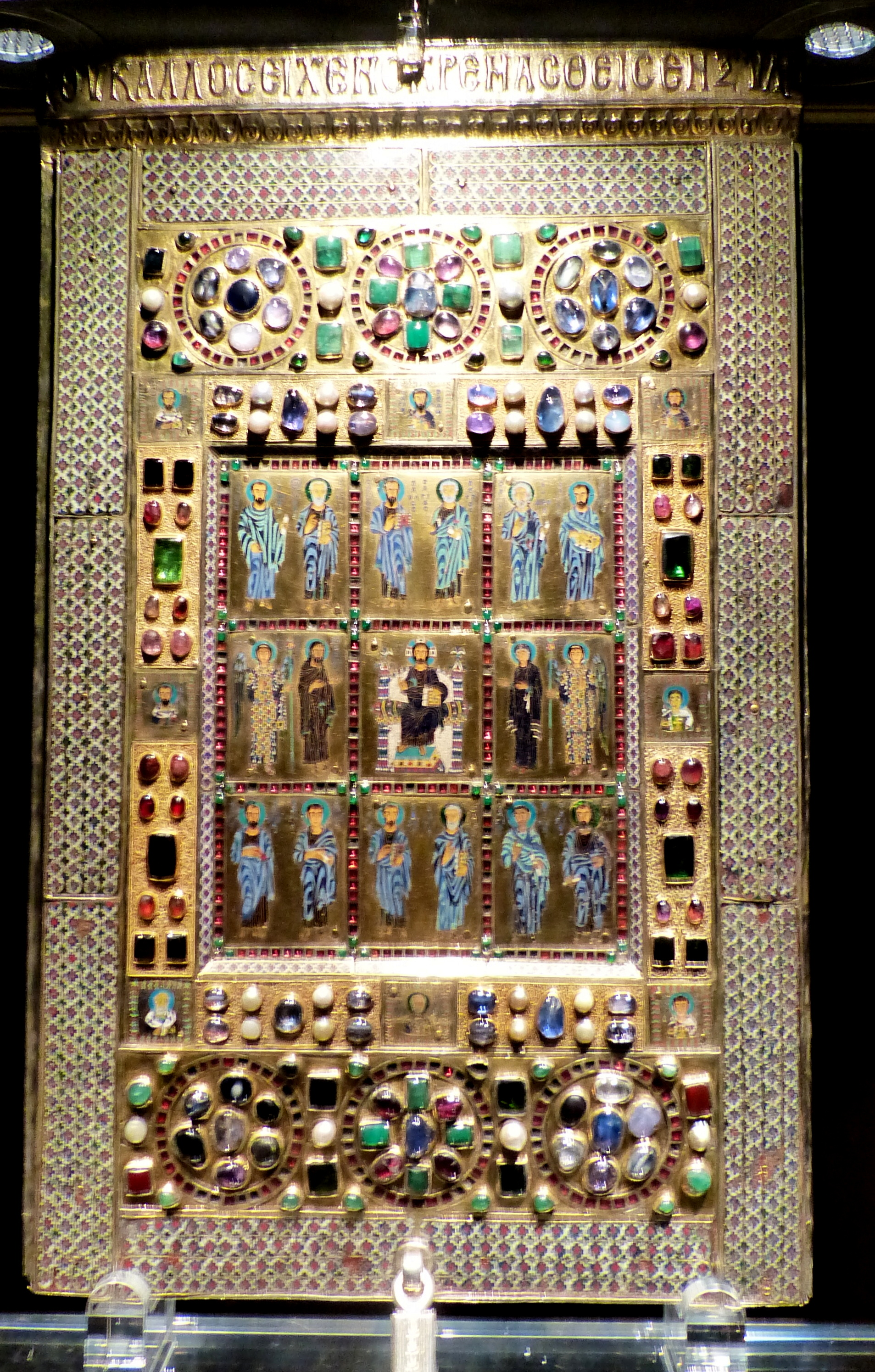
Couvercle de la staurothèque de Limbourg-sur-la-Lahn (fin du Xe siècle)
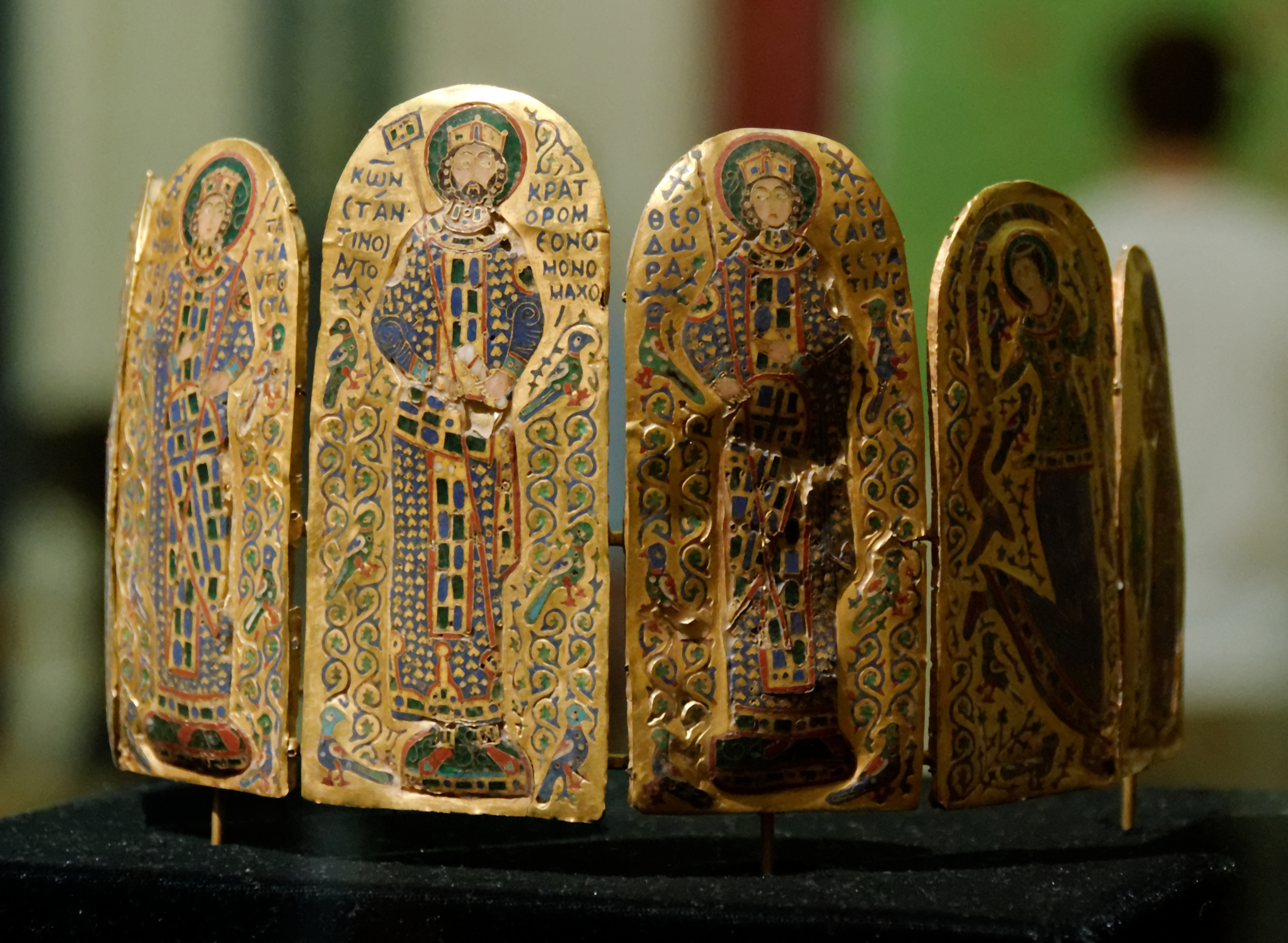
Couronne de Constantin IX Monomaque
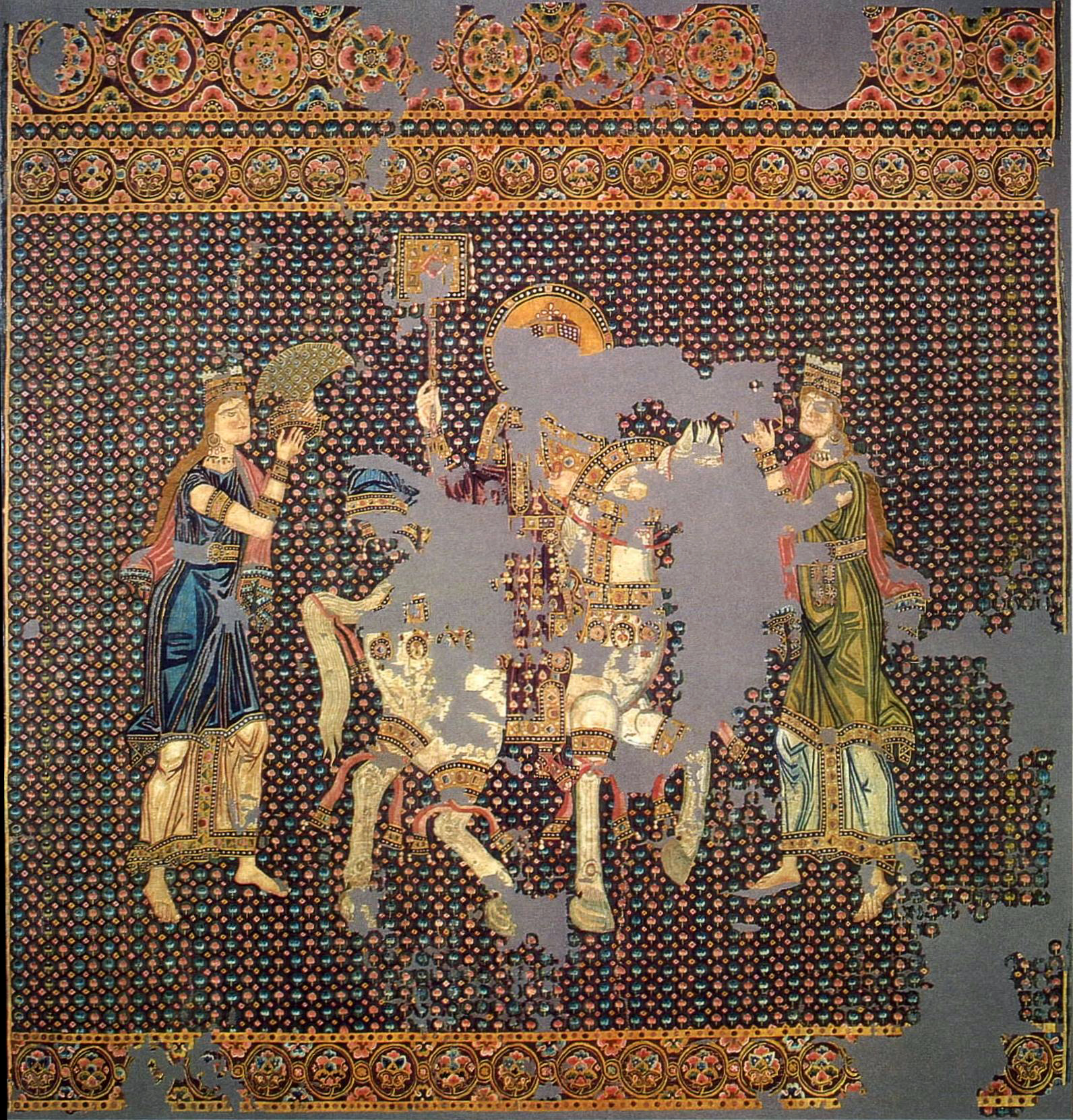
Soierie de Bamberg représentant le retour triomphal de Jean Ier Tzimiskès (Xe siècle)
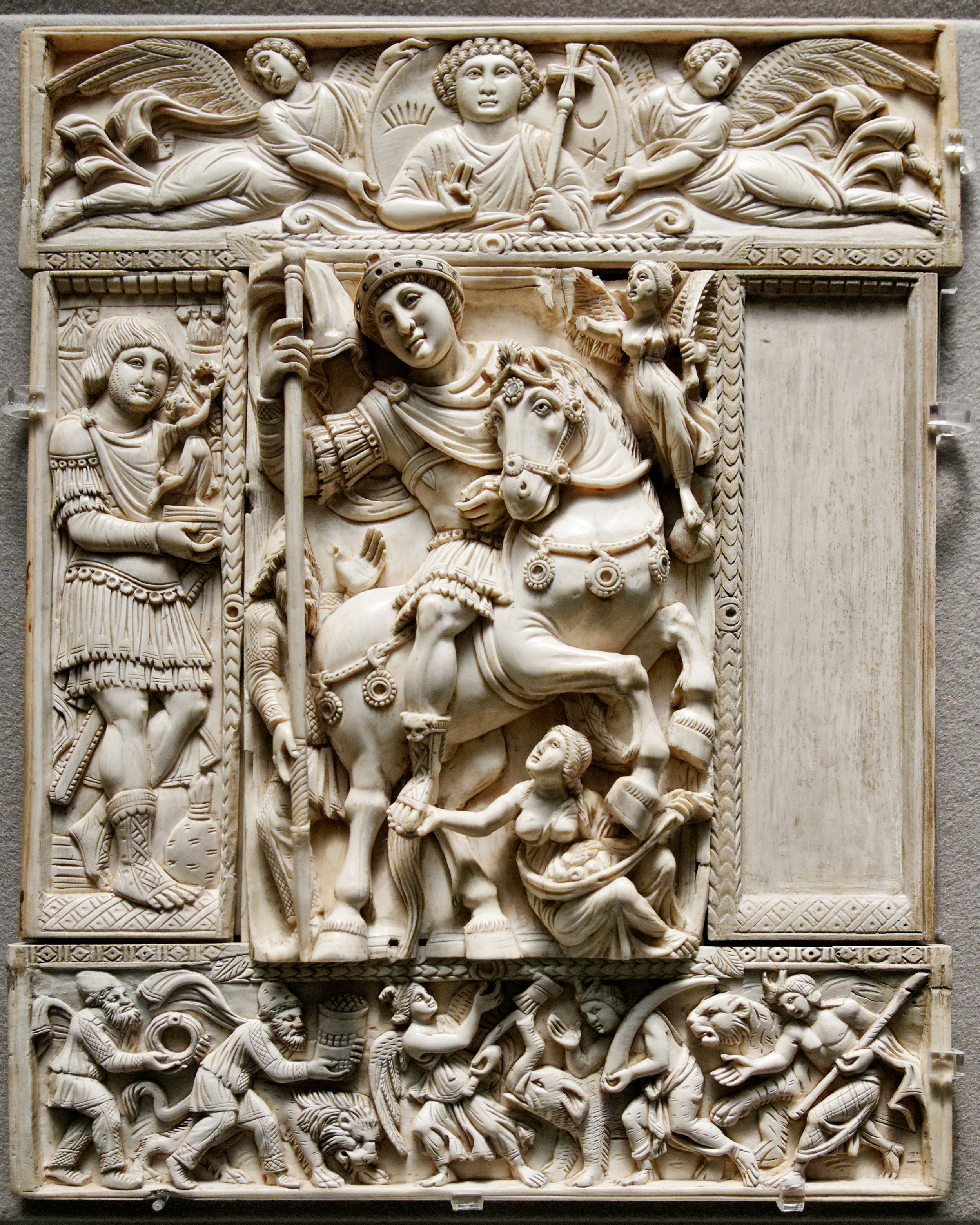
Ivoire Barberini datant de l'Antiquité tardive

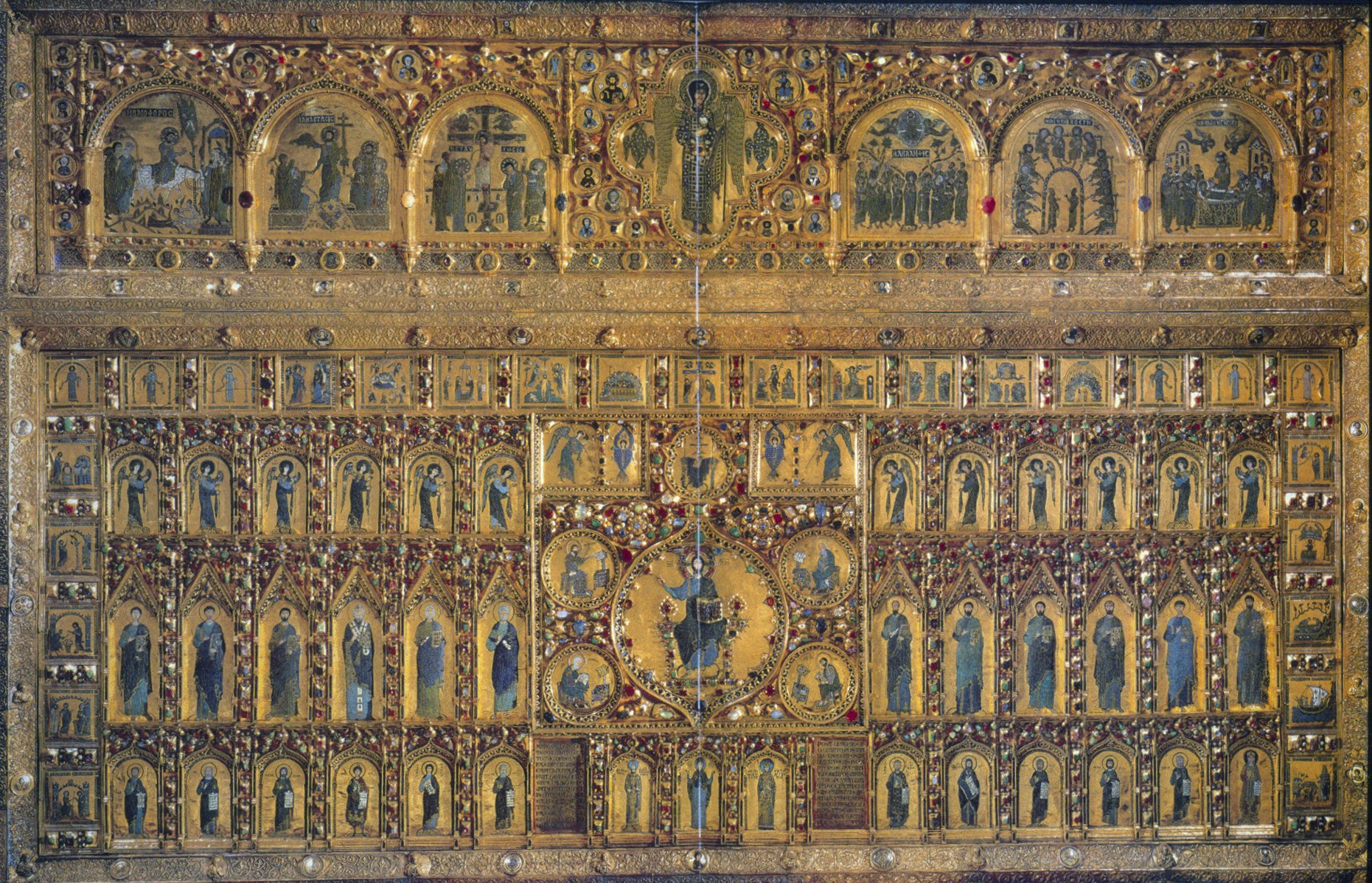
La Pala d'oro dans la basilique Saint-Marc de Venise
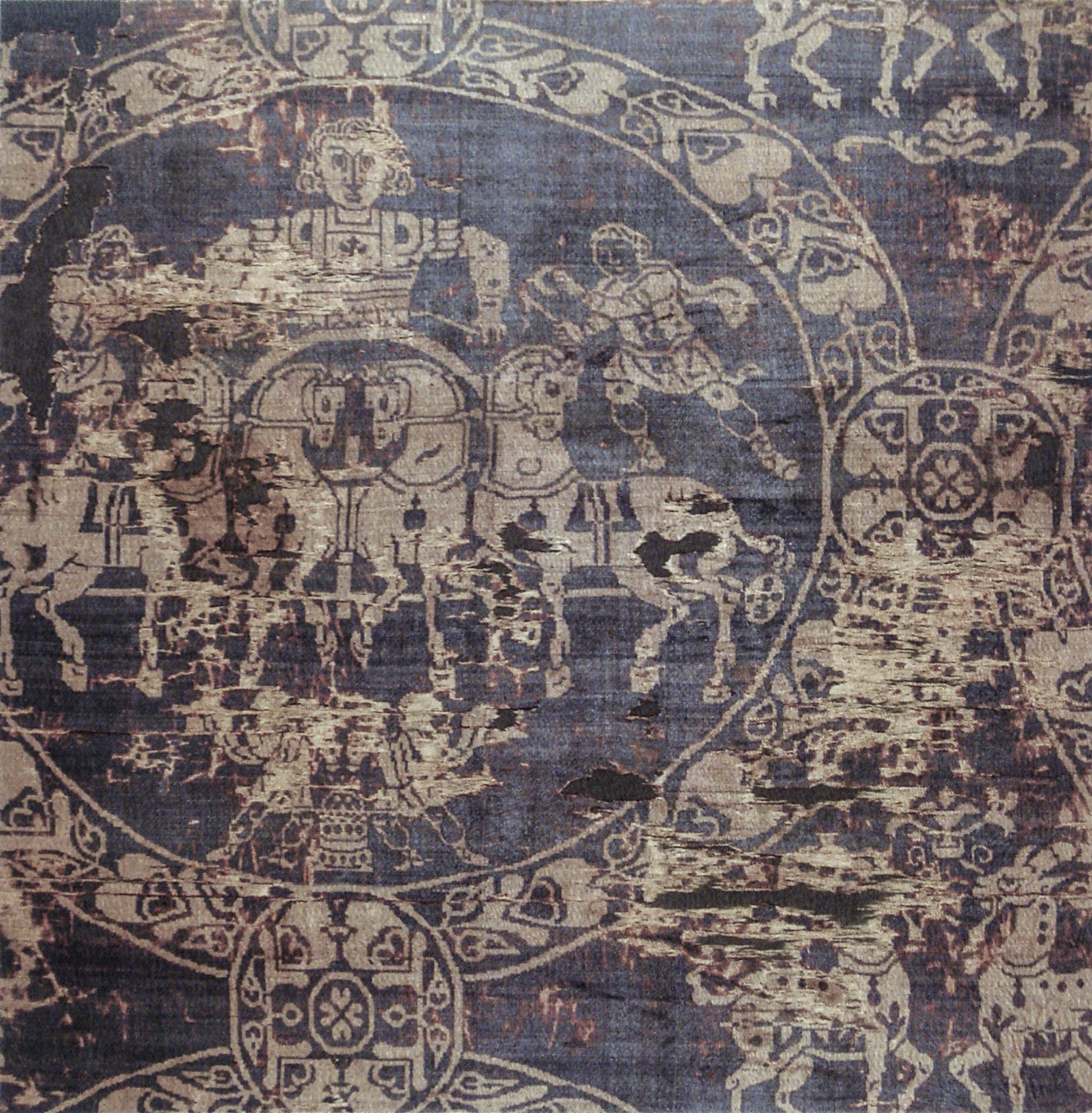
Le suaire de Charlemagne, l'un des rares textiles byzantins à avoir été conservé (musée de Cluny, IXe siècle).

#### Architecture byzantine

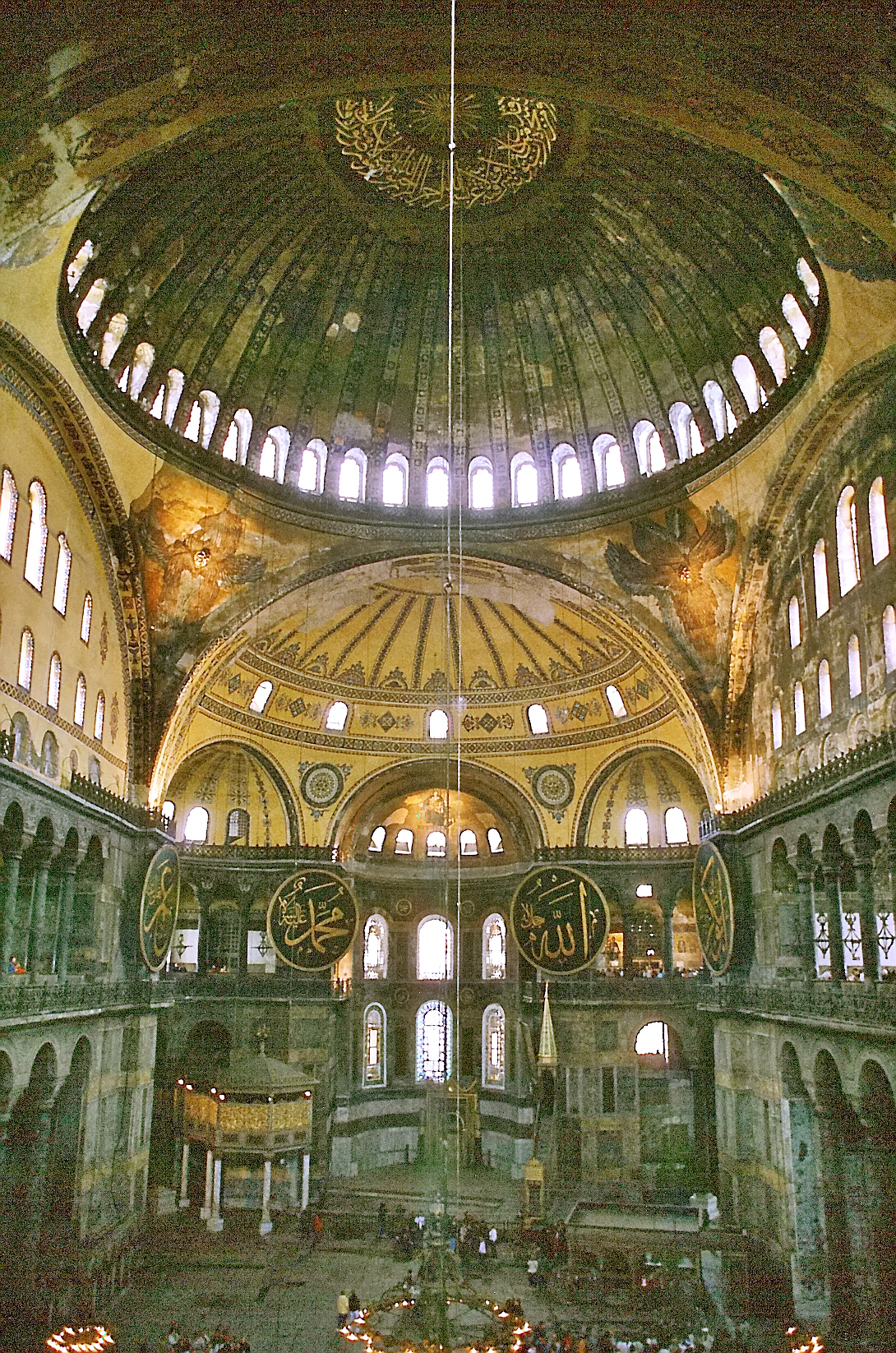
L'intérieur de la basilique Sainte-Sophie.

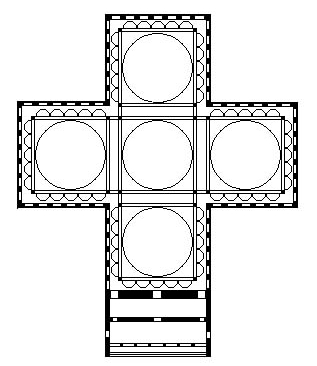
Plan centré en croix grecque à cinq coupoles de l'église des Saints-Apôtres de Constantinople, VIe siècle.

Il ne reste que peu de vestiges des constructions byzantines, en particulier laïques, ce qui contraste avec la vitalité de l'architecture byzantine en dehors de l'Empire. Elle n’est au début guère différente de l’architecture romaine. Constantinople est ainsi bâtie sur le modèle des cités romaines de l’époque, comprenant de grands bâtiments publics servant à accueillir une population urbaine nombreuse. Rapidement, le développement du culte chrétien entraîne la construction d’églises. Leur plan de construction est alors celui de la basilique, similaire aux temples antiques, en longueur. Néanmoins, il s'enrichit de plans de plus en plus complexes, avec le développement de l'église à plan centré. Le décor y est souvent très riche, comprenant des mosaïques aux décors géométriques pour le sol et à tonalité religieuse pour les murs et plafonds, des colonnes et des chapiteaux sculptés, avec un usage courant du marbre. Le règne de Justinien signe l’apogée de la création architecturale byzantine. L’empereur fait bâtir de nombreux bâtiments, civils, militaires et religieux aux quatre coins de son Empire en expansion. La basilique Saint-Vital de Ravenne recèle de trésors architecturaux par sa décoration, mais sa grande œuvre reste la basilique Sainte-Sophie. Par ses dimensions, sa coupole permise par les travaux des mathématiciens Isidore de Milet et Anthémius de Tralles et sa magnificence, elle est longtemps l'un des bâtiments majeurs de la chrétienté.

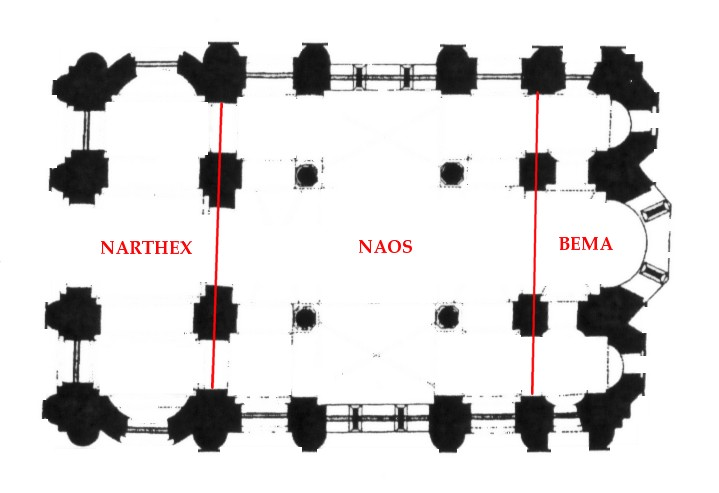
Plan de l'église à croix inscrite devenu le standard de l'architecture orthodoxe.

Par la suite, le rythme des constructions s’amenuise fortement. Les troubles politiques, les conquêtes extérieures et la chute de la population n’encouragent guère les bâtisseurs. Beaucoup de villages ou de petites villes n’ont pas résisté à l’épreuve du temps et les découvertes archéologiques trop parcellaires ne permettent pas toujours de se faire une idée précise des constructions dans les villages et les petites villes. Si la Renaissance macédonienne concorde avec une reprise des constructions, il est difficile de parler d’un véritable renouveau architectural. En revanche, l’architecture religieuse connaît un changement profond avec l’adoption du plan à croix inscrite. Les églises, plus petites, sont de forme carrée et comprennent systématiquement une coupole. Avec cette forme, le fidèle est dès son entrée enveloppé dans une atmosphère sacrée. Ce modèle prospère rapidement pour devenir le standard des églises orthodoxes encore aujourd’hui. Des empereurs comme Basile Ier le Macédonien impulsent une dynamique de construction avec, par exemple, la Nea Ekklesia. Néanmoins, à Constantinople, il s’agit surtout de restaurer les bâtiments existants même si le développement du quartier des Blachernes est une transformation d’envergure puisqu’il devient de plus en plus le lieu de résidence des empereurs. Dans l'ensemble, à l'image du mouvement global qui traverse l'art sous les Macédoniens, l'inspiration vient largement de l'époque primitive de l'Empire byzantin avec une volonté d'imiter, sans les égaler par leur ampleur, les constructions de Justinien Ier. Ce sont les monastères qui connaissent une réelle prospérité, soutenus parfois par des initiatives privées. Dans la période finale de l’Empire byzantin, on note une dispersion des centres architecturaux. Constantinople sombre dans une dépopulation forte, mais des régions plus dynamiques connaissent des constructions comme le despotat d'Épire ; la cité de Mistra et l’église des Saints-Apôtres de Thessalonique sont caractéristiques de cette architecture tardive.

Architecture byzantine
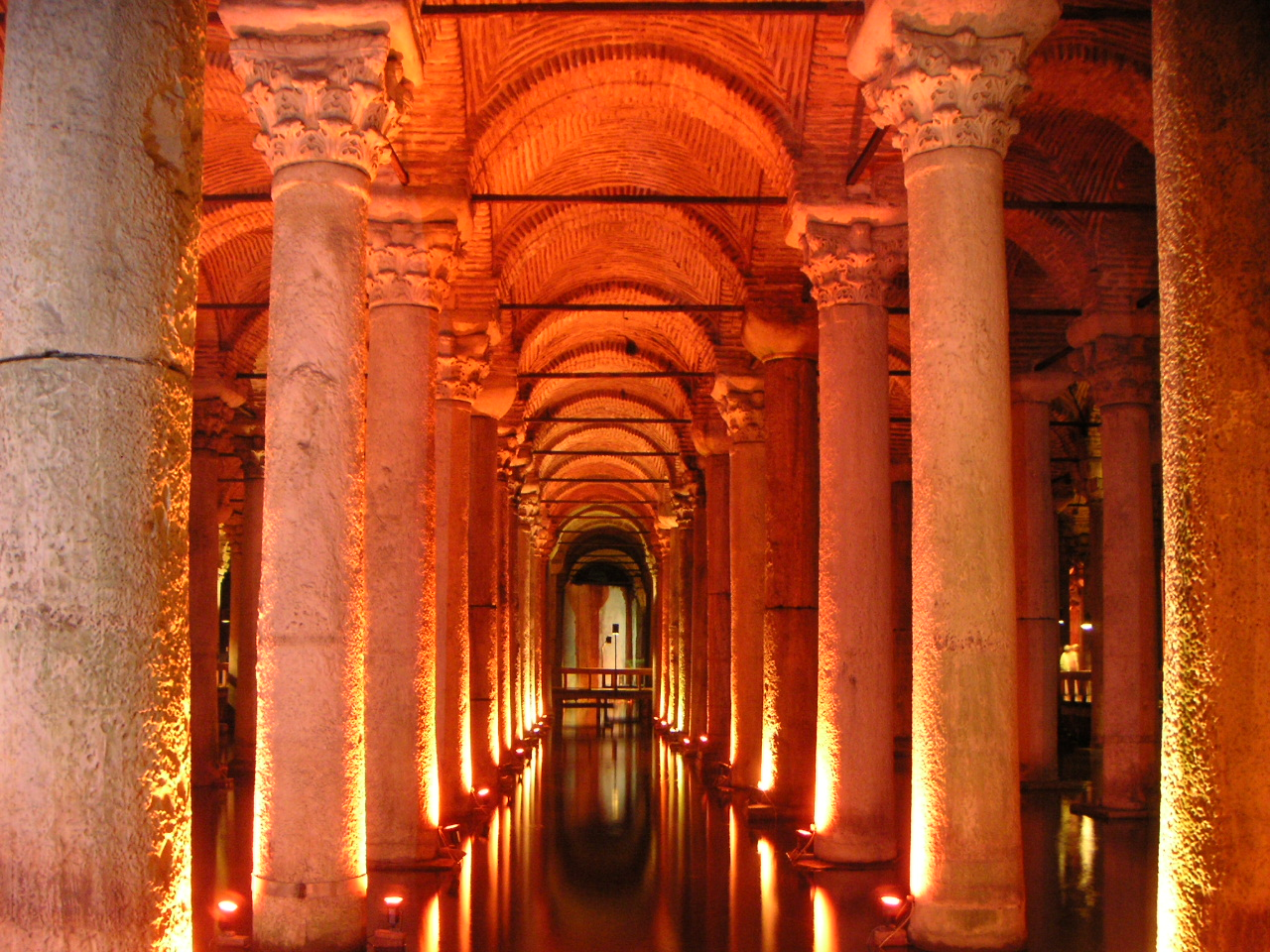
Le Palais submergé de Constantinople (VIe siècle).
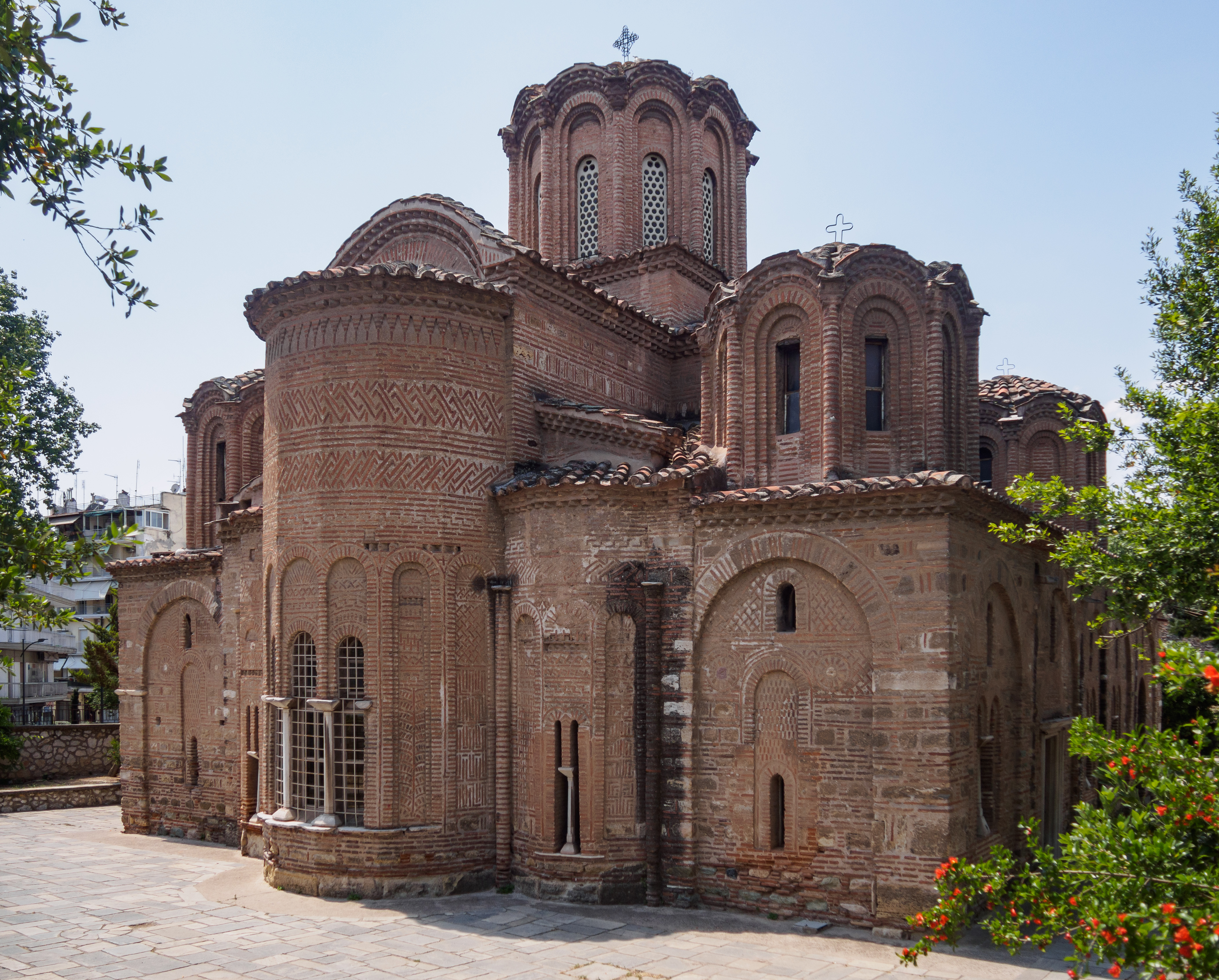
L'église des Saints-Apôtres de Thessalonique (XIVe siècle).
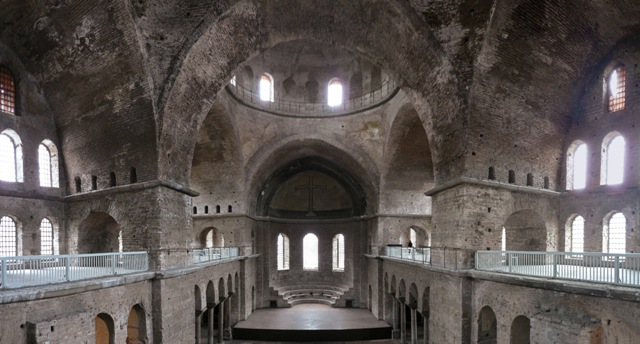
L'église Sainte-Irène de Constantinople (VIe siècle).
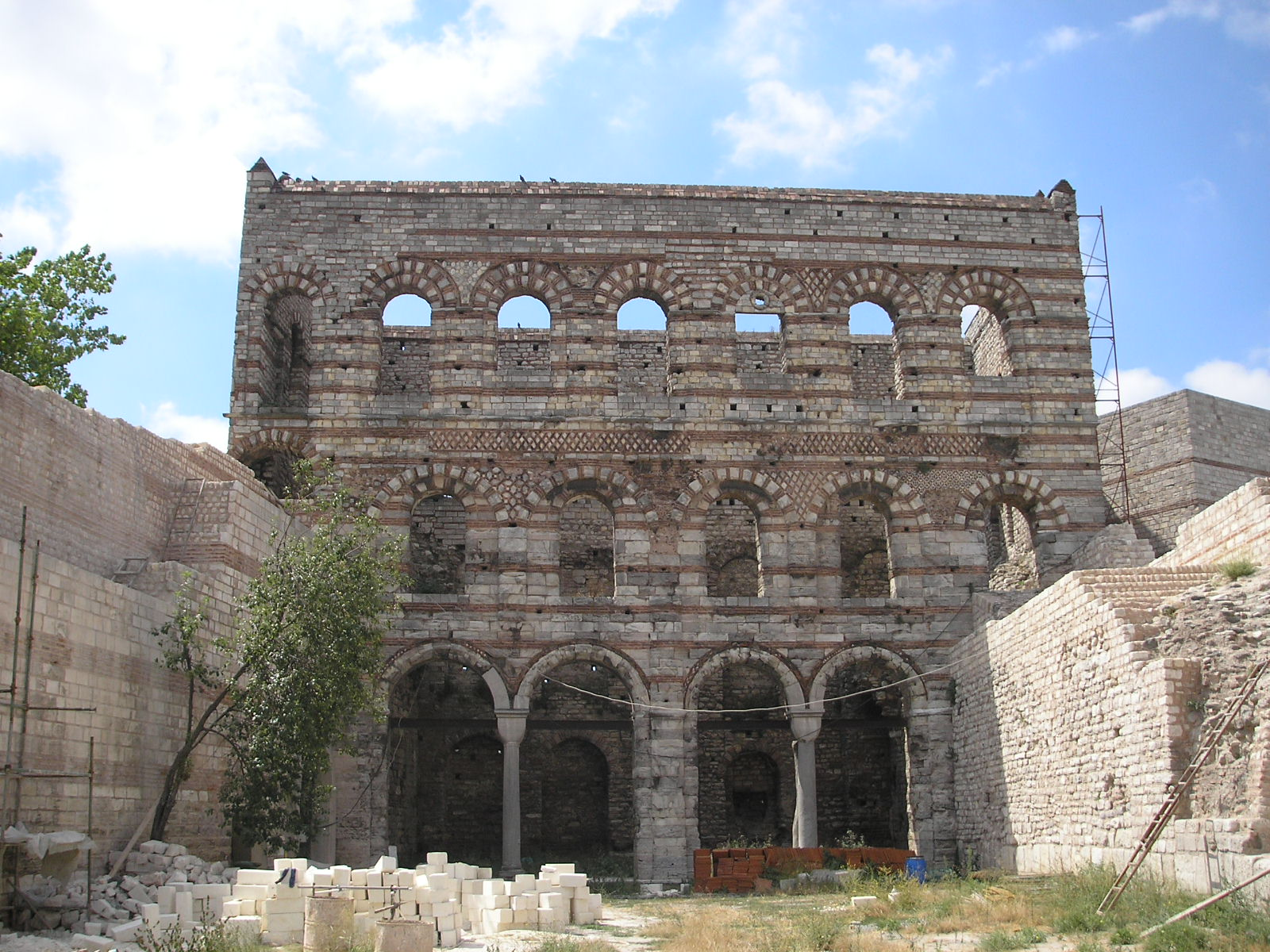
Le palais du Porphyrogénète (XIIIe siècle), l'un des rares bâtiments civils à avoir survécu.
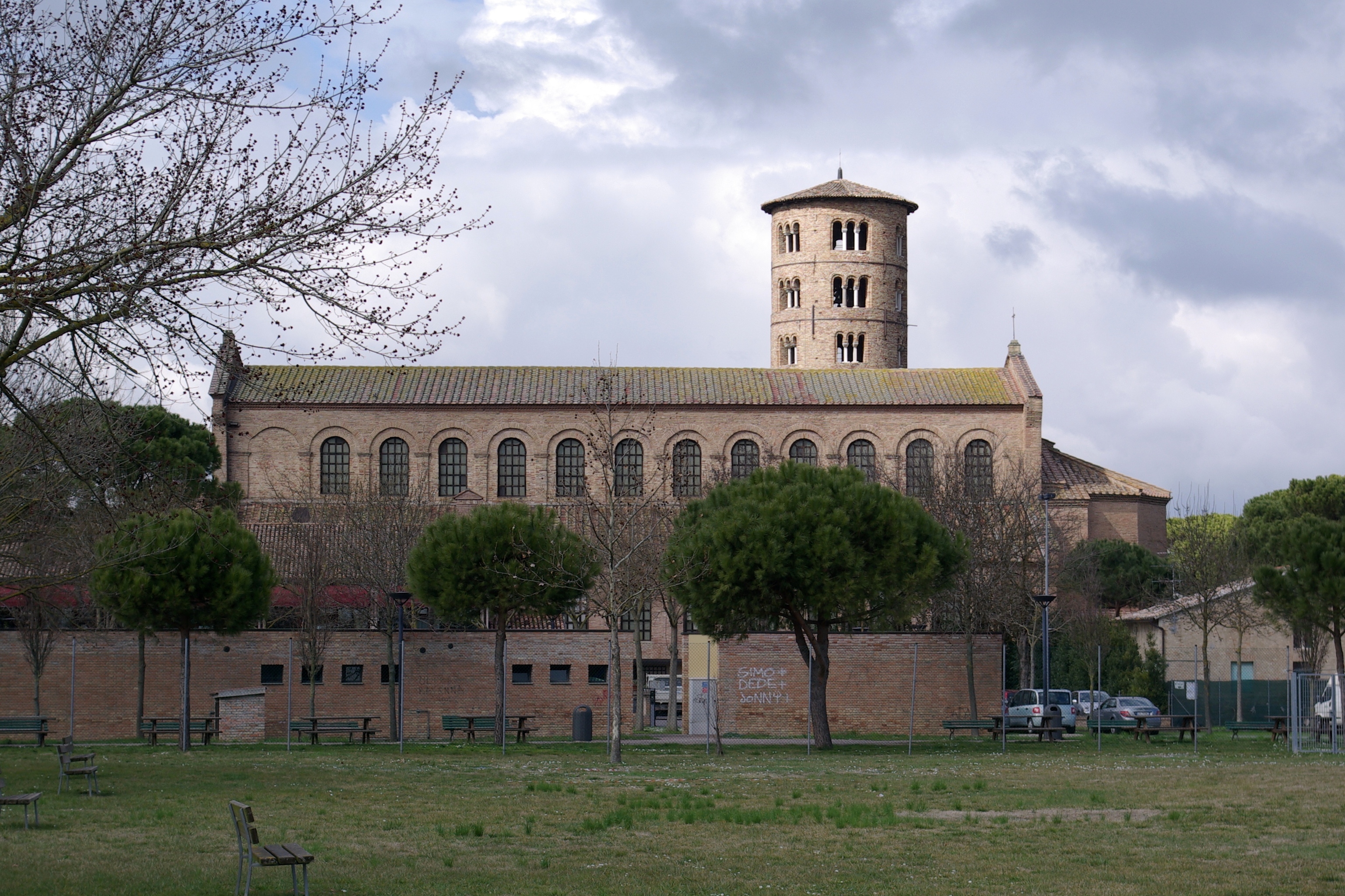
Vue extérieure de la basilique Saint-Apollinaire in Classe (VIe siècle) de Ravenne.

L’art byzantin et l'architecture en particulier a largement débordé des frontières de l’Empire pour inspirer les architectes voisins. Le monde orthodoxe en général a repris les plans des églises byzantines qui se sont répandus dans le monde slave influencé par Byzance. En Orient aussi, les premières constructions islamiques empruntent parfois à la tradition byzantine primitive. La grande mosquée des Omeyyades de Damas ou le Dôme du Rocher de Jérusalem avec son vaste dôme en sont les meilleurs exemples. Au-delà, en Italie, Venise, qui a un temps été sous l’orbite impériale, s’est inspirée de l’architecture byzantine avec la basilique Saint-Marc, bâtie selon le modèle de l’église des Saints-Apôtres de Constantinople. En Italie du Sud et en Sicile en particulier, l’héritage byzantin se mélange avec les influences arabes et normandes pour déboucher sur un syncrétisme original.

L'architecture byzantine hors de Byzance
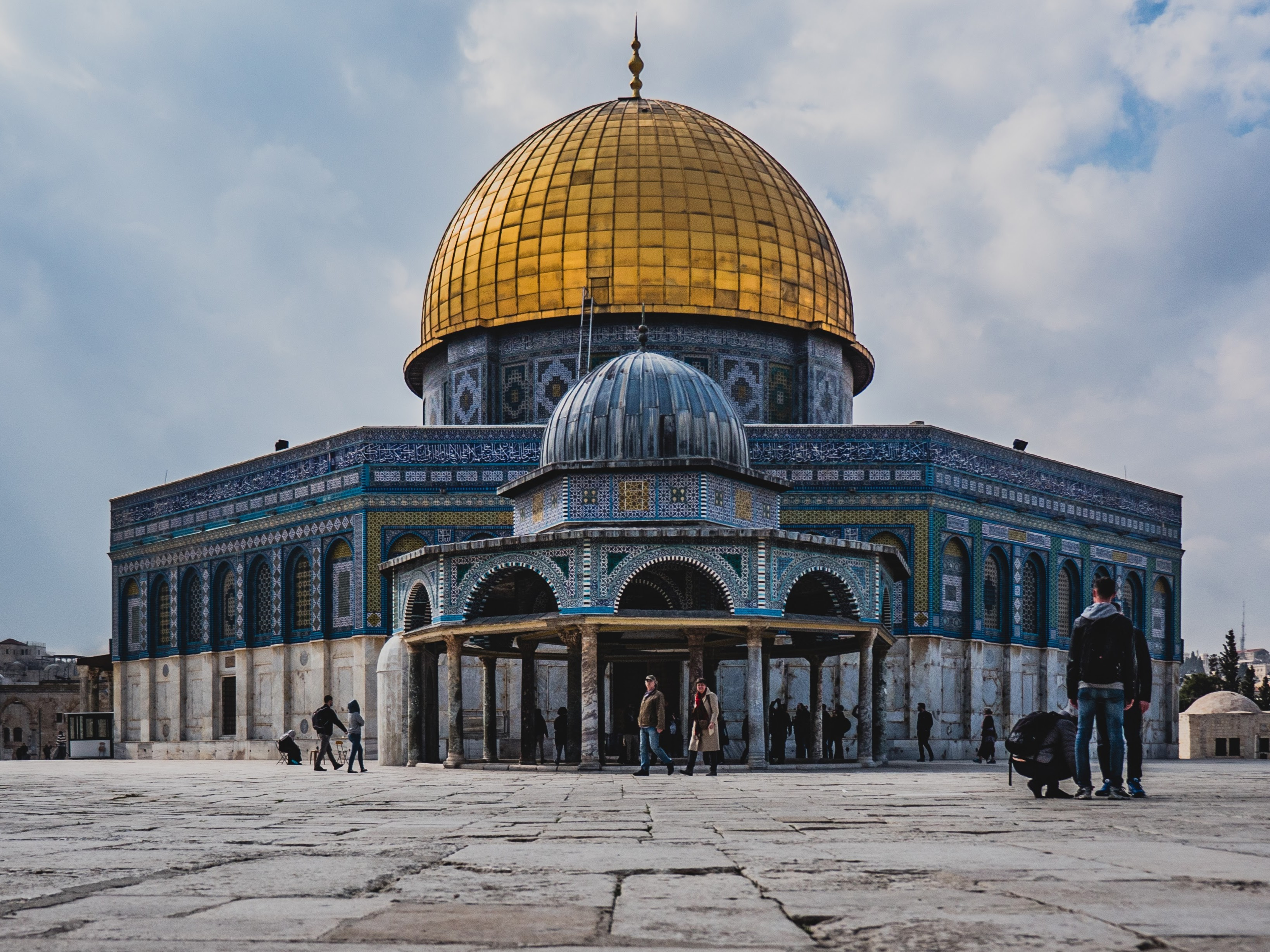
Le dôme du Rocher à Jérusalem.
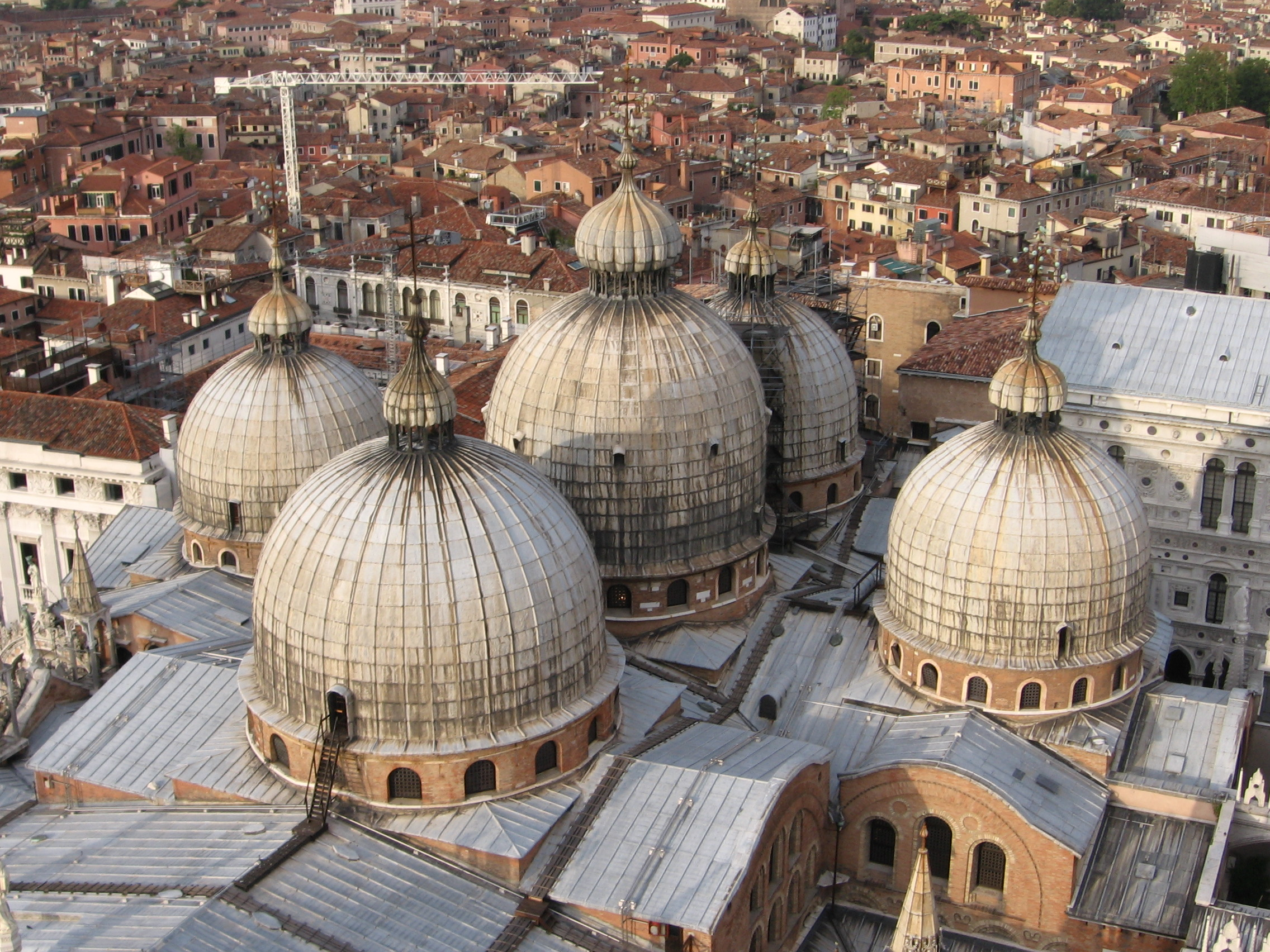
La basilique Saint-Marc de Venise.
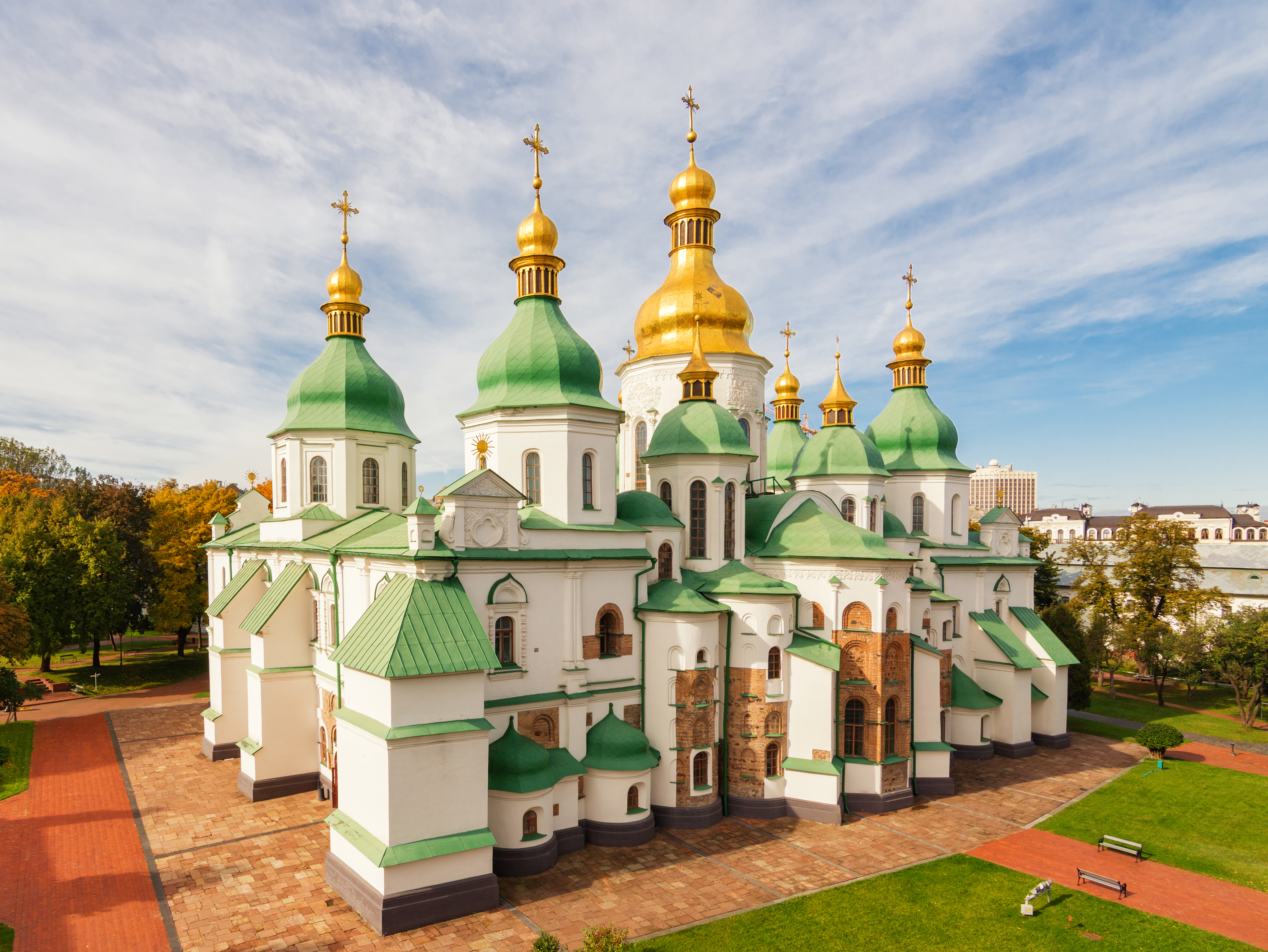
La cathédrale Sainte-Sophie de Kiev.
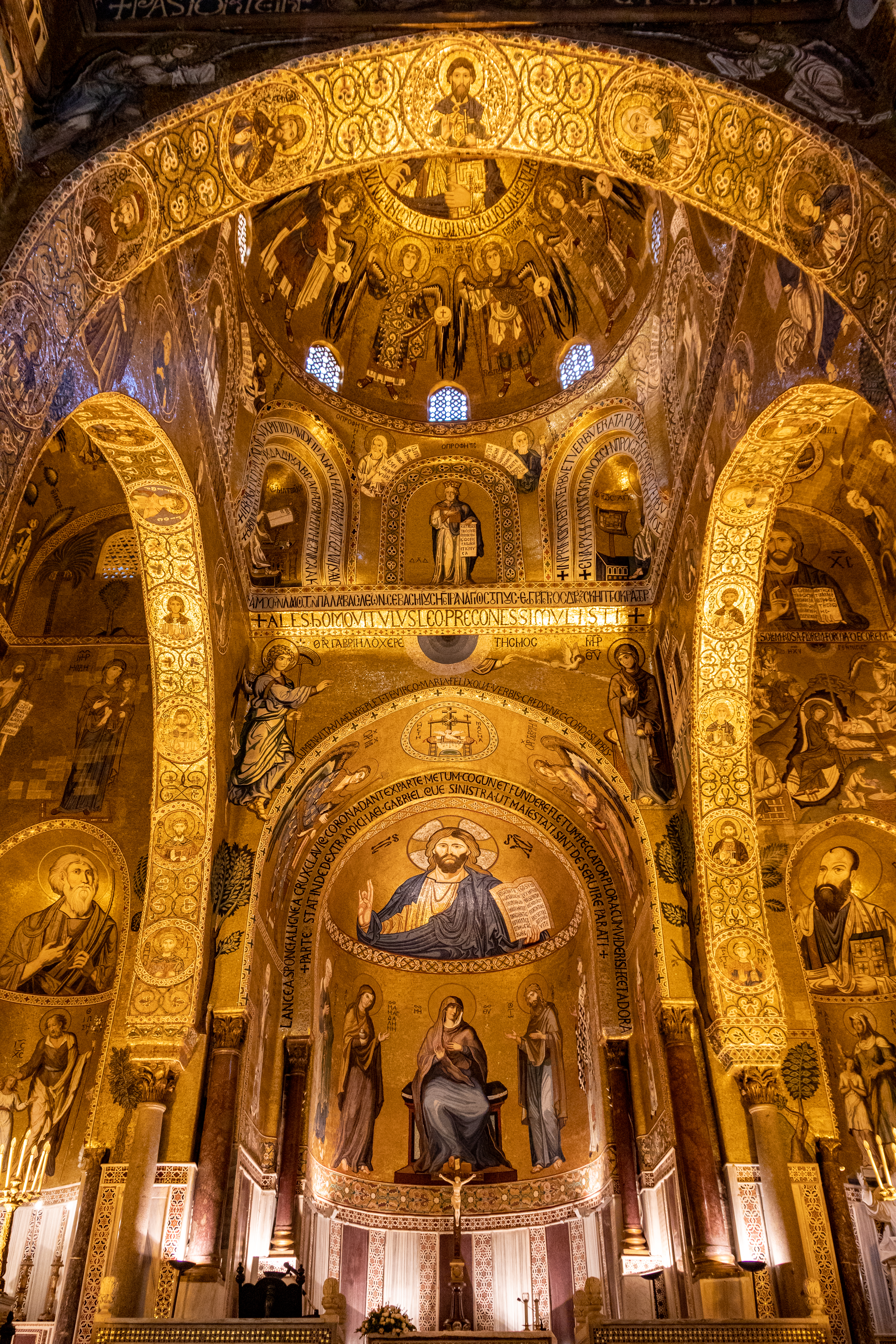
La chapelle palatine de Palerme mélangeant influences arabes, normandes et byzantines.

### Vie intellectuelle byzantine

#### Enseignement

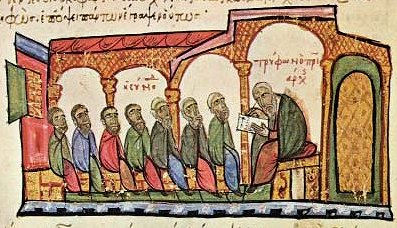
Miniature du XIe siècle conservée au musée de Thessalonique représentant une activité d'enseignement.

L’enseignement est un des aspects les mieux préservés de l’origine antique de l’Empire byzantin puisqu’elle est issue de la paideia de la Grèce antique. La propaideia assure une instruction de base à de larges couches de la population, au travers d’un enseignement primaire de quelques années (de six à neuf ans), dispensé jusque dans les petits villages, qui garantit une maîtrise minimale de l’écriture et de la lecture. La maîtrise des lettres est donc plutôt bien répandue, car même si l’enseignement est payant, le prix est loin d’être rédhibitoire pour un grand nombre de familles. En dépit de cette importance donnée à l’enseignement, le métier d’enseignement est peu considéré socialement. D'abord laïc, l'influence de l'Église sur l'instruction s'accroît au fur et à mesure des siècles, en particulier sous Alexis Ier Comnène.
L’enseignement secondaire, la paideia, est plus élitiste et se concentre majoritairement à Constantinople. Les matières y sont plus variées, reposant sur le trivium (grammaire, rhétorique et poésie) et le quadrivium (arithmétique, géométrie, astronomie et musique). Enfin, l’enseignement supérieur est moins structuré. Là encore, Constantinople jouit d’un poids écrasant même si des villes moyen-orientales parviennent à maintenir des universités dans les premiers siècles. Au IXe siècle, la création de la Magnaure, sorte d’université attenante au Grand Palais, se place dans le cadre d’un regain d’activité culturelle au sein de l’Empire. Si elle ne dure pas dans le temps, diverses institutions proposant des enseignements supérieurs existent ponctuellement dans la capitale impériale jusqu’à sa chute.

#### Vie intellectuelle et littérature

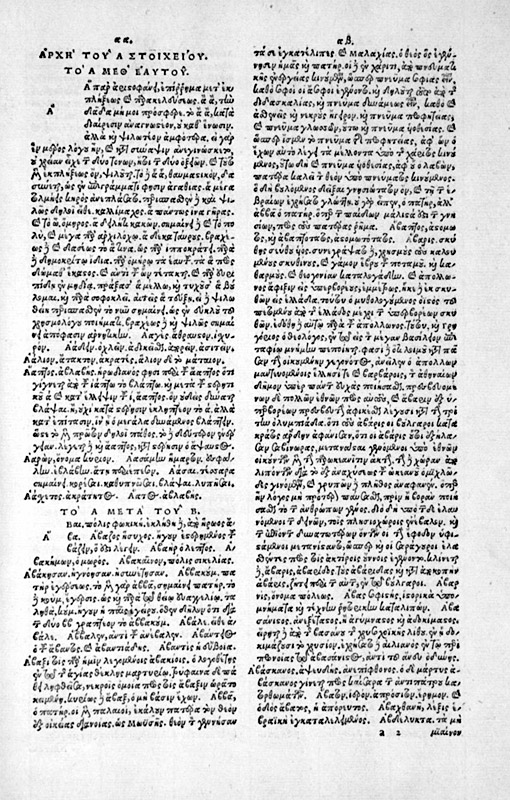
Première page de la Souda dans une édition du XVIe siècle.

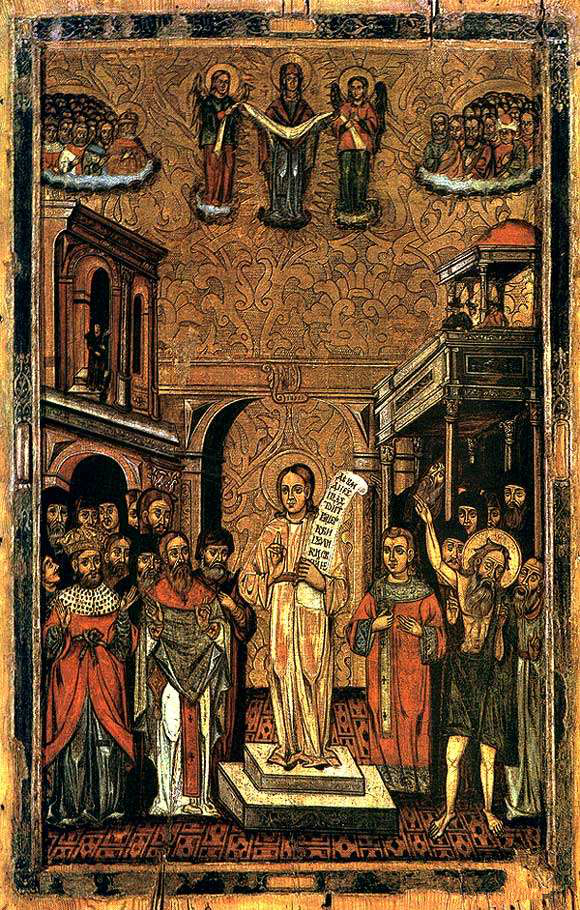
Icône de Saint Romain le Mélode, Biélorussie, 1649.

La littérature byzantine puise ses origines dans la tradition littéraire gréco-romaine, à laquelle s’ajoute l’influence forte du christianisme. Celle-ci se retrouve dans la popularité de l’hagiographie, un style qui célèbre la vertu d’un saint. Si quelques auteurs écrivent en latin dans les premiers siècles (tel Corippe), c’est le grec littéraire, la koinè, qui prédomine très largement, même si des écrits incorporent un langage plus familier. Parmi les principaux genres qui prédominent, la rhétorique occupe une place centrale. L’influence de la Grèce antique se ressent, de même que la rareté des livres. Les écrits sont d’abord faits pour être déclamés. D’autres genres populaires sous la Grèce antique sont en revanche plus rares comme l’épopée (le Digénis Akritas est une rare exception) ou le théâtre, considéré comme immoral sauf sous un format religieux. Le roman et la satire, un temps délaissés, reprennent de l'importance à partir du XIIe siècle avec, par exemple, Théodore Prodrome. Quant à la poésie, si elle est un pilier de l'enseignement en raison de ses liens avec la rhétorique, elle est avant tout destinée à être chantée lors d’événements religieux. Ces hymnes sont principalement écrits par des hommes d’église comme Romain le Mélode. Une poésie profane se maintient néanmoins, prenant des formes diverses, en particulier sous l'influence de l'occupation latine au XIIIe siècle. L'épigramme est aussi un genre plébiscité par les Byzantins, prenant souvent la forme de courts vers satiriques ou encore de devinettes.
L’enseignement d’une partie importante de la population contribue à un important renouvellement des auteurs. Les écrivains sont présents à toutes les époques, même si la période centrale allant du VIIe siècle au IXe siècle connaît une raréfaction des grands écrivains jusqu’à la Renaissance macédonienne. Cette période, qualifiée parfois d’âge obscur, correspond aux bouleversements internes et externes auxquels est confrontée Byzance et à la perte de foyers d'intense activité culturelle au Proche-Orient et en Égypte.

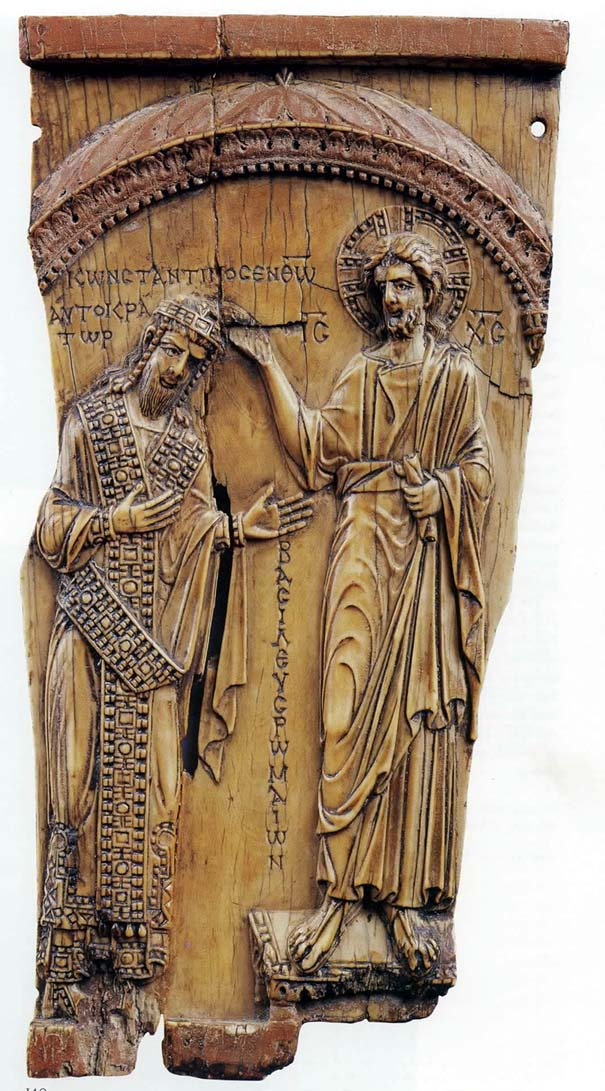
Icône en ivoire conservée au Musée des Beaux-Arts Pouchkine représentant le couronnement de Constantin VII Porphyrogénète par le Christ.

Entre la littérature et l’écrit historique, la différence est mince. Beaucoup de chroniqueurs byzantins reprennent le style et la manière de percevoir l'histoire des grandes figures de la Grèce antique comme Thucydide, mais ils sont aussi de fervents partisans des chroniques universelles à la tonalité religieuse marquée,. Chaque siècle de l’histoire byzantine connaît au moins un grand historien, permettant d’avoir un aperçu relativement aisé des événements qui se succèdent. Beaucoup sont proches des plus hautes sphères du pouvoir et affectionnent une description des événements politiques qui rythment l'existence de Byzance. Parmi les historiens les plus marquants figurent Procope de Césarée, Théophane le Confesseur, Anne Comnène, Georges Pachymère ou encore Jean VI Cantacuzène. L'empereur Constantin VII Porphyrogénète est une figure cardinale de la culture littéraire byzantine par le soutien qu'il lui apporte et par ses propres contributions comme le Livre des Cérémonies sur le cérémonial aulique byzantin ou encore le De administrando Imperio à propos du bon gouvernement de l'Empire, impulsant la Renaissance macédonienne. Au-delà de l'histoire, les encyclopédistes ont aussi été de grandes figures de la littérature byzantine. La Souda rédigée à la fin Xe siècle est un recueil de références d'une grande richesse sur la Grèce antique et la Bibliothèque du patriarche Photios commente de nombreuses œuvres littéraires de l'Antiquité. Ces exemples démontrent l'intérêt qui a toujours été porté aux références classiques dans lesquelles puise la culture byzantine. Plus largement, cette préservation des manuscrits antiques, leur reprise et les commentaires qu'y ajoutent les érudits byzantins assurent une continuité fondamentale de la culture antique tout au long du Moyen Âge. Quand ces travaux sont découverts en Europe, ils favorisent largement le réveil de la culture classique qu'est la Renaissance.

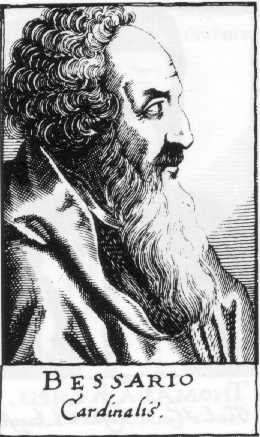
Bessarion, un des plus célèbres représentants de l'humanisme byzantin, et relais vers le Quattrocento italien.

Après le XIIIe siècle, la vie culturelle byzantine échappe au phénomène de déclin qui frappe l'Empire. Plusieurs intellectuels marquent de leur empreinte cette époque où le pouvoir politique joue bien souvent le rôle de protecteur des arts et des lettres. Les Vatatzès (qui occupent d'importantes fonctions du XIe siècle au XIVe siècle) soutiennent l'enseignement ; Nicéphore Blemmydès, qui étudie l'astronomie, la littérature, la philosophie ou bien la théologie, est l'incarnation de ce renouveau dans l'étude des textes antiques. Ce mouvement constitue une réaction face aux menaces qui se multiplient et à la crainte sans cesse plus grande d'une disparition de l'Empire, faisant de la recherche de ses racines antiques un refuge et un élément de fierté,,. Le retour aux origines paraît seul pouvoir sauver Byzance. Les Paléologue sont aussi des défenseurs de la culture. Andronic II Paléologue s'entoure de Nicéphore Choumnos, ou encore de Théodore Métochitès qui prend la tête du Mouseion (le Musée), sorte d'université. Tout au long du XIVe siècle, cette ultime renaissance intellectuelle commence à traverser les frontières byzantines toujours plus réduites. La philosophie grecque y est l'objet d'un intérêt renouvelé avec les traductions de Démétrios Kydones. Les travaux de Gémiste Pléthon, au-delà de simples commentaires ou traductions, sont empreints d'une profonde originalité ; tenant d'une filiation entre la Grèce antique et l'Empire byzantin moderne, il appelle à un retour au programme politique de Platon. En Europe, les voyages des empereurs à la recherche de secours permettent à des intellectuels de premier plan d'être des ambassadeurs de Byzance. Manuel Chrysoloras ou Jean Bessarion sont les meilleurs exemples de ces érudits qui se réfugient en Italie et y diffusent leur savoir ainsi que la connaissance du grec, indispensable à la compréhension des textes antiques,.

#### Sciences et médecine

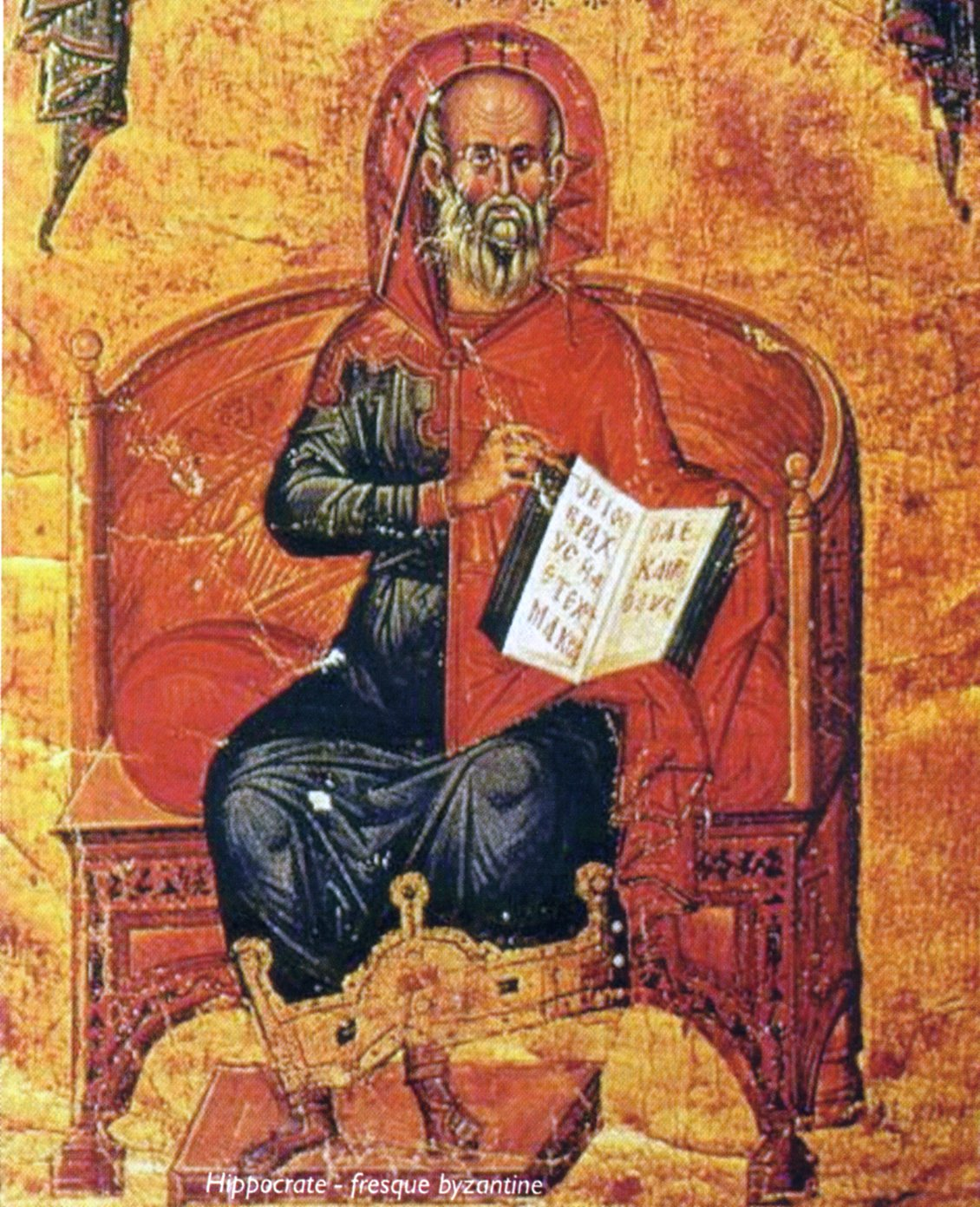
Hippocrate : manuscrit du XIVe siècle. BnF Gr.2144.

Les écrits de l'Antiquité classique n'ont jamais cessé d'être enseignés à Byzance. Par conséquent, la science byzantine à chaque période est étroitement liée à la philosophie antique et à la métaphysique. À diverses reprises, les Byzantins font preuve de leur maîtrise dans l'application des sciences avec de magnifiques réalisations (notamment dans la construction de Sainte-Sophie par les architectes Anthémius de Tralles et Isidore de Milet). L'invention du feu grégeois par Callinicus est une autre innovation byzantine devenue célèbre. Après le VIe siècle, les scientifiques byzantins font quelques nouvelles contributions à la science en matière de développement de nouvelles théories ou de l'extension des idées d'auteurs classiques,. Ils ont pris du retard pendant les années noires de la peste et les conquêtes arabes, mais lors de ce que l'on a appelé « Renaissance byzantine » à la fin du premier millénaire byzantin, ils intègrent l'évolution scientifique des Arabes et des Perses, dont ils deviennent des experts, en particulier en astronomie et en mathématiques. Les sciences retrouvent un certain éclat à l'époque des Paléologues avec l'introduction des chiffres arabes par Maxime Planude ou l'étude de l'astronomie. L'empire de Trébizonde est alors un lieu important de la vie scientifique dans le monde byzantin.
La médecine peut s’appuyer sur les traités classiques d’Hippocrate et de Galien ; de nouveaux recueils sont écrits, enrichissant les connaissances médicales. Au VIIe siècle, Paul d'Égine rédige un traité médical qui sert de référence plusieurs siècles tant pour la médecine arabe qu’en Europe occidentale. À l’image d’autres domaines culturels, l’Empire byzantin contribue donc à la préservation, à la complétude et à la transmission des connaissances antiques. L’hygiène est une préoccupation importante des Byzantins, directement héritée du souci de l'entretien du corps des Romains. Les plus grandes villes, dont Constantinople et Thessalonique, comprennent des institutions que l’on pourrait qualifier d’hôpitaux ou de dispensaires. Des bains sont régulièrement entretenus et ouverts au plus grand nombre, tandis que l'approvisionnement en eau est assuré par des aqueducs ou des réseaux d'égouts pour l'évacuation.

## Legs et postérité

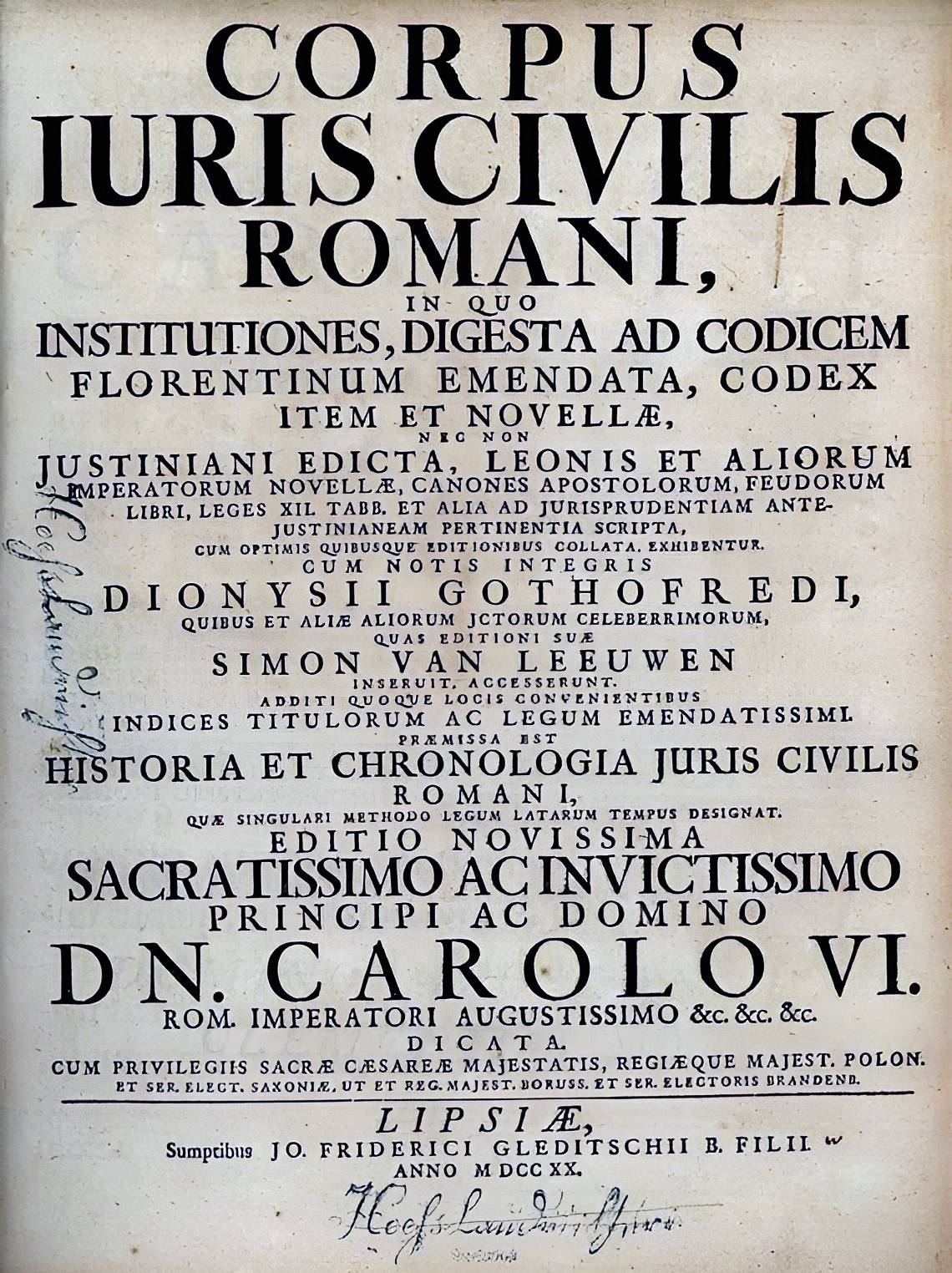
Page couverture du Corpus juris civilis, édition de 1583.

L’Empire byzantin a laissé un riche héritage du fait de sa longévité et de son influence, qu’elle soit politique, économique ou culturelle. L’art byzantin en est un des meilleurs exemples avec l’architecture et la peinture des pays orthodoxes, l’art des icônes, les chœurs orthodoxes, l’architecture vénitienne, et plus récemment, le courant de l'architecture néo-byzantine. Plus largement, Jean-Claude Cheynet parle d'un triple héritage : temporel avec l'Empire ottoman, spirituel au travers du christianisme orthodoxe et intellectuel avec la transmission du corpus intellectuel gréco-romain en Occident.
Le monde slave a été profondément pénétré du legs byzantin. Les peuples slaves du Sud, qui se sont établis dans les Balkans jusque dans le Péloponnèse (Ézérites, Mélinges), menaçant à plusieurs reprises Constantinople, sont aussi passés progressivement dans l’orbite de Byzance, notamment ceux dont les Sklavinies (duchés slaves gouvernées par des knèzes) ont été regroupées par les Proto-Bulgares au sein du Premier Empire bulgare. Le travail de conversion de Cyrille et Méthode, s’il n’a pas porté ses fruits dans une Moravie trop proche du monde germanique, a largement participé à l’évangélisation des Slaves du Sud et de l’Empire bulgare (864). Par la suite, Basile II obtient une victoire diplomatique par la conversion des Russes (989). Encore aujourd’hui, ces peuples qui ont constitué à une époque un « Commonwealth byzantin » pour reprendre les termes de Dimitri Obolensky, utilisent l’alphabet cyrillique issu du glagolitique de Cyrille et Méthode. La forme orthodoxe du christianisme a aussi été largement façonnée par le monde byzantin, à l’image du creuset spirituel que constitue l’ensemble monastique du Mont-Athos[réf. incomplète],. L’héritage byzantin a été un enjeu important dans le monde slave : à partir de la chute de Constantinople, la prétention de Moscou d’être la troisième Rome en est l’incarnation, puisqu’elle illustre l’idée, toujours présente au XVe siècle, de la nécessaire dyarchie entre une Église et un Empire,. Dans son célèbre ouvrage Byzance après Byzance, l'historien roumain Nicolae Iorga estime que la pensée politique byzantine, où religion et politique sont intimement mêlées, influence la vie des Balkans et les principautés roumaines jusqu'au XIXe siècle et l'irruption des idées modernes issues de la philosophie des Lumières et de la montée des nationalismes.

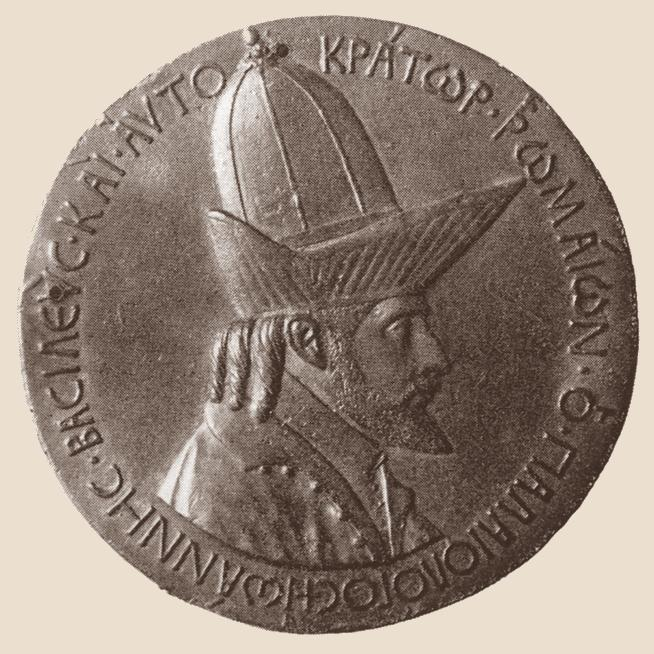
Médaille réalisée par Pisanello en 1438 à Florence, représentant Jean VIII Paléologue à l'occasion de sa venue en Italie.

La Grèce, plus encore que les autres pays orthodoxes, revendique une continuité avec la civilisation byzantine. La Grande Idée qui émane du nationalisme grec revendique une grande partie des terres de l’ancien Empire byzantin et la reconquête de Constantinople en a été un objectif fort jusqu'à la « Grande Catastrophe ».
En Europe occidentale, l’héritage byzantin est plus complexe à appréhender, car les querelles autour de l’héritage romain entre l’Occident franc et l’Orient grec, ont longtemps biaisé ou occulté la perception du monde byzantin. Le fossé qui s’est peu à peu creusé entre la chrétienté occidentale et la chrétienté orientale, culminant avec le choc de la quatrième croisade et l’impossibilité de réunifier la chrétienté, a laissé de profondes traces. L’apport byzantin au renouveau culturel européen, à travers par exemple l’Italie byzantine ou les lettrés byzantins établis en Italie médiévale, a joué un rôle important dans le développement de la Renaissance, et le droit codifié par Byzance a été largement repris par les États en formation en Europe, mais bien que cette influence soit connue des spécialistes, elle reste dans l’ombre. Même si la chute de Constantinople a frappé les imaginations sur le moment, elle a rapidement été intégrée dans la géopolitique européenne, au point que l’ancienne capitale byzantine, devenue ottomane, ne figure que rarement dans les listes de métropoles européennes, passées ou présentes. L’héritage byzantin est passé d’autant plus facilement à la trappe, que le mishellénisme avait donné en Occident, au mot « byzantin », une connotation péjorative : « qui ne présente ni objet ni intérêt réels, qui se perd en subtilité oiseuse ».
Le monde turc a des relations ambivalentes avec l’Empire byzantin, qui a toujours constitué un adversaire jusqu’à sa chute. Malgré son annihilation, Mehmed II a incorporé une partie de l’idéologie sous-tendant l’Empire byzantin. Pour mieux asseoir son pouvoir, le sultan ottoman s’inspire de la vision sacralisée qui entoure le basileus. Et pour mieux contrôler ses sujets chrétiens, il fait du patriarche grec de Constantinople le représentant devant lui de tous les chrétiens orthodoxes, quelles que soient leurs langues et origines, hérités eux aussi de l’Empire byzantin et donc dénommés Rum. Les Ottomans ont aussi adopté des technologies hydrauliques (comme les thermes, désormais « bains turcs »), navales et architecturales des Byzantins, l’écriture grecque (au début), ainsi que diverses influences juridiques, artistiques, musicales, culinaires ou autres qu’ils ont d’ailleurs assimilées, fait évoluer et diffusées. Même si leurs cloches ne sonnent plus et si seuls les chants des muezzins marquent désormais l’ambiance sonore, Constantinople et les autres cités byzantines (Salonique, Andrinople, Nicomédie, Nicée, Smyrne, Trébizonde, Icônion, Césarée, Sébastée…) ne tardent pas à retrouver leur splendeur antérieure : Constantinople devient la métropole à la « Sublime Porte », et, à Phanar, la culture et l’influence byzantine se perpétuent.
Un pan de l’héritage byzantin resté dans l’ombre est celui des Romaniotes (Ρωμανιώτες), ensemble juif de culture byzantine, issu du judaïsme hellénistique, qui a vécu autour de la Méditerranée orientale et de la mer Noire pendant plus de 2 400 ans. Son importance est méconnue tant par les byzantinologues que par les historiens du peuple hébreu. Vivant dans la sphère d’influence des académies talmudiques orientales, les Romaniotes déterminent pendant longtemps la Loi juive en fonction du Talmud de Jérusalem (alors que la majorité du monde juif a adopté le Talmud de Babylone,) et les apports culturels de leur diaspora à l’Europe occidentale (Italie, notamment à Venise ; Septimanie, notamment à Narbonne ; vallée du Rhin, notamment à Mayence) restent largement ignorés.

## Historiographie

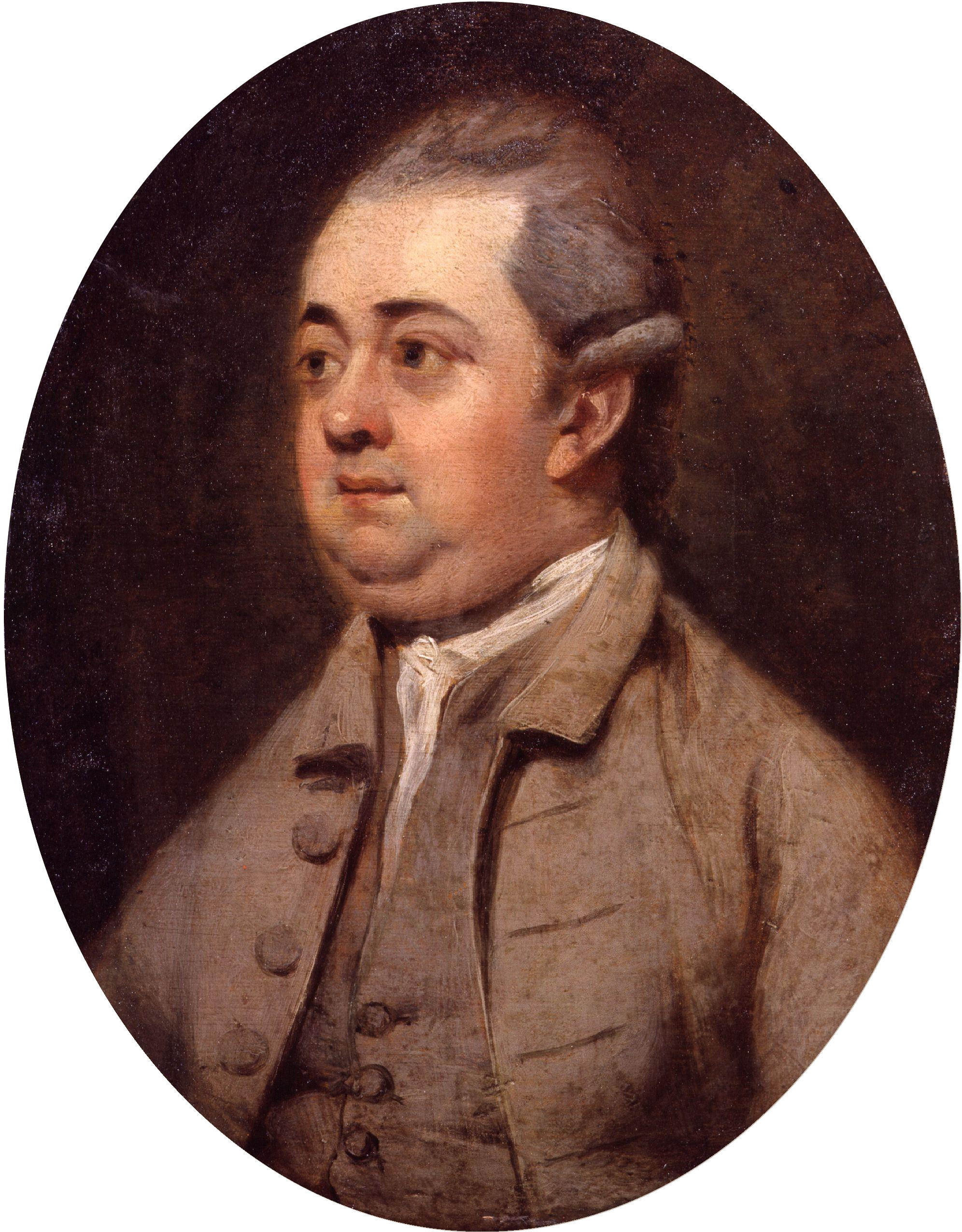
L'historien et homme politique Edward Gibbon peint par Henry Walton en 1773.

### Émergence des études byzantines
Les « études byzantines » apparaissent peu après la chute de l’Empire romain d’Orient. Le Corpus Byzantinæ Historiæ de Hieronymus Wolf (1516-1580) peut être considéré comme une étape fondatrice, avec l’adoption du qualificatif « Byzantins » pour les Romains d’Orient et leurs empereurs, qui eut pour effet de réserver le qualificatif « Romains » aux Empereurs germaniques détenteurs du titre d’Imperator Romanorum (« empereur des Romains ») décerné par le pape Léon III en 800 à Charlemagne,. Le renouveau des études gréco-latines englobe l’Empire d’Orient perçu comme le prolongement du monde antique, et la France se distingue par la richesse des études byzantines. Sous la monarchie absolue, le pouvoir royal entretient un intérêt vif pour cet Empire qui apparaît comme un modèle à suivre. Des historiens comme Du Cange (1610-1688) ou Labbe (1607-1667) font partie de ces précurseurs[réf. incomplète], le deuxième participant grandement à l’élaboration du Corpus Byzantinæ Historiæ (Byzantine du Louvre), vaste recueil de sources byzantines. Cet intérêt n’est pas sans arrière-pensées politiques, car Louis XIV n’hésite pas à se poser comme un héritier légitime du trône impérial de Constantinople en raison de l’occupation franque à l’époque de l’Empire latin de Constantinople.
À l’époque des Lumières, l’Empire byzantin fait l’objet de jugements souvent sévères et dépréciateurs. Edward Gibbon (1737-1794), connu pour son Histoire de la décadence et de la chute de l'Empire romain, vaste fresque de l’histoire romaine, y dépeint un empire décadent qui n’est que la pâle copie d’une Rome glorieuse et florissante. Cet ouvrage reconnu pour ses qualités littéraires a eu une influence considérable sur l'étude de l'Empire, vu au travers du prisme d'un long déclin. Montesquieu (1689-1755) ou Voltaire (1694-1778) ne tiennent pas un discours véritablement différent, empreint d'une vision décadente d'un Empire plus occupé par les querelles théologiques que par sa survie. Il n’est alors étudié qu’en comparaison avec l’Empire romain et son histoire devient celle d’une longue décrépitude, sans considération pour son originalité propre, ses innovations et ses apports. C'est à cette même époque qu'émerge le concept péjoratif de Bas-Empire pour qualifier la période à partir de laquelle l'Empire romain commence à décliner. Alors que l’absolutisme royal est de plus en plus dénoncé, l’Empire byzantin qui mêle religiosité du pouvoir et autocratie devient un modèle à combattre,,.

### Renouveau des études byzantines à partir duXIXesiècle

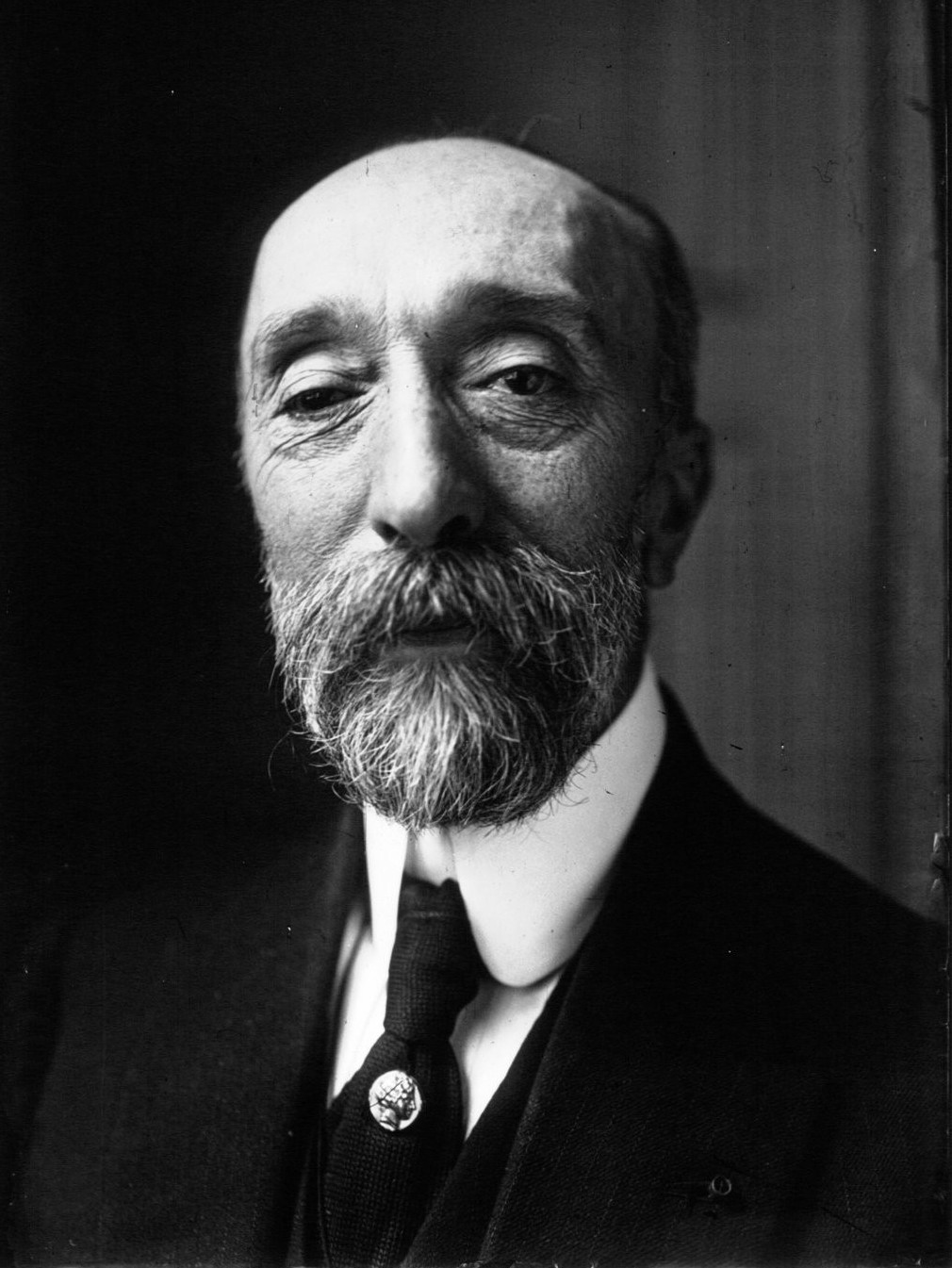
Photographie de Charles Diehl en 1922.

Le renouveau des études byzantines intervient au XIXe siècle, lorsque des historiens adoptent une position nouvelle consistant à contextualiser leurs études et à ne plus croire les sources secondaires sur parole, en les recoupant, vérifiant et comparant avec les sources primaires. En Allemagne, le droit romain codifié par l’Empire byzantin devient une porte d’entrée sur cette civilisation, de même que la philologie avec l’ouvrage fondateur de Karl Krumbacher Geschichte der byzantinischen Literatur (Histoire de la littérature byzantine) paru en 1892. Plus largement, l’essor de la science historique favorise le développement d’une analyse de plus en plus rigoureuse de l’époque byzantine, qui culmine en 1892 avec la fondation de la Byzantinische Zeitschrift par Krumbacher, une revue de référence sur la byzantinologie encore aujourd’hui. La Russie, en raison de ses liens profonds avec le monde byzantin, est aussi un pôle central de l’étude de l’Empire à partir de la deuxième moitié du XIXe siècle, avec l'apport de Vassili Vassilievski. En France, des historiens comme Charles Diehl ou Gustave Schlumberger participent d’une révision des jugements négatifs à l’égard de l’Empire byzantin, qui devient un objet d’étude digne d’intérêt en raison de l’originalité de sa civilisation. Ce renouveau se retrouve aussi dans les arts avec le succès de la pièce Théodora de Victorien Sardou ou encore les romans de Paul Adam,. Le Royaume-Uni n’échappe pas à ce mouvement avec l’œuvre de John Bagnell Bury, lequel refuse de distinguer l'histoire byzantine de l'histoire romaine.

### Structuration et enrichissement des études byzantines auXXesiècle

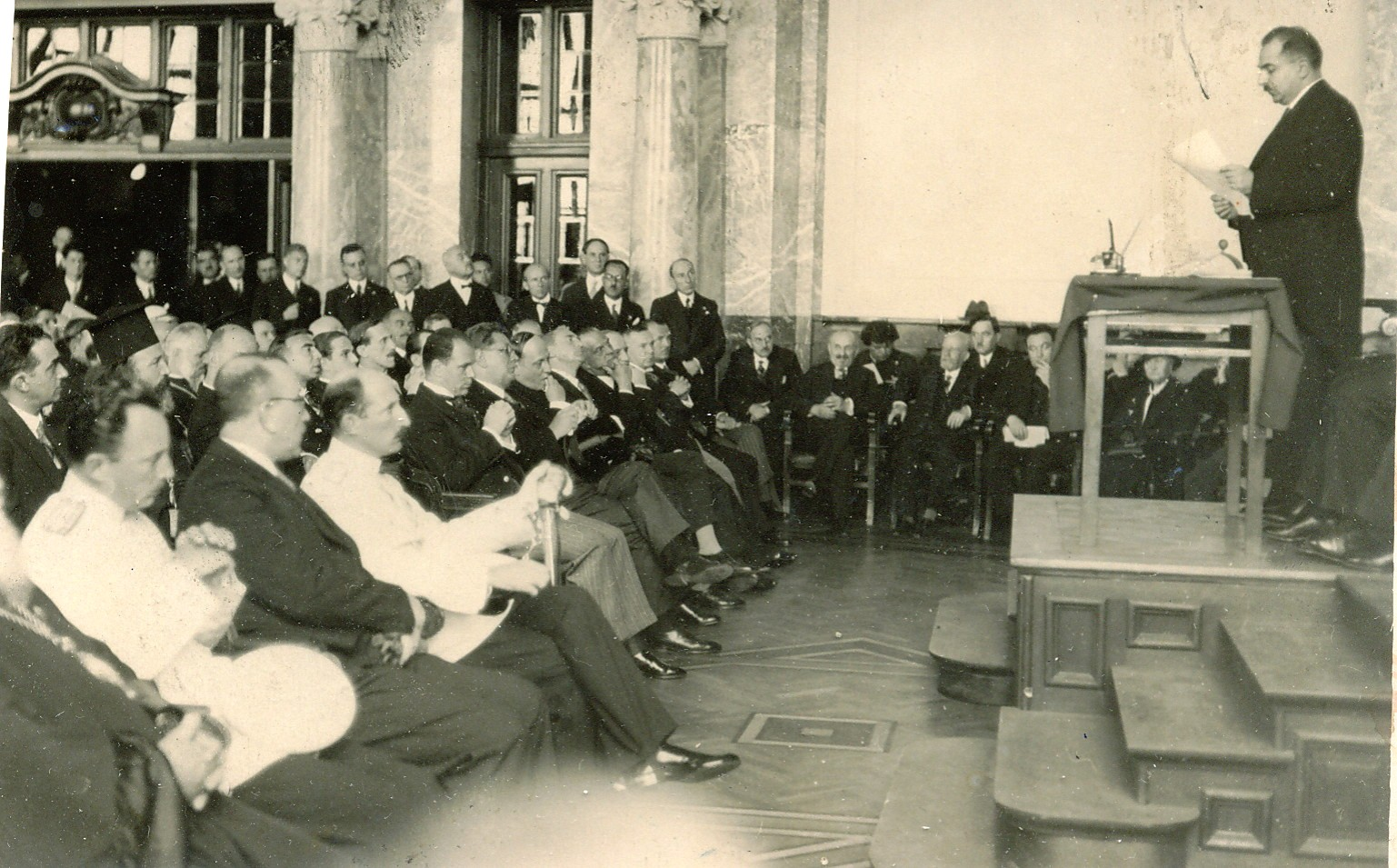
Séance d'ouverture du international des études byzantines dans l'amphithéâtre de l'université de Sofia, 9 septembre 1934.

Le XXe siècle voit une structuration accrue des études byzantines. En France, la revue Écho d'Orient, qui devient la Revue des études byzantines, toujours publiée, confirme l'ancrage de la byzantinologie dans le paysage de la science historique française. Paul Lemerle participe grandement à sa structuration au niveau national avec le Centre de recherche d'histoire et civilisation de Byzance en 1972, mais aussi international puisqu’il fonde l’Association internationale des études byzantines en 1949. Les Balkans et le monde slave en général participent largement aux études byzantines et la revue Byzantinoslavica apparaît à Prague en 1929. Le monde anglo-saxon devient de plus en plus incontournable avec la création de centres d'études aux États-Unis, en particulier la Dumbarton Oaks Research Library and Collection.
Au-delà de cette consolidation de la byzantinologie dans le paysage universitaire, les études s'enrichissent de perspectives variées. La première moitié du XXe siècle voit la domination d'une histoire événementielle faisant la part belle aux évolutions politiques. L'historien d'origine yougoslave Georg Ostrogorsky marque l’historiographie byzantine de son empreinte avec son Histoire de l'État byzantin dans lequel il développe le principe d'un État fort qui, durant la période mésobyzantine, peut se reposer sur une importante classe de paysans libres pour se rénover et s'étendre à nouveau. Plus largement, la question de l'évolution de la petite paysannerie et, parallèlement, de l'affirmation de la grande aristocratie a fait l'objet de profonds débats, se rattachant parfois à l'idée d'une féodalisation de l'Empire byzantin dont les structures étatiques perdent au fur et à mesure leurs compétences au profit de l'aristocratie. L'influence du marxisme n'y est pas complètement étrangère, favorisant la vision d'un asservissement des paysans à une classe dominante jusqu'aux travaux de Paul Lemerle qui ont remis en cause cette interprétation. La byzantinologie n'échappe pas au développement de l'école des Annales et, peu à peu, l'écriture de l'histoire byzantine met l'accent sur l'histoire des hommes, de leurs comportements et de leurs mentalités et non plus uniquement sur l'évolution des institutions. Cette perspective est symbolisée par Alexander Kazhdan avec des ouvrages comme Campagne et ville à Byzance (1960) ou People and Power in Byzantium (1982). Des études approfondies se portent alors sur la ruralité avec les ouvrages de Michel Kaplan ou sur les évolutions de l’aristocratie avec les travaux de Jean-Claude Cheynet par exemple. Cet enrichissement de la byzantinologie est aussi permis par l'exploitation de sources plus variées, allant des textes des historiens de l'époque, dont l'accessibilité est accrue par les traductions, à la numismatique mais aussi à la sigillographie,. D'autres textes comme les hagiographies ou les actes monastiques servent de plus en plus de supports pour compléter des perspectives historiques. Les études se diversifient, s'intéressant à la place des femmes dans le monde byzantin, des travaux sur les évolutions monétaires ou encore l'histoire économique. Un ouvrage comme The Economic History of Byzantium (L'Histoire économique de Byzance), publié en 2002 sous la direction d'Angelikí Laḯou, est devenu une référence en la matière, qualifiée d'événement scientifique de portée considérable par Michel Kaplan en raison de sa perspective globale sur l'économie byzantine et de sa volonté de traiter les grandes problématiques socio-économiques du monde byzantin.
La deuxième moitié du XXe siècle est aussi le théâtre d'une évolution dans la perception des liens entre le monde romain et le monde byzantin. Alors que la thèse du déclin du monde romain, du passage d'un Haut Empire à un Bas Empire puis à un effondrement de la civilisation romaine a longtemps influencé les études byzantines, parfois prisonnières de l'idée d'un Empire byzantin poursuivant cette décadence jusqu'en 1453, des travaux ont émergé qui contestent cette interprétation. La naissance du concept d'Antiquité tardive, développé entre autres par Peter Brown, réfutant le concept de rupture entre le monde antique et l'ère médiévale, favorise une vision plus positive de la période précédant et suivant le Ve siècle. Néanmoins, la byzantinologie reste marquée par la question de l'héritage romain. L'artificialité du terme « byzantin » illustre les problèmes de définition d'un monde qui ne s'est jamais considéré autrement que comme romain. Selon Averil Cameron, ce flou a contribué à un certain désintérêt des historiens pour l'époque byzantine en ne permettant pas de le situer précisément, tant sur ses limites temporelles (au moins pour sa création) que dans son identité profonde.

## Représentations de l'Empire byzantin

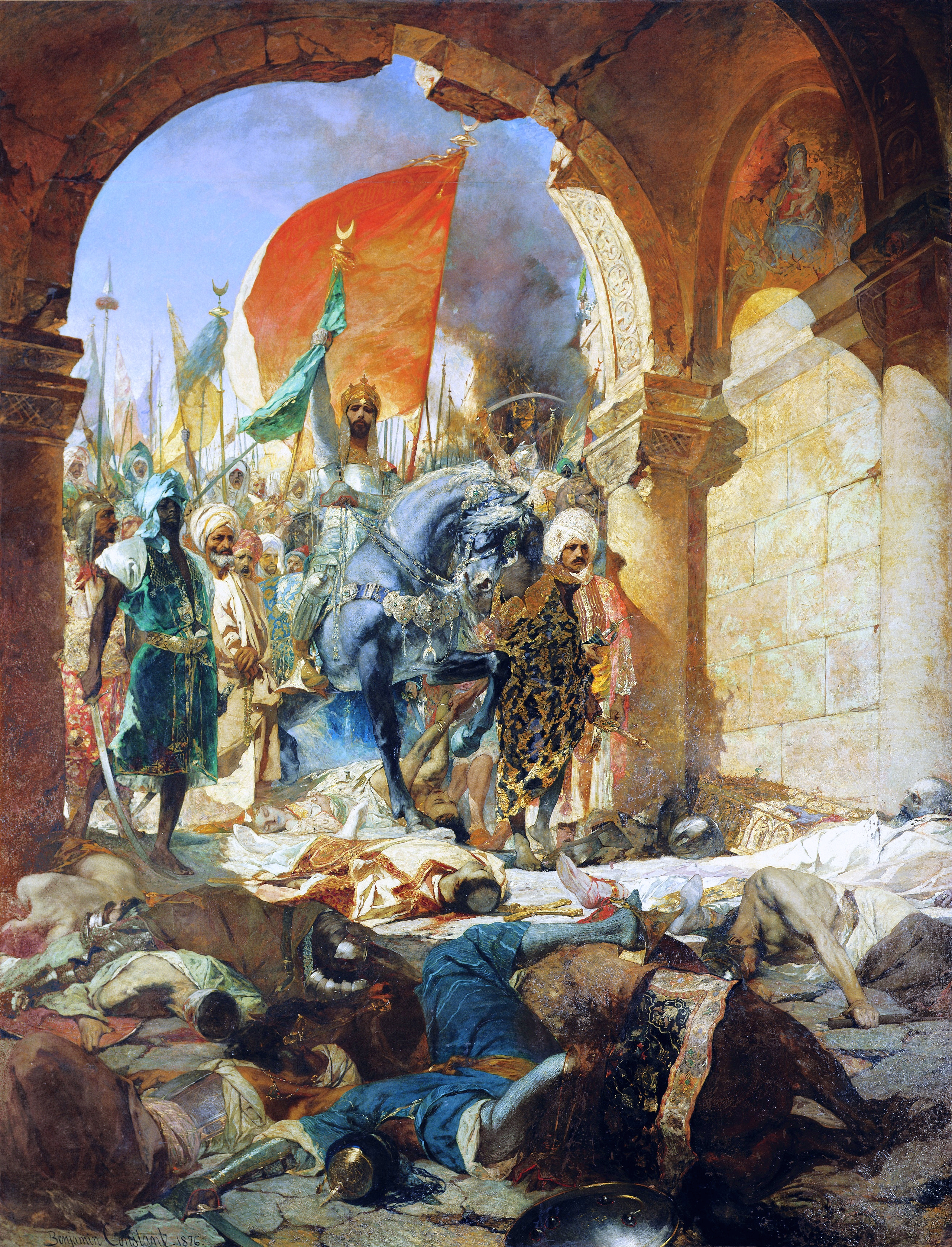
L'entrée de Mehmed II dans Constantinople peinte en 1876 par Benjamin-Constant (musée des Augustins de Toulouse).

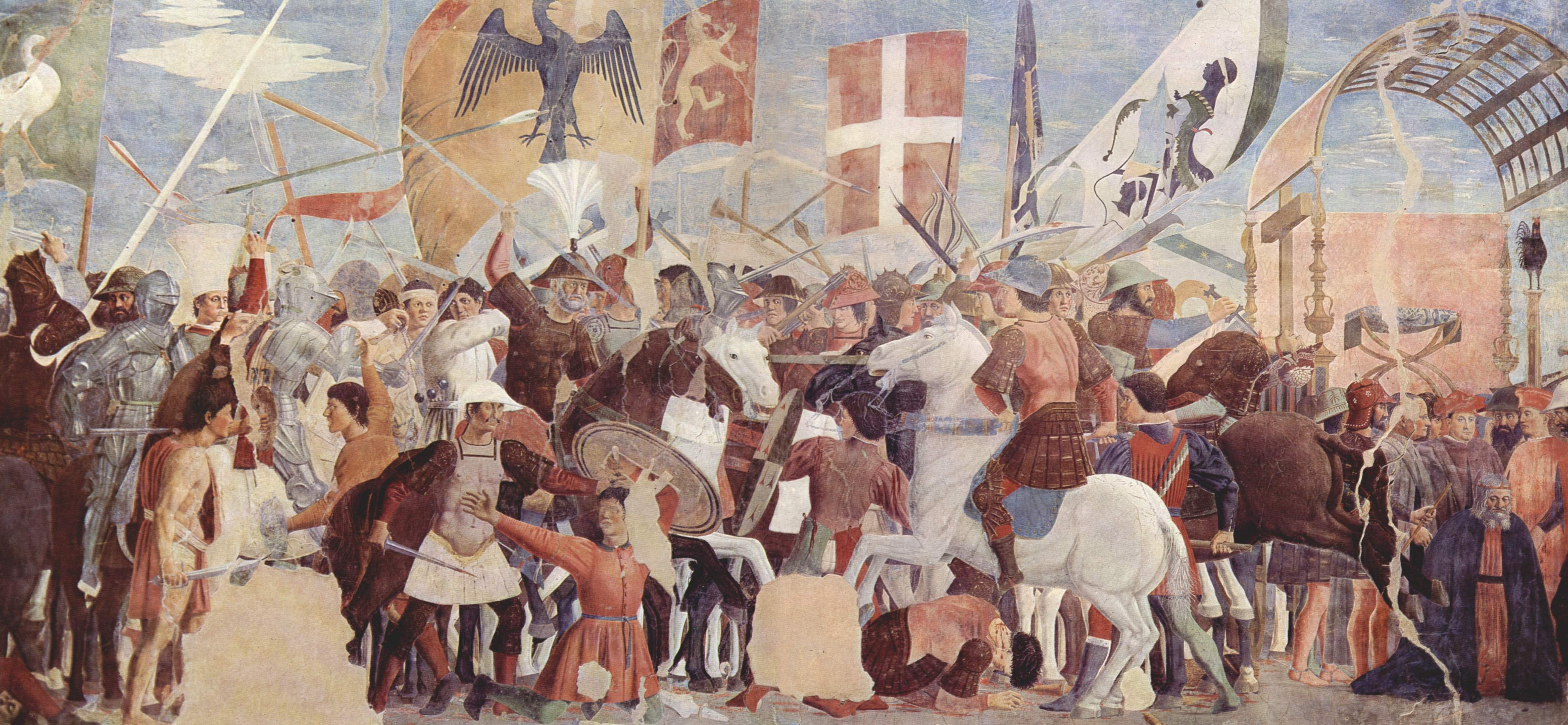
Fresque d'une bataille livrée entre Héraclius et Chosroès II, réalisée par Piero della Francesca.

L'Empire byzantin n'a pas autant inspiré les artistes que l'Antiquité ou l'Europe de l'Ouest médiévale, mais il est parfois évoqué dans les arts après le Moyen Âge. Dès les lendemains de la chute de Constantinople, le monde byzantin a pu constituer un cadre de représentation artistique, à l'image du roman de chevalerie Tirant le Blanc écrit par Joanot Martorell dans les années 1460, qui met en scène un chevalier fictif, Tirant le Blanc, que l'empereur de Constantinople charge de libérer la Grèce des Turcs, et qui accomplit toutes sortes d'exploits à son service. Le roman est notamment admiré par Miguel de Cervantes.
À l'époque classique, l'Empire byzantin est perçu comme un modèle à suivre pour l'absolutisme royal. Plusieurs œuvres de l'époque mettent en scène des récits inspirés de l'histoire byzantine, à l'image de la pièce de théâtre Héraclius de Pierre Corneille, tandis que Bélisaire est un thème régulièrement repris au théâtre (trois pièces entre 1642 et 1657). Dégradée depuis la séparation des Églises d'Orient et d'Occident, l'image du monde byzantin ne s'améliore pas avec l'émergence des Lumières, comme en témoignent les œuvres le prenant pour thème, souvent pour n'y voir que les excès de l'autocratie et de la théocratie. Voltaire consacre l'une de ses pièces de théâtre à l'histoire byzantine, Irène, dans laquelle il blâme le despotisme des empereurs. Le tableau de Jacques-Louis David, Bélisaire demandant l'aumône fait du général glorieux la victime de l'autoritarisme et de l'ingratitude de Justinien Ier, figure d'un absolutisme royal de plus en plus contesté,. Jusqu'à la fin du XIXe siècle, Byzance y est souvent fortement dénoncé comme un exemple de tyrannie et de décadence.

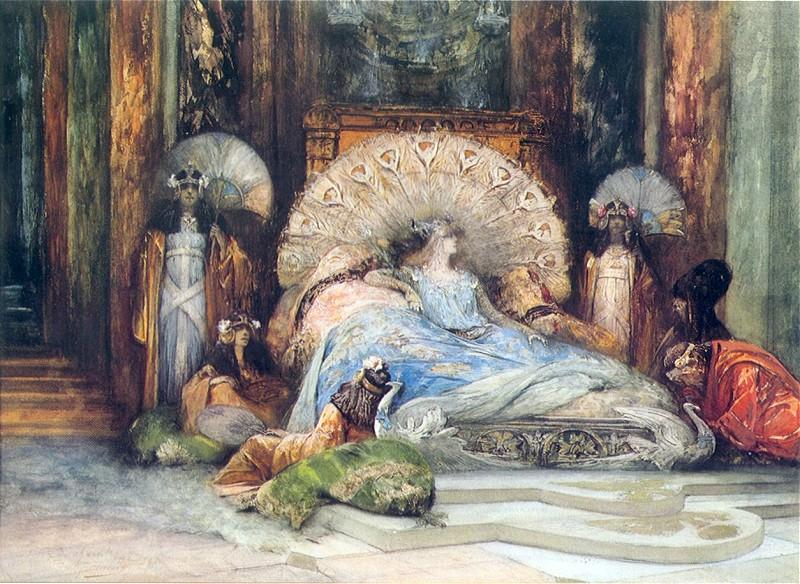
Sarah Bernhardt en Théodora par Georges Clairin, 1902.

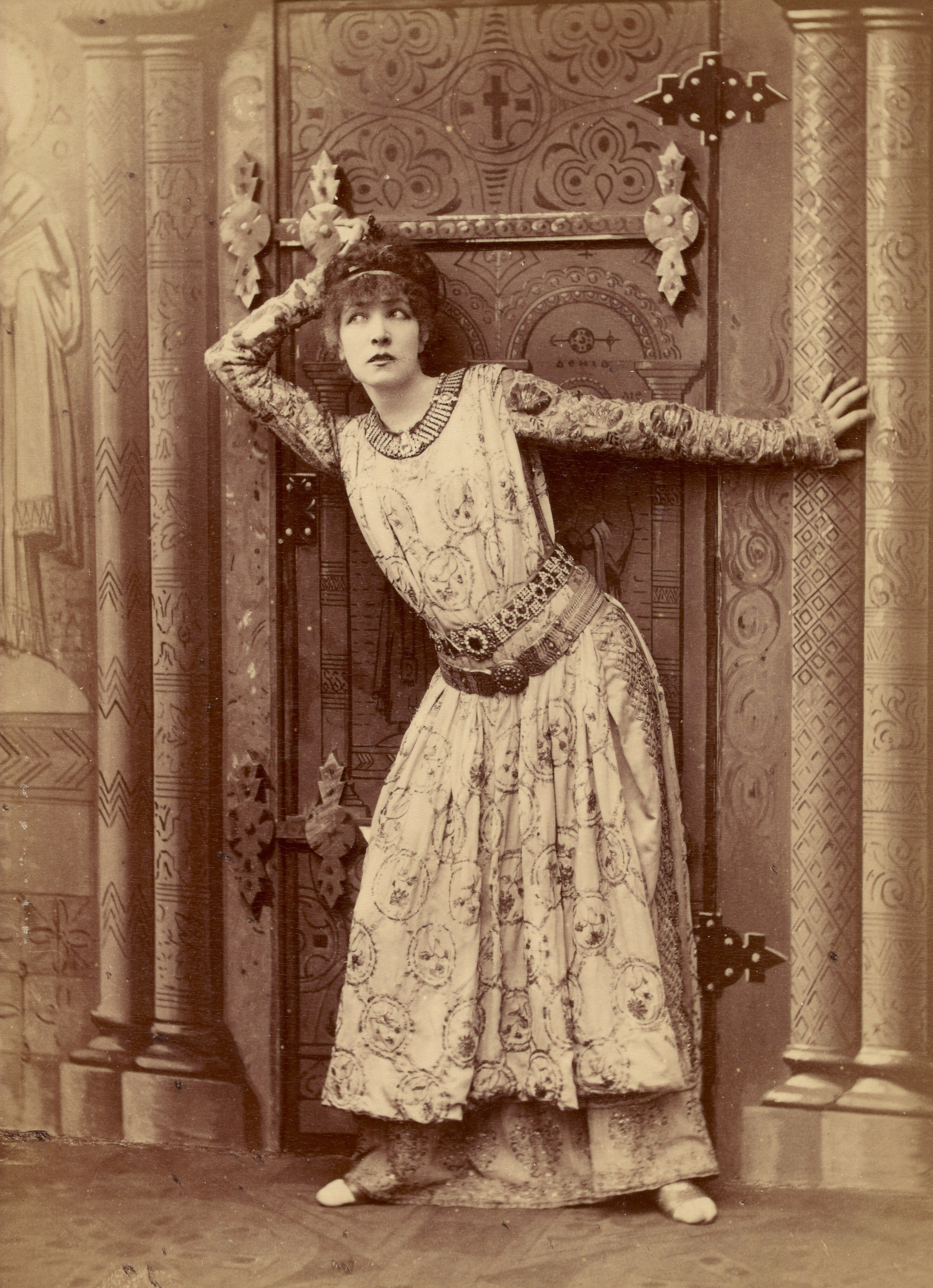
Sarah Bernhardt jouant Théodora dans la pièce éponyme en 1884.

La fin du XIXe siècle marque un tournant. Dans l'historiographie, c'est le moment de l'émergence d'une byzantinologie moderne qui se détache à la fois du mishellénisme médiéval et du cadre des Lumières, largement dépréciateurs. Dans les arts, cette tendance se retrouve et même, par certains aspects, précède cette évolution. Les liens avec le développement de l'orientalisme sont réels même s'ils n'ont pas toujours été mis en avant. Edward Saïd n'en fait ainsi pas mention dans son ouvrage fondateur L'Orientalisme. L'œuvre majeure en la matière reste la pièce de théâtre Théodora de Victorien Sardou. L'impératrice, interprétée par la vedette de l'époque Sarah Bernhardt, y devient une icône de la femme fatale, séductrice et dominatrice. Envoûtante, y compris pour son mari, elle y incarne l'image d'un Orient sensuel, voire érotique, lieu d'épanouissement d'une violence cohabitant avec un cadre raffiné. Le succès de cette pièce joue beaucoup dans le regain de popularité de Byzance à l'époque. Les œuvres se multiplient la prenant pour cadre, à l'image de plusieurs romans de Paul Adam entre 1893 et 1907. Les mêmes traits se retrouvent. Le monde byzantin y est dépeint comme décadent, ouvert aux complots des femmes et des eunuques, violent mais non sans raffinement, profondément paradoxal. L'opulence y est sans cesse rappelée avec l'omniprésence de Constantinople, souvent appelée de son nom antique Byzance. La capitale incontournable est un lieu mythifié mais aussi cosmopolite, ce qui en fait un facteur de faiblesse de l'Empire byzantin dans la conscience de l'époque. Elle est le lieu de tous les complots. Au-delà de la France, au Royaume-Uni aussi, Byzance apparaît comme un espace mythifié, presque fictif, décrit dans le poème Sailing to Byzantium. Le poète britannique William Butler Yeats qui le publie en 1928 relate une quête métaphysique dont le but spirituel est représenté par la destination légendaire qu'est Byzance. Ni complètement oriental sans être véritablement rattachée à l'Occident et à l'Europe, l'Empire byzantin incarne un entre-deux-mondes, lieu de rencontre entre les peuples, les religions et les époques. La peinture orientaliste prend aussi pour cadre cet univers avec les différents tableaux représentants Théodora, dont ceux de Benjamin-Constant en 1887 ou de Georges Clairin en 1902. La chute de Constantinople est un autre cadre apprécié des peintres avec des tableaux, là encore, de Benjamin-Constant ou de Fausto Zonaro.

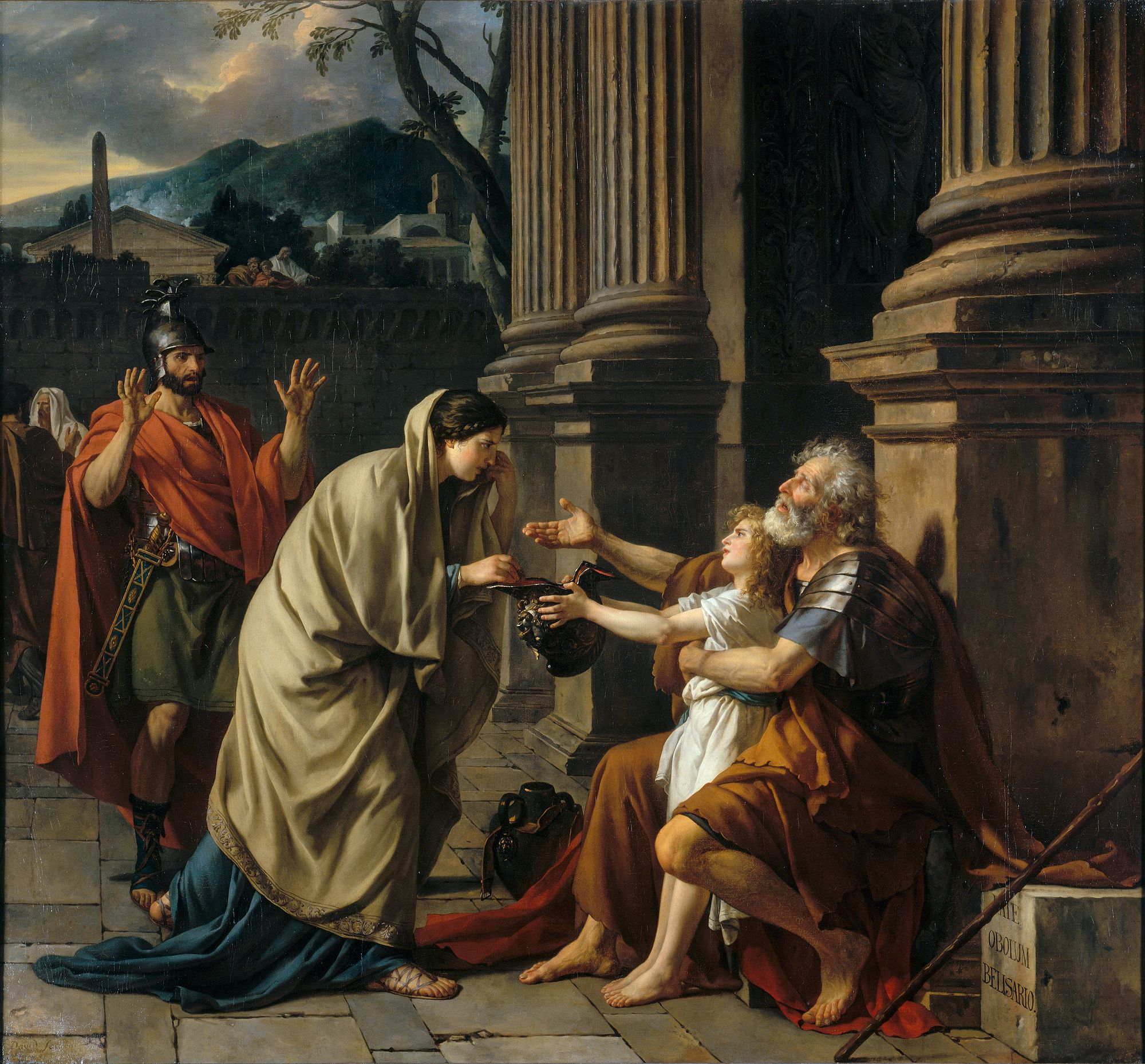
Bélisaire demandant l'aumône de Jacques-Louis David, 1781, palais des Beaux-Arts de Lille.

Plus généralement, le siècle de Justinien et la chute de Constantinople sont largement surreprésentés en raison de leur impact historique. La prise de Constantinople devient ainsi l'une des Très Riches Heures de l'humanité décrites par Stefan Zweig. Au cinéma, l'événement a fait l'objet de plusieurs films dont L'Agonie de Byzance de Louis Feuillade en 1913 ou, plus récemment, d'une superproduction turque, Constantinople ou Fetih 1453 en 2012. Ce film polémique y exalte l'événement fondateur de la puissance ottomane aux dépens d'un monde byzantin déclinant. L'époque justinienne, elle, a fait l'objet d'un grand nombre d’œuvres. Si le genre du péplum évoque rarement mais régulièrement l'Empire byzantin, la période la plus représentée est, de très loin, celle du règne de l'empereur Justinien Ier, et accorde une grande place à son épouse Théodora et aux événements de la sédition Nika. Le premier film consacré à son épouse est Teodora imperatrice di Bisanzio de l'Italien Ernesto Maria Pasquali, en 1909, qui adapte la tragédie de Victorien Sardou. La pièce connaît deux autres adaptations au cinéma dans les années suivantes (Théodora du Français Henri Pouctal en 1912 et Teodora de l'Italien Leopoldo Carlucci en 1922, cette dernière étant celle qui dispose des plus gros moyens). En 1953, Riccardo Freda traite à nouveau du même thème dans Théodora, impératrice de Byzance avec un scénario plus proche de la réalité historique et un grand soin apporté aux reconstitutions. Au-delà, les péplums se plaisent à traiter du thème de la reconquête de Rome à l'image du film Pour la conquête de Rome I de Robert Siodmak. L'Empire du VIe siècle constitue un cadre de choix pour des œuvres uchroniques, dans la lignée du roman de Lyon Sprague de Camp De peur que les ténèbres revenant sur la reprise de l'Italie par les armées de Justinien.
Les Byzantins apparaissent également sous un jour défavorable dans les films consacrés à l'histoire des Slaves, dont ils constituent alors les adversaires. En 1985-1986, Rouss iznatchalnaïa (Les Débuts de la Russie), film soviétique de Gennadi Vassiliev, oppose le chef slave Veslav puis son fils Ratibor à l'Empire byzantin gouverné par Justinien. Selon Hervé Dumont, le film, réalisé « pour l'édification de la jeunesse soviétique », est empreint d'un discours nationaliste, mais son scénario est adapté d'un roman de Vsevolod V. Ivanov (exilé sous Staline). En 2000, le film russe Rytsarskiy roman (Рыцарский роман), réalisé par Aleksandr Inshakov, se déroule à Constantinople au XIe siècle.